# Ca' Rezzonico
Ca' Rezzonico (« Maison Rezzonico », le terme Ca’ vient du dialecte vénitien qui signifie « maison » équivalent du mot casa en italien) est un palais situé à Venise, sur le Grand Canal.
Aujourd'hui, c'est un musée consacré au XVIIIe siècle à Venise.
Sa construction fut dirigée par l'architecte Baldassare Longhena jusqu'à sa mort, en 1682, puis achevée par Giorgio Massari en 1756.

## Architecture
Ca 'Rezzonico est situé sur la rive droite du canal, au point où il est rejoint par le rio di San Barnaba. Le site était auparavant occupé par deux maisons appartenant à la famille Bon, l'une des familles patriciennes de Venise.
En 1649, le chef de famille, Filippo Bon décida de construire un grand palais sur le site. À cette fin, il employa Baldassare Longhena, le plus grand promoteur de la Venise baroque, un style qui remplace peu à peu le style gothique plus floral des palais tels que Ca' Foscari et Ca' d'Oro construits plus de cent ans auparavant. Cependant, ni l'architecte, ni le client n'ont vu l'achèvement du palais.
Il est constitué d'une façade à trois étages en marbre, donnant sur le grand canal. Le rez-de-chaussée rustique, avec un portique central de trois travées en retrait, sans embasement, flanqué symétriquement de fenêtres doubles. Au-dessus, se trouve l'étage noble (piano nobile) avec sept travées de fenêtres cintrées, séparées par des pilastres. Au-dessus, le deuxième étage est presque identique, surmonté en mezzanine de fenêtres ovales basses.
La légère saillie des deux niveaux de balcons accentue le décor baroque. Le palais ne fut achevé qu'en 1756 par l'architecte Giorgio Massari, qui avait été recruté pour superviser la réalisation du projet par les nouveaux propriétaires - la famille Rezzonico. Massari cependant, semble avoir respecté les plans originaux de Longhena, avec l'ajout de certains de ses propres concepts, qui reflètent l'évolution de l'architecture entre la conception du palais et son achèvement cent ans plus tard.

## La famille Rezzonico
Le palais inachevé a été acheté par Giambattista Rezzonico. Sa famille, comme leurs amis au palazzo Labia, avaient acheté leurs lettres de noblesse vénitienne au milieu du XVIIe siècle après une guerre avec la Turquie, quand les caisses de l'État de Venise ont été épuisées. C'est pourquoi les riches bourgeois, par opposition à l'aristocratie fortunée, ont pu faire un don important à la République Sérénissime, achetant ainsi des lettres de noblesse pour avoir leur nom inscrit dans le Libro d'Oro (le « Livre d'or »).
Un tableau de Canaletto du début du XVIIIe siècle montre que le rez-de-chaussée et le piano nobile étaient terminés, avec un toit temporaire pour protéger la structure des éléments. L'achèvement du palais symbolise l'achèvement de l'ascension sociale des Rezzonico. Les noces unissant les familles Rezzonico et Savorgnan s'accompagnèrenet de la décoration de la Ca' Rezzonico, pour laquelle Giambattista Tiepolo réalisa en 1757 La Noblesse, la Vertu et le Mérite se dirigeant vers le temple de la Gloire, une fresque de 600 × 100 cm.
Le summum de la puissance des Rezzonico et la grandeur de leur palais est arrivée en 1758, lorsque Carlo, fils de Giambattista Rezzonico, a été élu pape sous le nom de Clément XIII et que, la même année, Ludovico Rezzonico s'est marié avec Faustina Savorgnan de Venise. Ainsi deux des familles les plus influentes de Venise ont été unies. Cependant cette union, fait inhabituel pour l'époque, a également été un mariage d'amour, qui devait être célébré dans les fresques du palais. Ludovico est devenu plus tard le procureur de la basilique Saint-Marc. En 1810, la famille avait disparu, ne laissant que leur palais prodigieux pour pérenniser le nom de Rezzonico.

## Intérieur
En 1758, le palais a été complété et davantage renforcé par l'ajout de fresques sur les plafonds des salles de l'étage avec vue sur le rio di San Barnaba. Les artistes sélectionnés pour cette tâche ont été Jacopo Guarana, Gaspare Diziani et surtout Giambattista Tiepolo.
Les pièces principales du palais sont disposées sur le piano nobile; à tous les étages de la façade donnant sur le canal se trouvent trois grandes chambres. De chaque côté du bâtiment une suite de quatre chambres mène de la façade du Grand Canal à la plus grande salle du palais, la salle de bal à l'arrière. Cette pièce, créée par Massari, est d'une hauteur double. Les murs sont décorés en trompe-l'œil par les Pietro Visconti.
Les images sont de nature architecturale, qui donnent l'illusion que la grande salle est encore plus massive qu'elle ne l'est en réalité. Le plafond, peint par Giovanni Battista Crosato (en), représente Apollon guidant son char entre l'Europe, l'Asie, l'Afrique et les Amériques. La salle de bal et les chambres attenantes sont desservies par le vaste escalier d'honneur, avec ses balustrades en marbre orné de statues par Giusto Le Court. Le Court, grand sculpteur de Venise de la fin du XVIIe siècle a travaillé en étroite collaboration sur de nombreux projets avec le premier architecte Longhena, ce qui suggère l'importance de la salle de bal.
Le piano nobile contient également des salles telles que la chapelle et la fresque nuptiale de la chambre, décorée pour célébrer le mariage en 1758 de Ludovico Rezzonico. Ludovic et son épouse sont représentés par Tiepolo dans un trompe-l’œil tracé à travers le plafond dans le char d'Apollon. Ce thème romantique se poursuit dans la chambre voisine, célébrant ainsi le mariage heureux.
Au centre du palais rectangulaire se trouve une petite cour ornée de sculptures et une petite fontaine. La cour est dominée par le balcon à colonnades du piano nobile. Le rez-de-chaussée ressemble à une simple expansion du porche voûté - une salle qui relie l'entrée du canal à l'entrée des terres à l'arrière.

## AuXIXesiècle
Dans les premières années du XIXe siècle le palais devait devenir un collège de Jésuites, mais par un héritage complexe, il est finalement passé dans les mains de la famille Pindemonte-Giovanelli. En 1832, la famille a vendu l'ensemble du mobilier et des collections du palais. Seules les fresques sont restés in situ.
En 1837, Ca 'Rezzonico a été acquis par le comte de Ladislao Zelinsky, il laisse à son tour le palais à une succession de locataires aristocratiques. Dans les années 1880, il devient la maison du peintre Robert Browning Barrett, dont le père le poète Robert Browning, est mort dans son appartement à l'entresol, en 1889. À cette époque, le portraitiste John Singer Sargent a également occupé un studio dans le palais.
En 1906, Browning en ignorant une offre de l'empereur allemand Guillaume II a vendu le bâtiment au comte Lionello von Hierschel Minerbi. L'extravagant Minerbi (qui emplit le palais d'objets d'art) vivait luxueusement au palais jusqu'en 1935 quand, comme ses prédécesseurs de la famille Bon, l'argent lui a manqué.

## Le palais aujourd'hui
En 1935, après de longues négociations, Ca' Rezzonico a été acquis par le Conseil municipal de Venise pour afficher les vastes collections d'art vénitien du XVIIIe siècle, qui manquent d'espace dans le musée Correr.

### Le rez-de-chaussée et la cour
Le bâtiment a sa façade principale sur le grand canal face au palais Grassi. Un arrêt de vaporetto lui est destiné. Le tragetto de San Samuelle permet de rejoindre la rive opposée. Il y a une deuxième entrée par le côté, par la fondameta Rezzonico à partir de San Barnaba. Cette dernière entrée donne sur le jardin avec une fontaine où sont sculptées les armes de la famille Rezzonico.
Du rez-de-chaussée, les visiteurs montent au Piano Nobile par l'escalier d'honneur, doté de balustrades en marbre décorées de statues de Giusto Le Court . Le Court était le principal sculpteur à Venise à la fin du XVIIe siècle et travaillait en étroite collaboration sur de nombreux projets avec le premier architecte du bâtiment, Longhena.

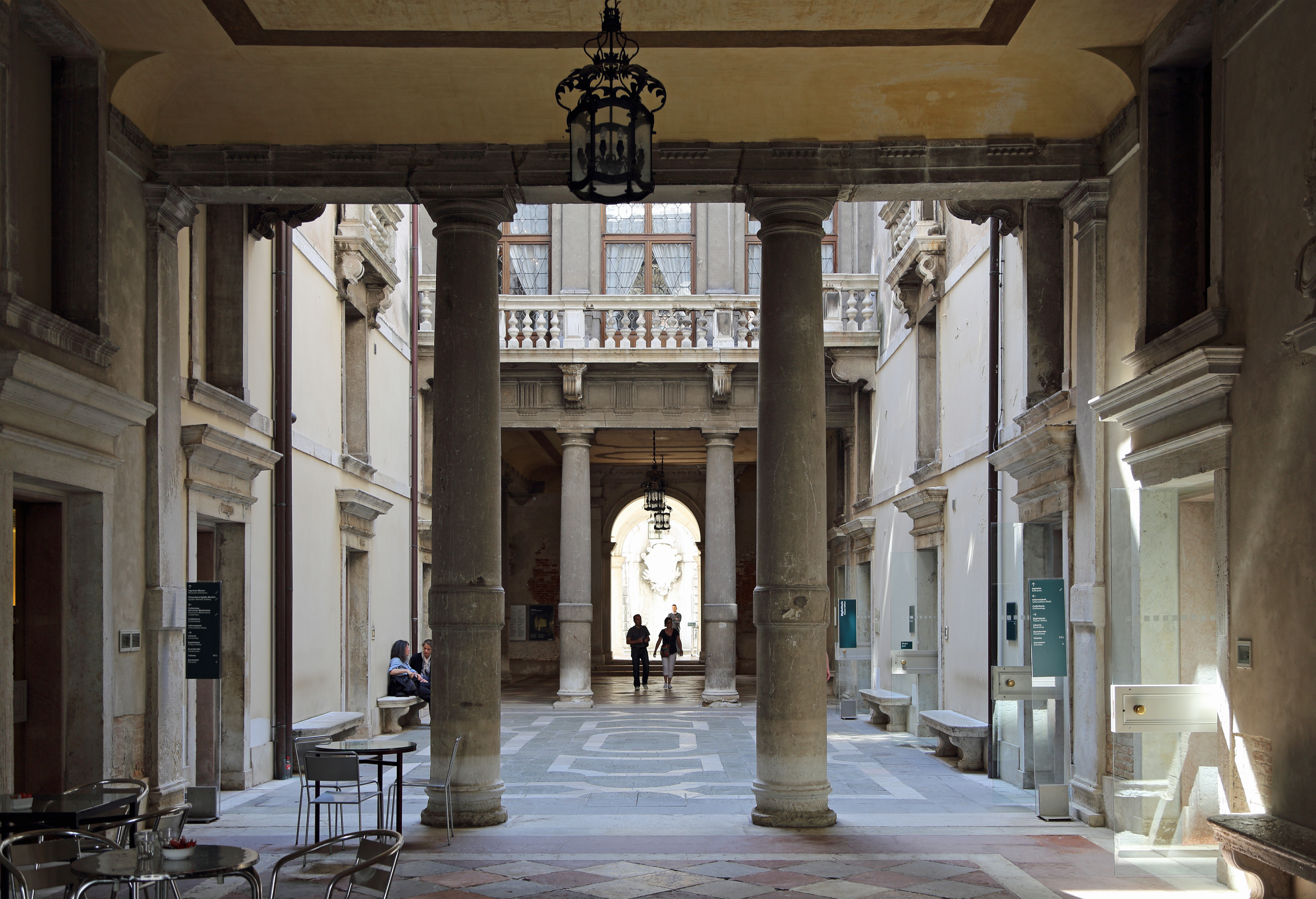
La cour intérieure
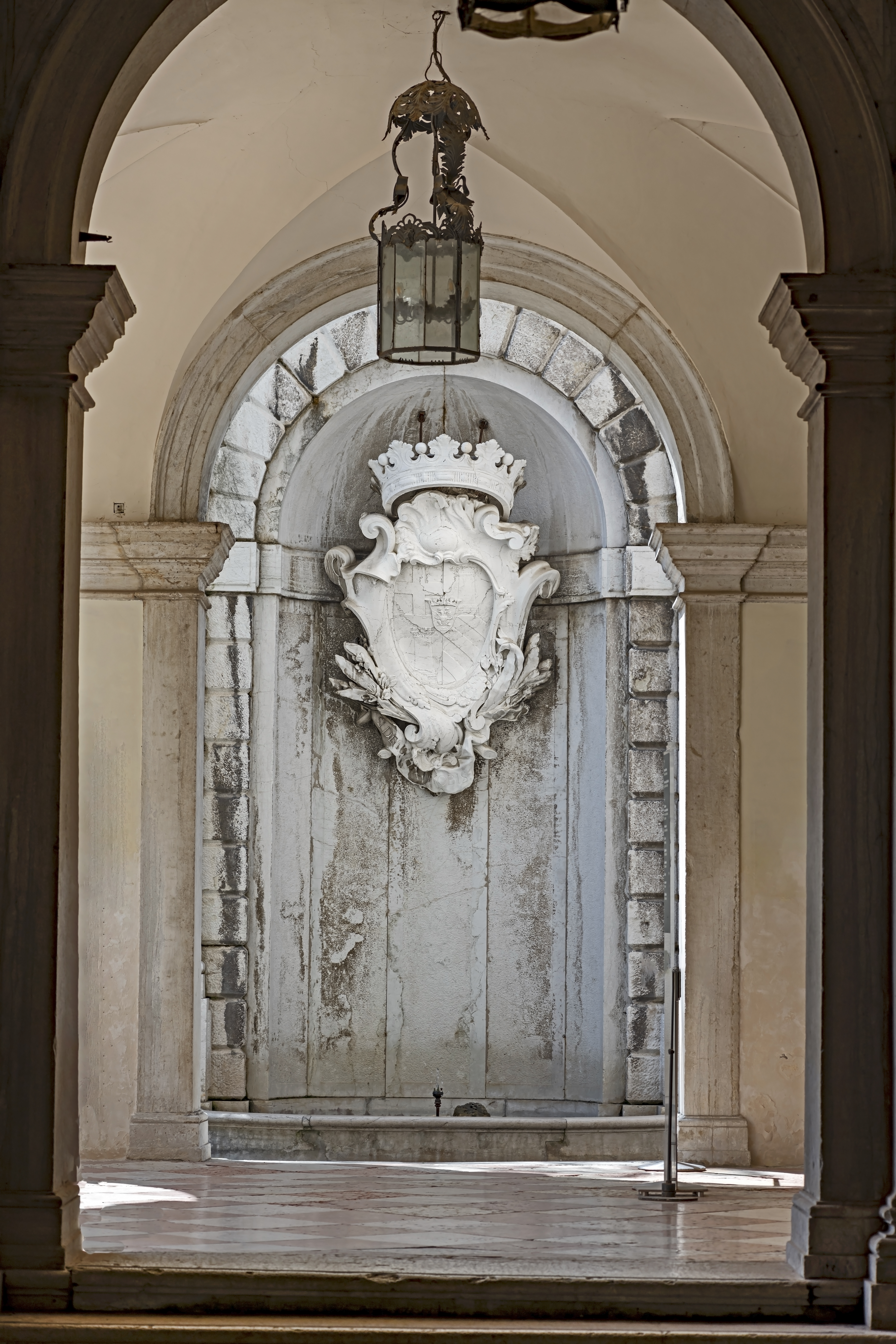
Fontaine et armes de la famille Rezzonico
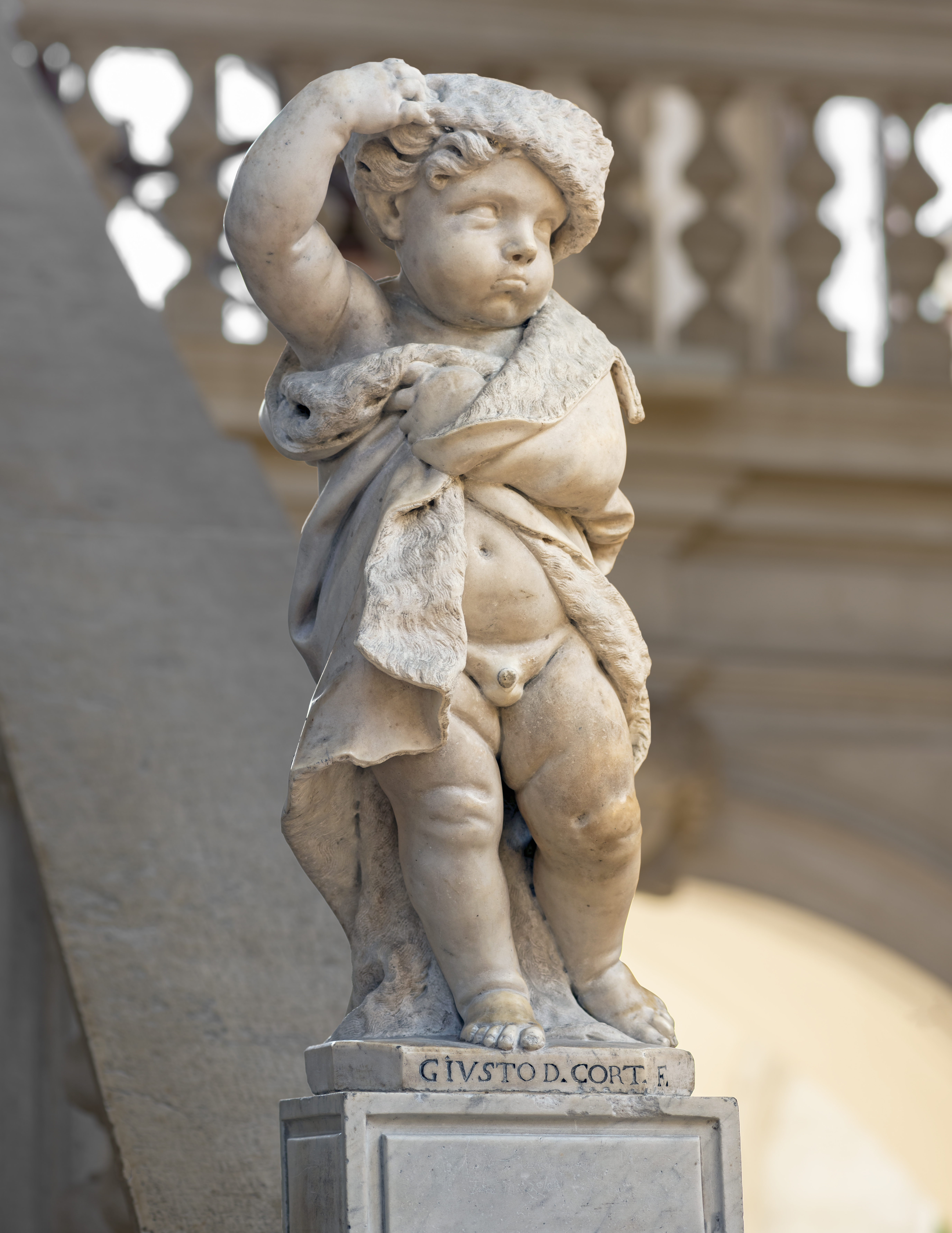
Grand escalier - L'Hiver par Giusto Le Court
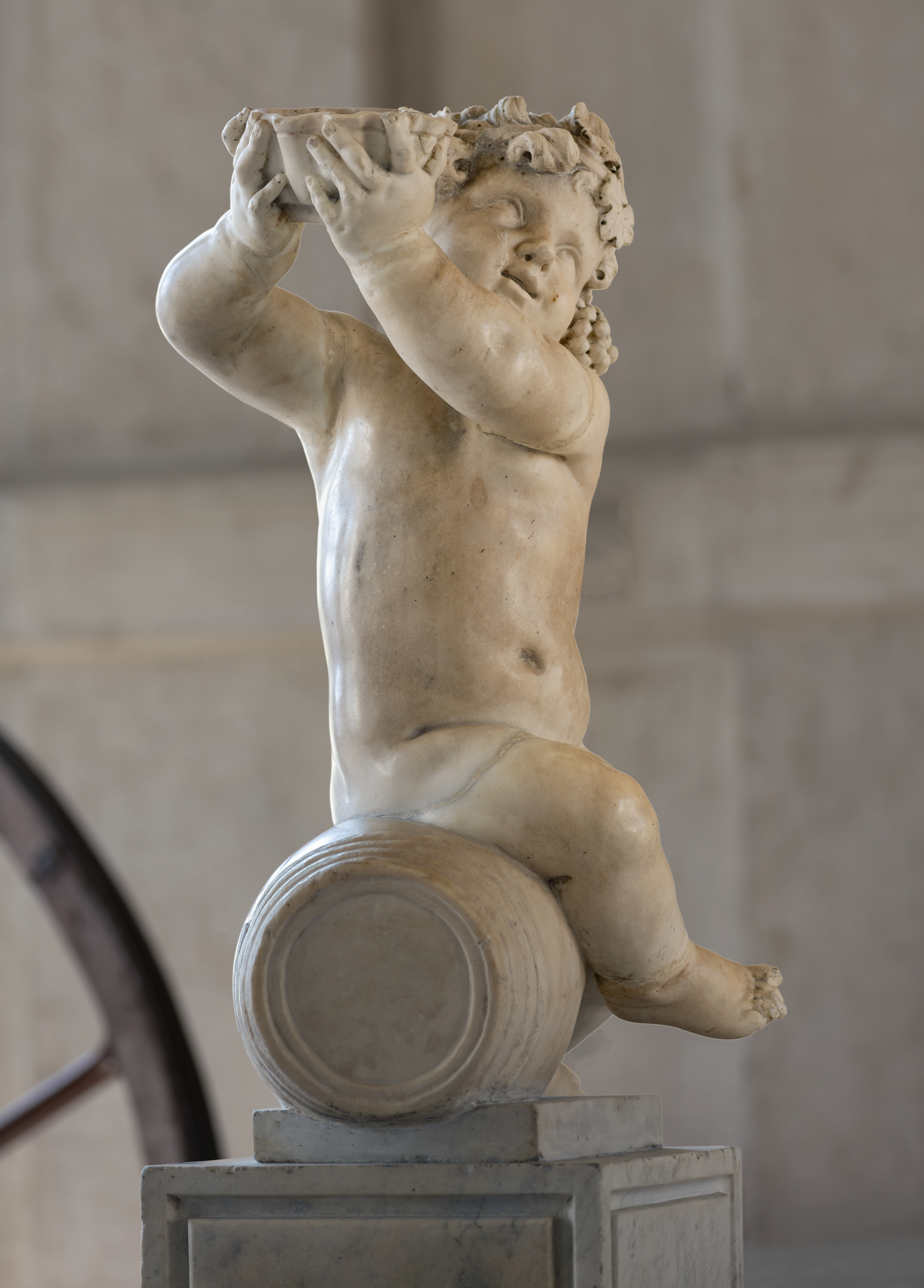
Grand escalier - L'Automne par Giusto Le Court

### Premier étage -Piano Nobile

#### La salle de bal
Une génération après les travaux de Longhena, la famille Rezzionico confie à Giorgio Massari un nouveau projet de salle de bal. Il y adjoint un grand escalier monumental. L’espace est trouvé grâce au sacrifice des étages supérieurs ouvrant ainsi la hauteur des deux étages. La décoration est confiée à Giambattista Crosato, peintre et dessinateur vénitien actif en Vénétie et au Piémont et Girolamo Mengozzi élève de Francesco Scala et d'Antonio Ferrari actif comme collaborateur de Giambattista Tiepolo puis de son fils Giandomenico Tiepolo à Venise. Au centre du plafond, Giambattista Crosato a représenté Apollon, le dieu du soleil, sur un char. Face à l’entrée le visiteur ne peut pas ignorer les armoiries de la famille Rezzonico d’une taille démesurée.

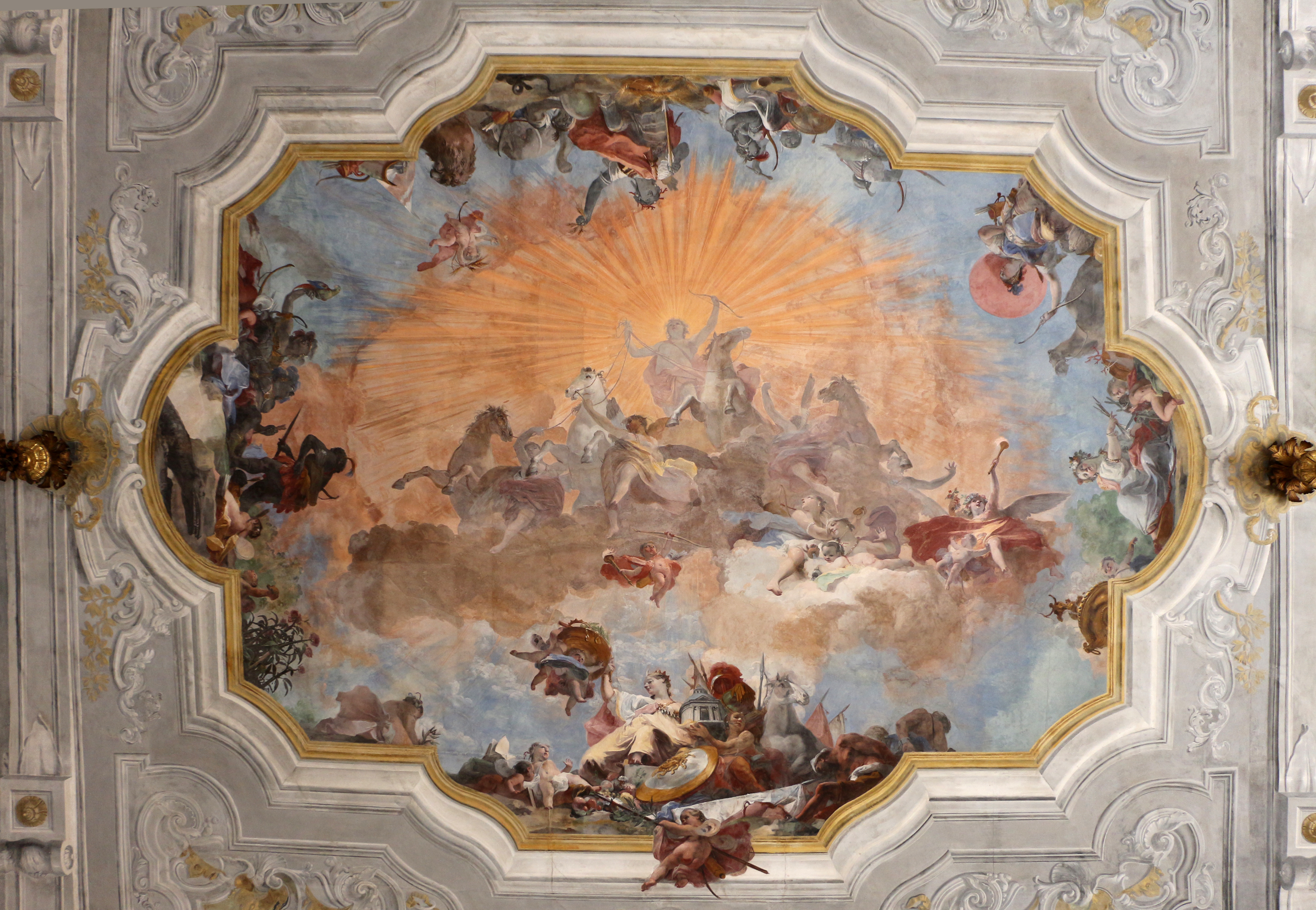
Le char d’Apollon par Giovanni Battista Crosato (1753)
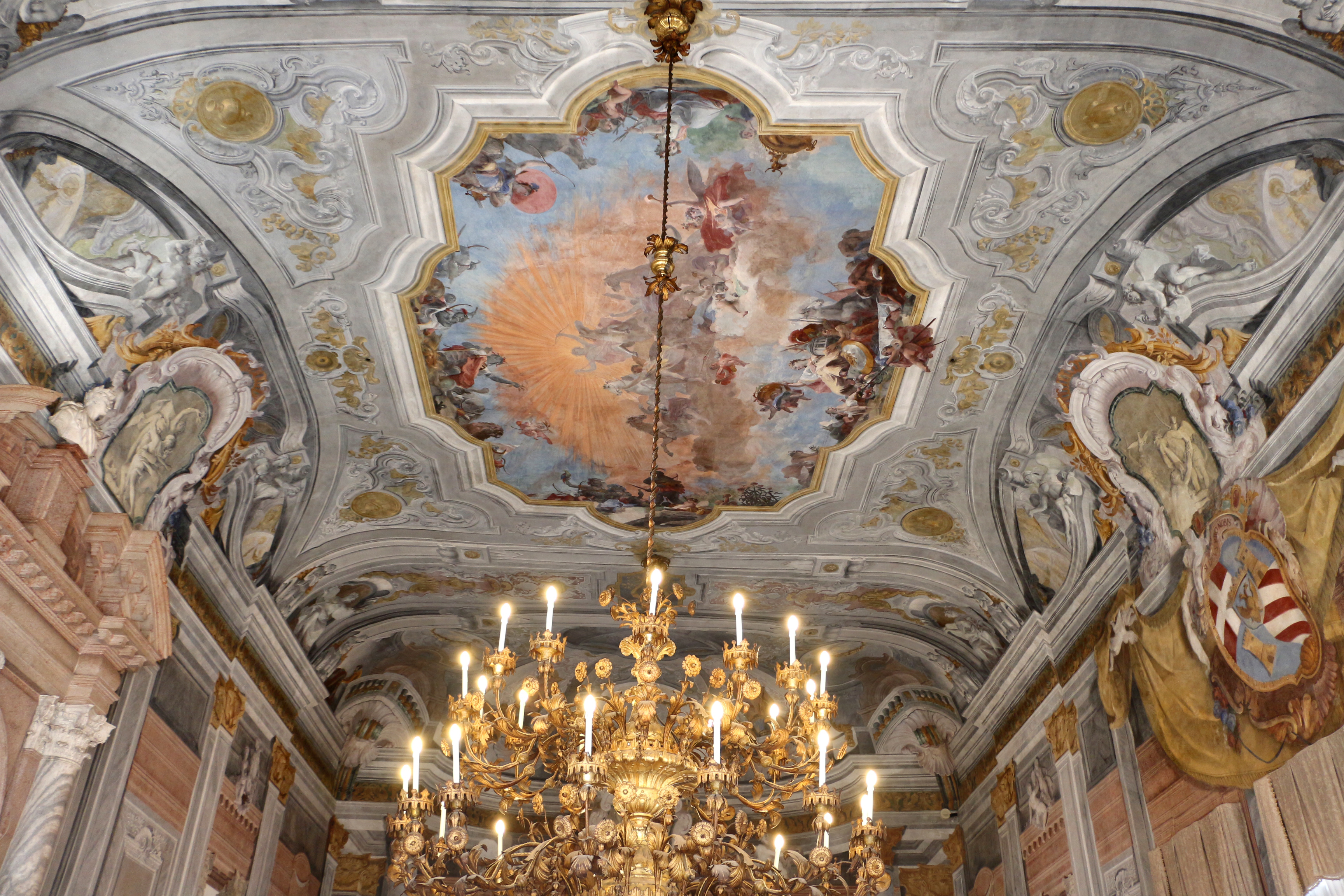
Trompe l’œil par Girolamo Mengozzi
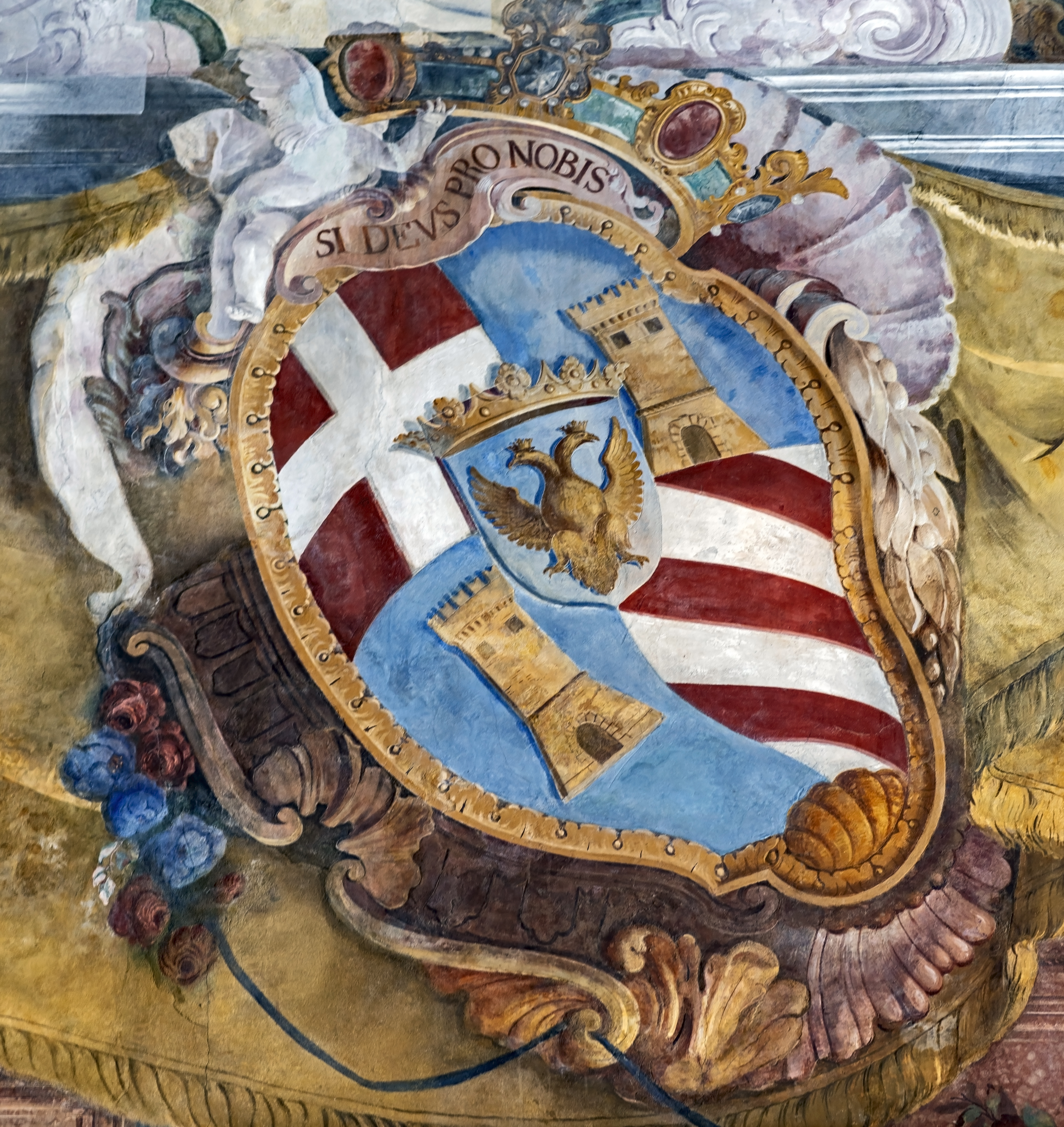
Armes en trompe l’œil de la famille Rezzonico par Giambattista Crosato

#### La salle de l'allégorie nuptiale
La salle est remarquable par la fresque du plafond, due au travail de Giambattista Tiepolo et Girolamo Mengozzi. Elle fut réalisée en douze jours. Elle célèbre le mariage de Ludovico Rezzonico et de Faustina Savorgnan au décours de l'hiver 1757. Au mur un grand portrait de Francesco Falier Provéditeur Général de la province vénitienne de Dalmatie (1783-1786). Sur le mur de droite une petite chapelle en alcôve, du XVIIIe siècle on y trouve La sainte famille et saint Jean-Baptiste, de Francesco Zugno, peintre vénitien de la période rococo élève de Giambattista Tiepolo. Sur le mur face à l'entrée une tapisserie aux armes de la famille Tiepolo. Manufacture française du XVIII (Gilles Bacor).

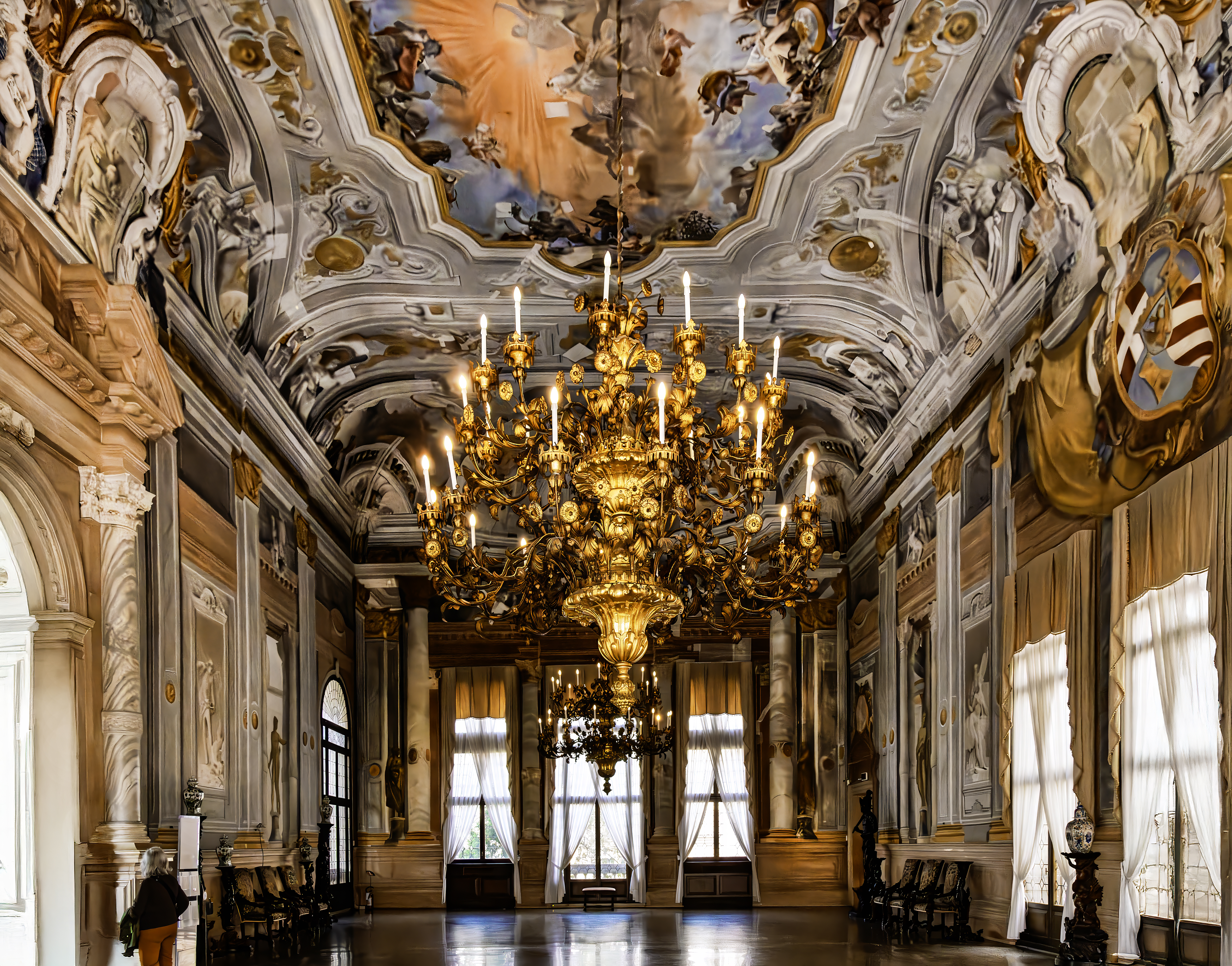
La salle de bal
Allégorie nuptiale- Giambattista Tiepolo
Francesco Falier par Bernardino Castelli
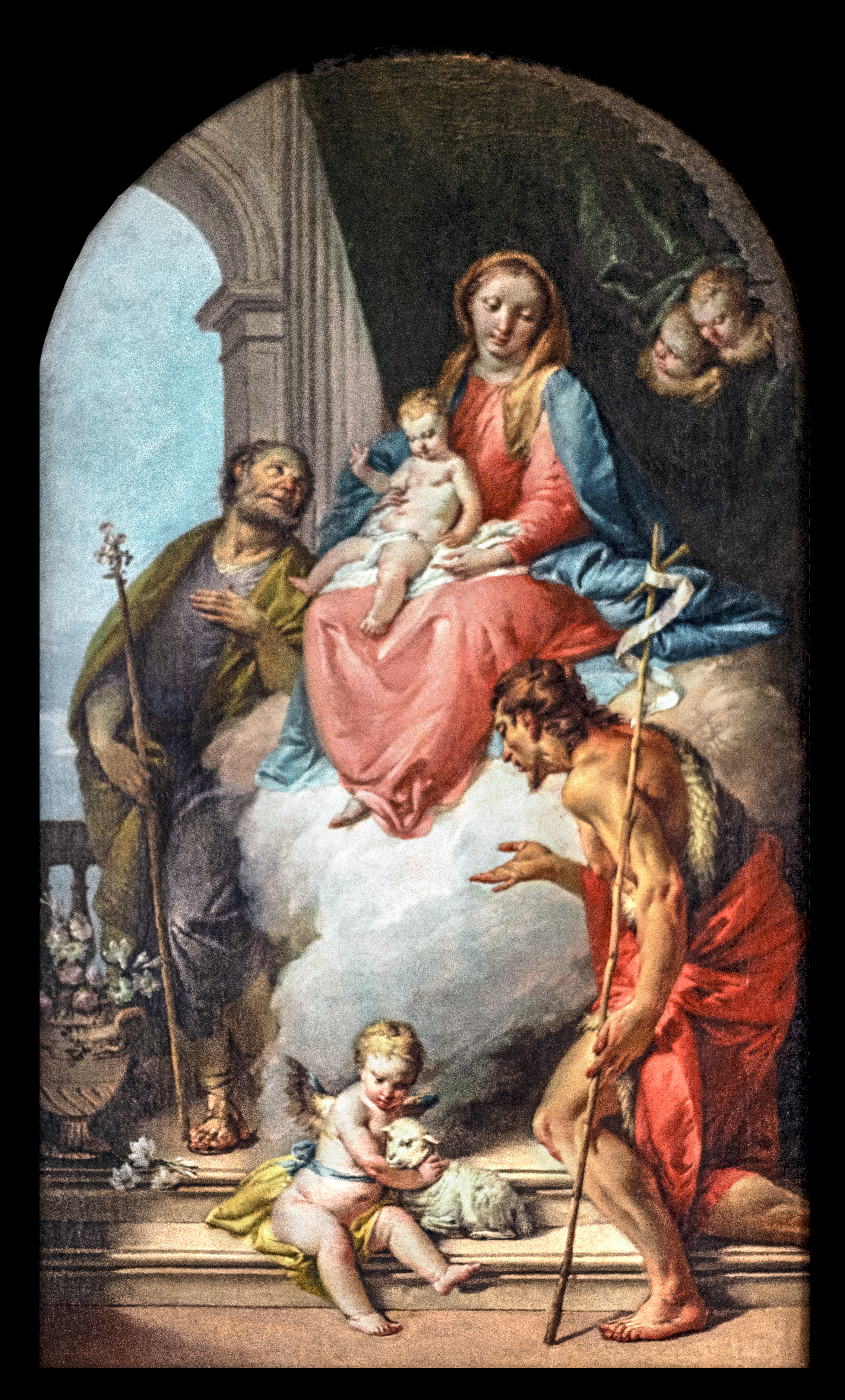
La sainte famille et saint Jean-Baptiste, de Francesco Zugno
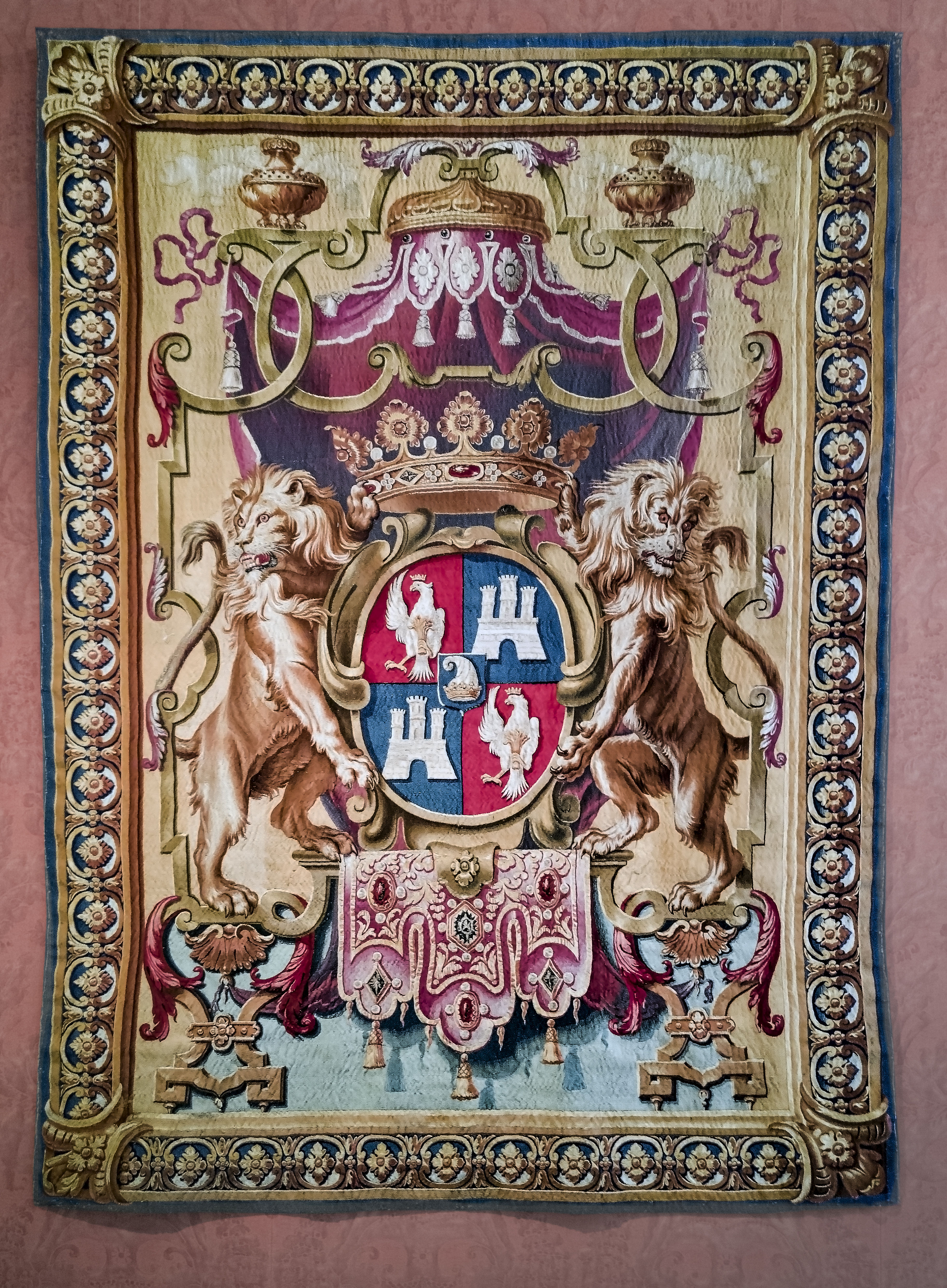
Tapisserie aux armes de la famille Tiepolo

#### La salle des Pastels
Le plafond est dû à Gaspare Diziani peintre rococo élève de Gregorio Lazzarini et de Sebastiano Ricci, qui réalisa sur le plafond un thème souvent demandé par la noblesse vénitienne, le Triomphe des Arts sur l’Ignorance. La salle rassemble une collection de portraits au pastel, technique qui est née en France, au cours de la Renaissance, et qui trouve sa plus grande diffusion au cours du XVIIIe siècle.
La Vénitienne Rosalba Carriera passa à juste titre pour un maître dans cette technique : une Madone dans un cadre baroque, Portrait de gentilhomme en rouge, Portrait de Sœur Marie Catherine Puppi morte en odeur de sainteté en 1722 et celui de la contralto Faustina Bordoni Hasse chanteuse, une diva très célèbre dans l’opéra du XVIIIe siècle, épouse de Johann Adolph Hasse. Deux pastels de la famille Sartori : Lucietta et son époux Giambattista.
De Marianna Carlevaris autre portraitiste sur pastel une série sur la famille Balbi datant de la période 1740-42 : portrait de Gerolamo Maria Balbi et de son épouse Cornelia Foscolo Balbi, les enfants : Caterina Balbi et Marco Balbi.
De Gian Antonio Lazzari pastelliste vénitien élève de Langetti, il passe pour avoir été le maître de Rosalba Carriera pour les miniatures et les pastels; deux pastels : portrait d'un enfant noble, Portrait d'un noble et portrait d'une Dame de qualité.
De Lorenzo Tiepolo, représentant sa mère Maria Cecilia Guardi, épouse de Giambattista Tiepolo et sœur de Francesco Guardi.

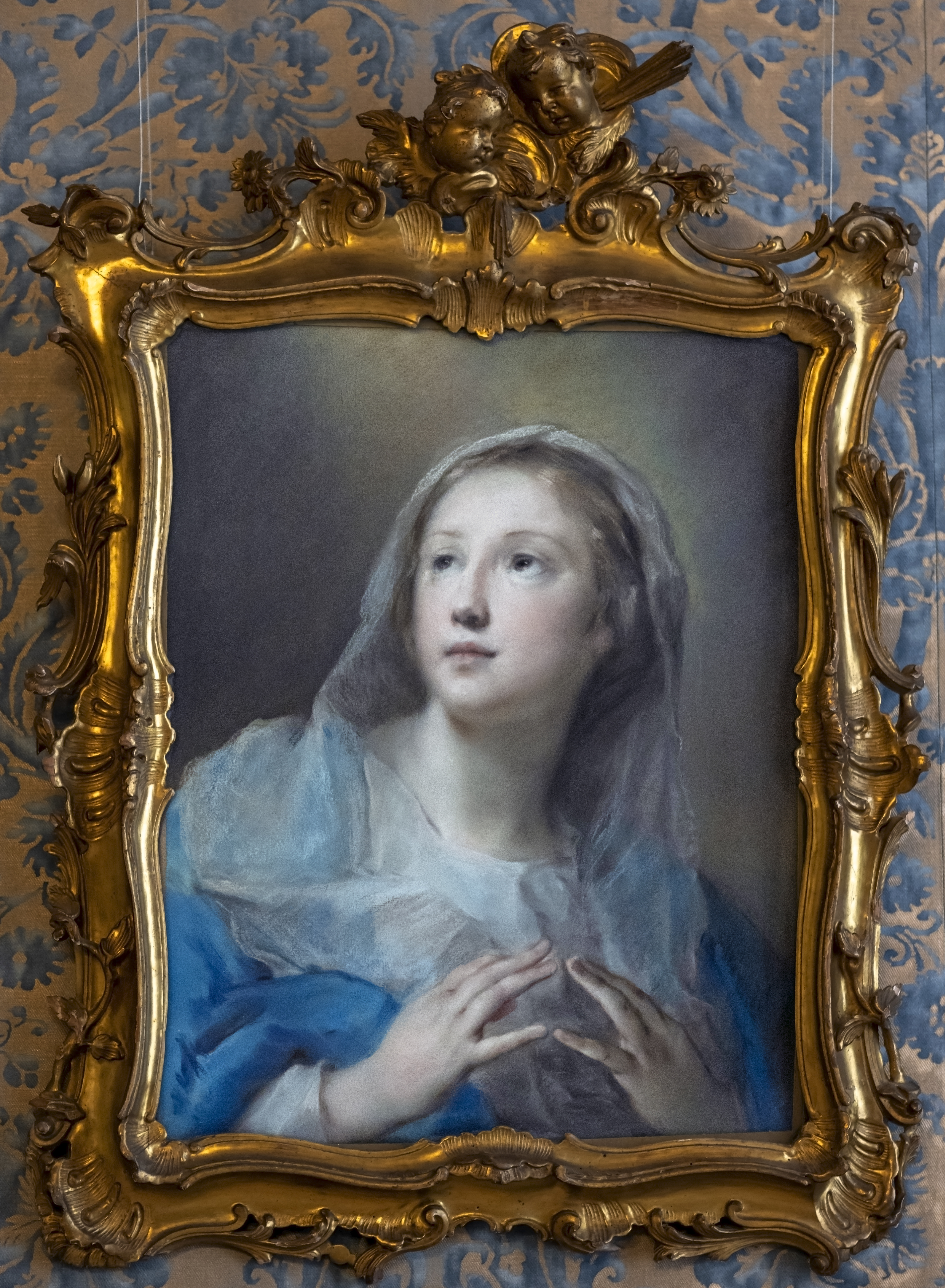
Madonna orante - Rosalba Carriera
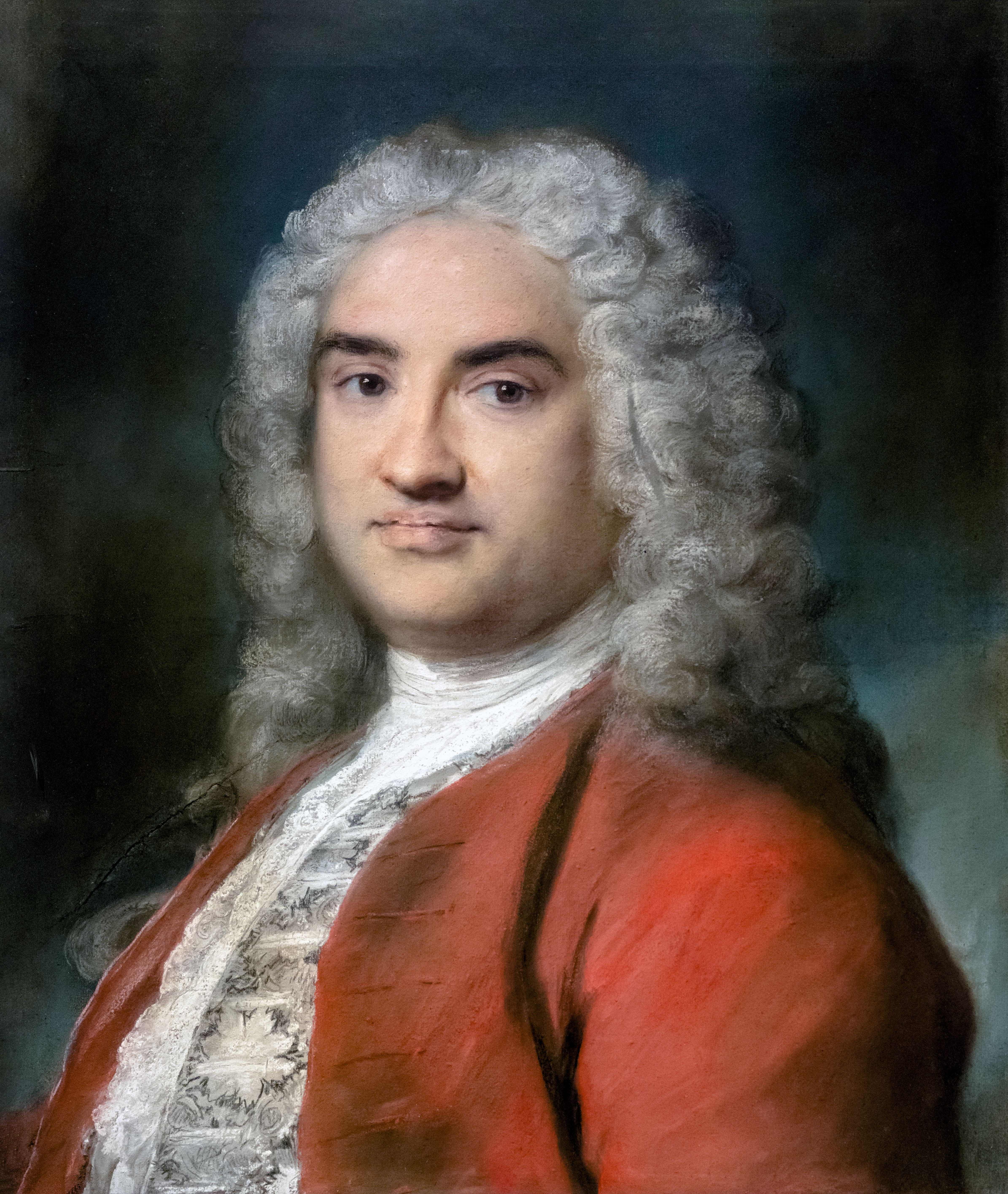
Portrait de gentilhomme en rouge- Rosalba Carriera
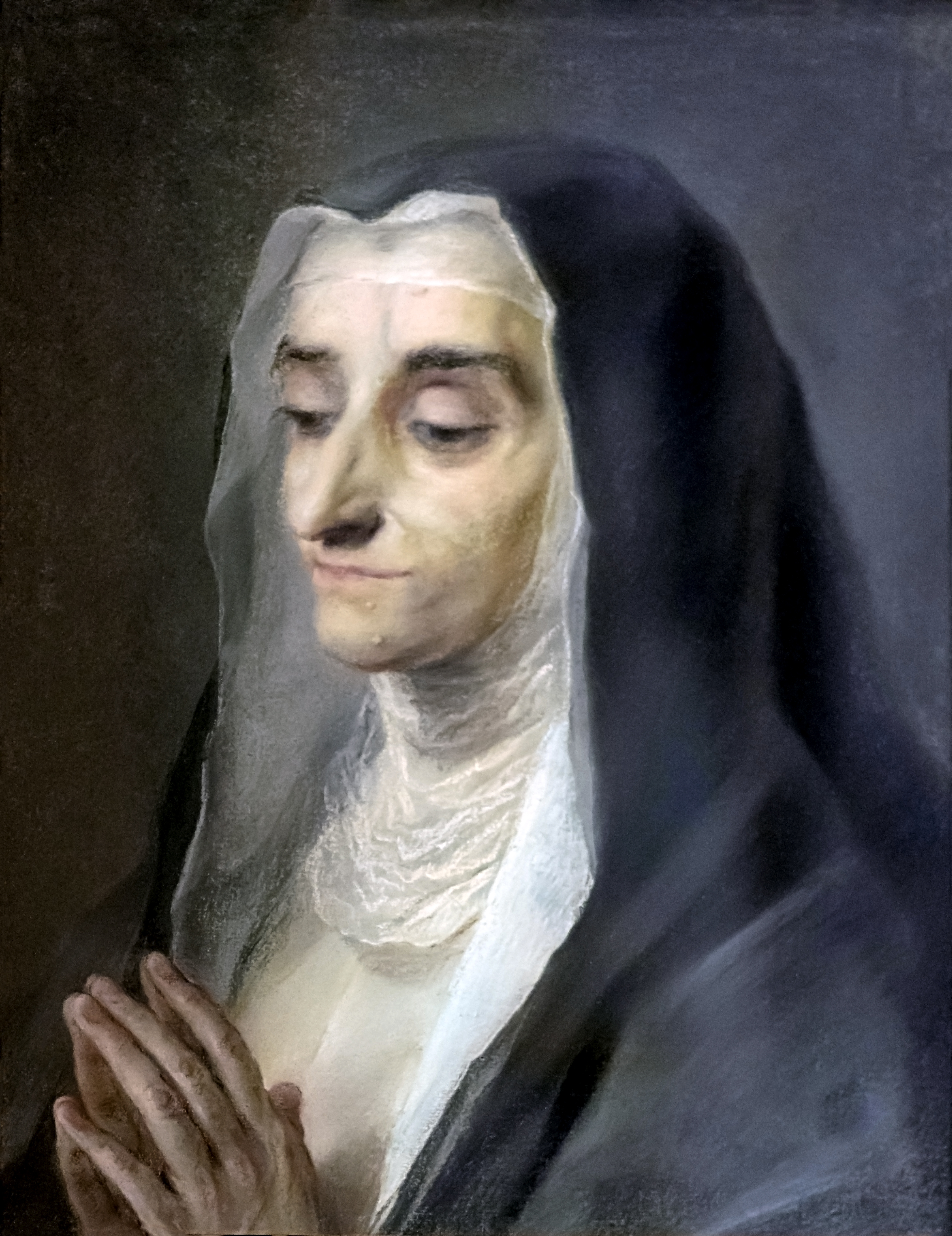
Suor Maria Caterina Puppi - Rosalba Carriera
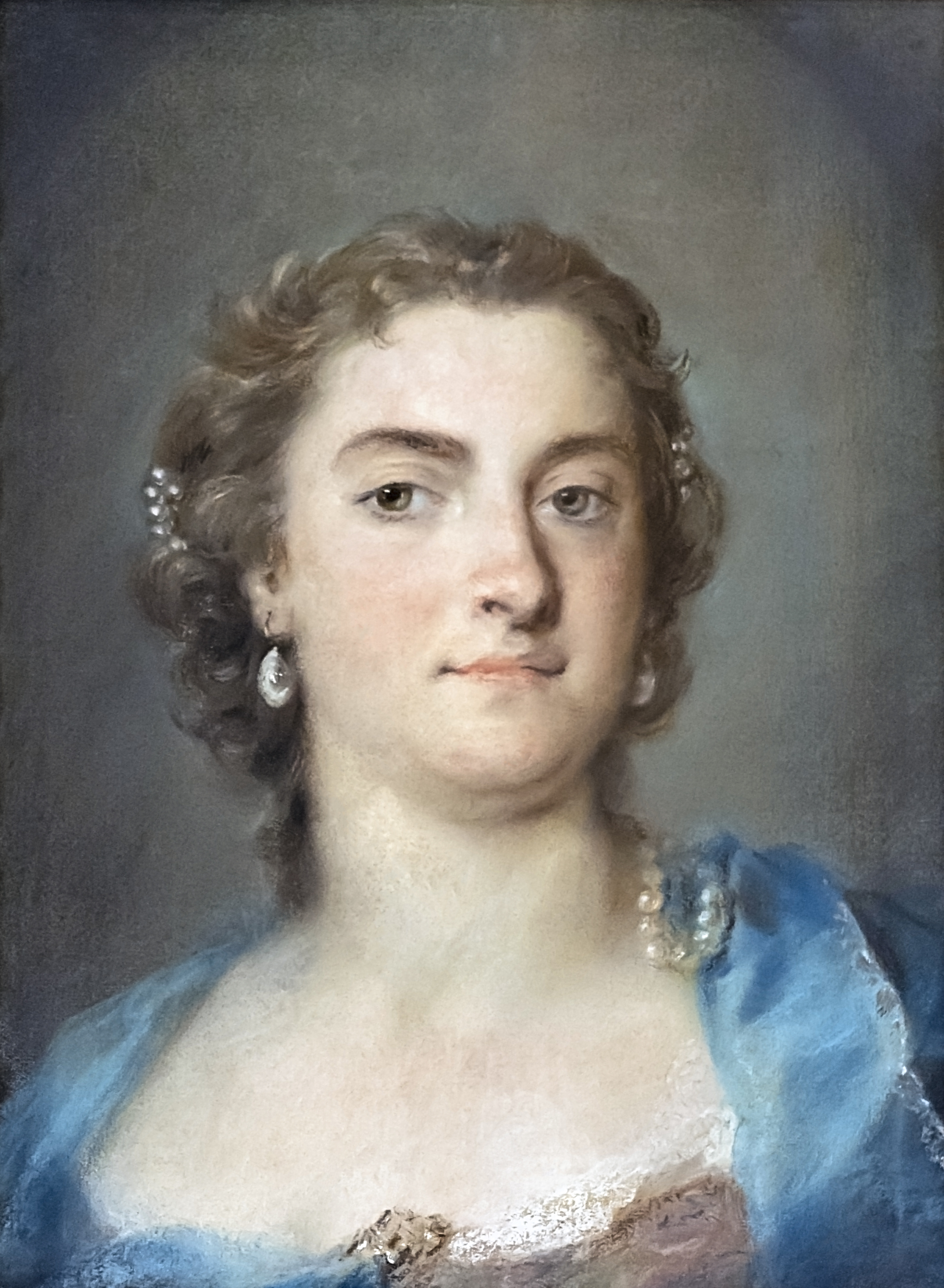
Faustina Bordoni - Rosalba Carriera
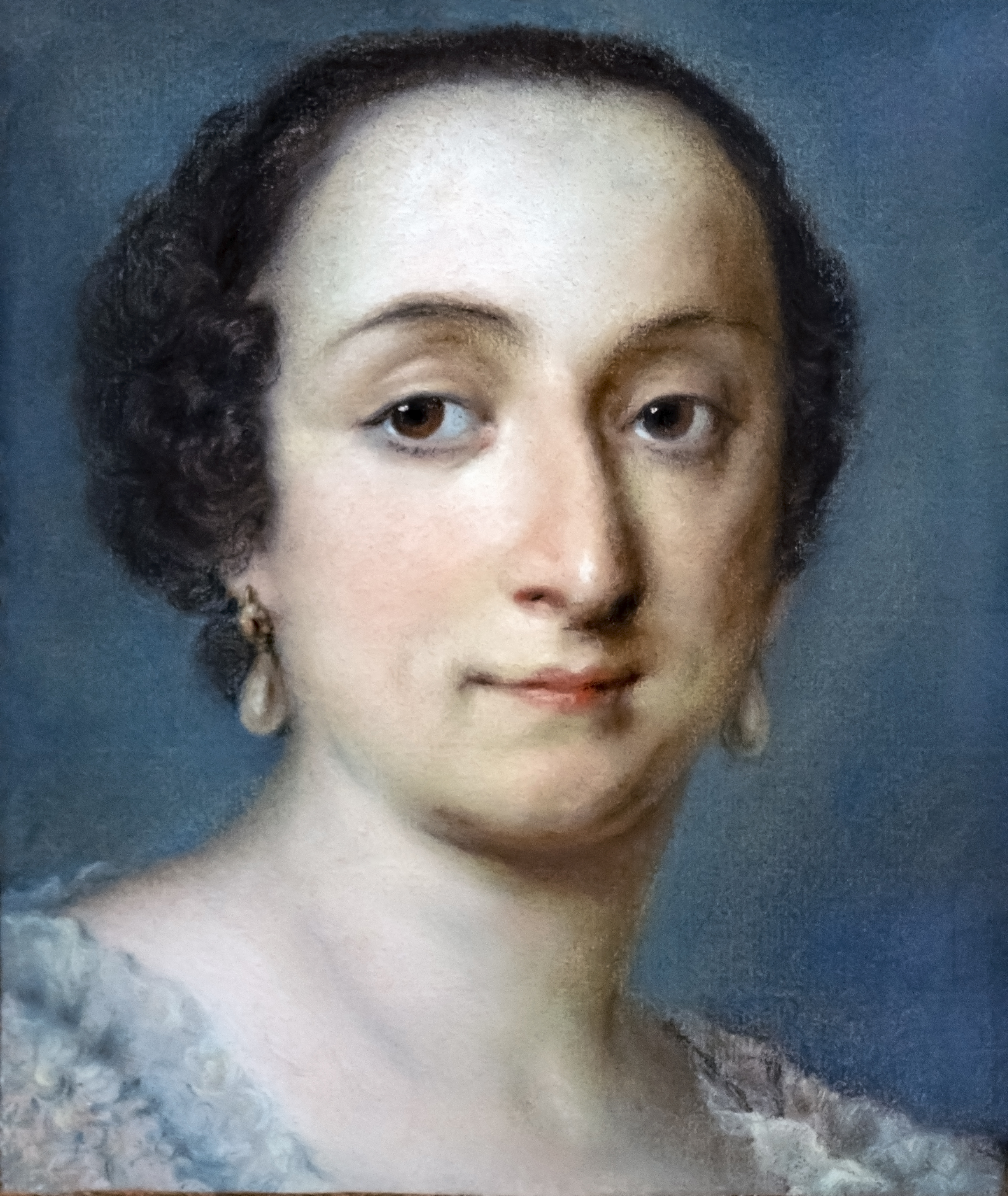
Lucietta Sartori - Rosalba Carriera
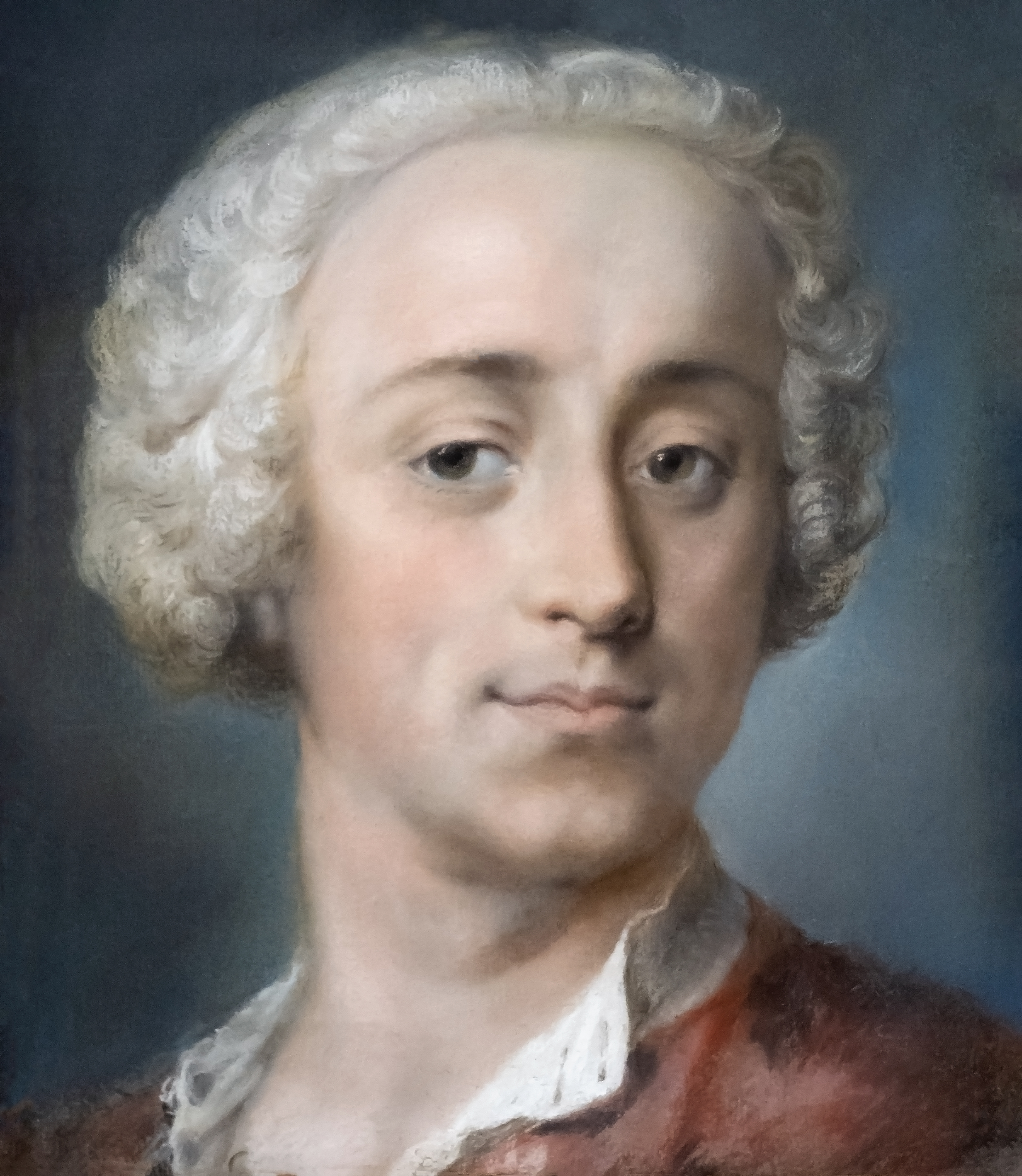
Giambattista Sartori - Rosalba Carriera
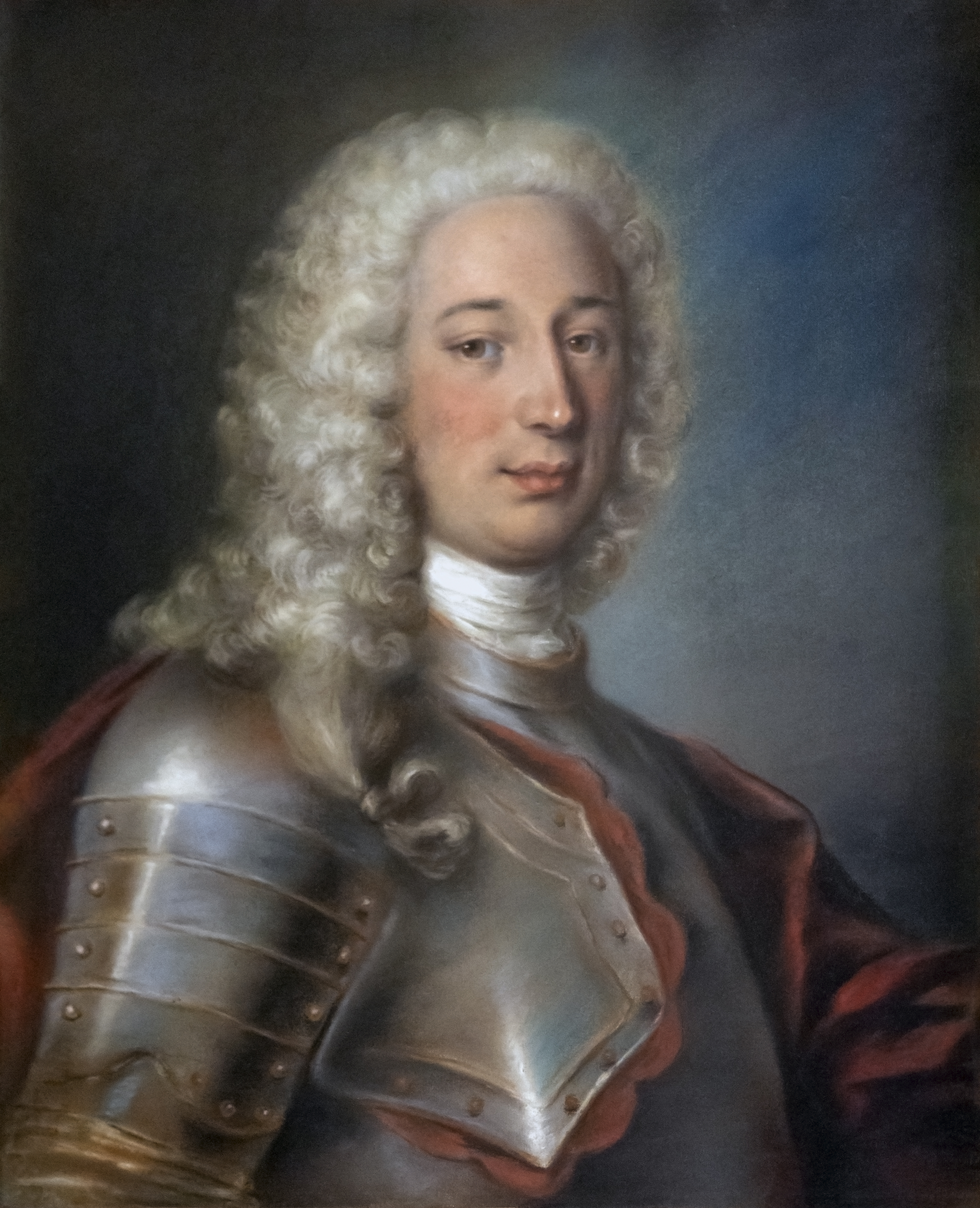
Gerolamo Maria Balbi - Marianna Carlevaris
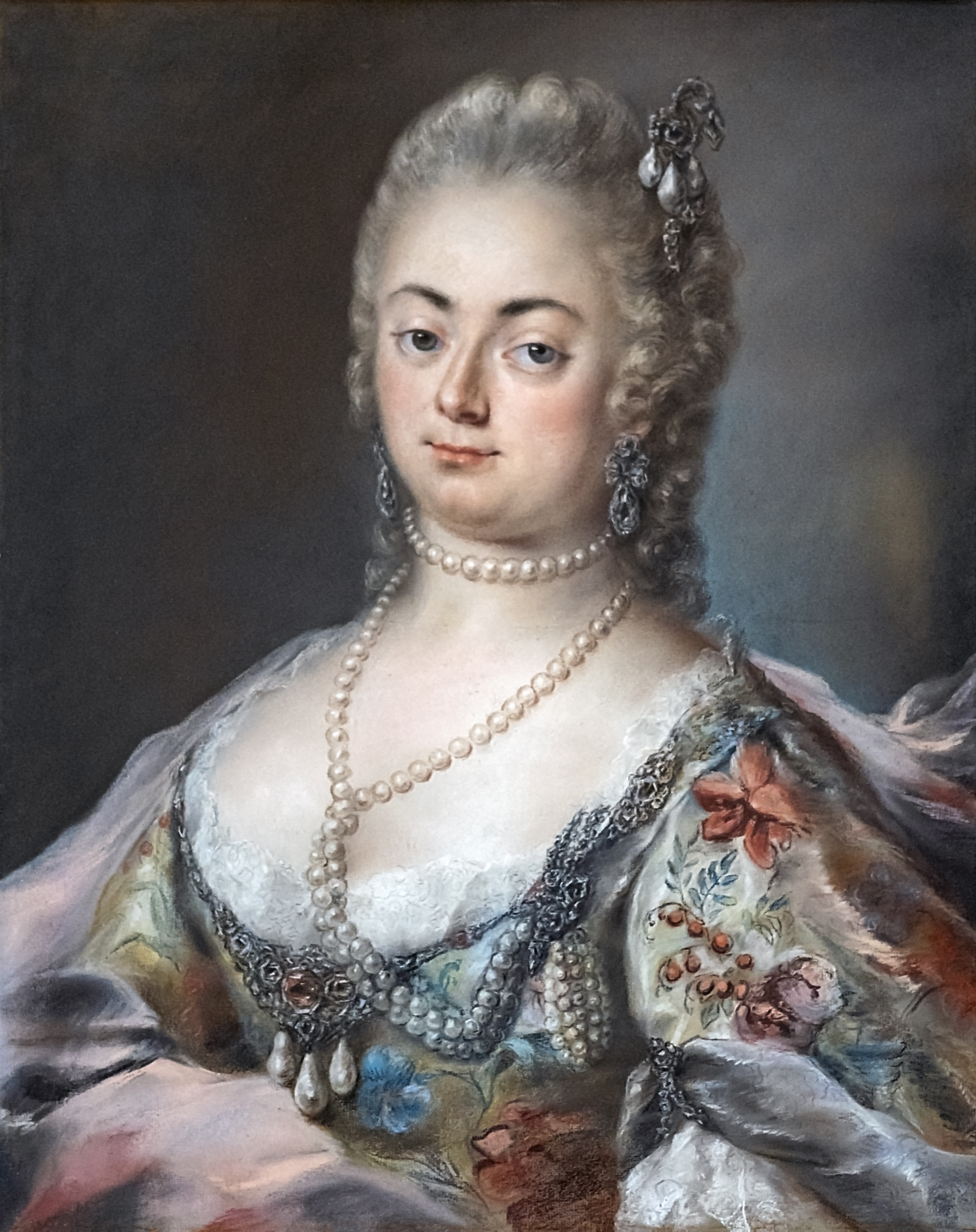
Cornelia Foscolo Balbi - Marianna Carlevaris
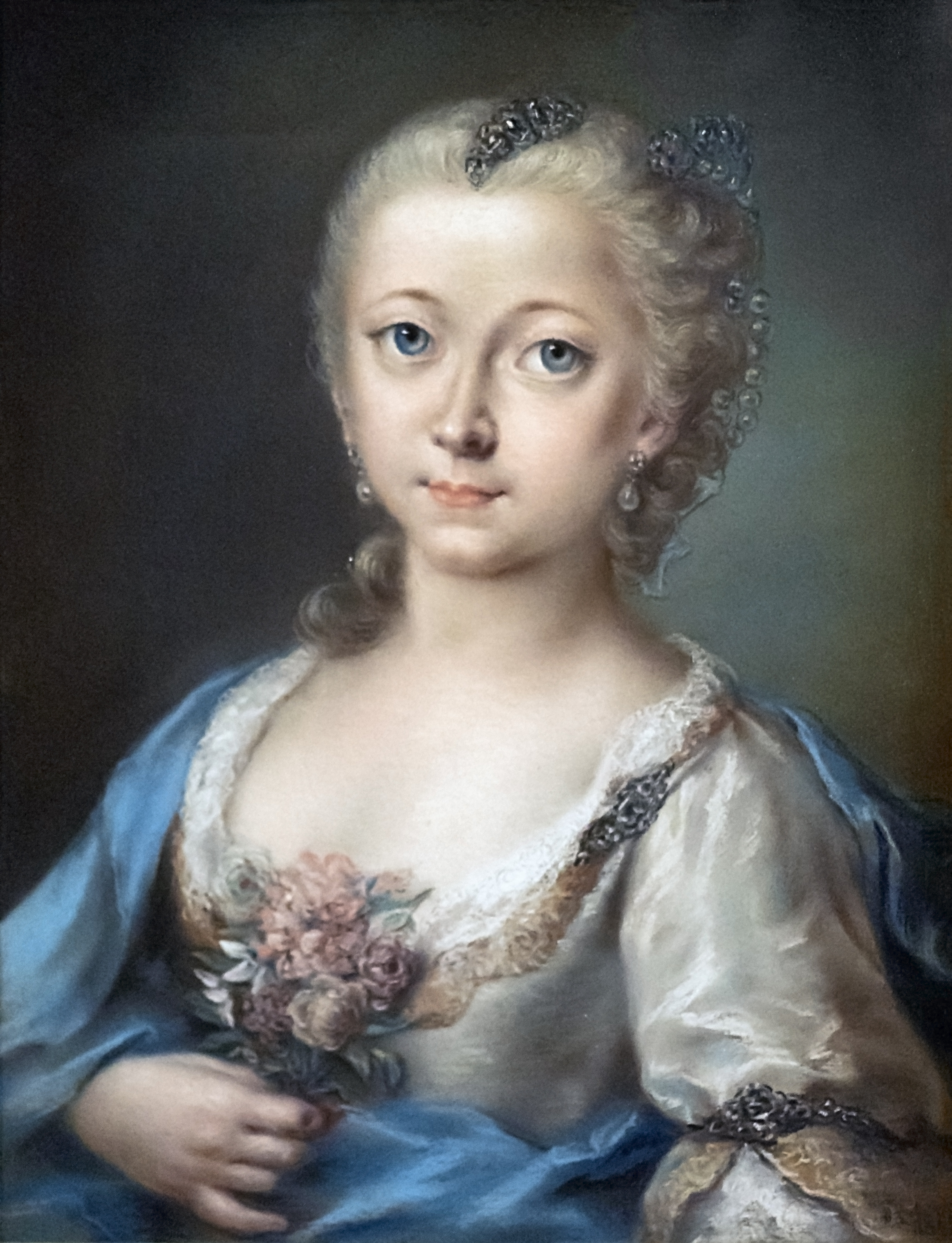
Caterina Balbi - Marianna Carlevaris
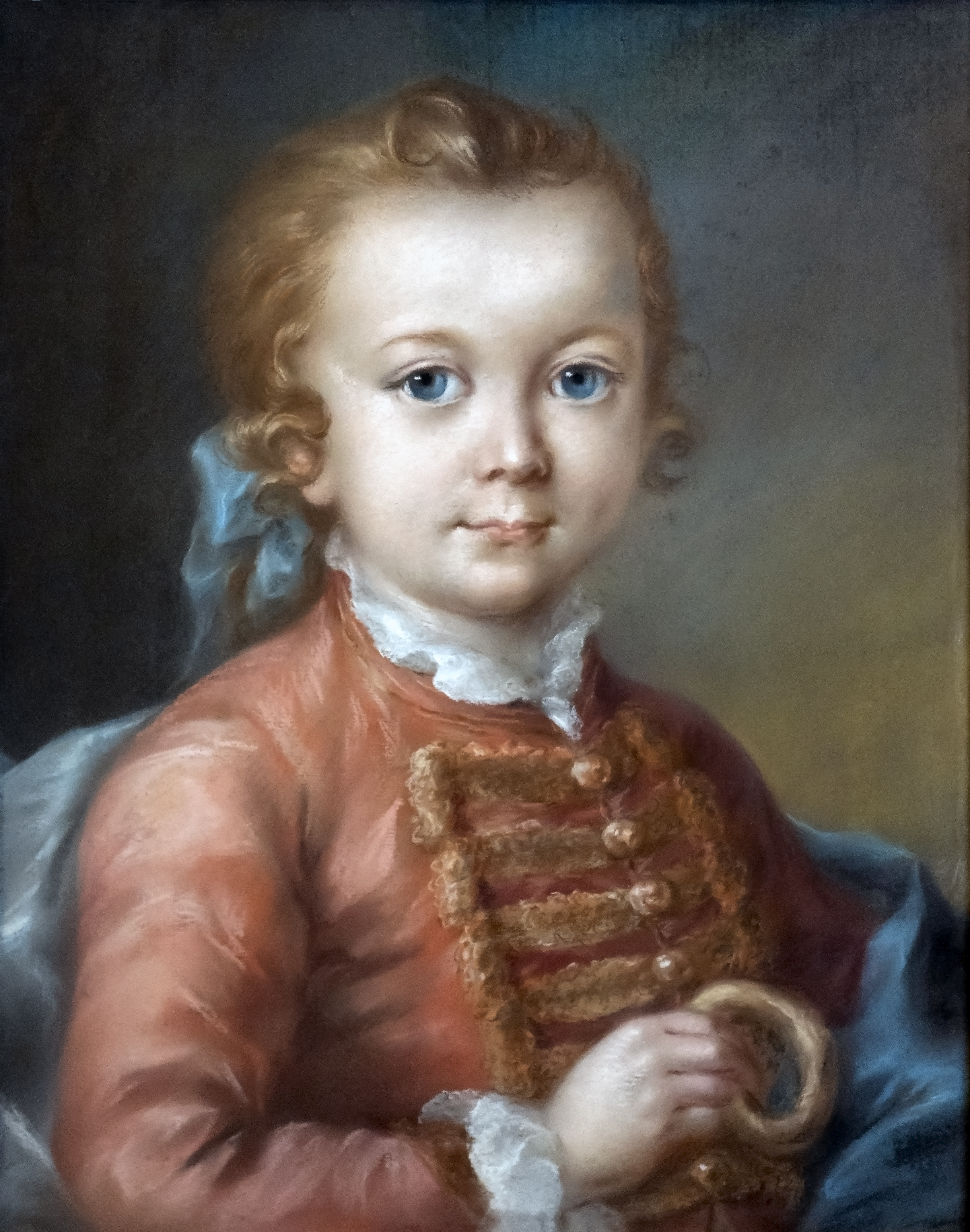
Marco Balbi - Marianna Carlevaris
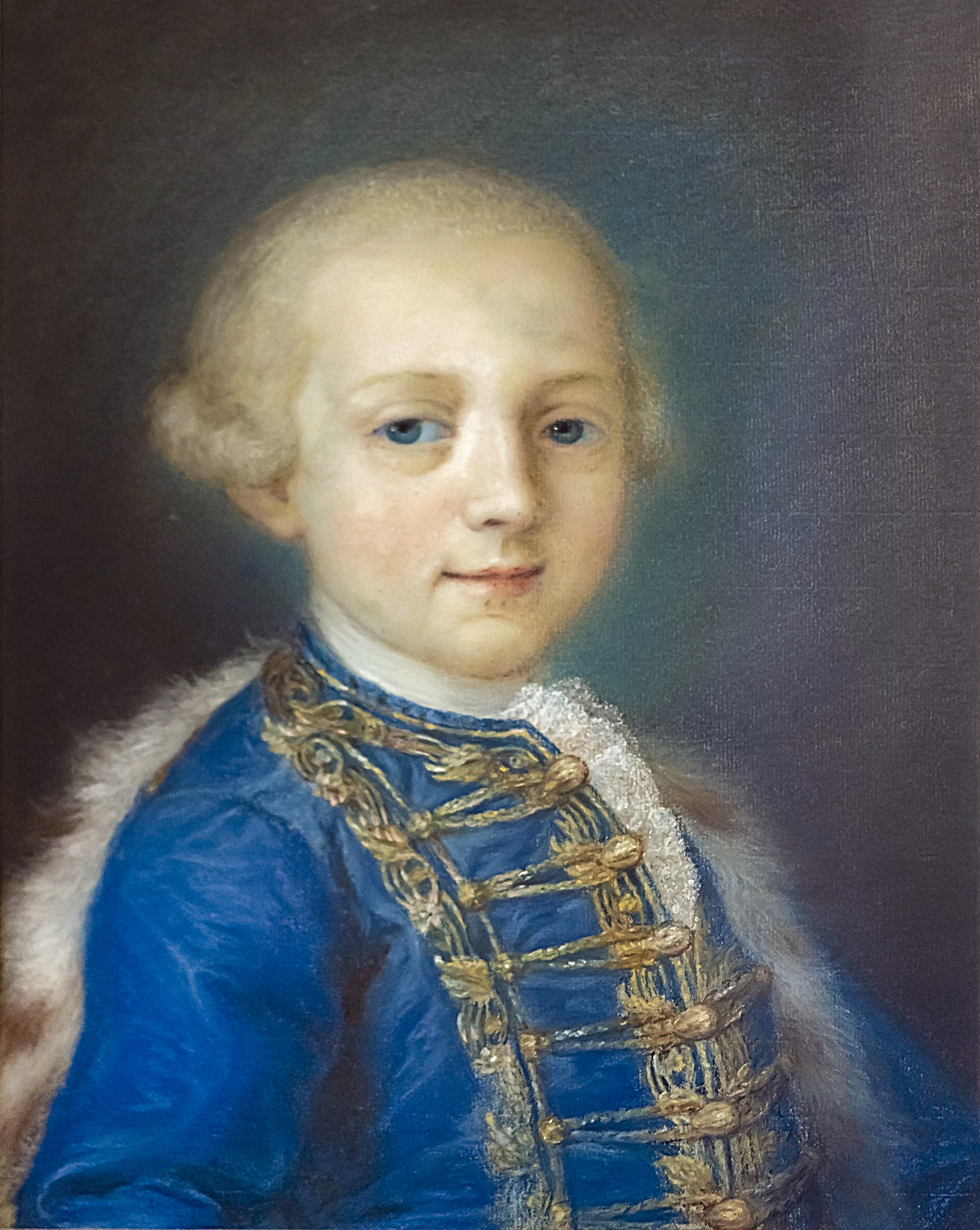
Portrait d'un enfant noble - Gian Antonio Lazzari
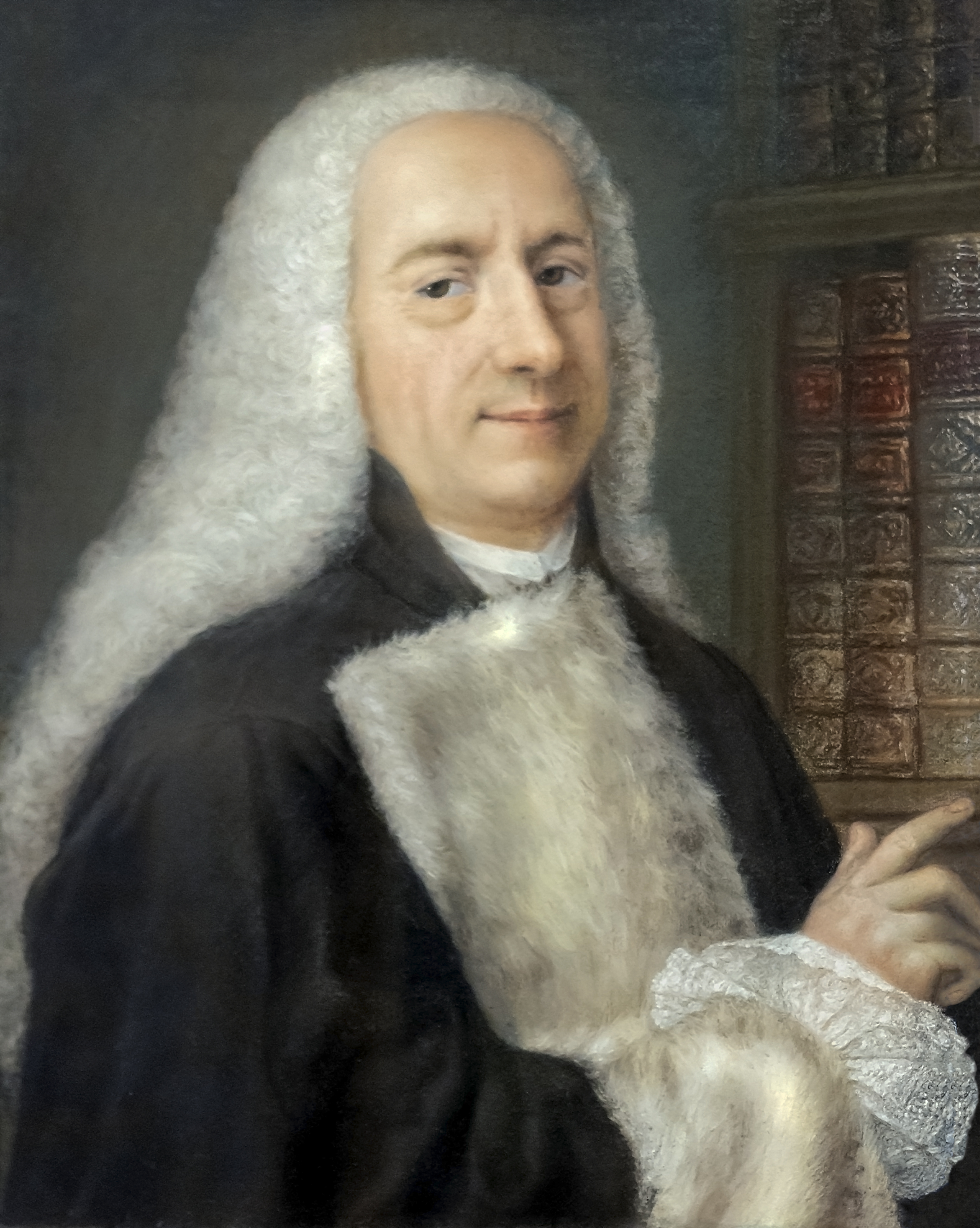
Portrait d'un noble - Gian Antonio Lazzari
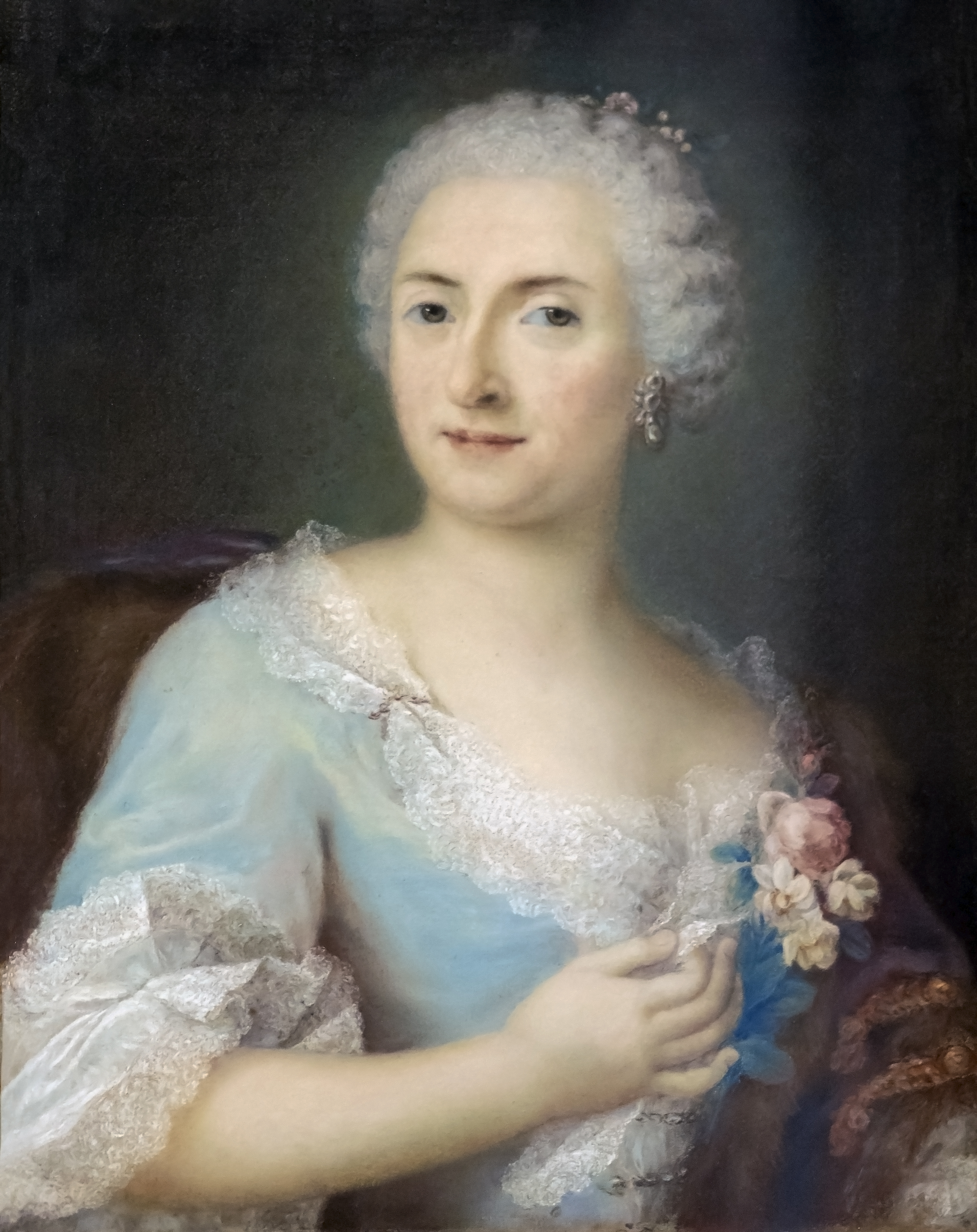
Portrait d'une Dame de qualité - Gian Antonio Lazzari
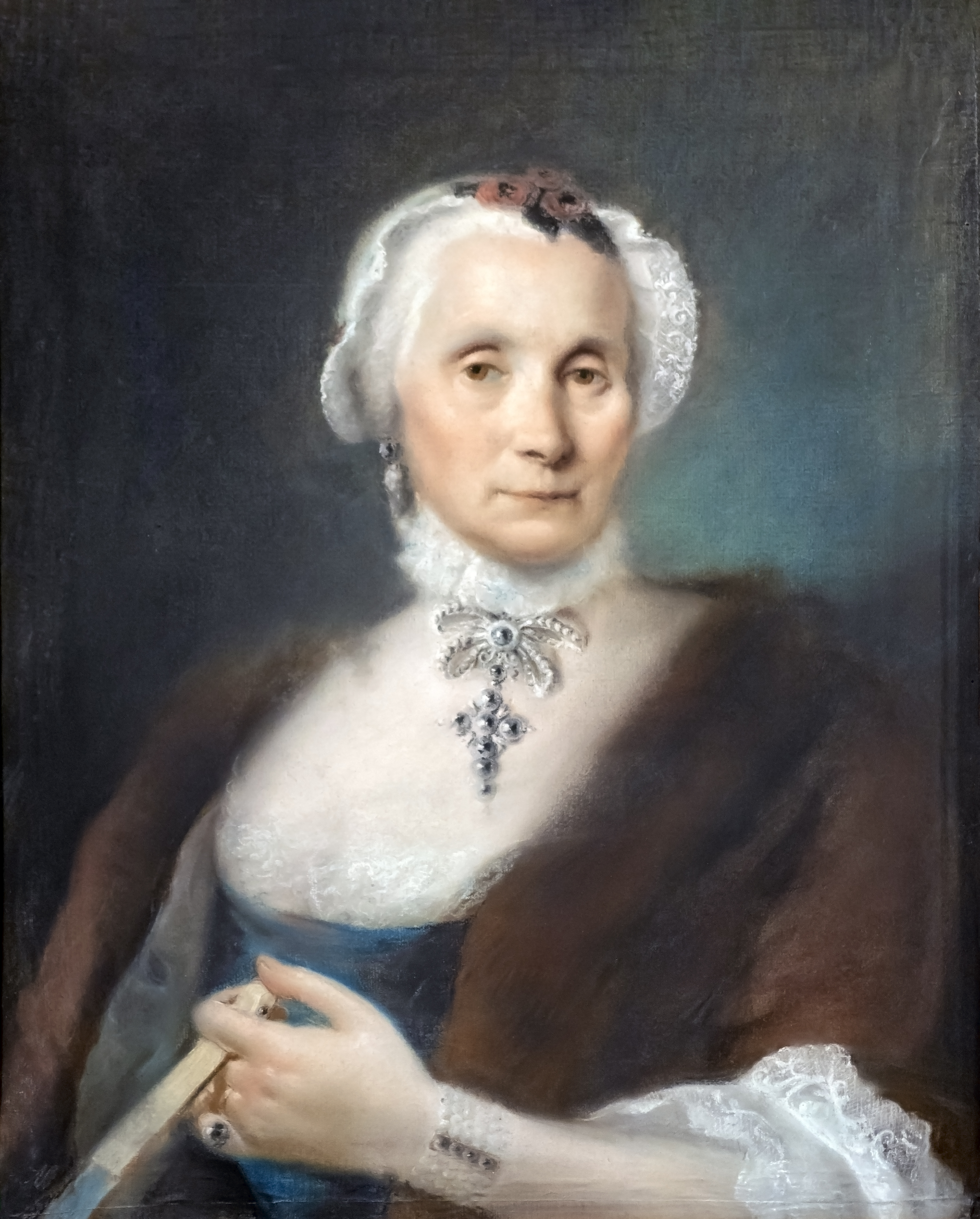
Cecilia Guardi Tiepolo par son fils Lorenzo Tiepolo

#### La salle des tapisseries
Le plafond de cette salle est un allégorique complexe, réalisé par Jacopo Guarana. Elle représente la Force, et la Tempérance, puis plus en haut la Concorde conjugale et la Valeur avec le lion. Sur la gauche la Justice et la Prudence ; plus en haut l’Éternité avec le soleil et la lune, l’Abondance et la Gloire. On trouve dans les coins les Vertus théologales.
Le nom de la salle est lié aux tapisseries flamandes du XVIIe siècle, avec des scènes tirées de l’histoire de Salomon et la reine de Saba, elles proviennent du palais Balbi Valier à Santa Maria Formosa.

#### La salle du trône
Le plafond est peint à fresques par Giambattista Tiepolo avec la collaboration de Girolamo Mengozzi Colonna en 1758. Il représente le Mérite, figuré comme un vieux barbu couronné de laurier, qui monte au Temple de la gloire immortelle accompagné de la Noblesse, la figure ailée qui porte la lance, et de la Vertu, la figure à droite du vieil homme, richement vêtu. Cette salle, tapissée de velours rouge, prend son nom du trône en bois doré, exposé dans cette salle et qui a été utilisé par Pie VI le 10 mars 1782 quand il s’arrêta à Chioggia, hôte de la famille Grassi.
- Portrait en pied de Gian Rinaldo Carli de 1749 par Bartolomeo Nazari. Il montre de sa main droite le collier rompu et l'allégorie de la peine.
- Portrait en pied de Gerolamo Maria Balbi vers 1751 par Fortunato Pasquetti
- Portrait du sénateur Pietro Barbarigo dit lo Zoppo par Bernardino Castelli.

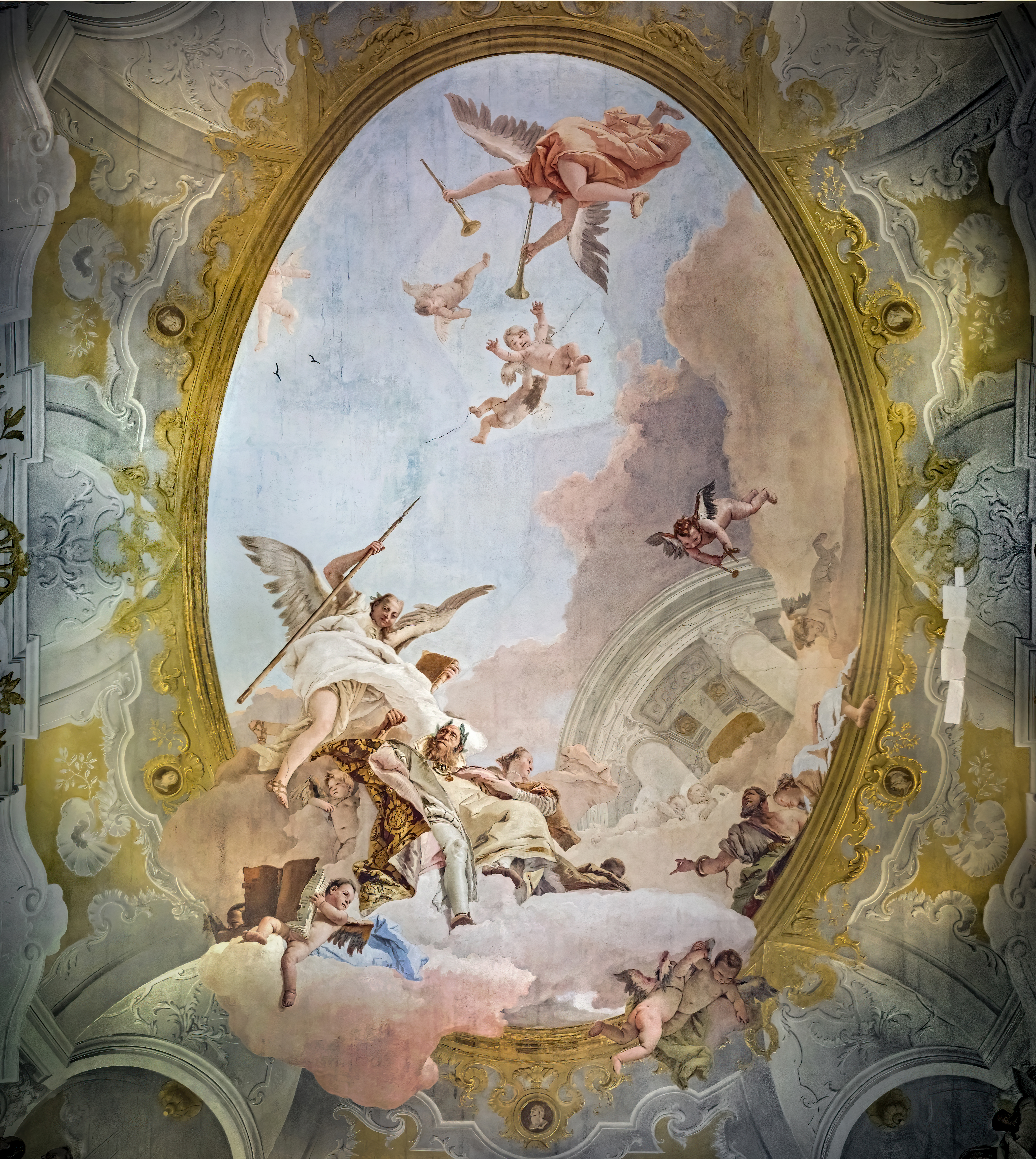
Allégorie du mérite accompagnée de la noblesse et de la vertu par Giambattista Tiepolo
Gian Rinaldo Carli 1749 par Bartolomeo Nazari
Gerolamo Maria Balbi par Fortunato Pasquetti
Pietro Barbarigo detto lo Zoppo par Bernardino Castelli
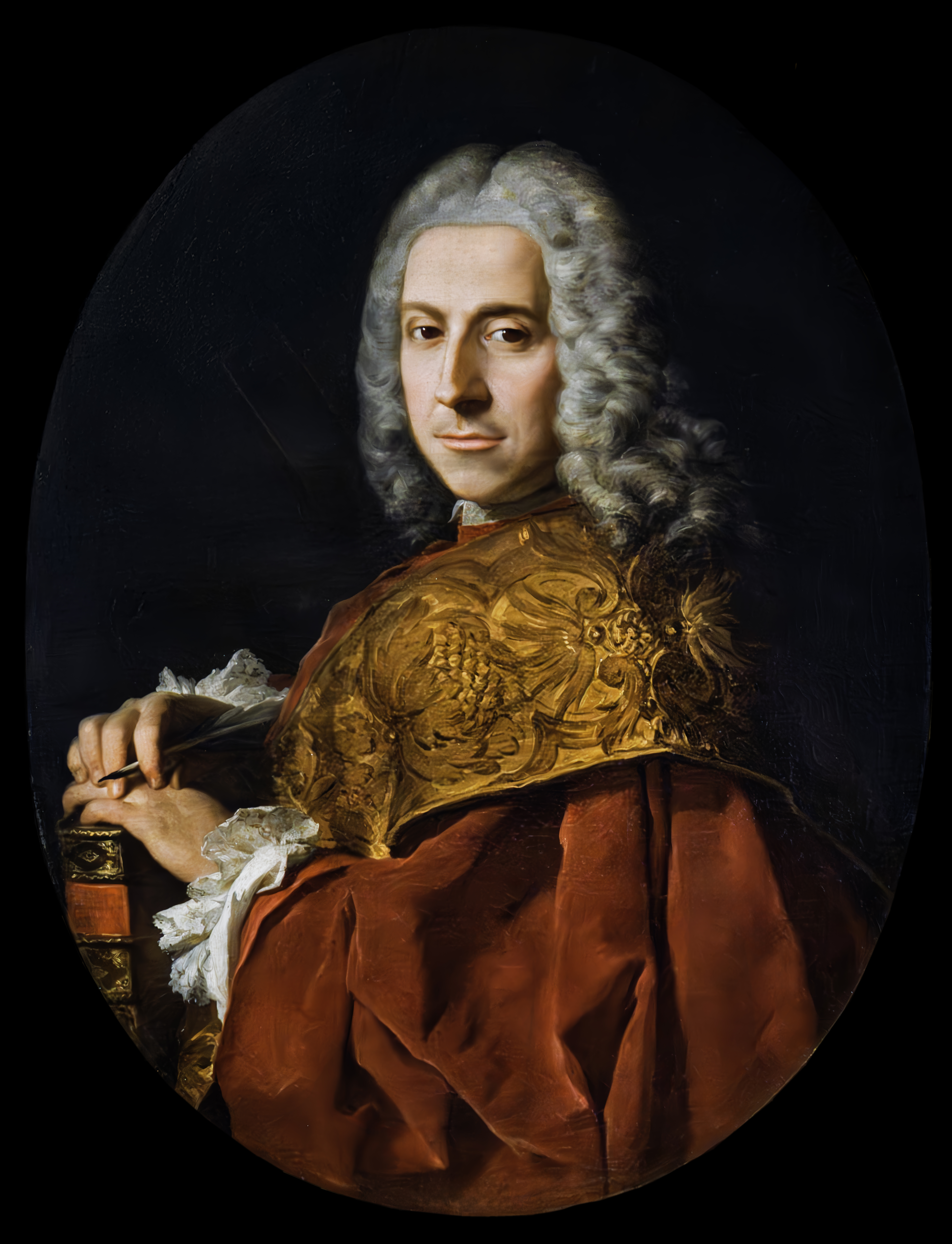
Portrait de Marco Foscarini, peint par Pierre Subleyras

#### La salle Tiepolo
Occupant le plafond : La Noblesse et la vertu qui abattent l'Ignorance, tableau de Giambattista Tiepolo initialement réalisée pour le compte de Pietro Barbarigo pour son palais de Santa Maria del Giglio. Racheté par la ville de Venise qui l'expose dans cette salle. La salle présente également des peintures d'artistes vénitiens, dont Giuseppe Angeli : San Roccoet Giacomo il Maggiore; deux œuvres anciennes à cadres ovales de Giambattista Tiepolo de 1715-16, Saint Martin de Tours et Saint Blaise de Sébaste. De Giandomenico Tiepolo le Vieil homme au diadème et Jeune homme tenant un casque. Les meubles sont également des meubles baroques vénitiens, y compris une table de jeu et un secrétaire ou une armoire ornée et peinte, utilisés pour conserver des objets antérieurs, fabriqués en Allemagne au XVIIIe siècle.

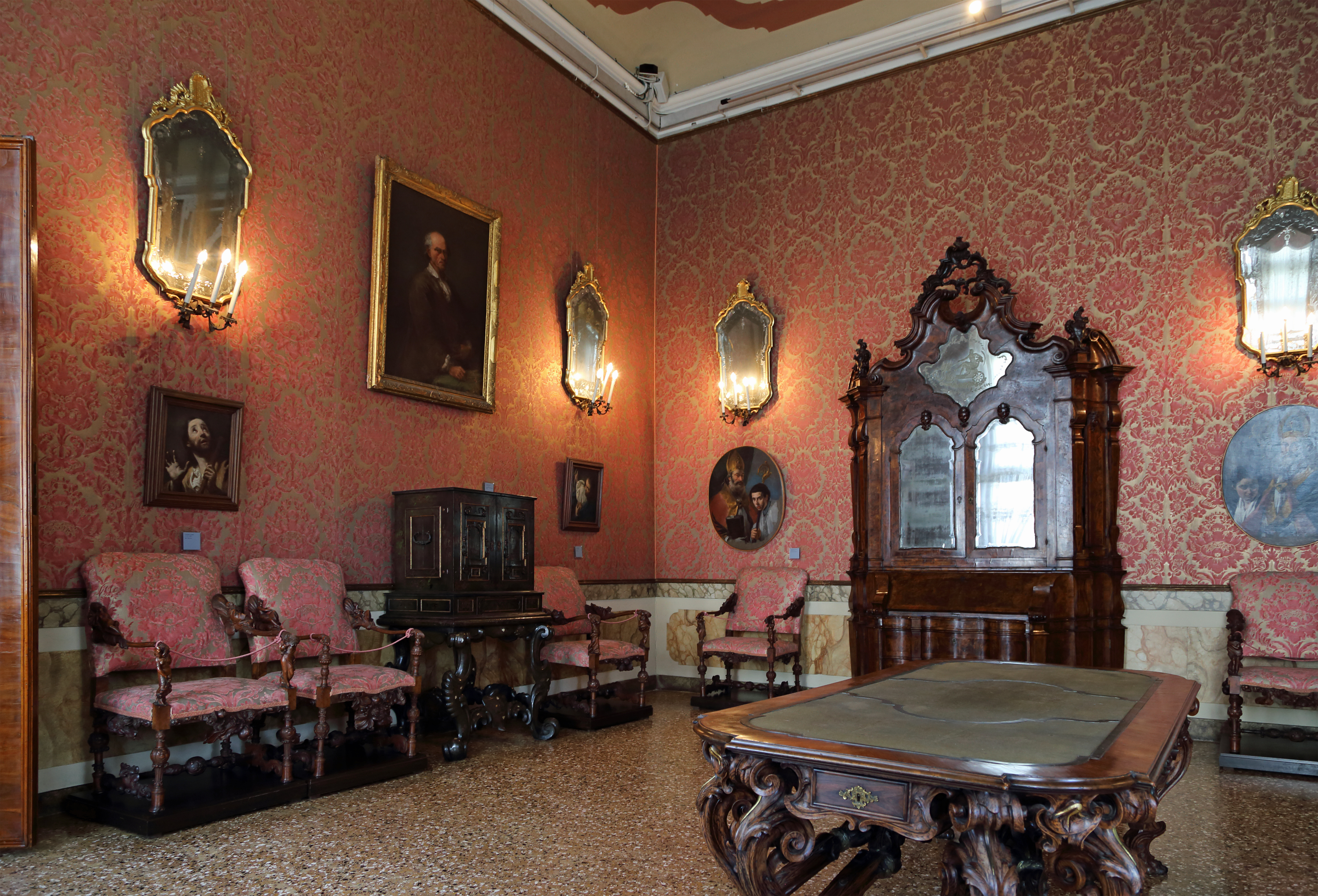
Vue de la salle
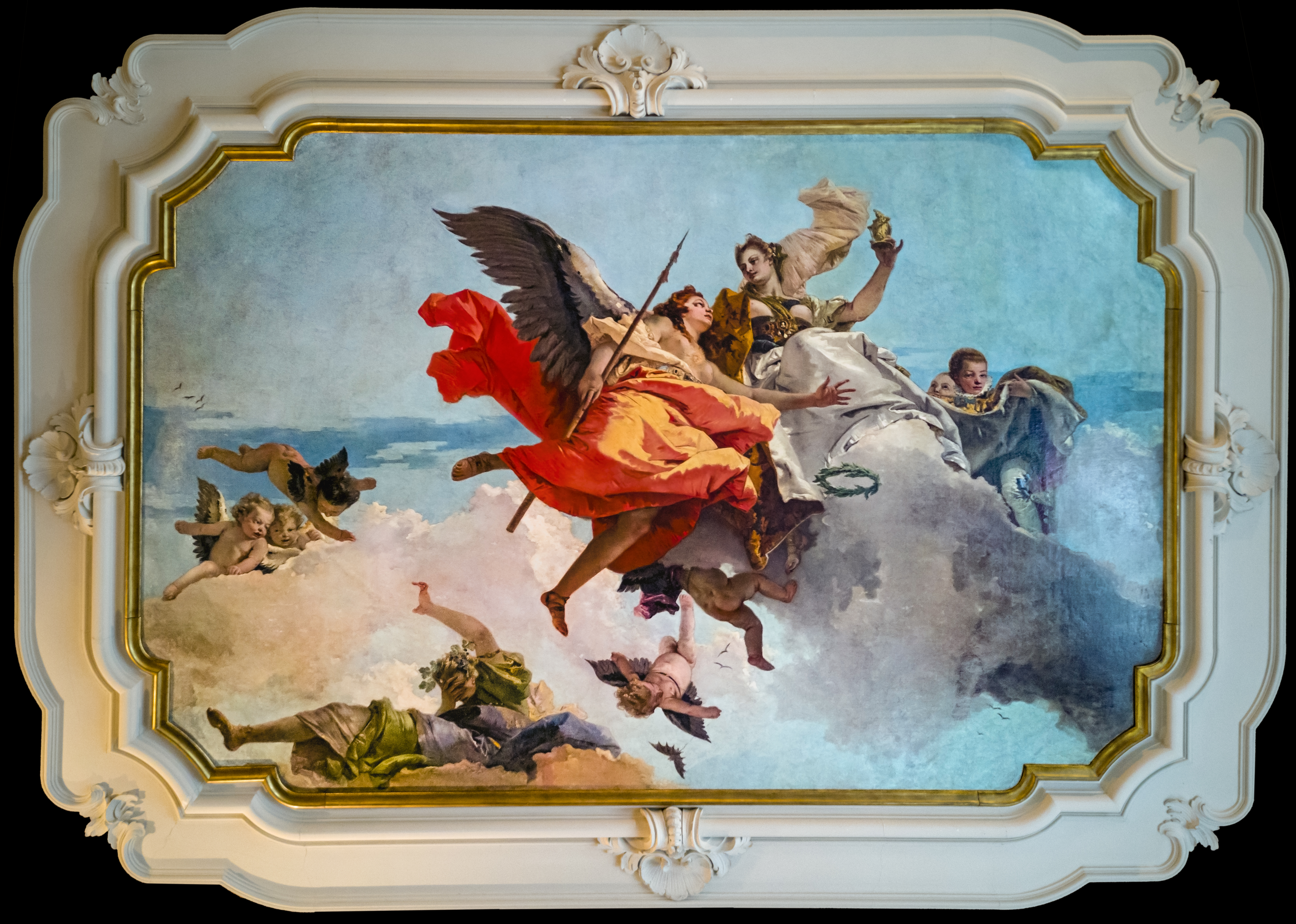
La Noblesse et la vertu qui abattent l'Ignorance Giambattista Tiepolo
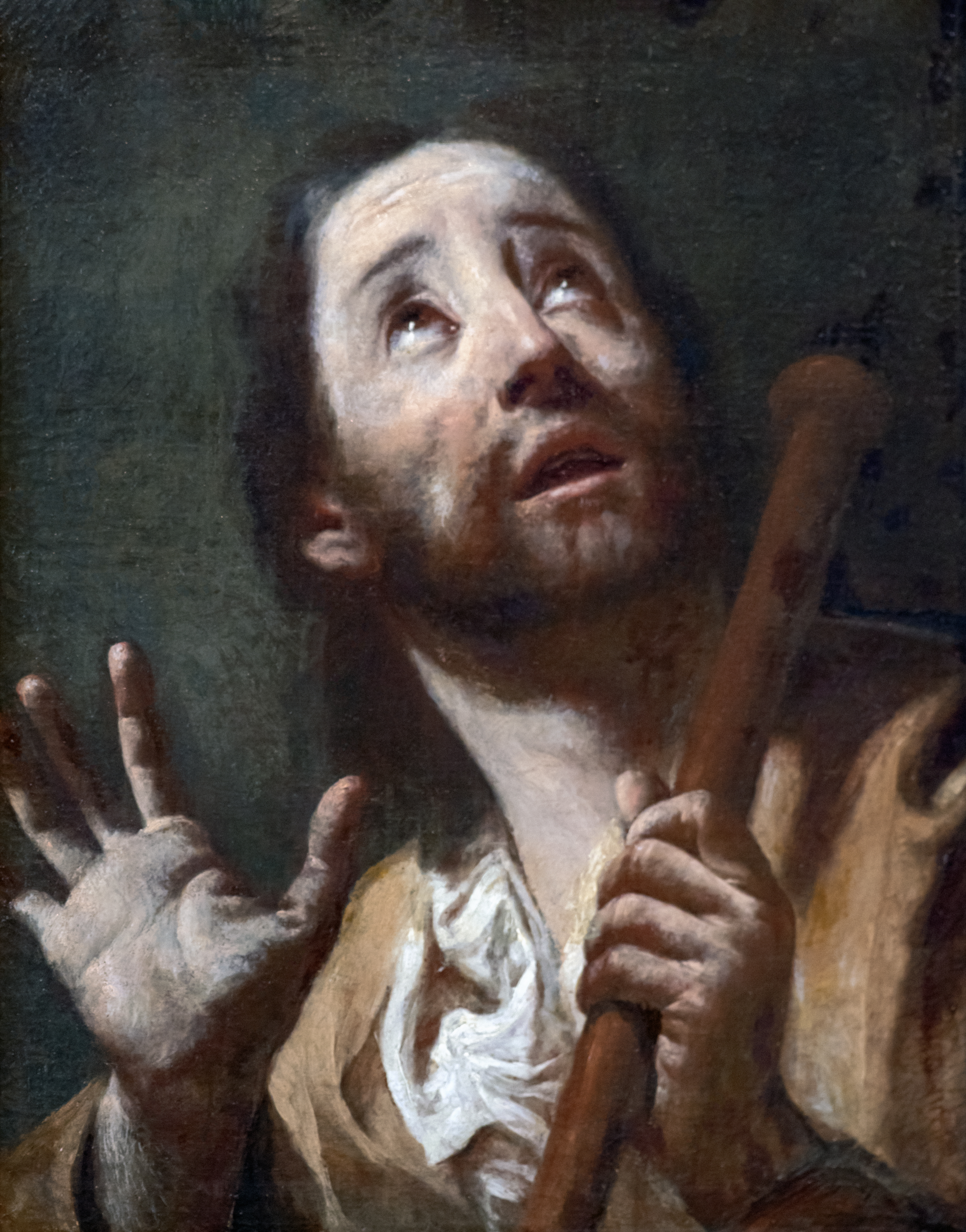
San Rocco par Giuseppe Angeli
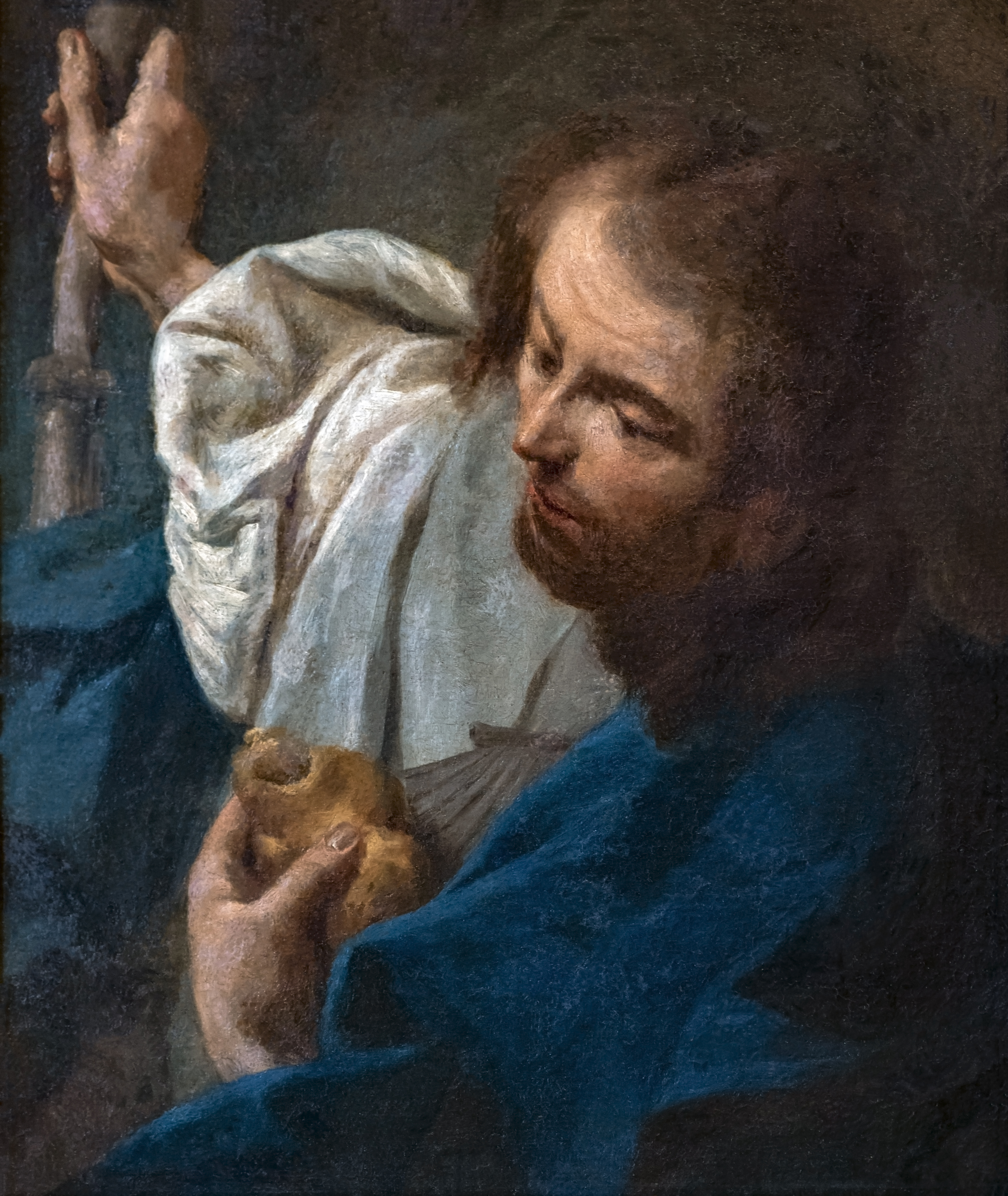
Giacomo il Maggiore par Giuseppe Angeli
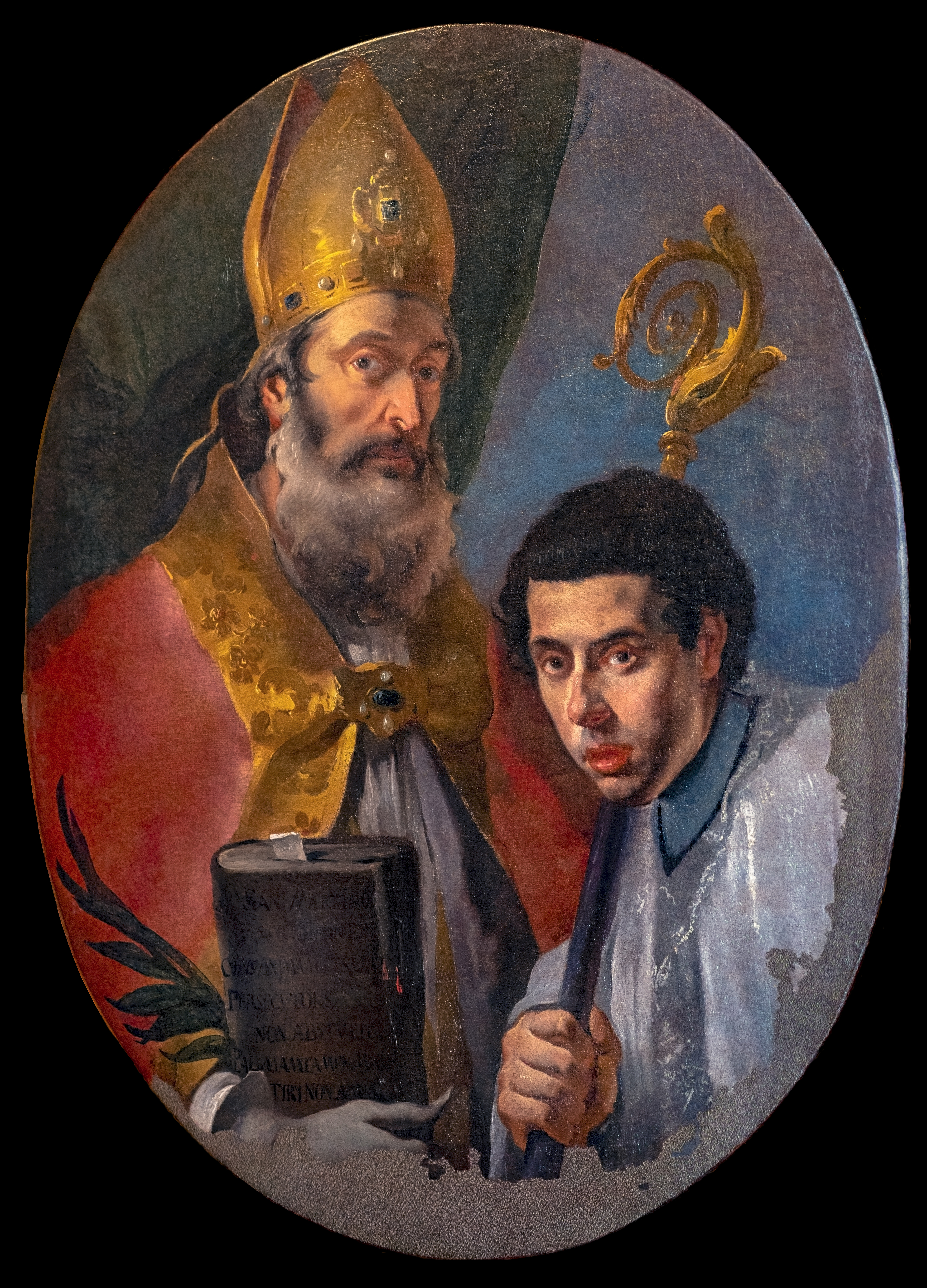
Saint Martin de Tours par Giambattista Tiepolo
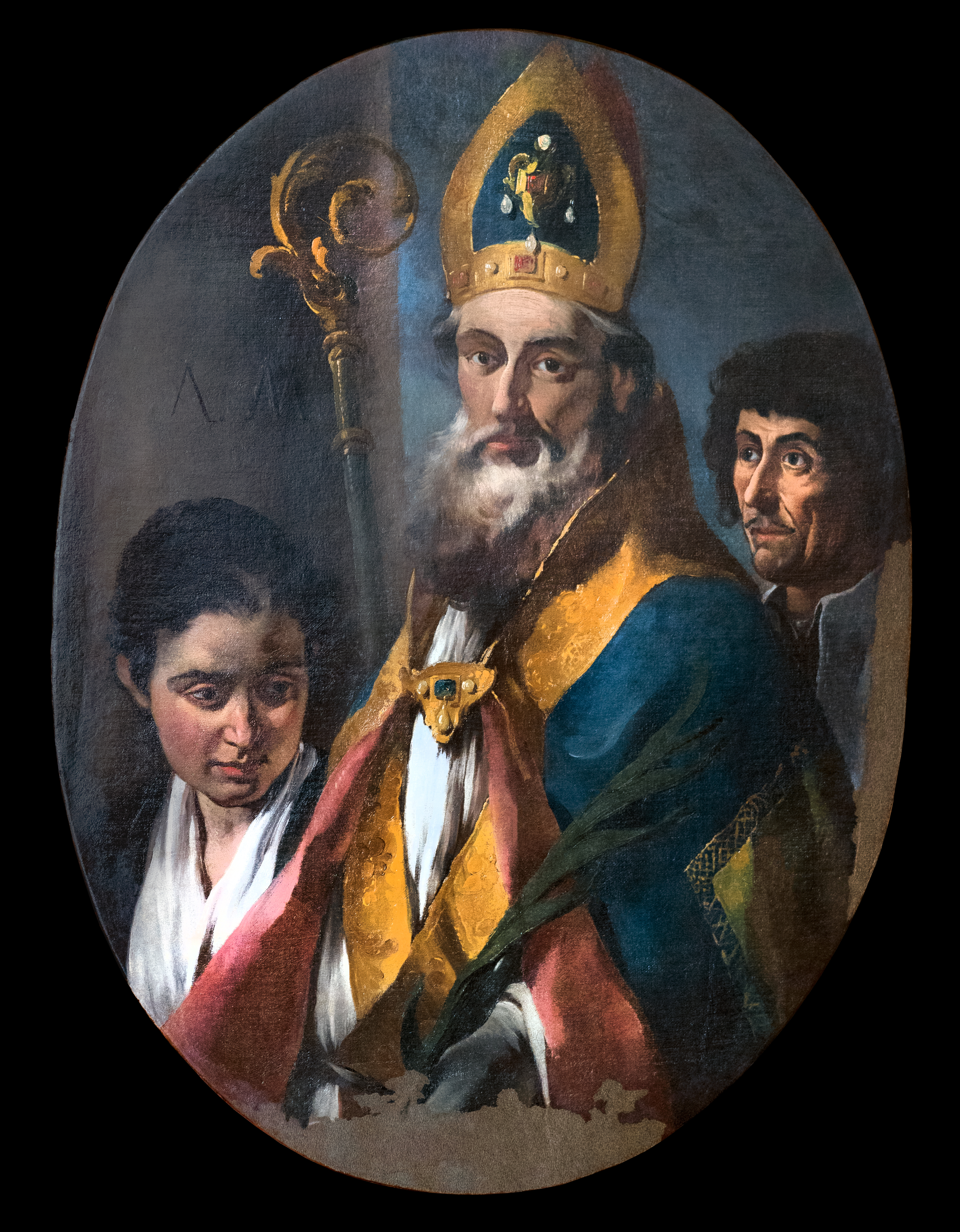
Saint Blaise de Sébaste par Giambattista Tiepolo
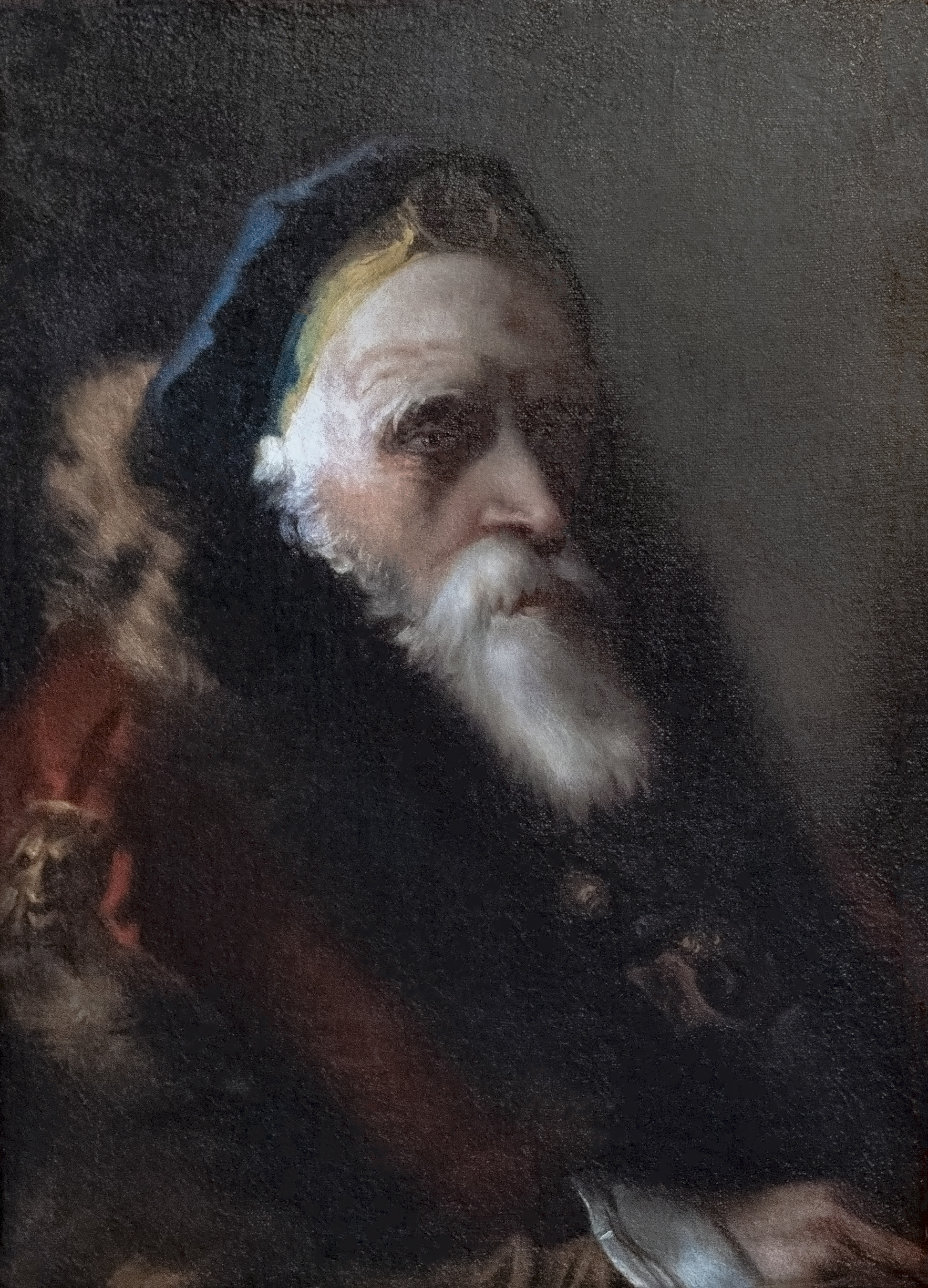
Vieil homme au diadème par Giandomenico Tiepolo
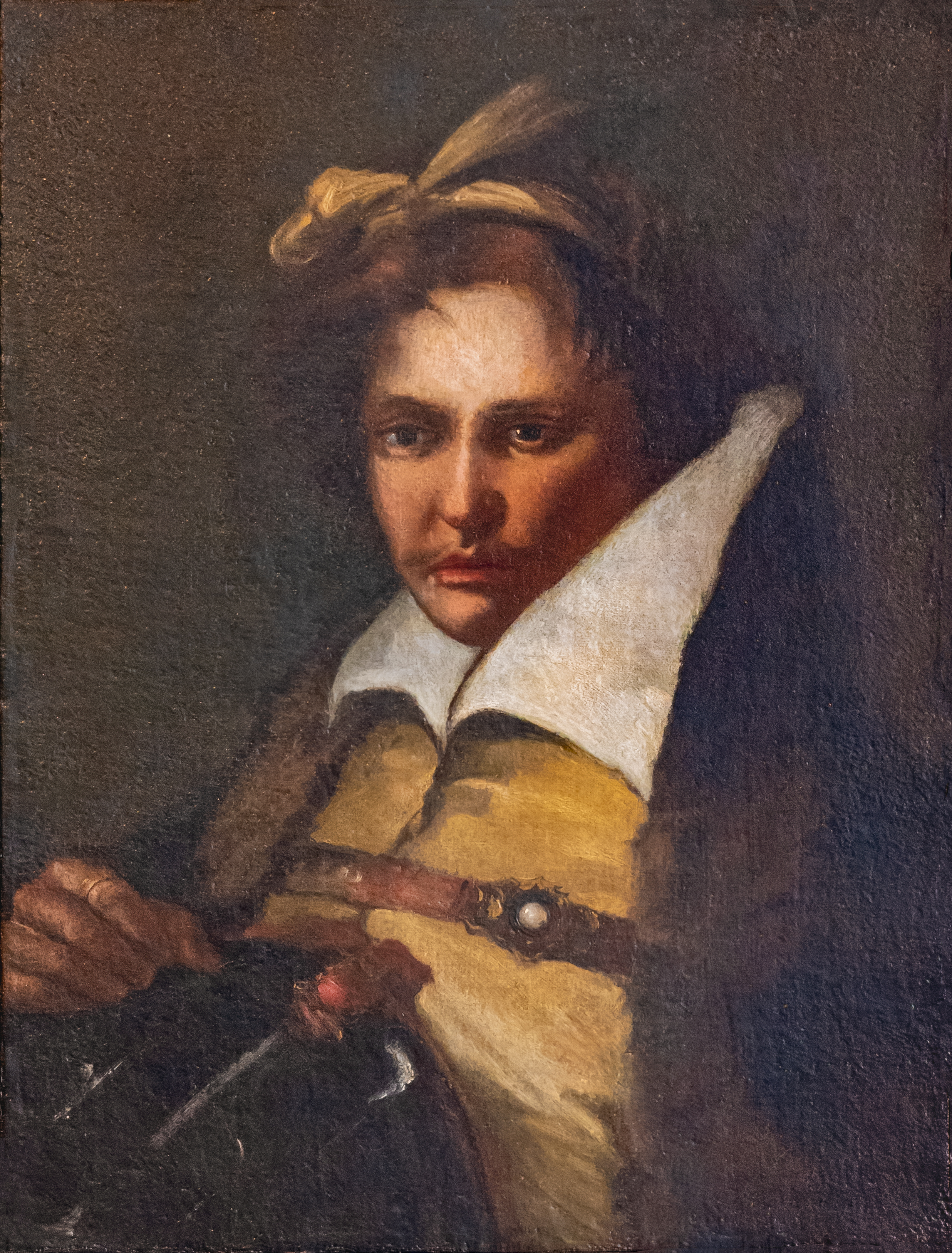
Jeune homme tenant un casque par Giandomenico Tiepolo

#### La bibliothèque
La bibliothèque (ou salle Morlaiter) avec quatre grandes bibliothèques remplies de petites sculptures en terre cuite du sculpteur vénitien Giovanni Maria Morlaiter (1699-1781), acquises pour le musée par la ville de Venise en 1935. Au plafond une fresque sur le même thème que la fresque de Tiepolo dans la salle du trône: Allégorie du mérite, de Mattia Bortoloni.

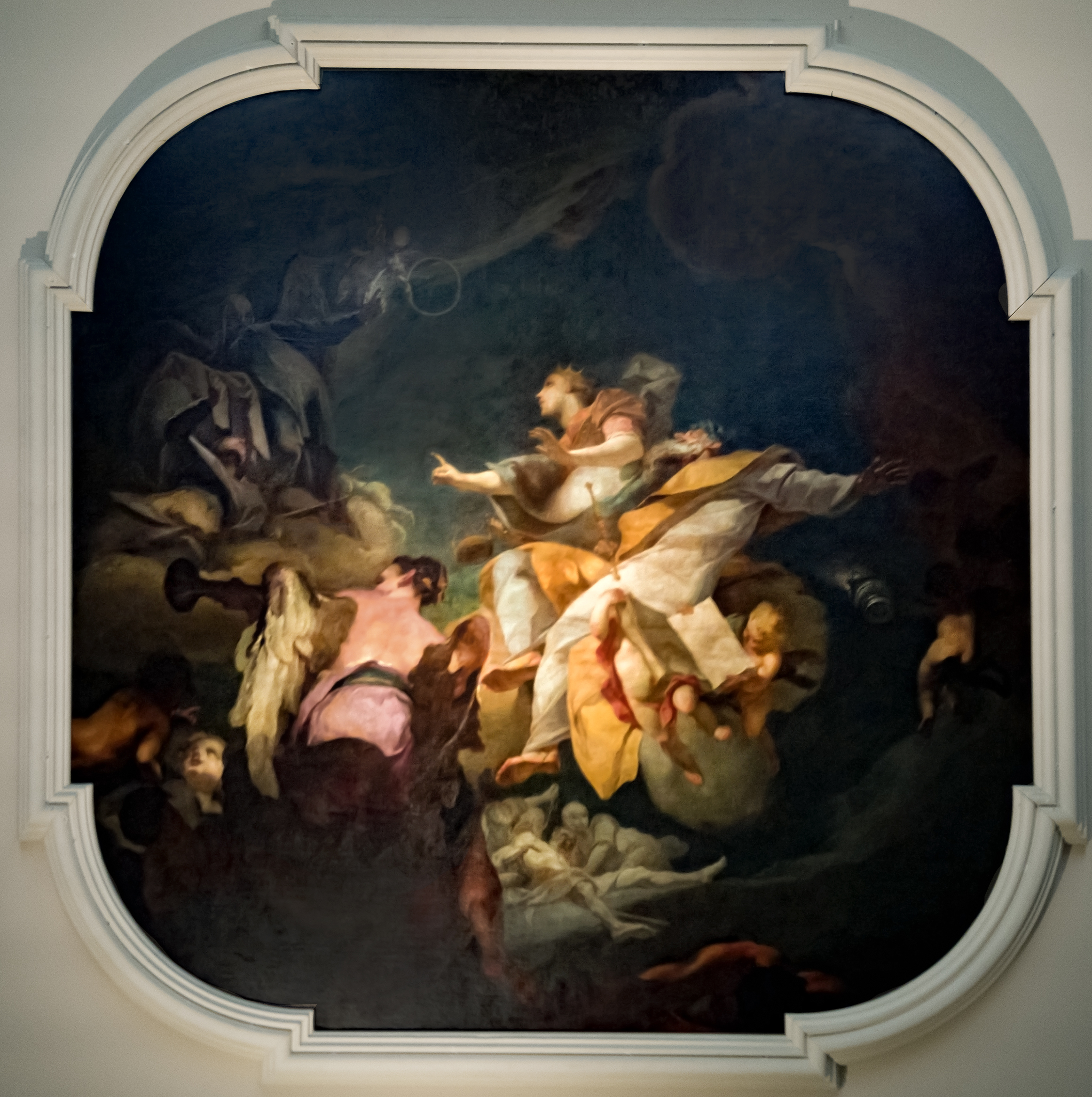
Allégorie du Mérite par Mattia Bortoloni

#### La salle Lazzarini
La salle Lazzarini tient son nom du peintre vénitien Gregorio Lazzarini, de la fin du XVIIe siècle. Les trois grandes peintures mythologiques de la salle lui ont été attribuées au XIXe siècle. Une étude plus récente attribue à Lazzari un tableau dans la pièce, Orphée massacré  par les Bacchantes. Les autres sont maintenant attribués à Antonio Bellucci graveur et peintre vénitien baroque de la période rococo : (Hercules et Omphale) et Antonio Molinari. Les cinq peintures ovales au plafond, également sur des thèmes mythologiques, ont été réalisées par Francesco Maffei, à la fin du XVIIe siècle. La chambre comprend également un très beau bureau en marqueterie incrusté d’ivoire et décoré de bronze doré, signé et daté de 1741 par l’ébéniste Pietro Pifetti.

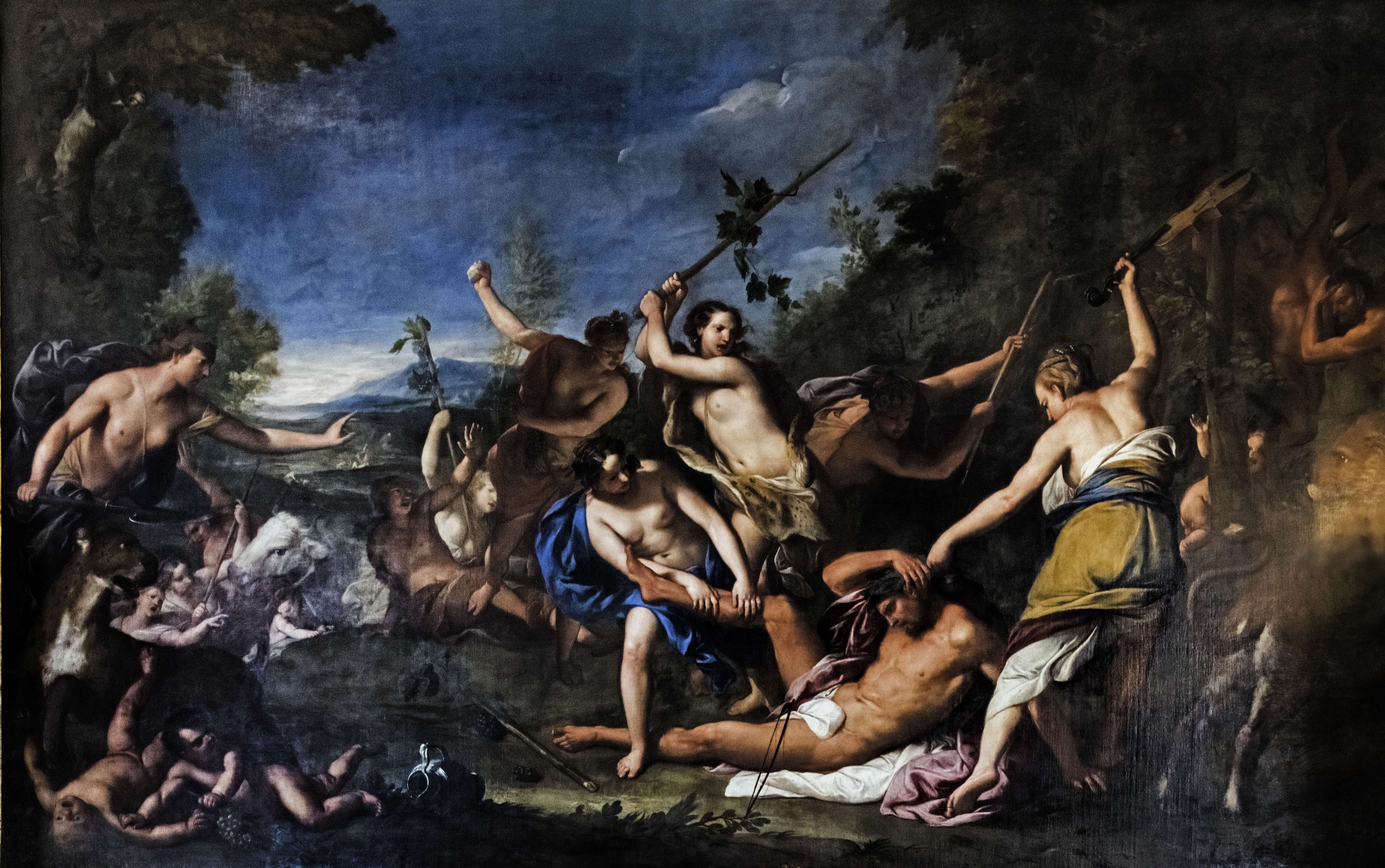
Orphée massacré par les Bacchantes Gregorio Lazzarini
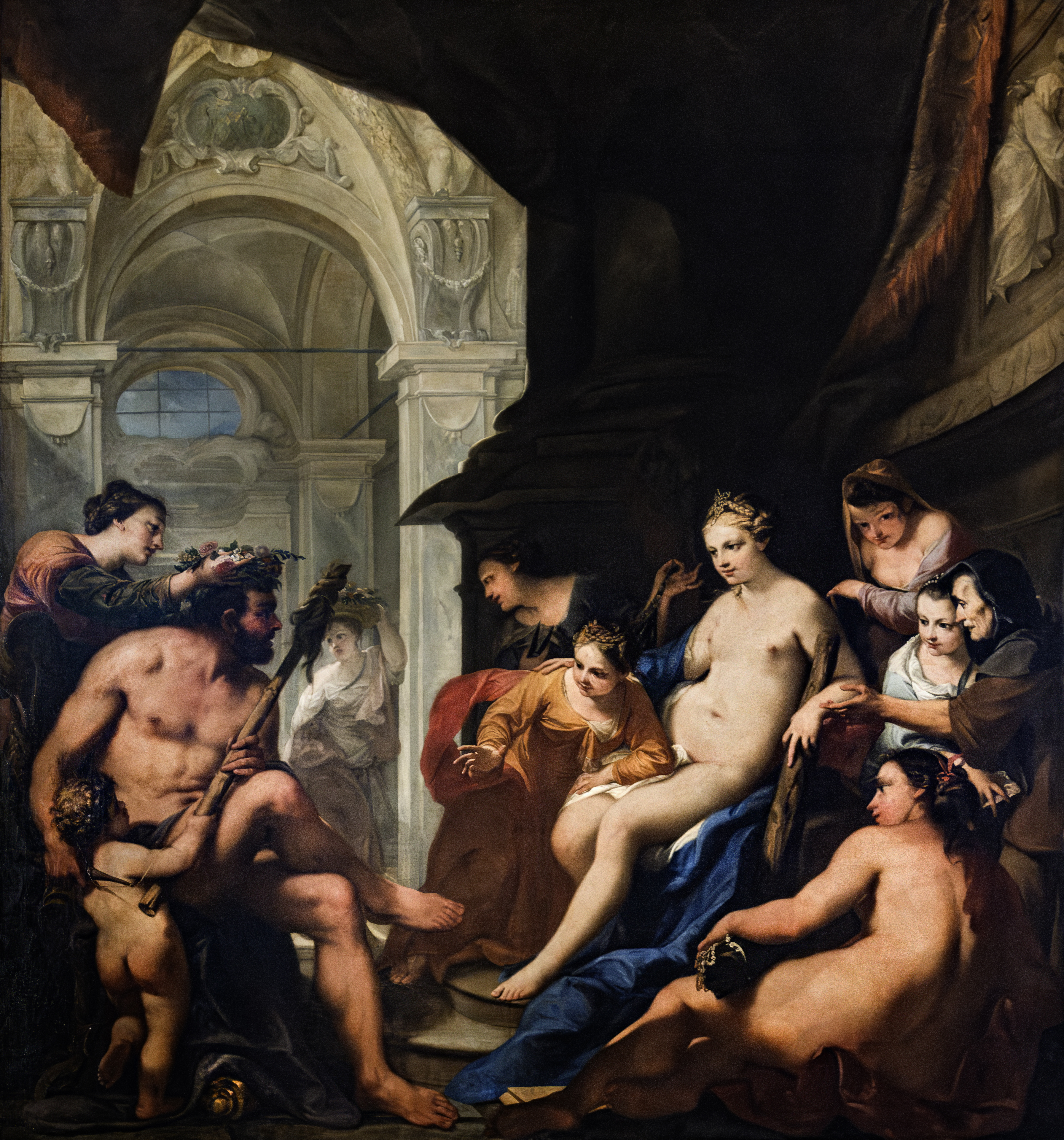
Hercules et Omphale par Antonio Bellucci
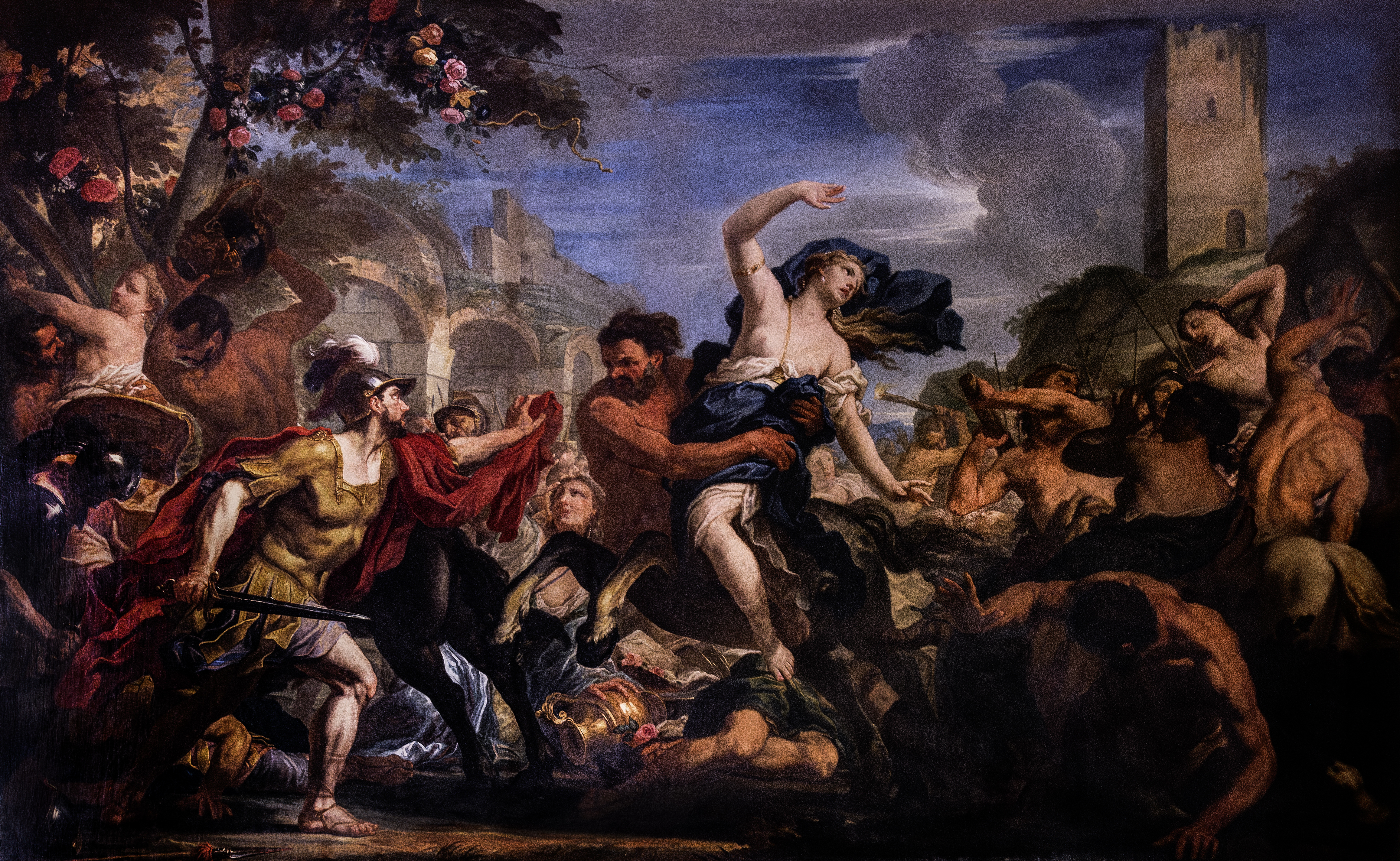
Bataille entre centaures et lapithes par Antonio Molinari

#### Plafond

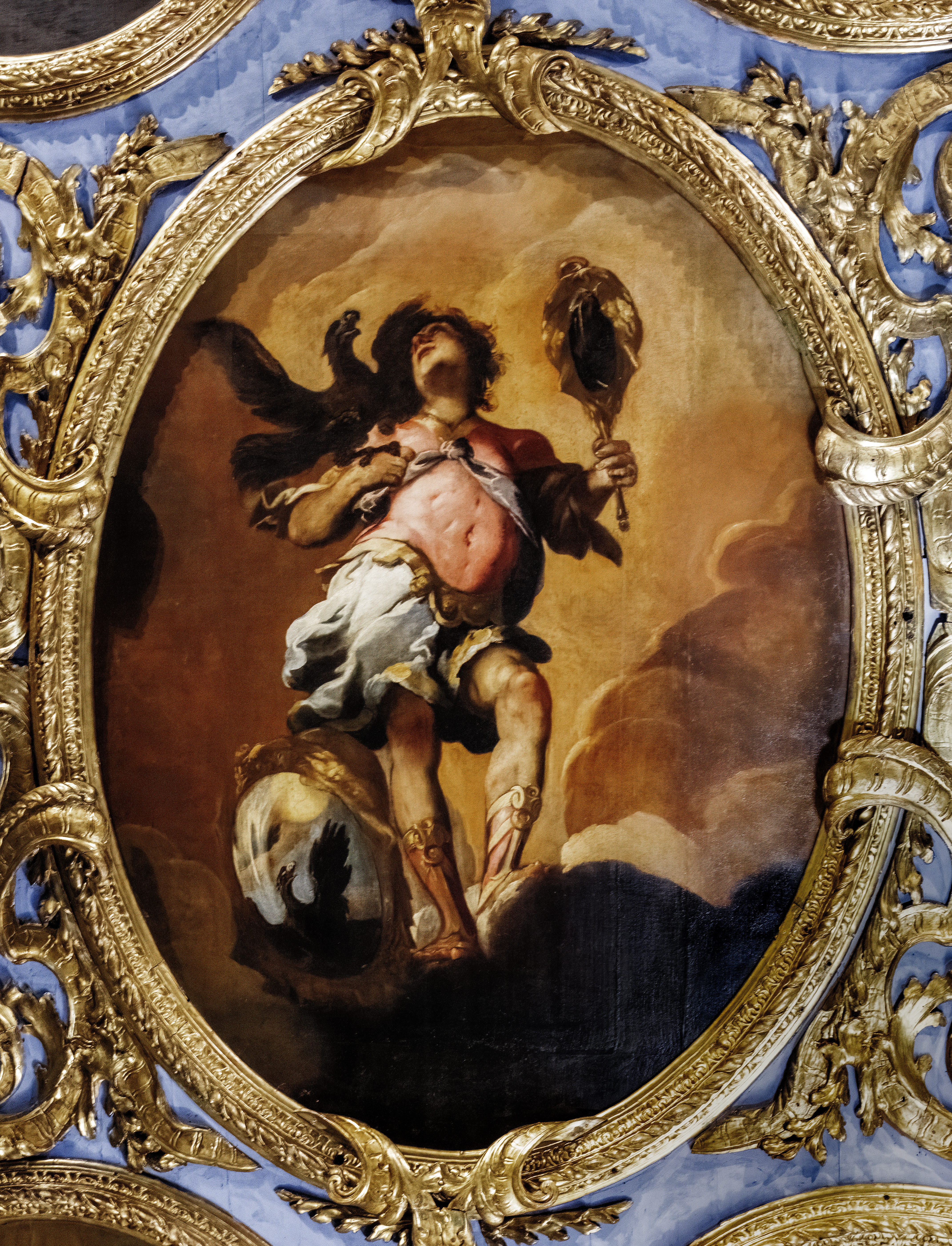
Prométhée avec le miroir et l'aigle Francesco Maffei
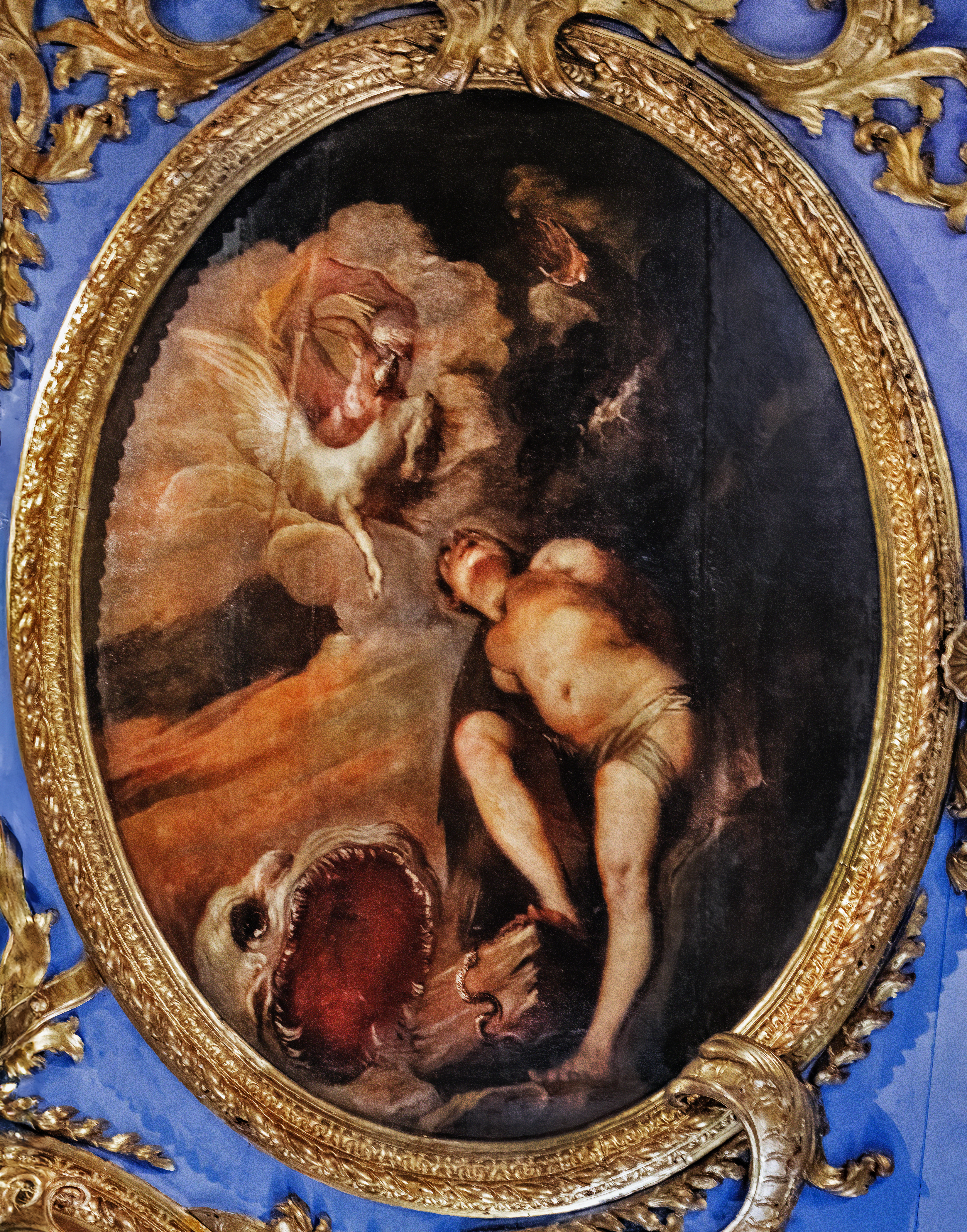
Persée libère Andromède Francesco Maffei
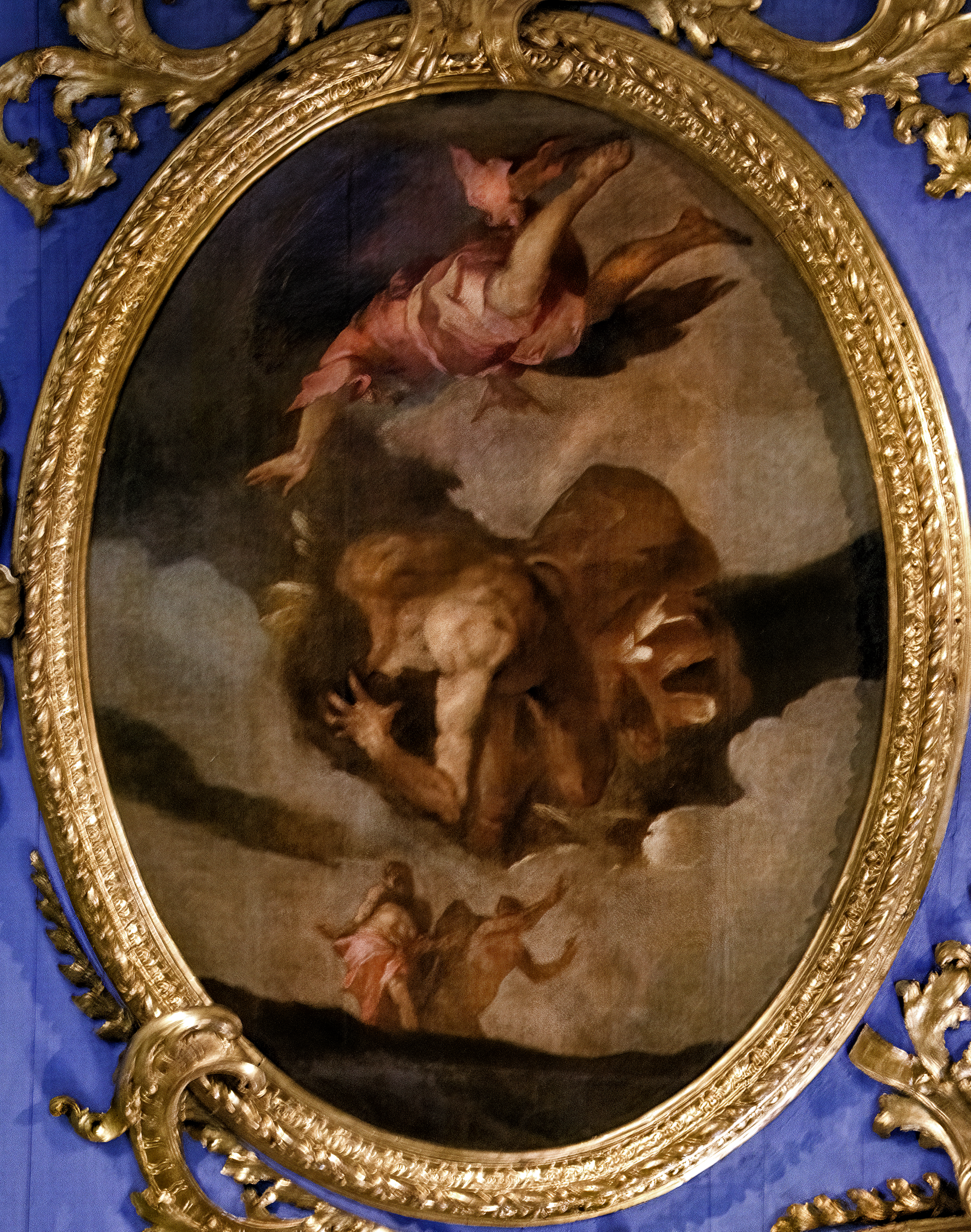
Dédale et Icare Francesco Maffei
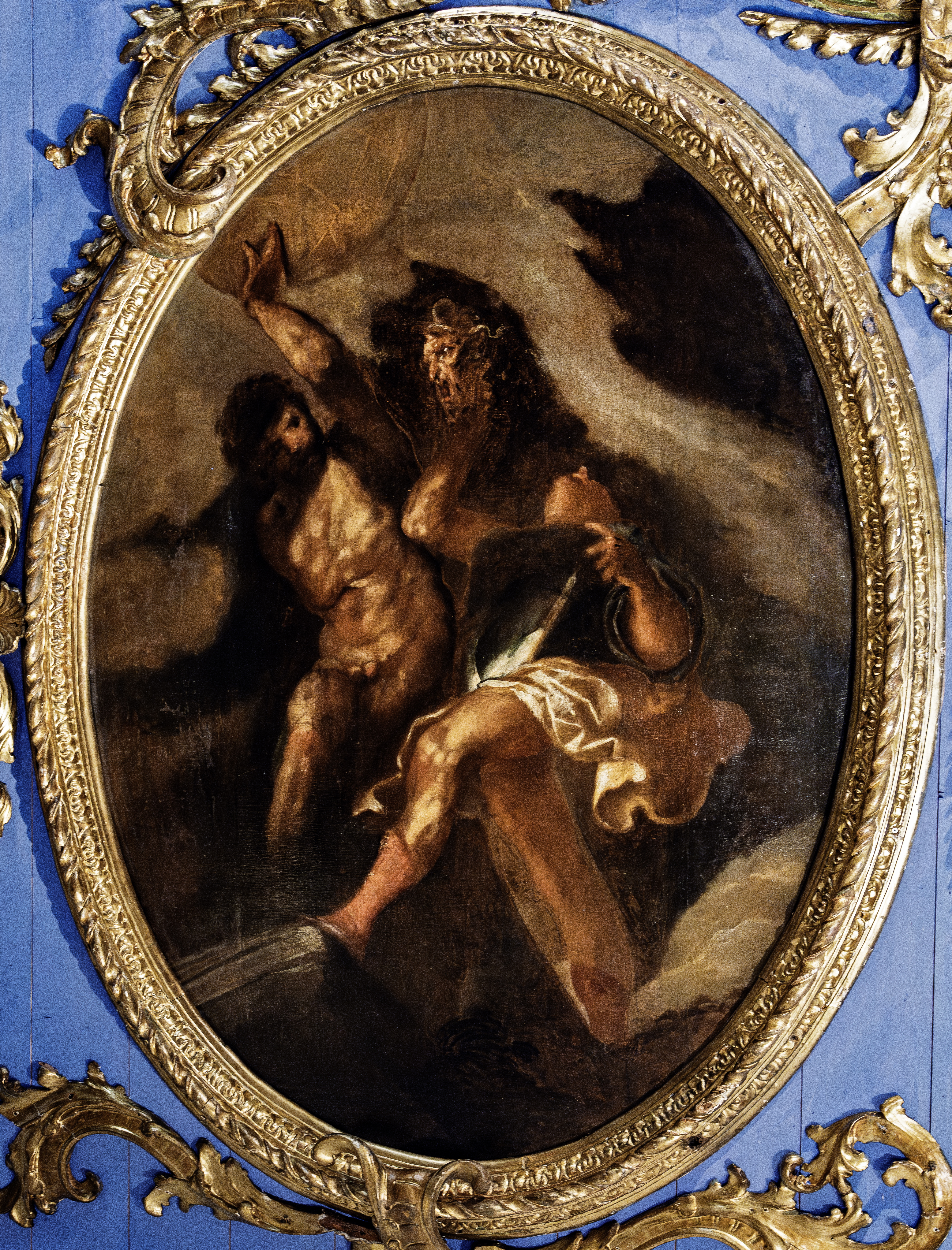
Persée et Méduse Francesco Maffei
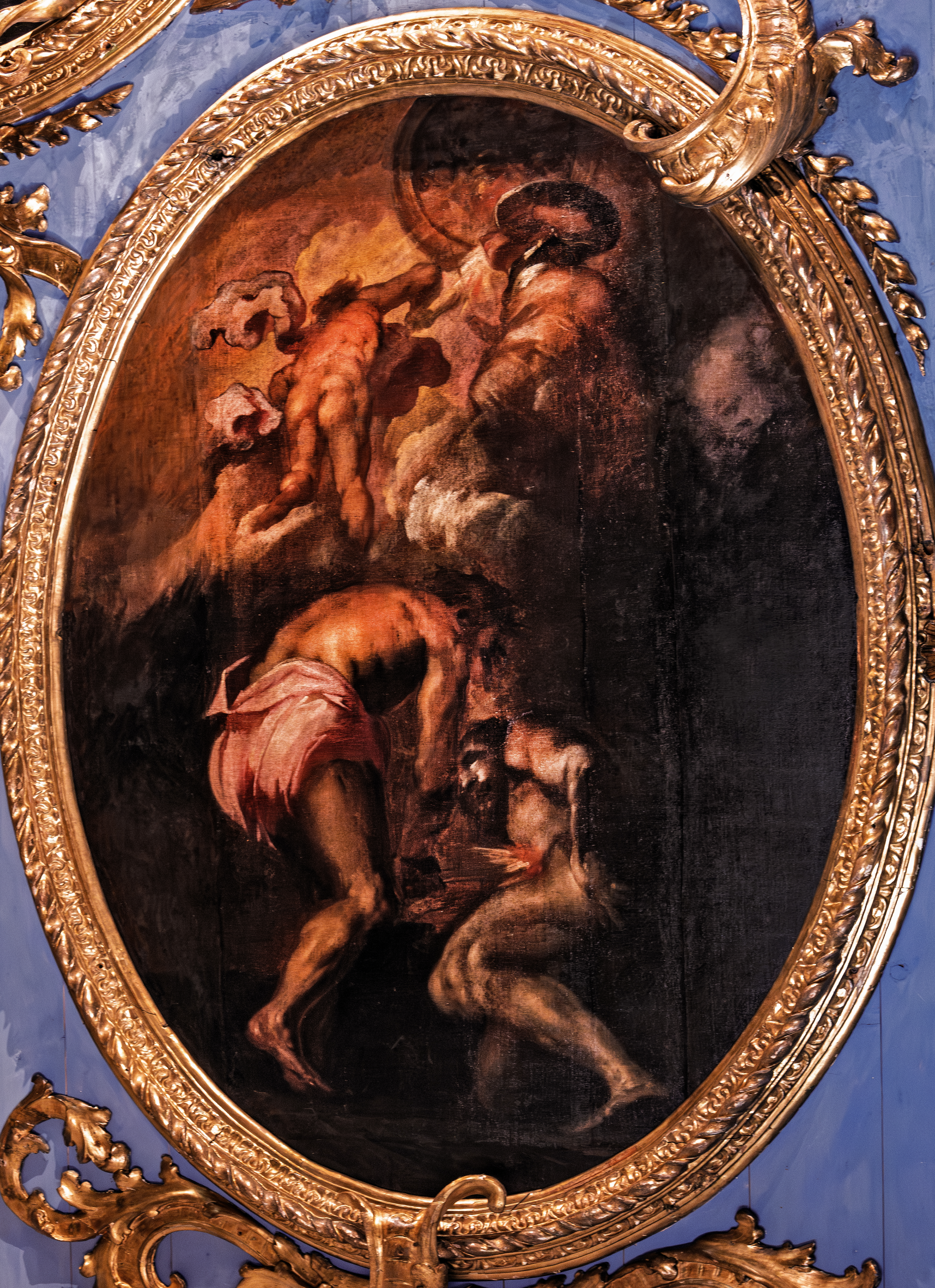
Prométhée libéré Francesco Maffei

#### La salle Brustolon
La salle est consacrée aux meubles sculptés et aux personnages sculptés d’Andrea Brustolon, le plus célèbre sculpteur sur bois baroque vénitien. Les œuvres présentées sont datées de 1706 et utilisent des bois de couleurs différentes, notamment de l'ébène, ainsi que des courbes et des courbes baroques extrêmement ornées pour représenter l'action et l'émotion. La salle comporte également au plafond un lustre en verre de Murano à vingt feux sur deux rangées, décoré de fleurs en pâtes de verre aux couleurs vives, produit vers le milieu du XVIIIe siècle par l’atelier de Giuseppe Briati à Murano.

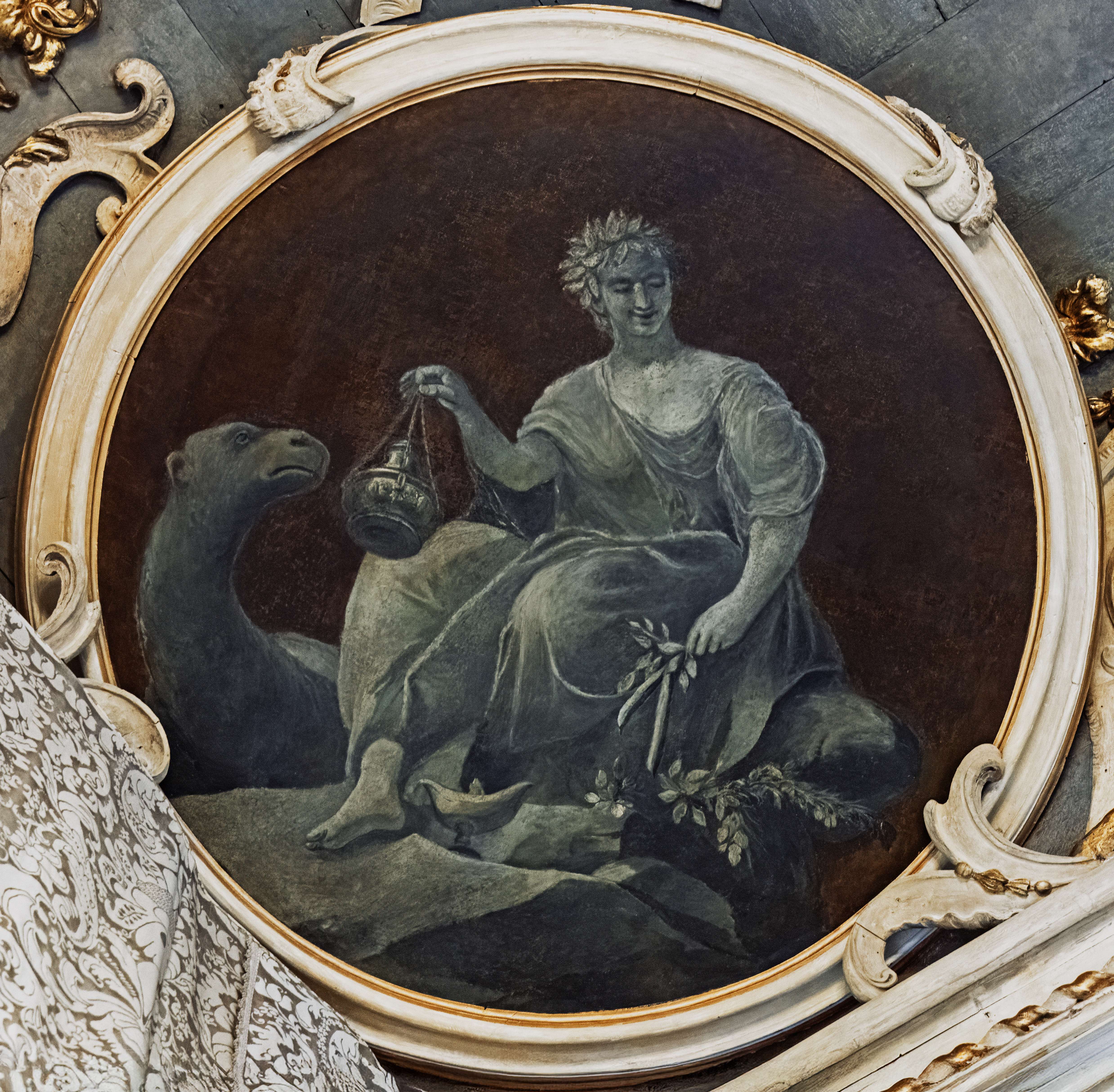
Portrait d'un Procurateur et L’enlèvement d'Europe par Antonio Bellucci
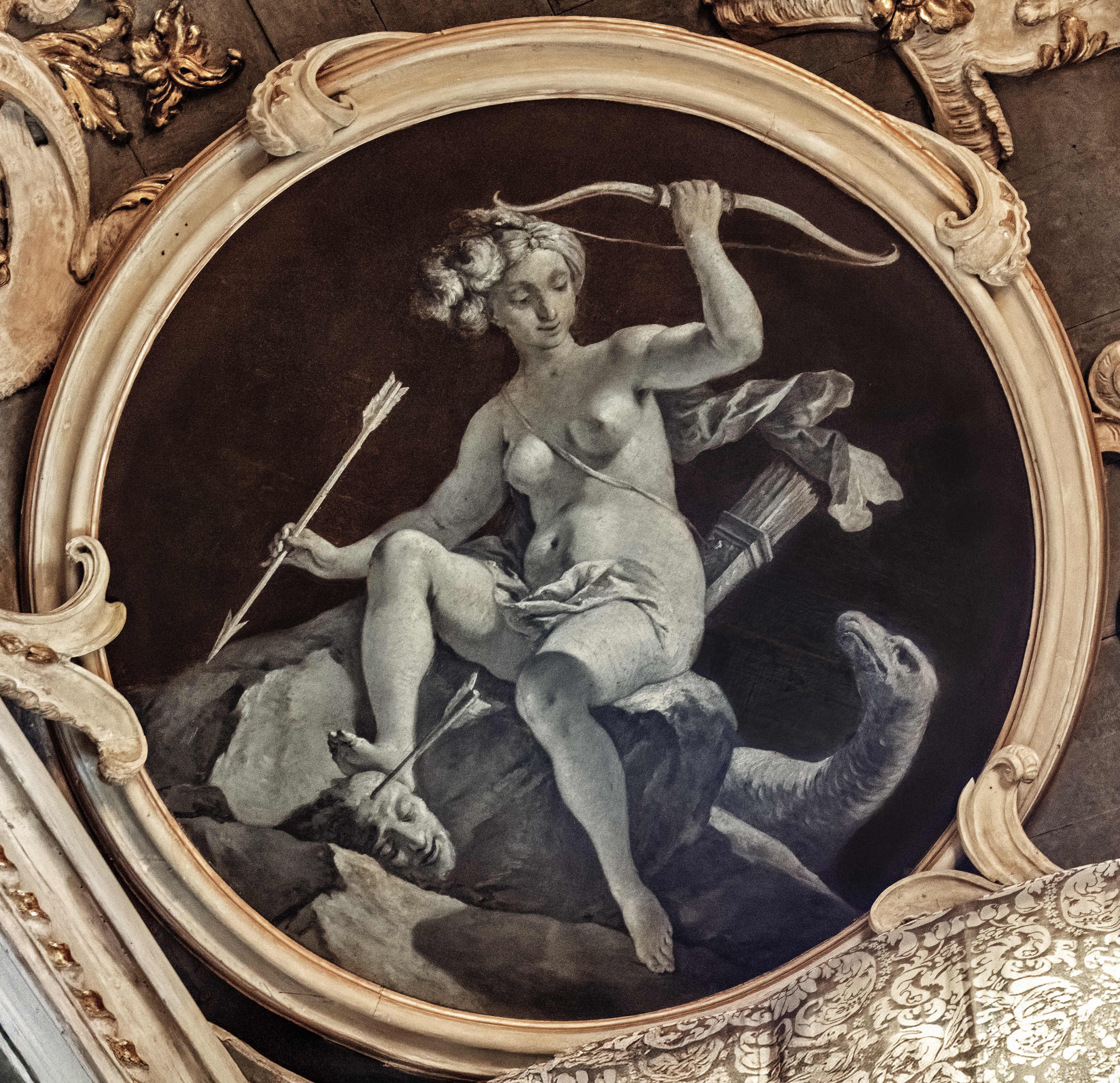
Allégorie de la force par Nicolas Régnier peintre français baroque influencé par le caravagisme.
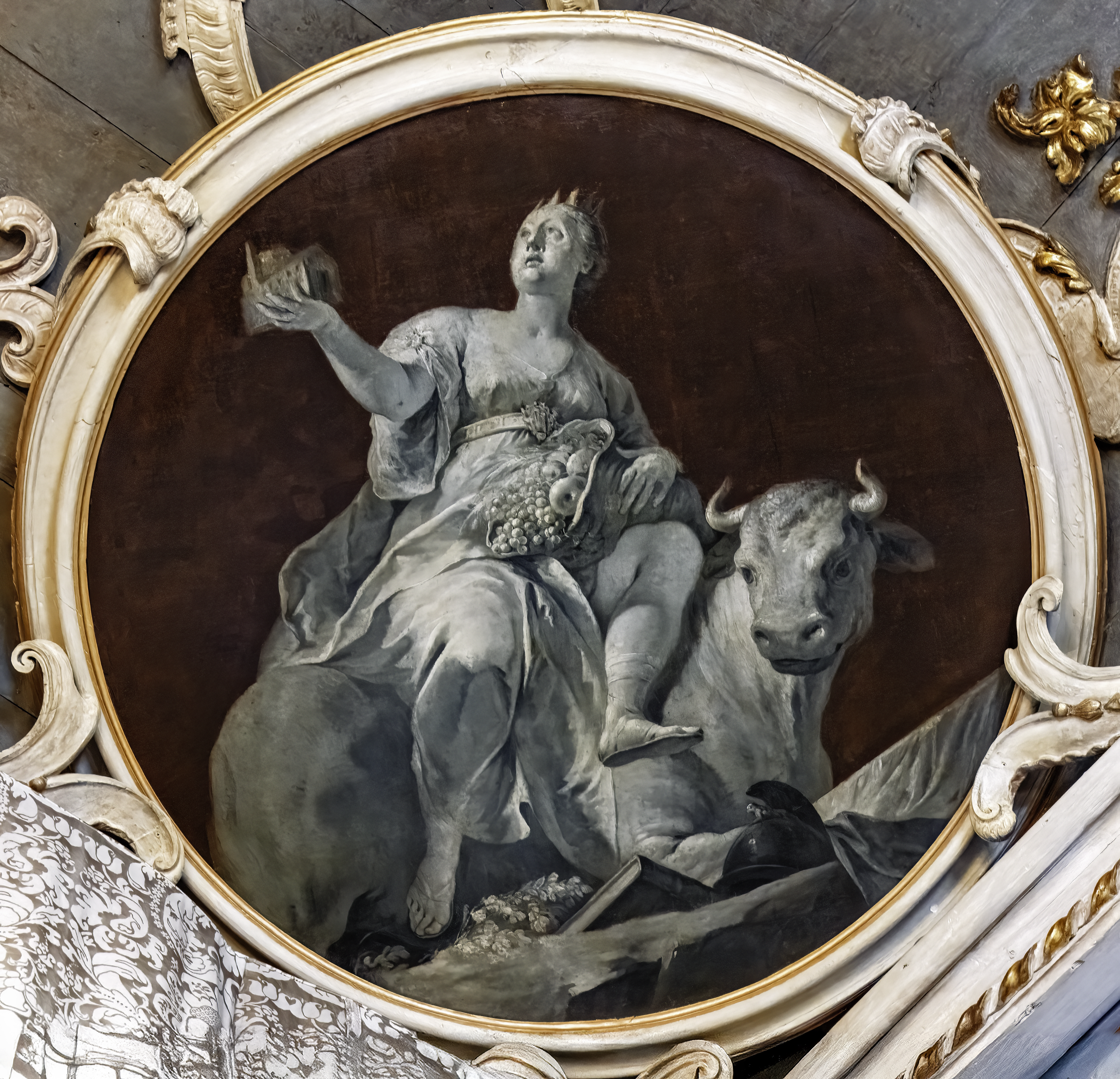
Le suicide de Caton et Tantale enchaîné par Giambattista Langetti peintre baroque italien du XVIIe siècle, qui a été actif à Gênes, à Rome et à Venise, chef de file des tenebrosi.
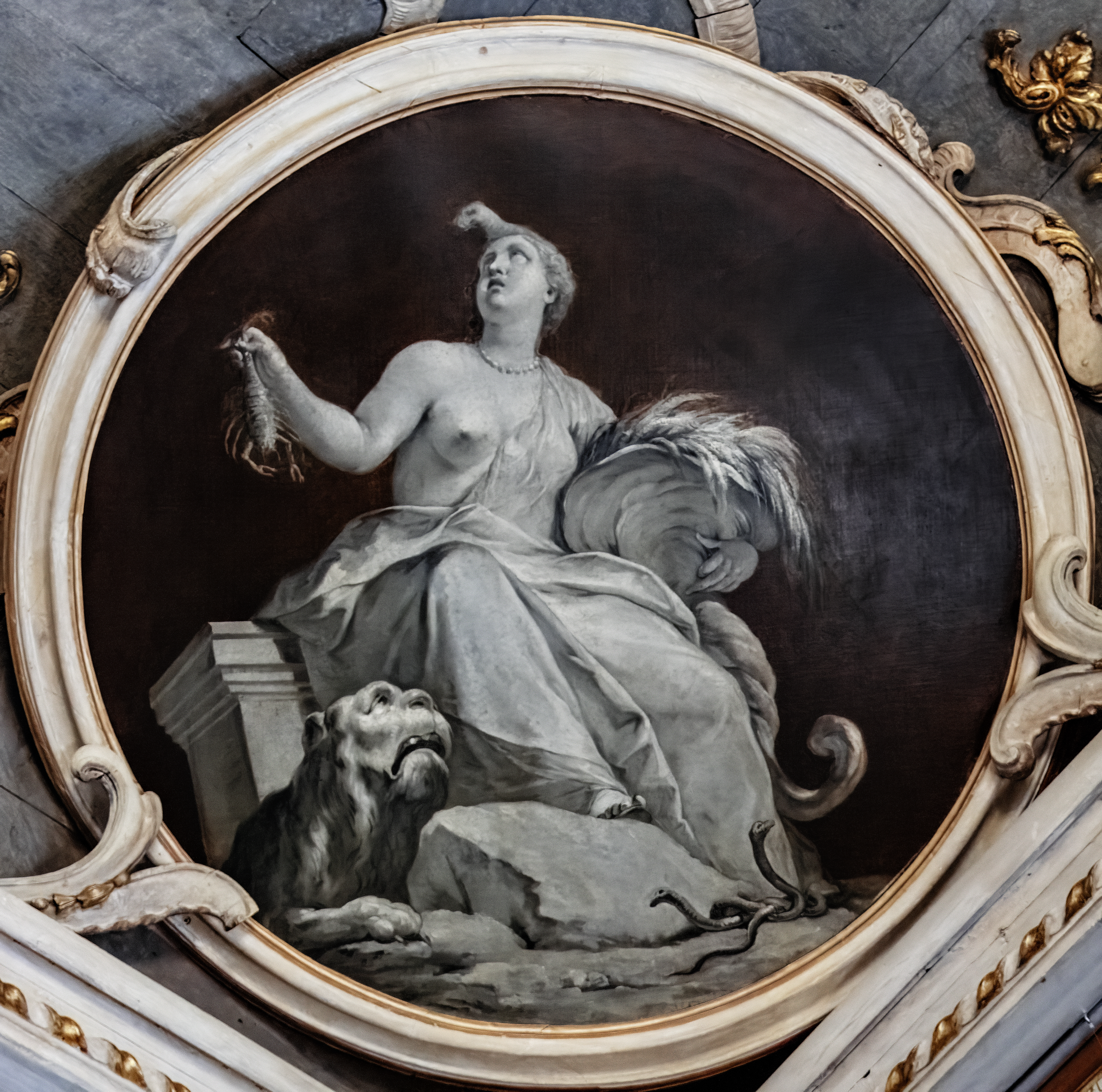
Loth et ses filles par Pietro Ricchi, peintre italien itinérant de la période baroque, actif au XVIIe siècle.

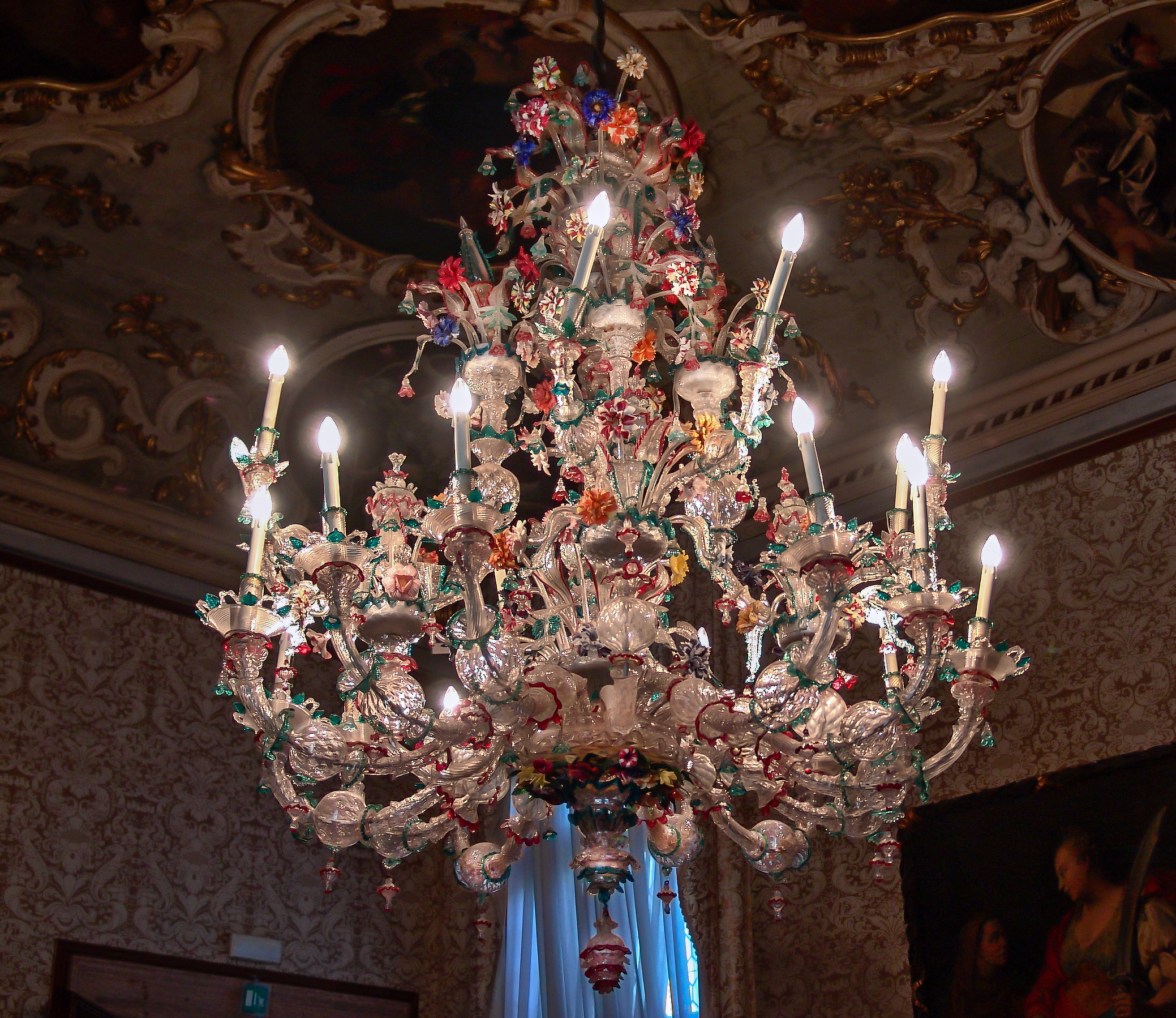
Lustre en verre de Murano
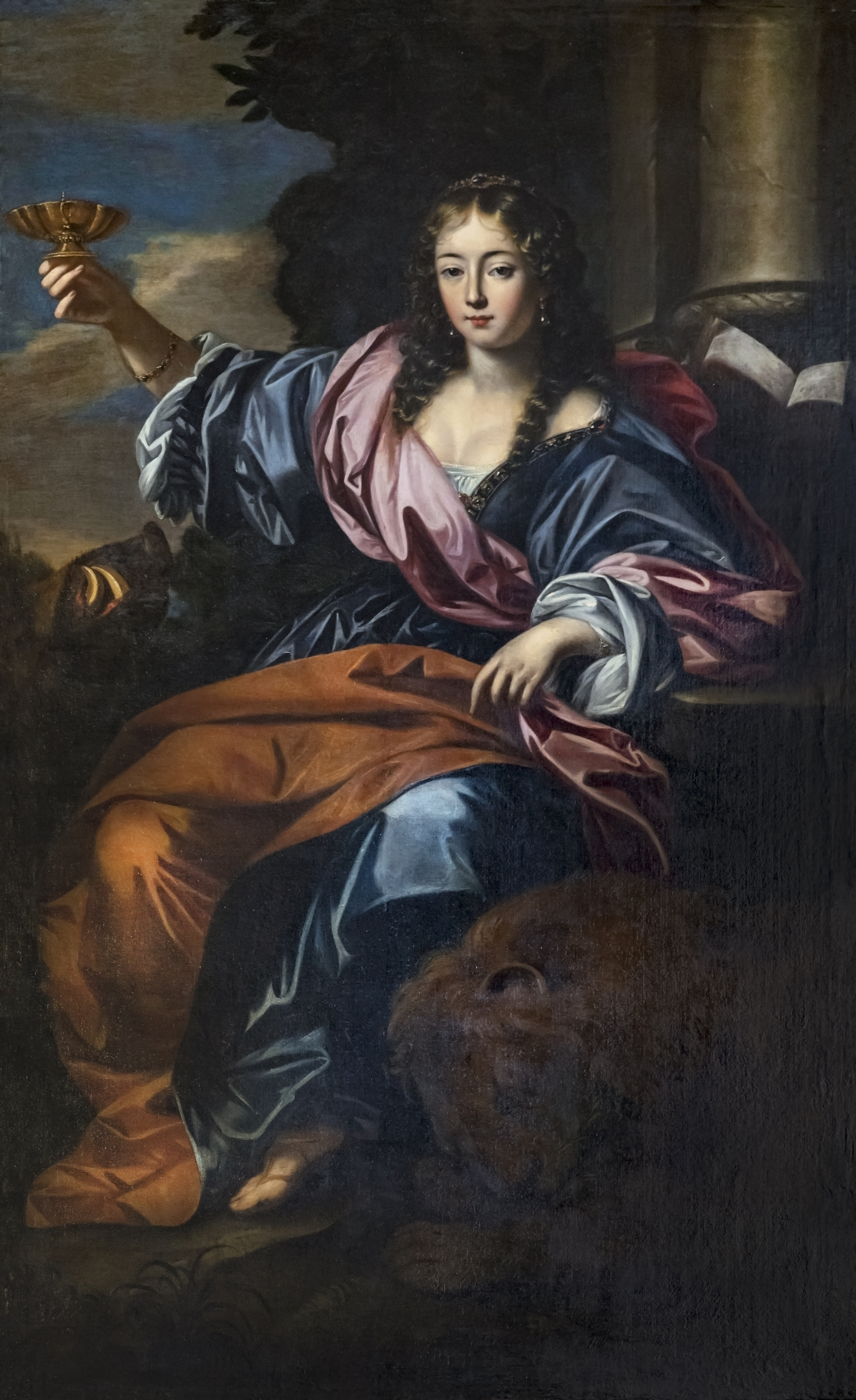
Allégorie de la force par Nicolas Régnier
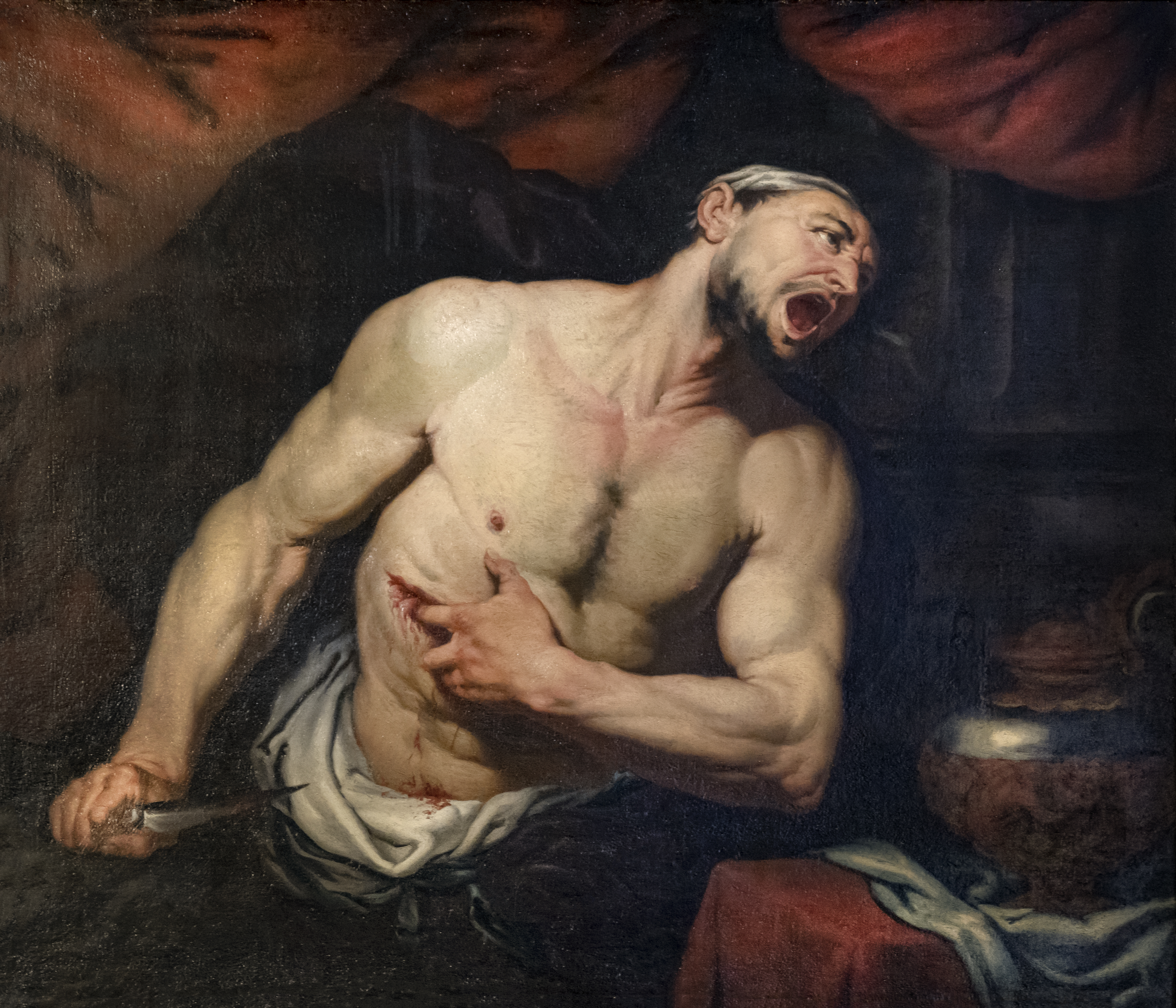
Le suicide de Caton par Giambattista Langetti
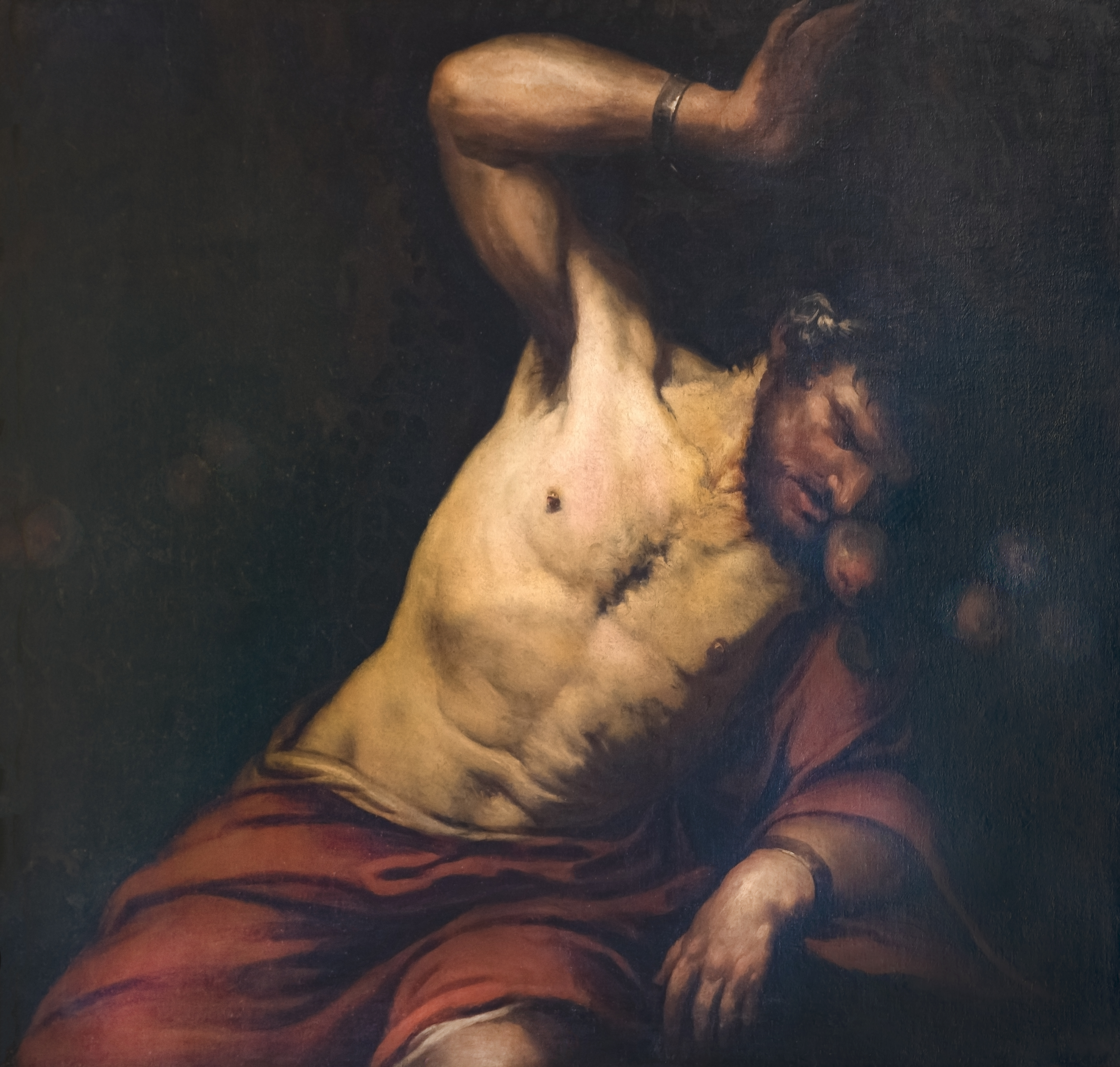
Tantale enchaîné par Giambattista Langetti
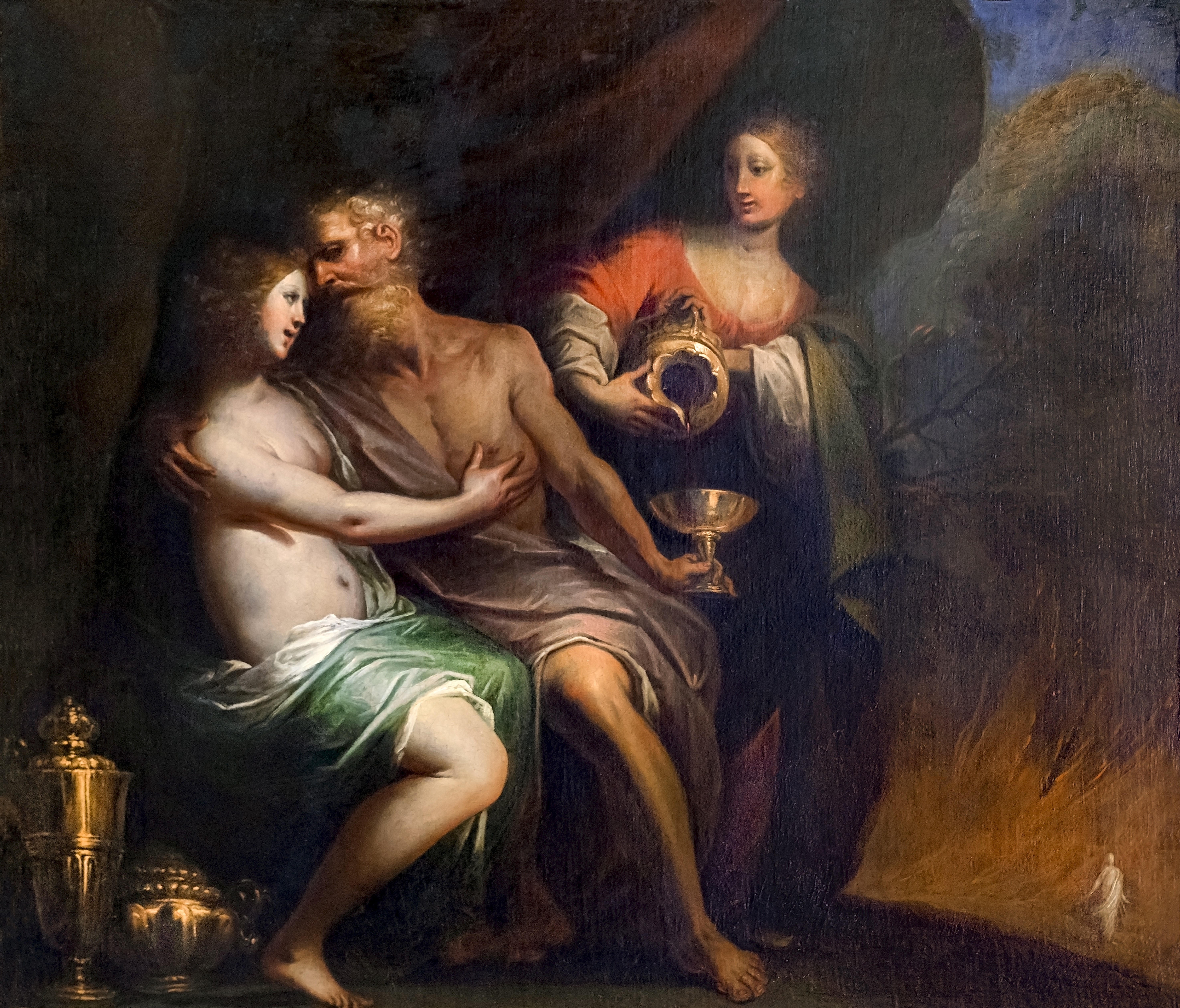
Lotht ses filles par Pietro Ricchi
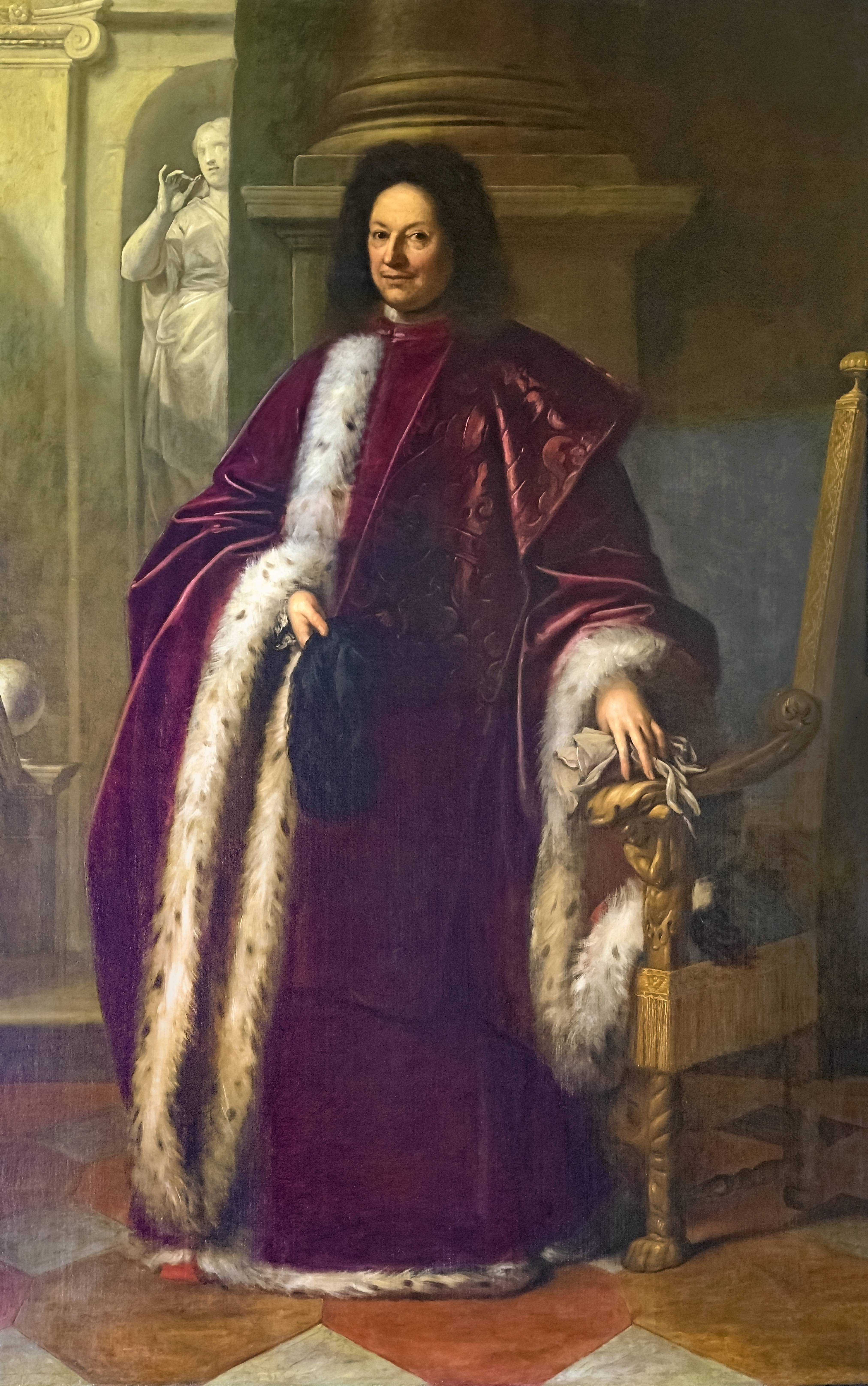
Portrait d'un Procurateur par Antonio Bellucci
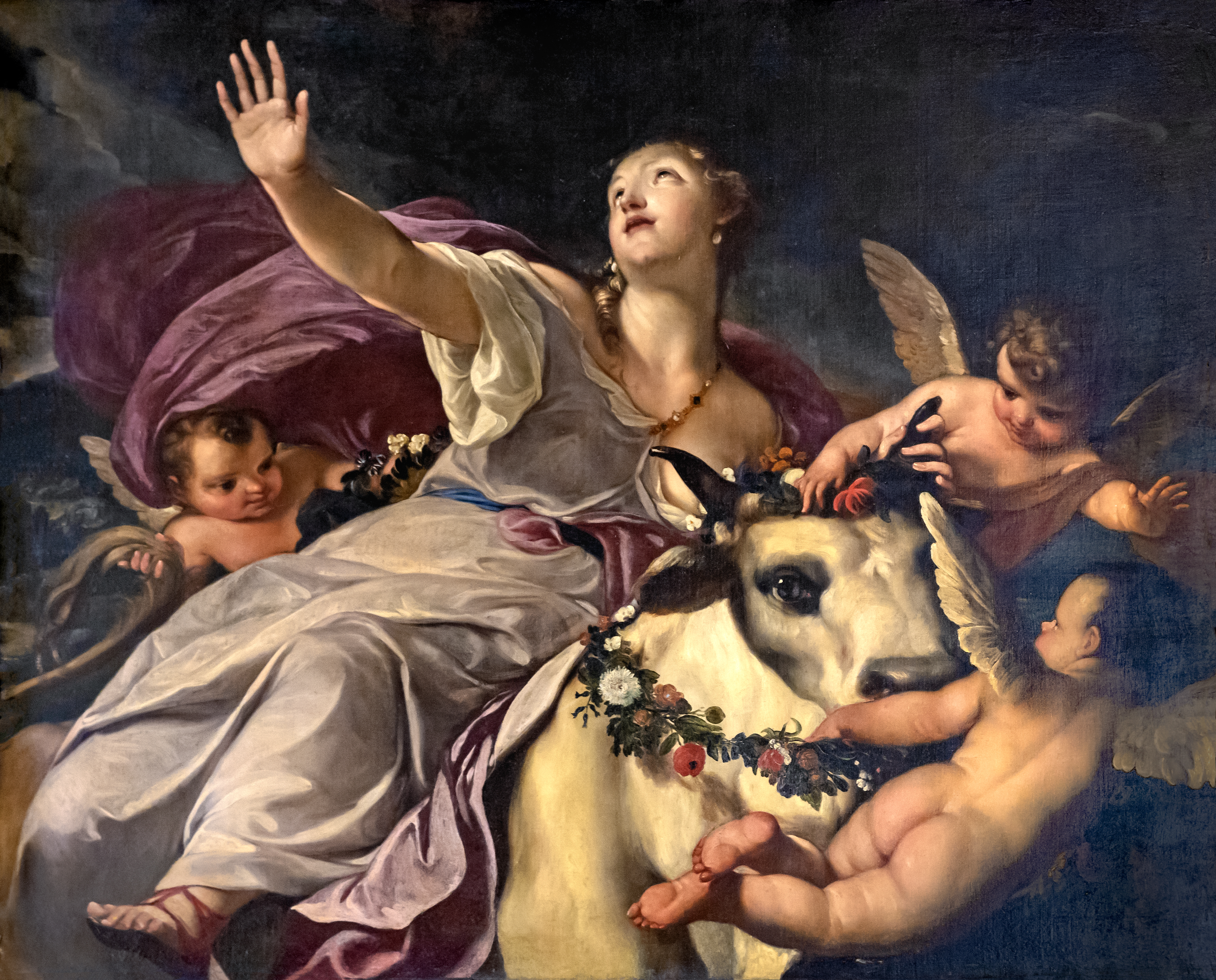
L'enlèvement d'Europe par Antonio Bellucci

#### Plafond
Plafond  :
- L'Afrique
- l'Amerique
- L'Europe
- L'Asie

#### Portego (Le salon passant)
Dans la structure traditionnelle du palais vénitien, le portego, ou salon passant, était la pièce la plus grande de l’édifice, destinée à jouer le rôle de salle de représentation. Cet espace présente aujourd’hui des bustes en marbre du XVIIIe siècle représentant des portraits et des figures allégoriques, tandis que les murs sont recouverts de marbre rouge de Vérone.
- Lucrèce par Filippo Parodi sculpteur italien baroque de l'école génoise, élève de Gian Lorenzo Bernini. Actif à Padoue et à Venise.
- Allégorie de l'Envie par Giusto Le Court
- Paire d'Atlantes en marbre qui soutenait un linteau de cheminée par Alessandro Vittoria (1525 -1608) un sculpteur maniériste de l'école vénitienne.
- Un buste en marbre du pape Innocent XI au dessus de la porte.
- Un buste en marbre de Démocrite et d'Héraclite par Giuseppe Torretti.

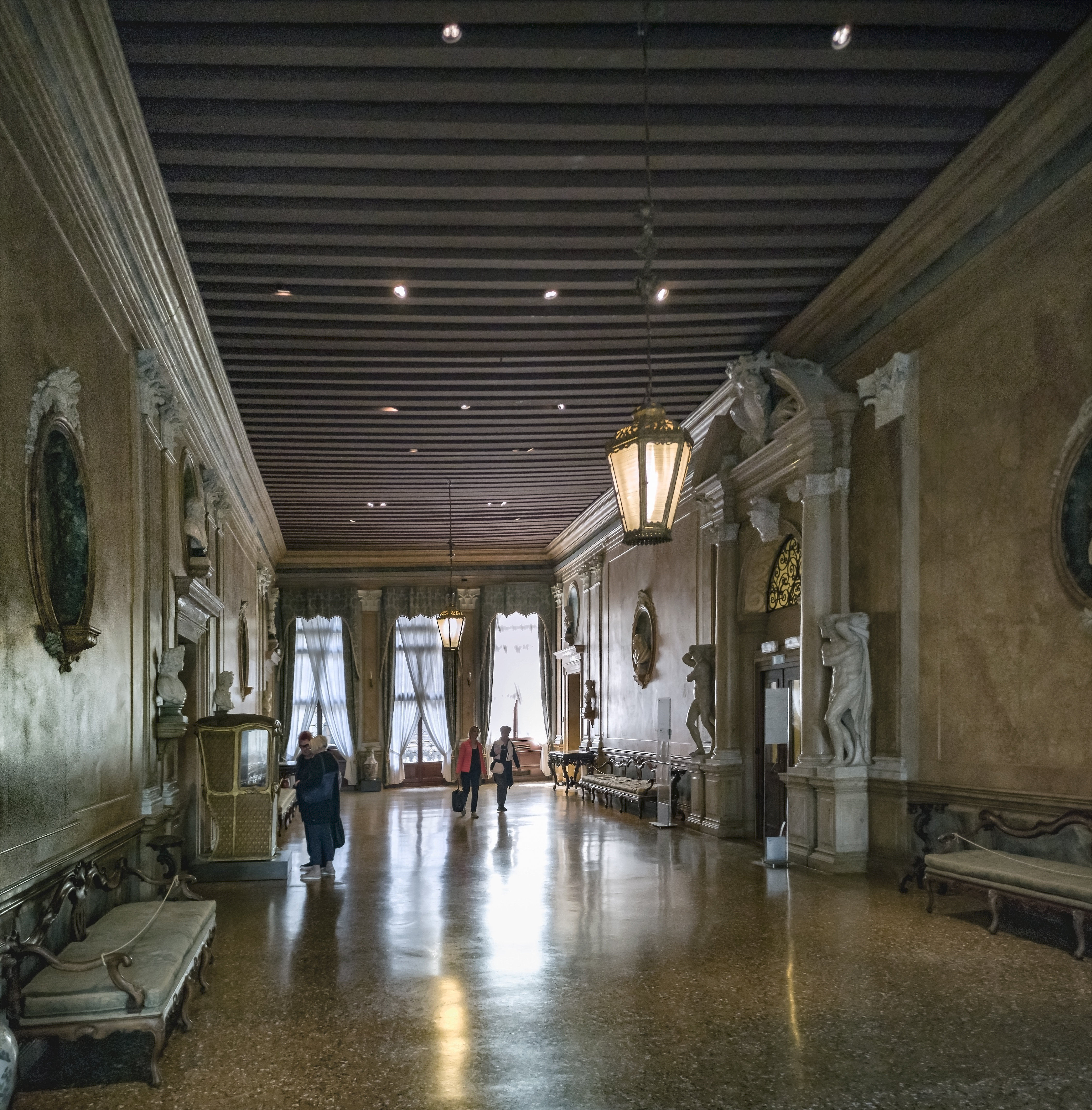
Portego du Piano nobile
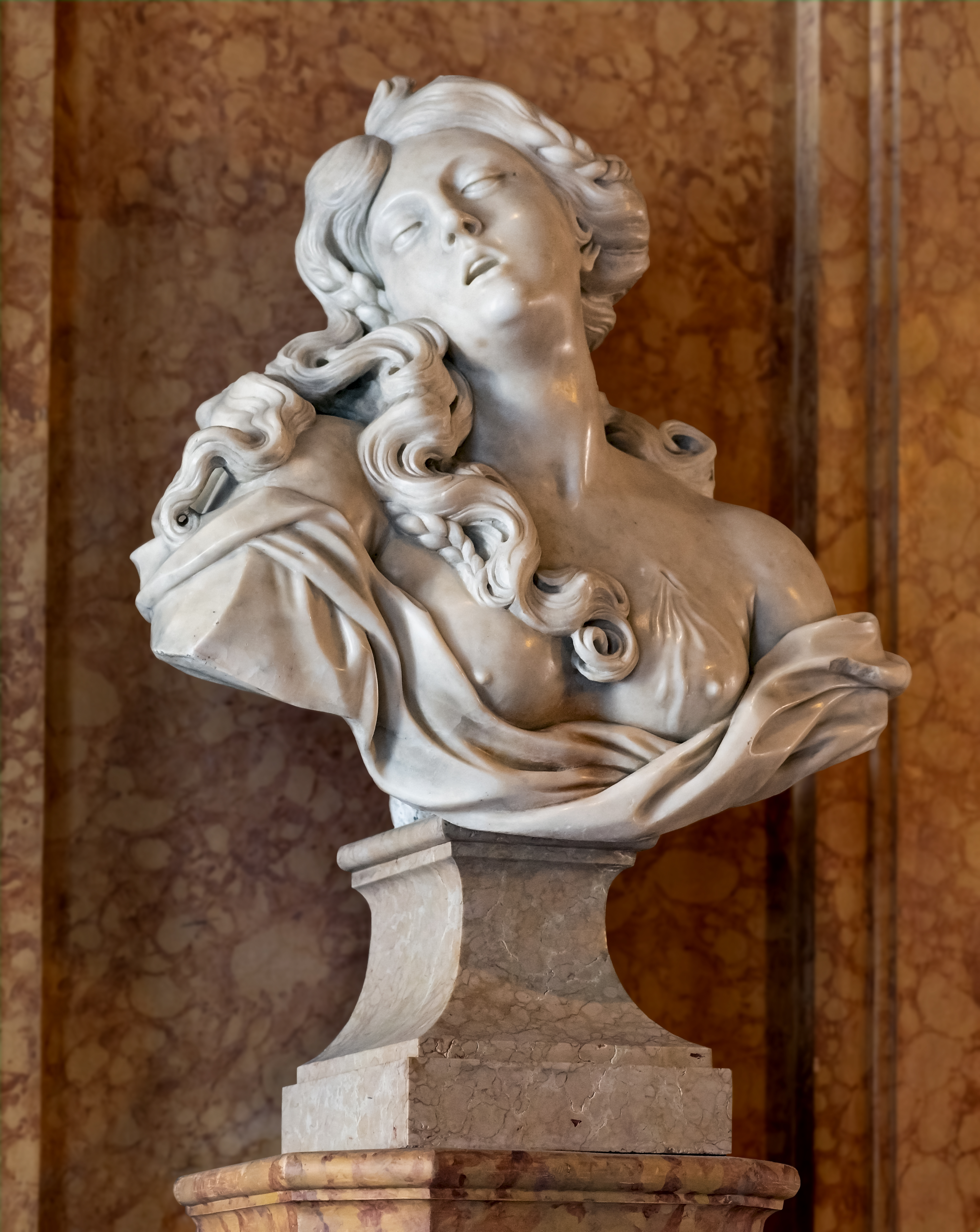
Lucrèce par Filippo Parodi
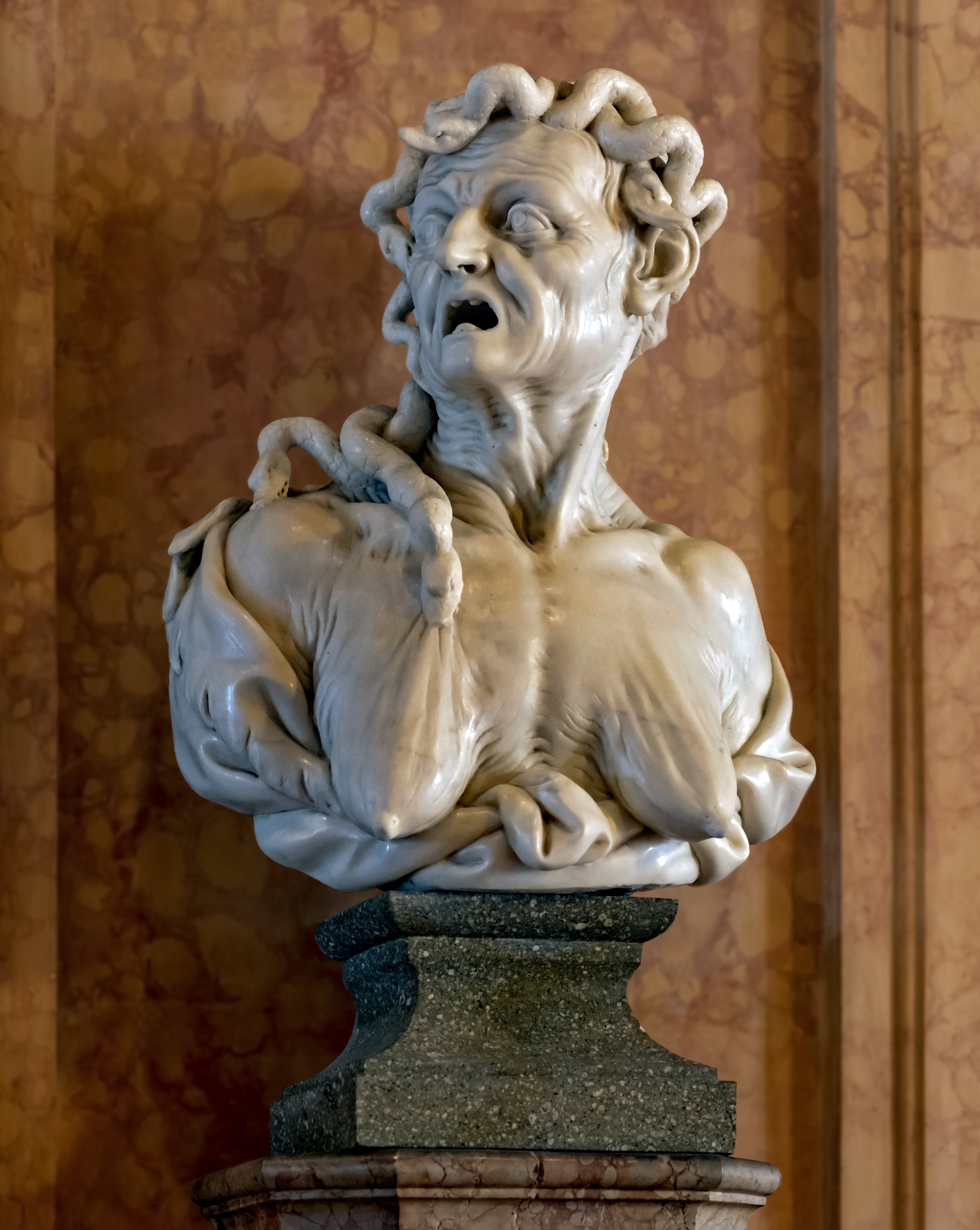
Allégorie de l'Envie par Giusto Le Court
Atlante par Alessandro Vittoria
Atlante par Alessandro Vittoria
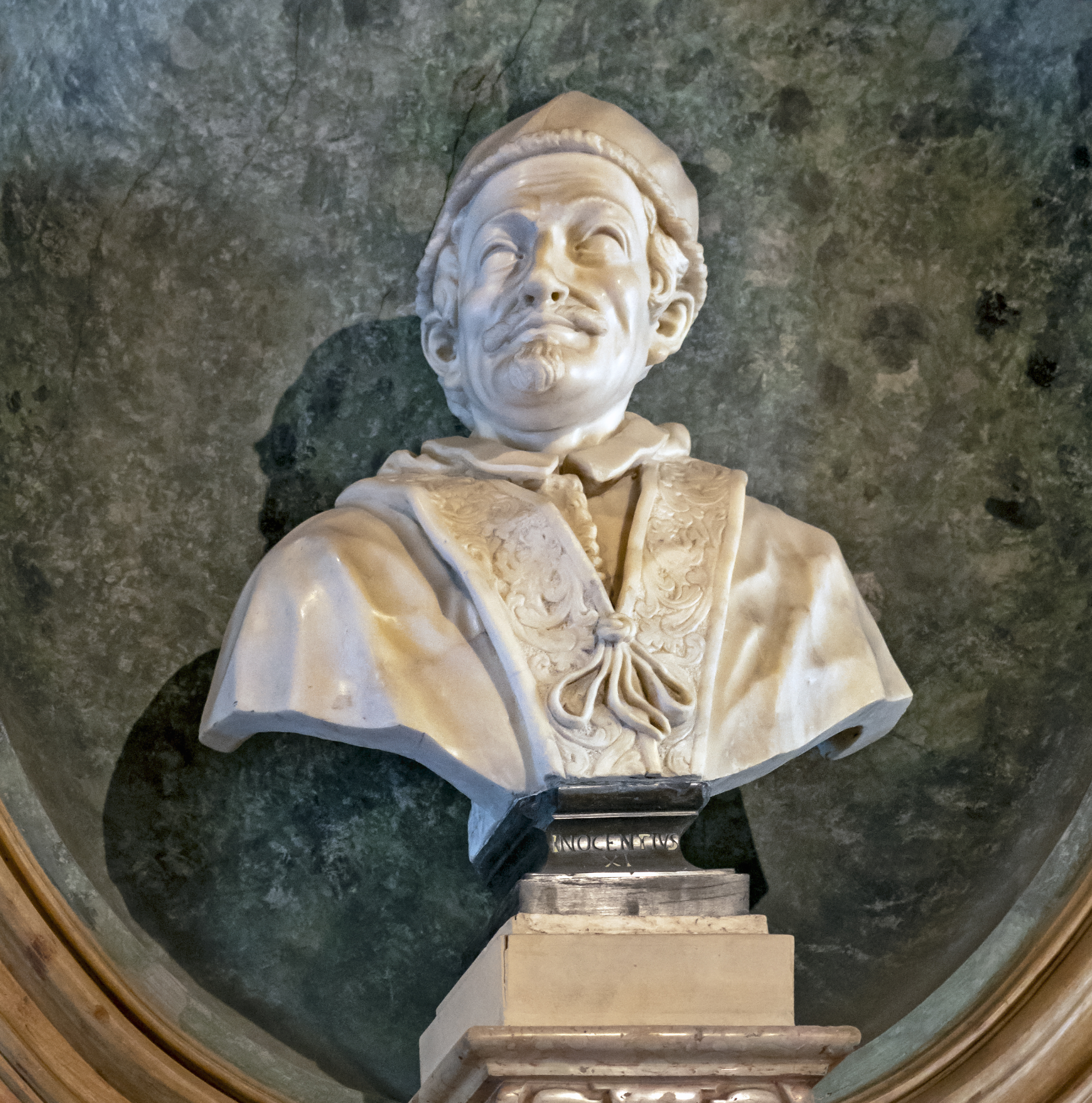
Buste d'Innocent XI
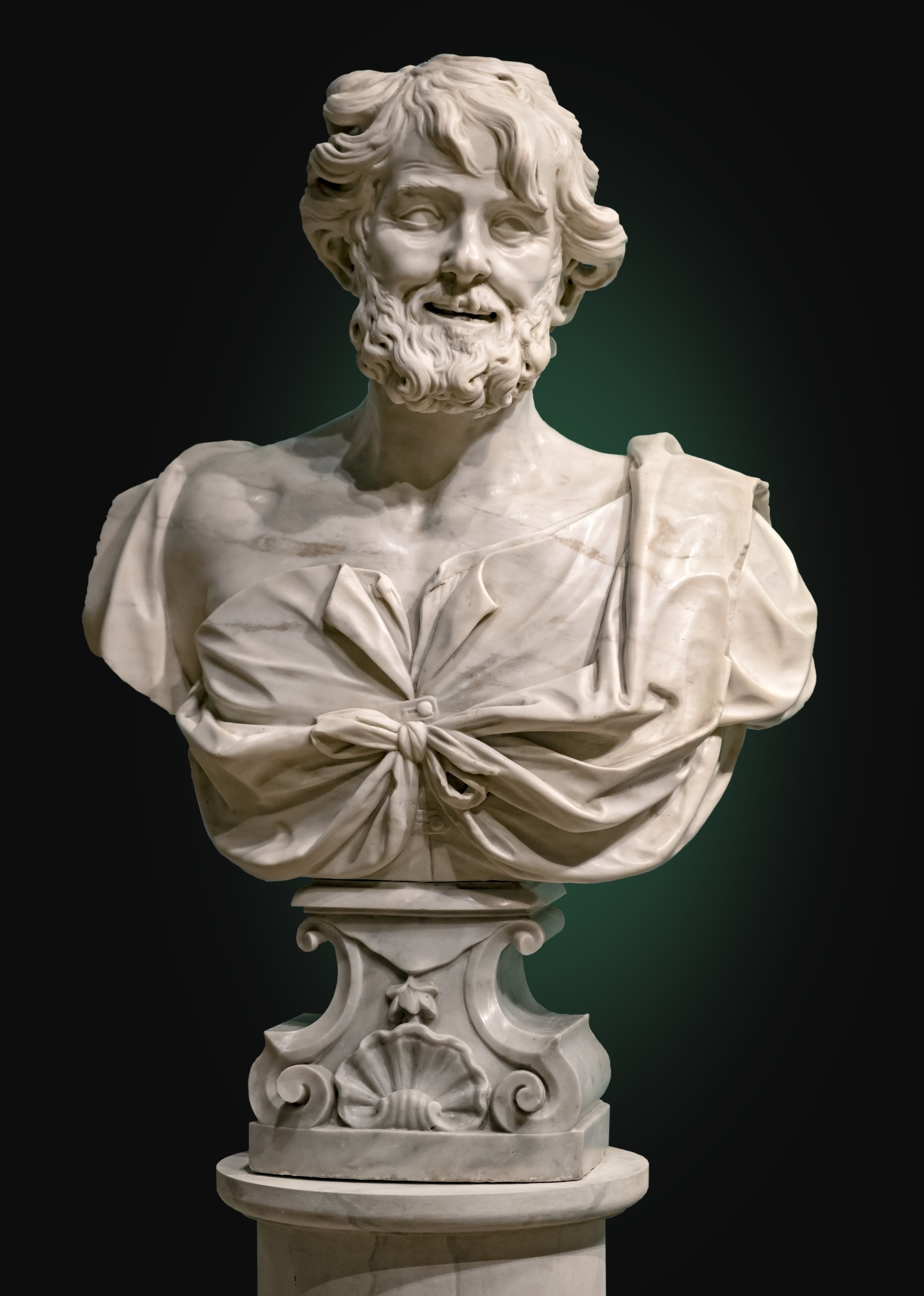
Démocrite par Giuseppe Torretti
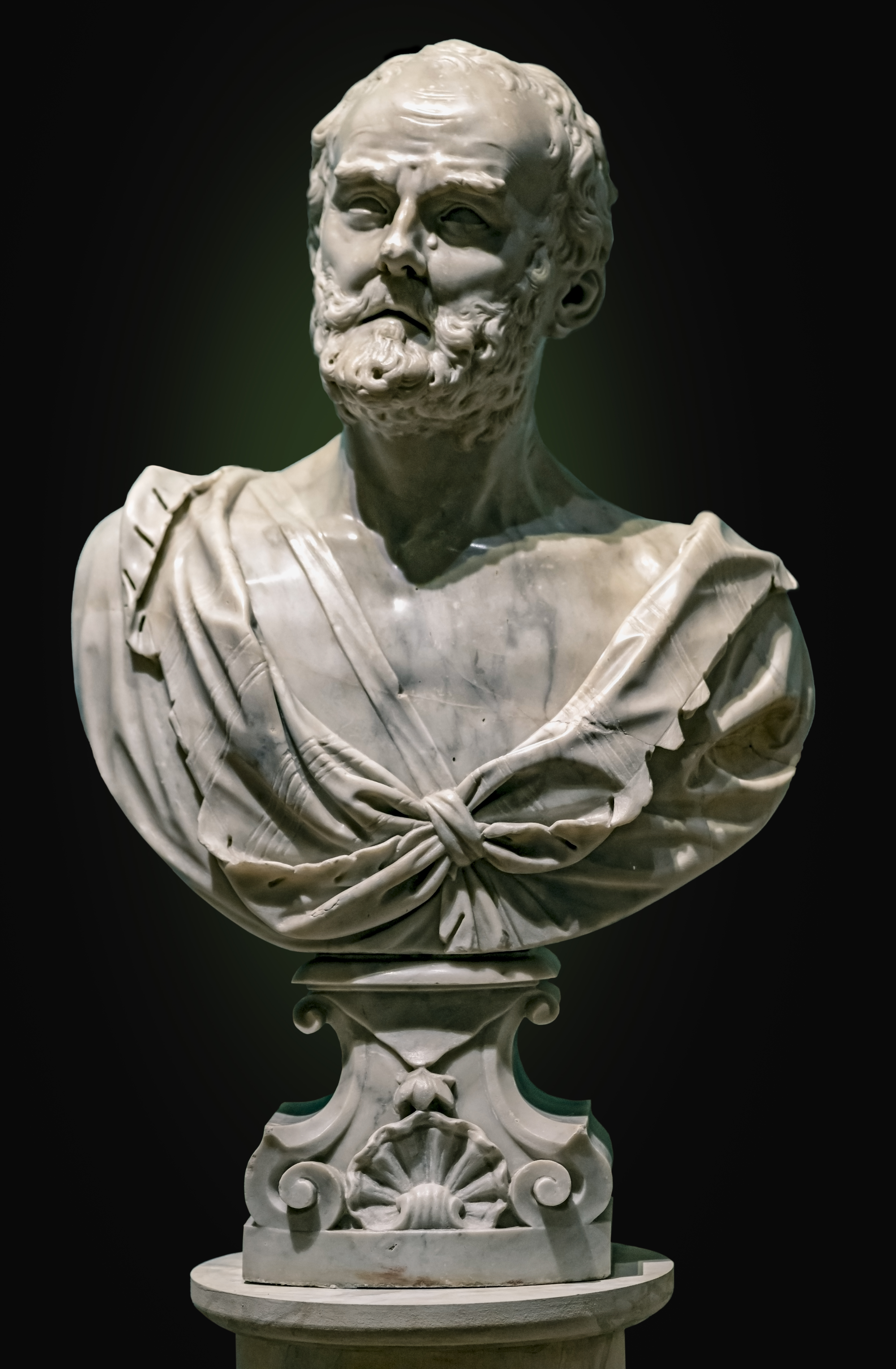
Héraclite par Giuseppe Torretti

### Second étage

#### Portego des tableaux

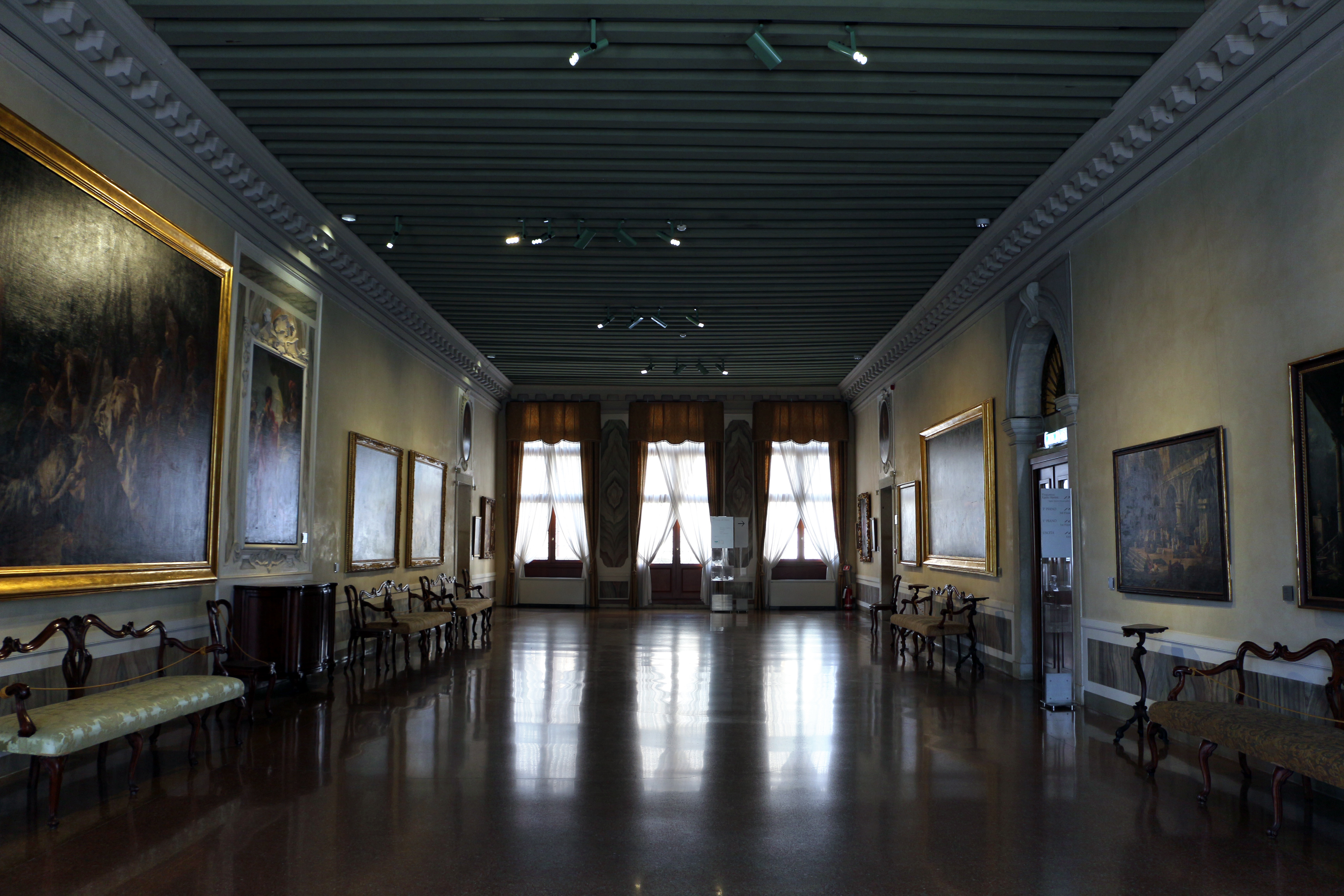
Le Portego

Dans le portego du deuxième étage noble du palais, sont rassemblés certains des tableaux les plus importants du musée.
Au-dessus de chaque porte dans un encadrement en stuc quatre portraits : Portrait d'un gentilhomme en rouge par Niccolò Cassana peintre vénitien baroque de la seconde moitié du XVIIe siècle et du début du XVIIIe siècle; celui de Giustina Donà dalle Rose épouse de Paolo Renier 119e doge de Venise par Lodovico Gallina, peintre italien de la période baroque élève d'Antonio Dusi; il est connu comme portraitiste, apprécié pour ses "décors auliques". Au-dessus de la porte menant au Salon Guardi le portrait du sénateur Giovanni Correr (1673-1717) par Antonio Bellucci.
- Portrait du cardinal Fererico Corner par Bernardo Strozzi peintre baroque italien, de l'école génoise. L'essentiel de ses activités s'est déroulé à Gênes, puis à Venise à partir de 1631. Entre maniérisme et caravagisme, son style s'inspire fortement des œuvres de Pierre-Paul Rubens.
- Portrait de vieille femme par Pietro Bellotti peintre italien connu pour ses portraits, qu’il aborde avec humanité et naturalisme, à la façon d’un José de Ribera.
- Portrait de gentilhomme en perruque par Sebastiano Bombelli peintre italien de la période baroque, principalement actif à Venise.
- Pastorale par Francesco Zuccarellipeintre et un graveur italien du XVIIIe siècle, élève de Giovanni Morandi. Actif à Venise puis à Londres où il devint membre fondateur de la Royal Academy.
- La fête de sainte Marthe par Gaspare Diziani peintre italien rococo, actif au XVIIIe siècle, élève de Gregorio Lazzarini.
- Vue d'un port fluvial par Luca Carlevarijs architecte, mathématicien, graveur et surtout un peintre baroque de vedute considéré comme l'initiateur à Venise du védutisme.
- Le convent diplomatique par Francesco Guardi
- Perspective au portique par Giuseppe Moretti. Peintre élève de Canaletto.
- Il rio dei Mendicanti et Le Grand Canal du palais Balbi au Rialto par Canaletto
- Portrait de Matthias von der Schulenburg par Gianantonio Guardi
- Mucius Scaevola devant Porsenna par Giovanni Antonio Pellegrini peintre italien rococo, élève de Girolamo Genga, de Paolo Pagani et de Sebastiano Ricci très actif en Angleterre.
- L’intérieur de la basilique St Pierre de Rome par Giampaolo Pannini peintre baroque italien. Formé par les meilleurs spécialistes de la perspective, les Bibiena. Il est célèbre pour ses vedute et ses capricci.
- Garçon au fifre par Domenico Maggiotto peintre italien qui a été actif au XVIIIe siècle, élève de Giovanni Battista Piazzetta.
- Enfant à la pomme par Antonio Marinetti (1719-1796) dit il Chiozzoto peintre baroque vénitien.
- Portrait d'un vieux barbu par Giuseppe Nogari peintre rococo vénitien, élève d'Antonio Balestra. Il a peint surtout des portraits en bustes relevant de thèmes réels, notamment des personnes âgées.
- Madone lisant par Francesco Capella peintre vénitien qui actif au XVIIIe siècle, élève de Giovanni Battista Piazzetta.

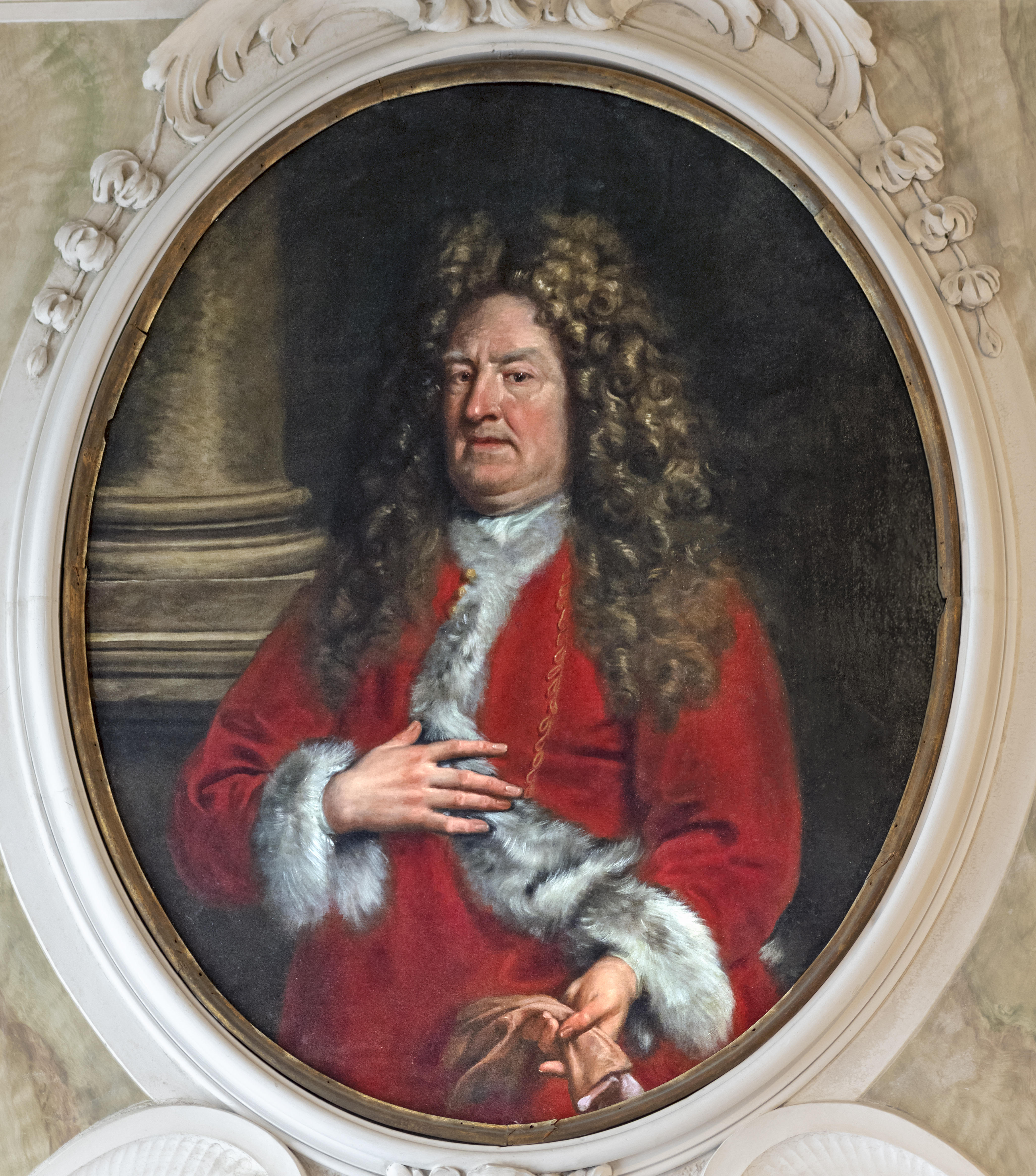
Portrait d'un gentilhomme en rouge par Niccolò Cassana
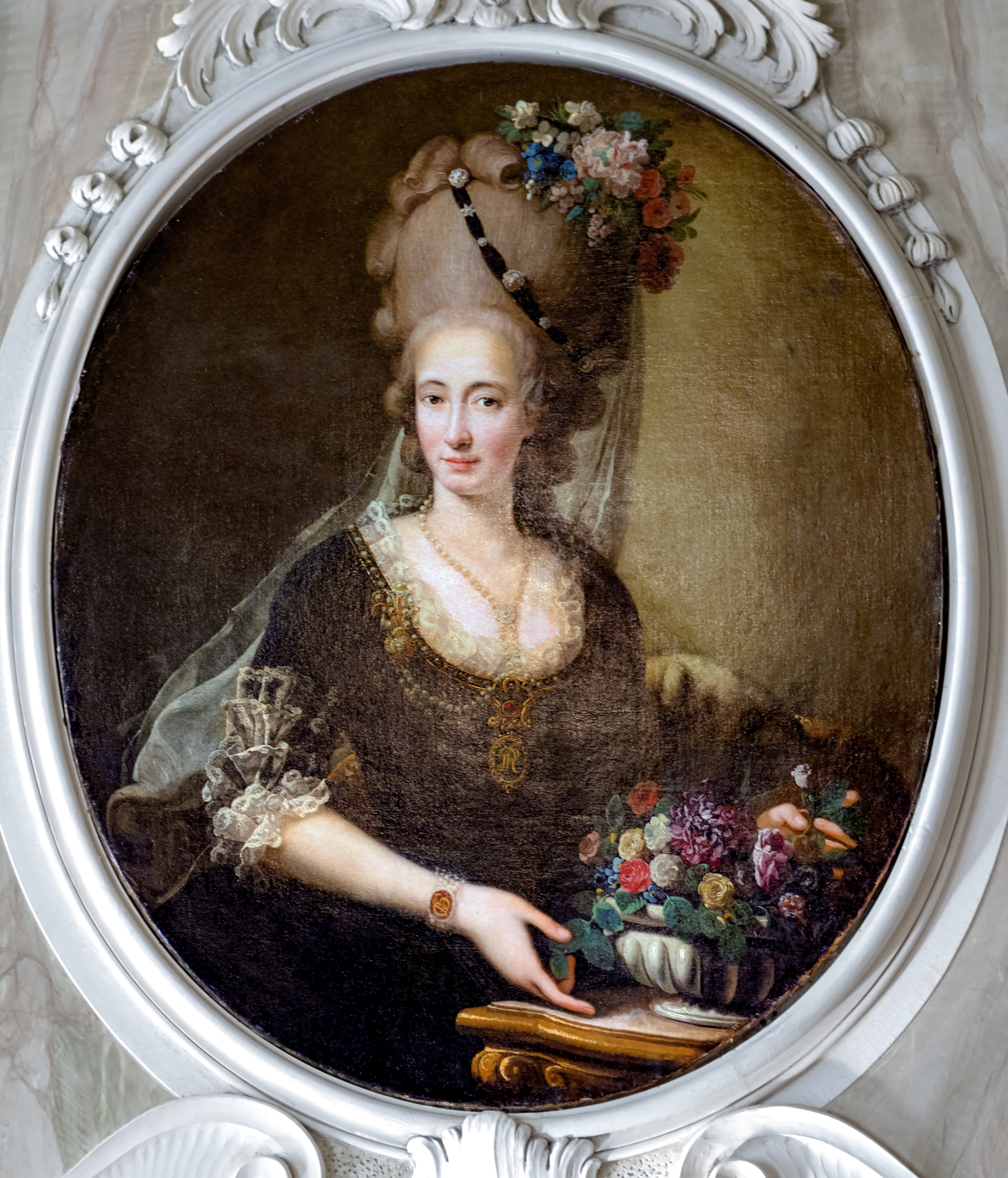
Portrait de Giustina Donà dalle Rose par Lodovico Gallina
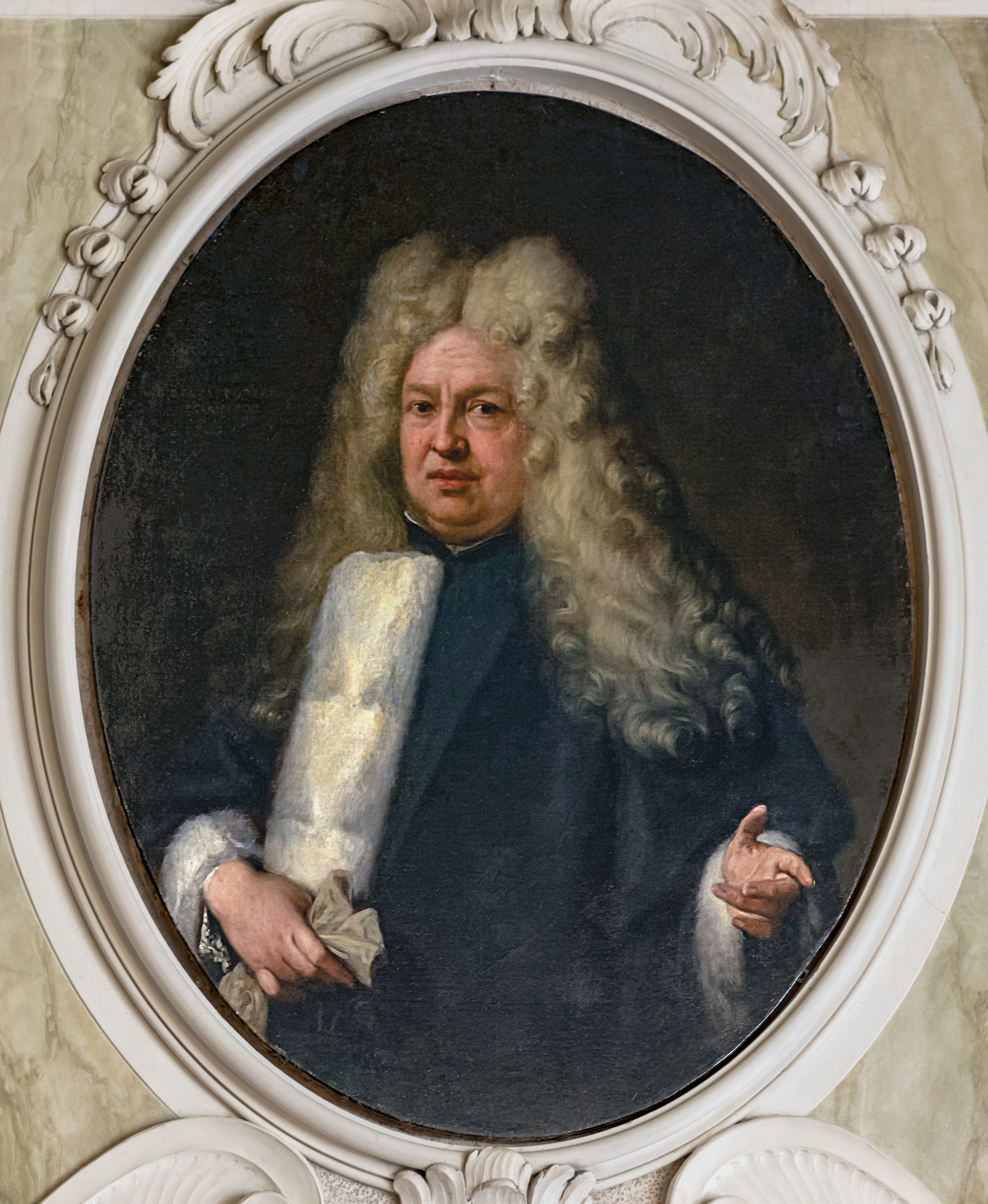
Portrait du senateur Giovanni Correr par Antonio Bellucci
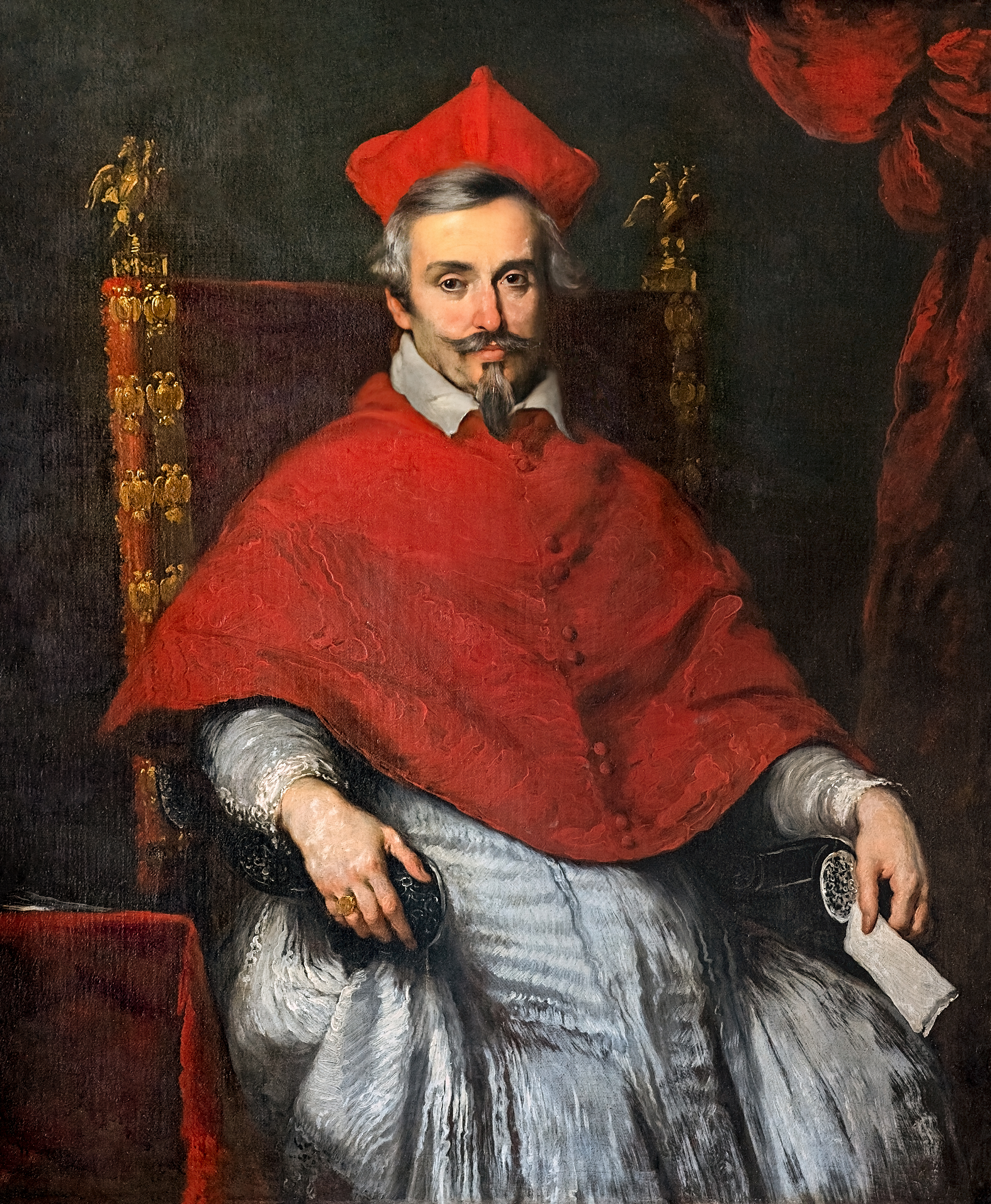
Portrait du cardinal Fererico Corner par Bernardo Strozzi
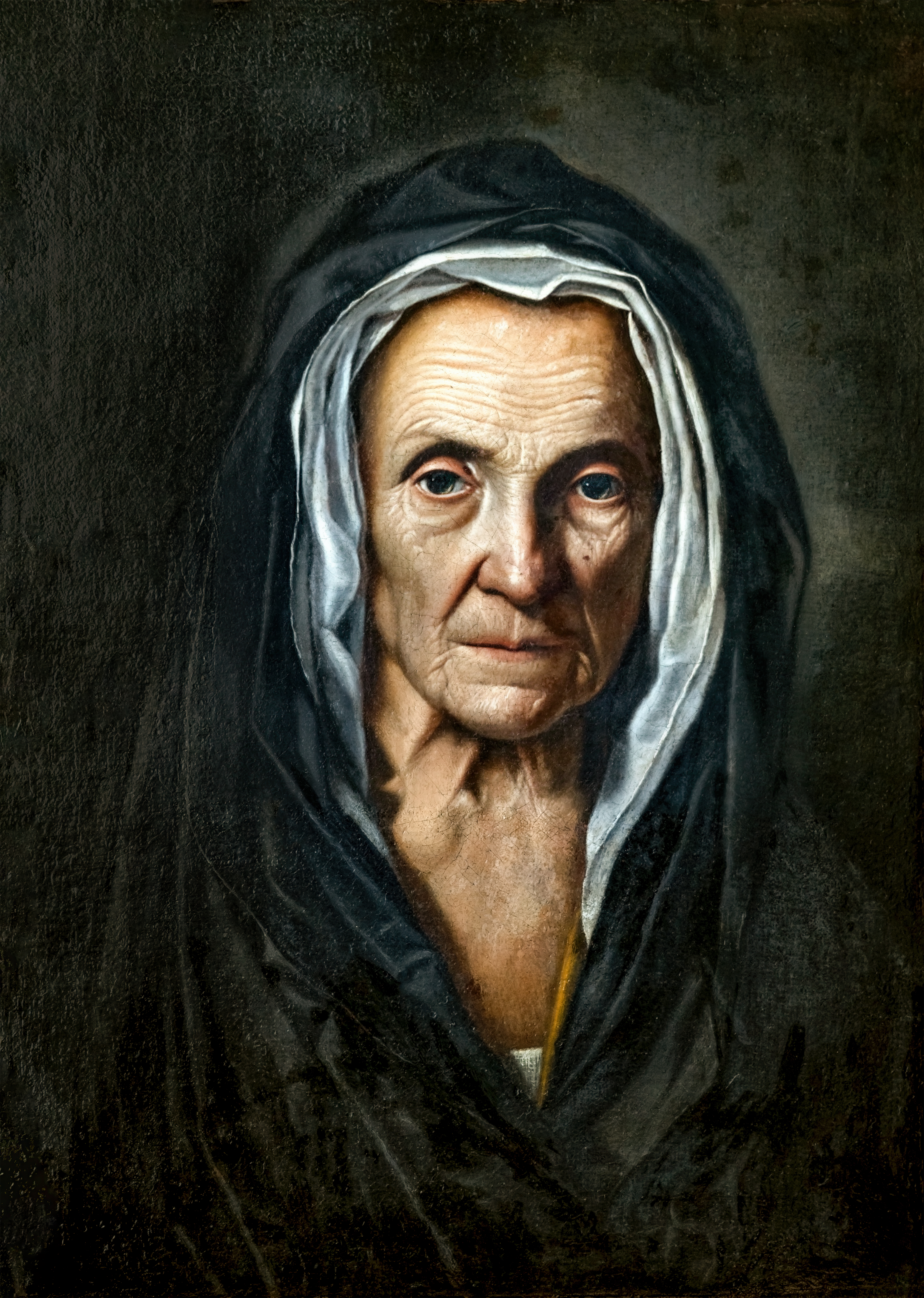
Portrait de vieille femme par Pietro Bellotti
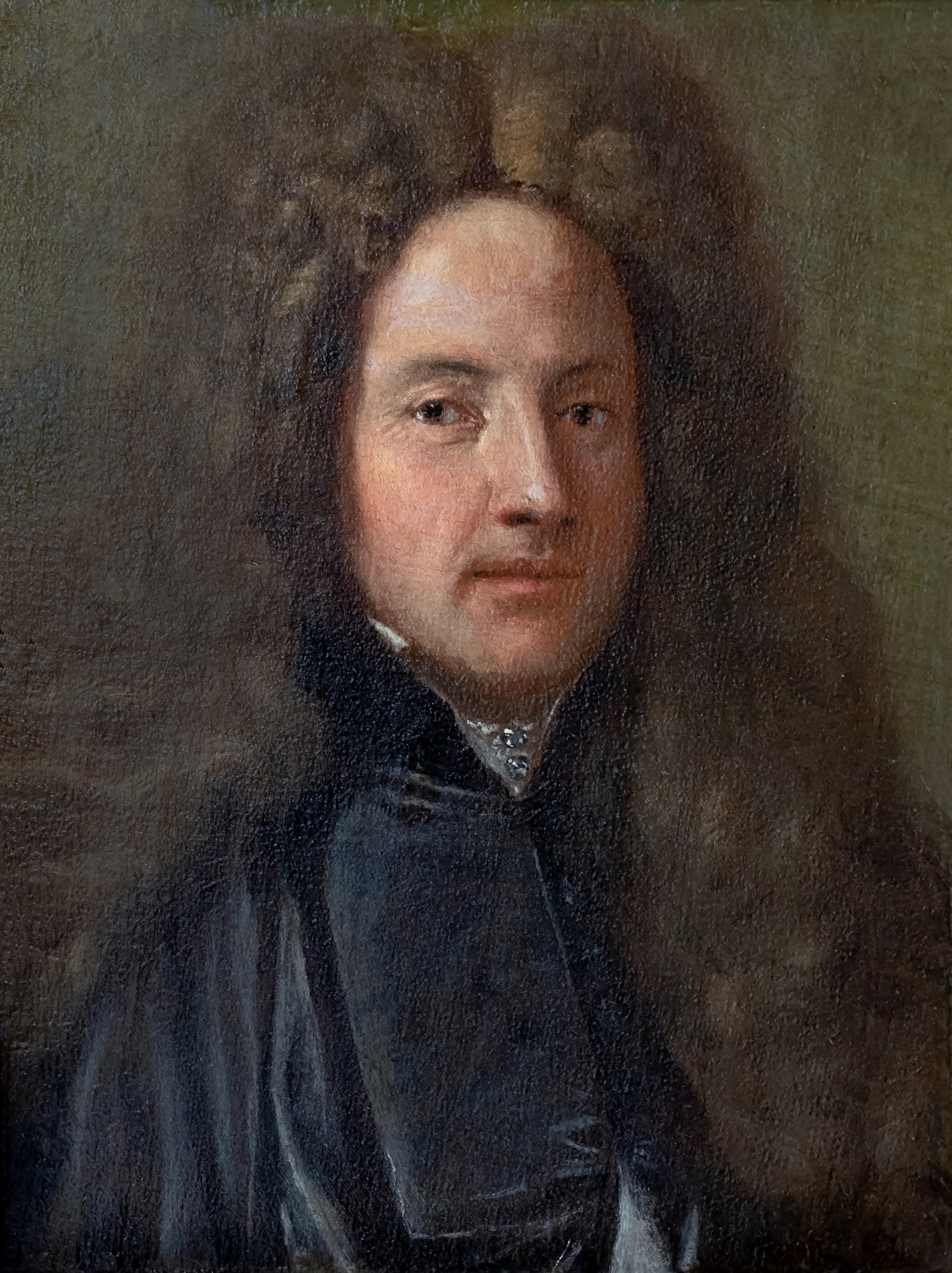
Portrait de gentilhomme en perruque par Sebastiano Bombelli
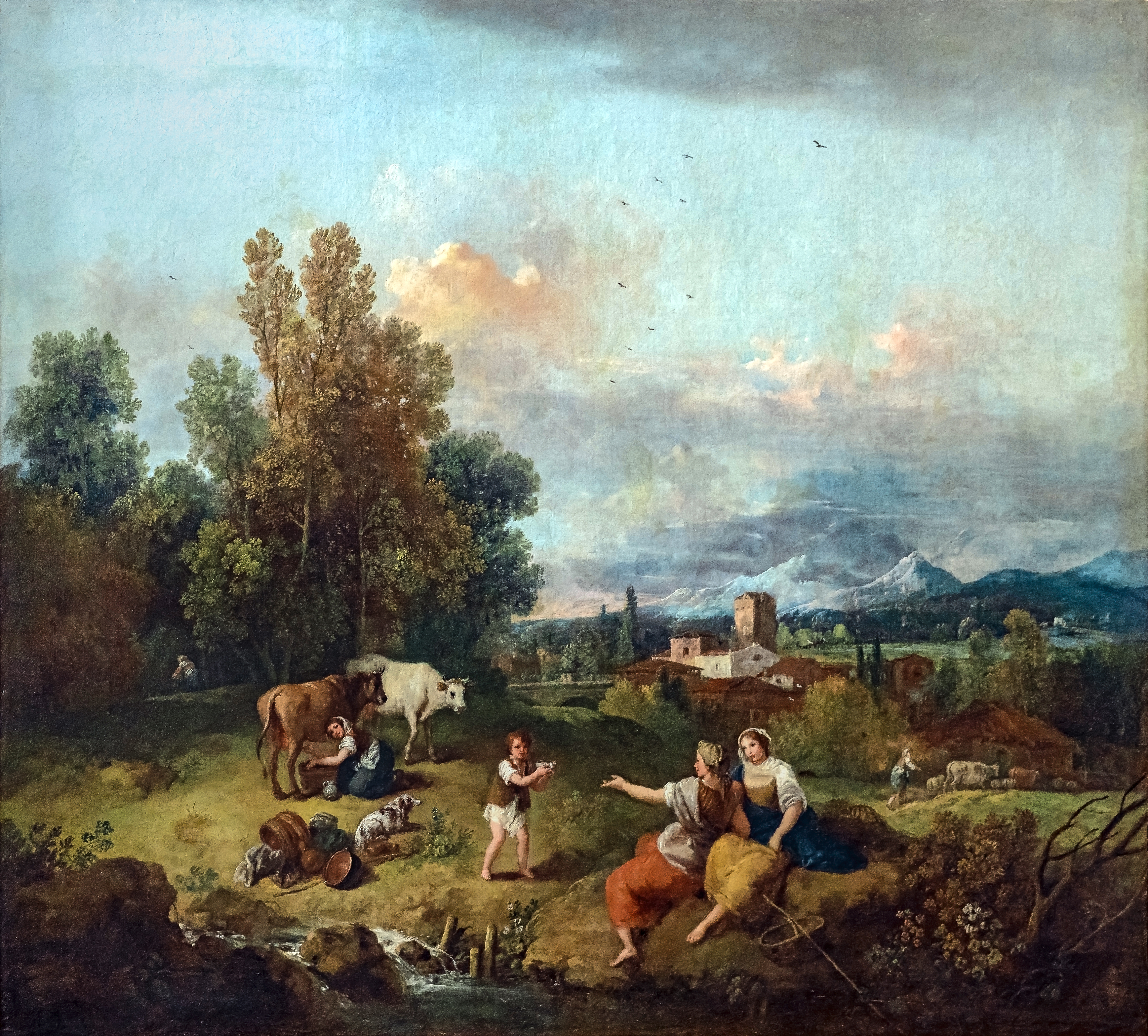
Pastorale par Francesco Zuccarelli
La Sagra di Santa Marta par Gaspare Diziani
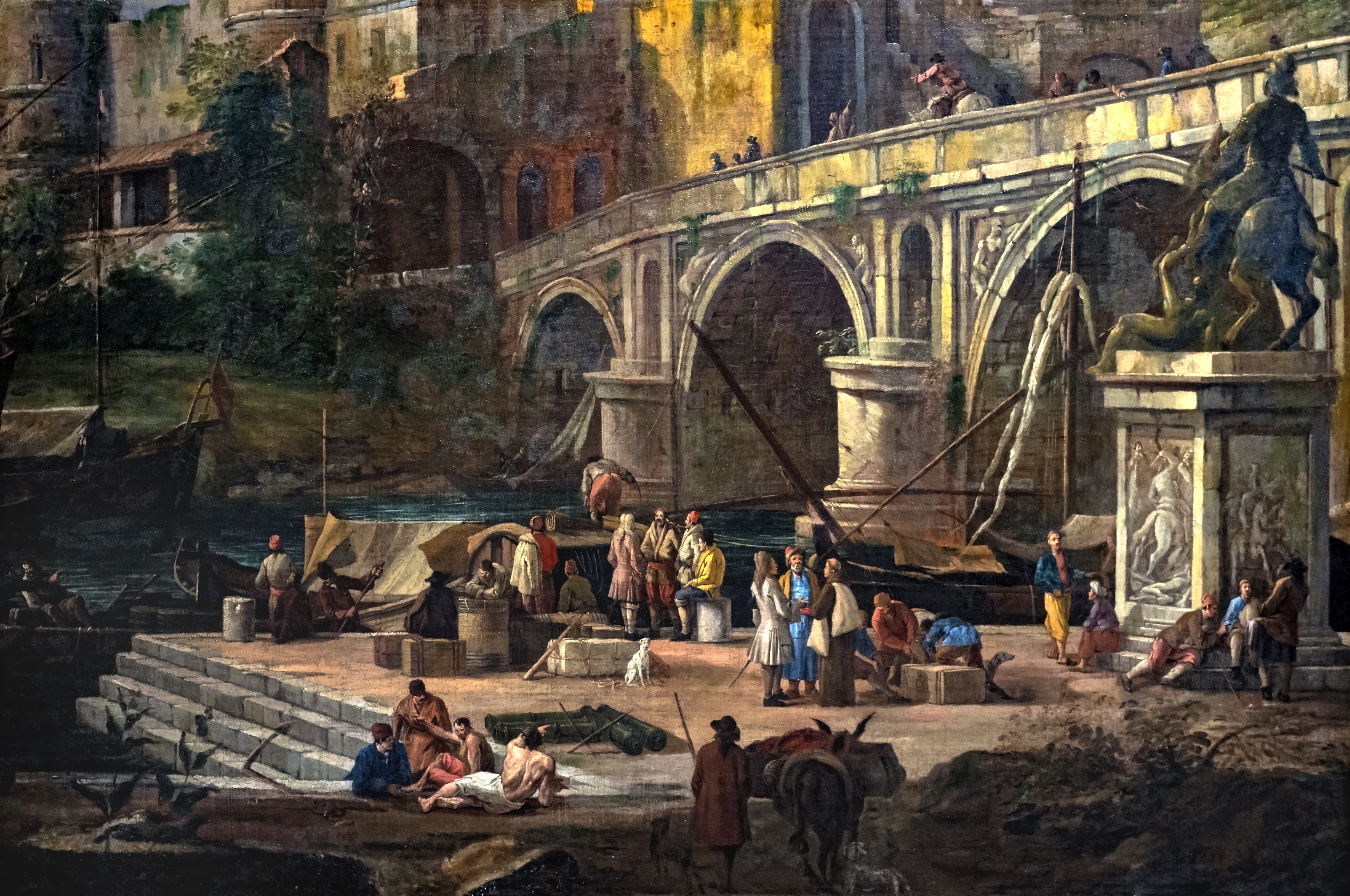
Vue d'un port fluvial par Luca Carlevarijs
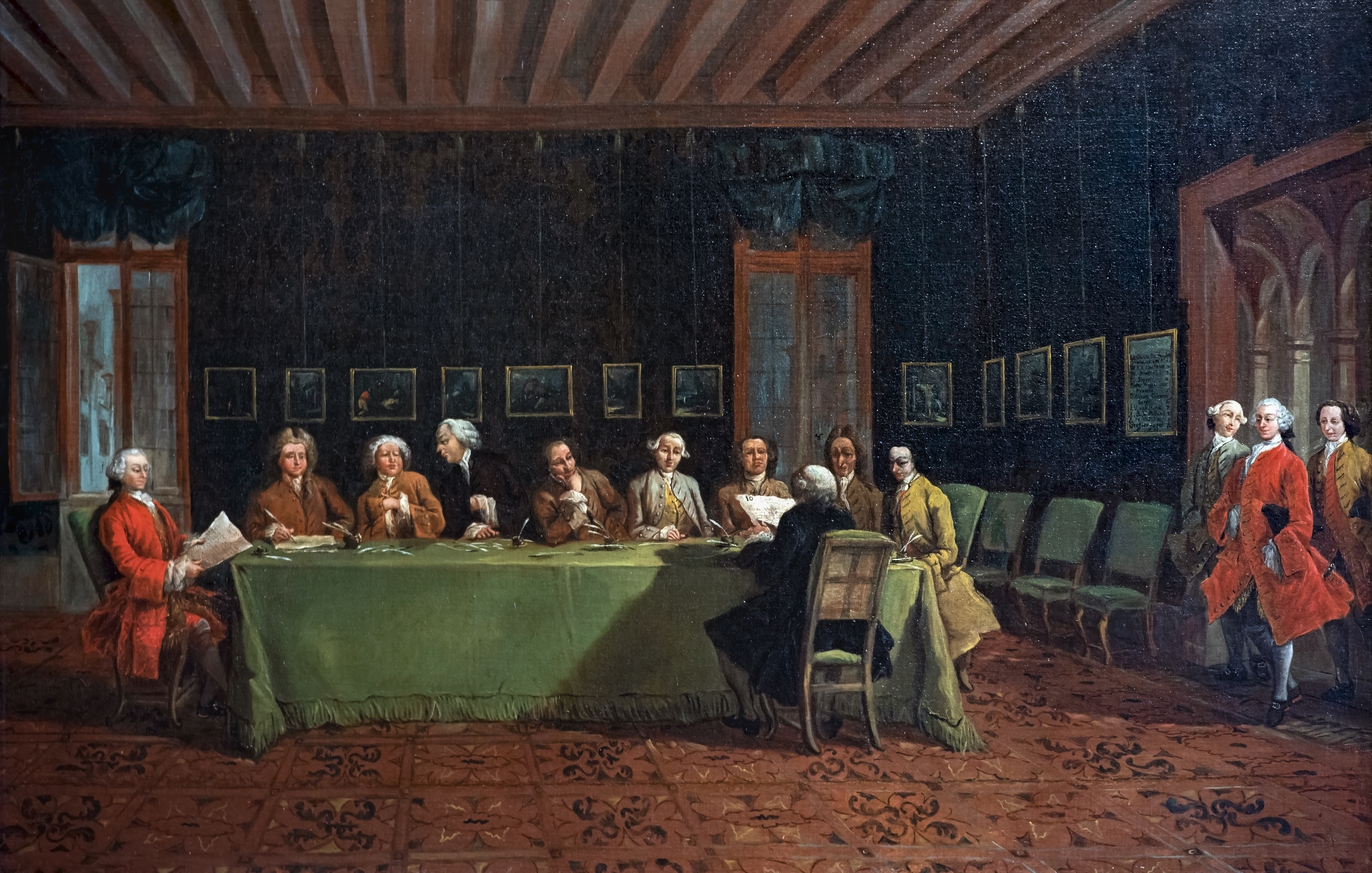
Le convent diplomatique par Francesco Guardi
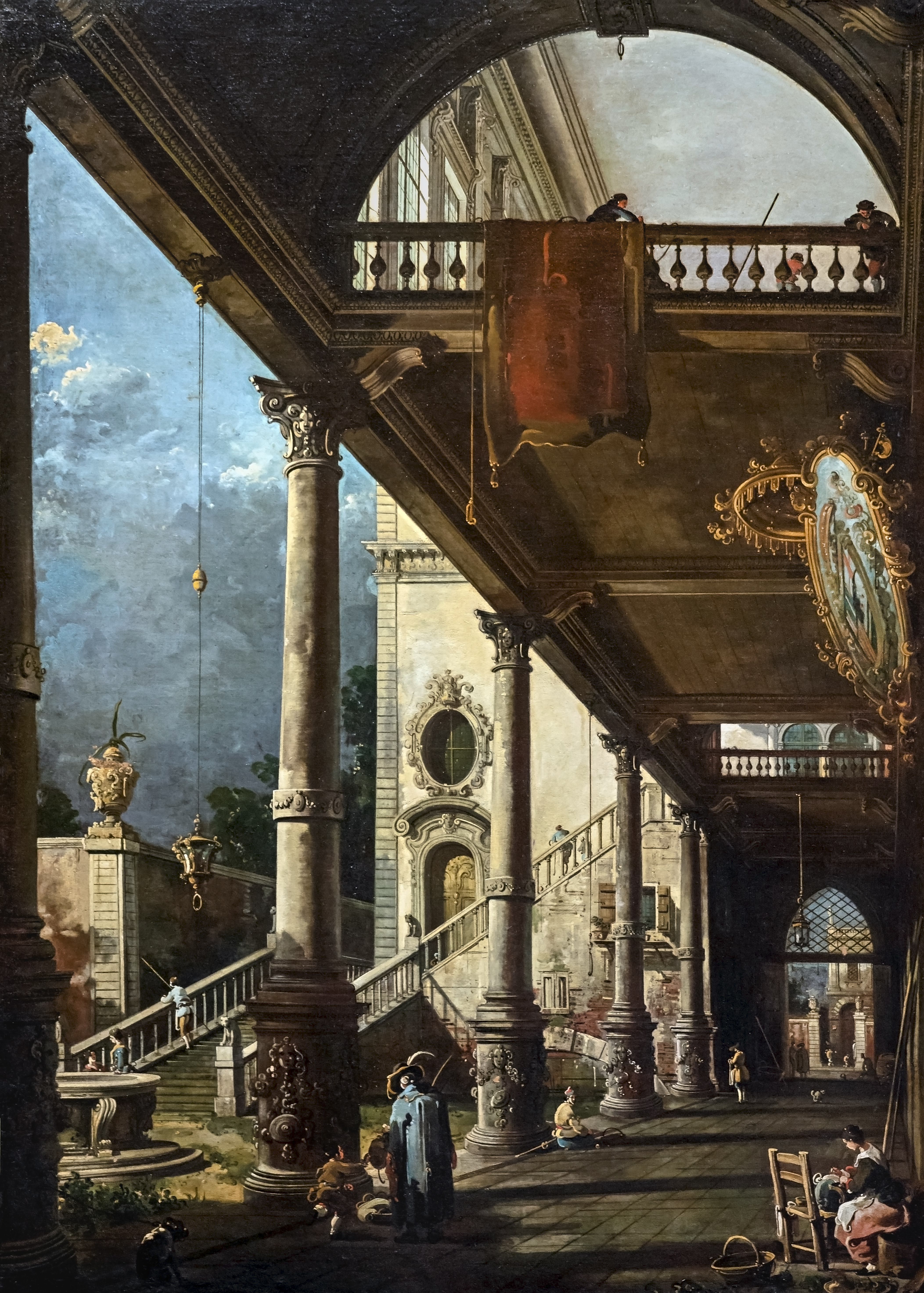
Perspective au portique par Giuseppe Moretti
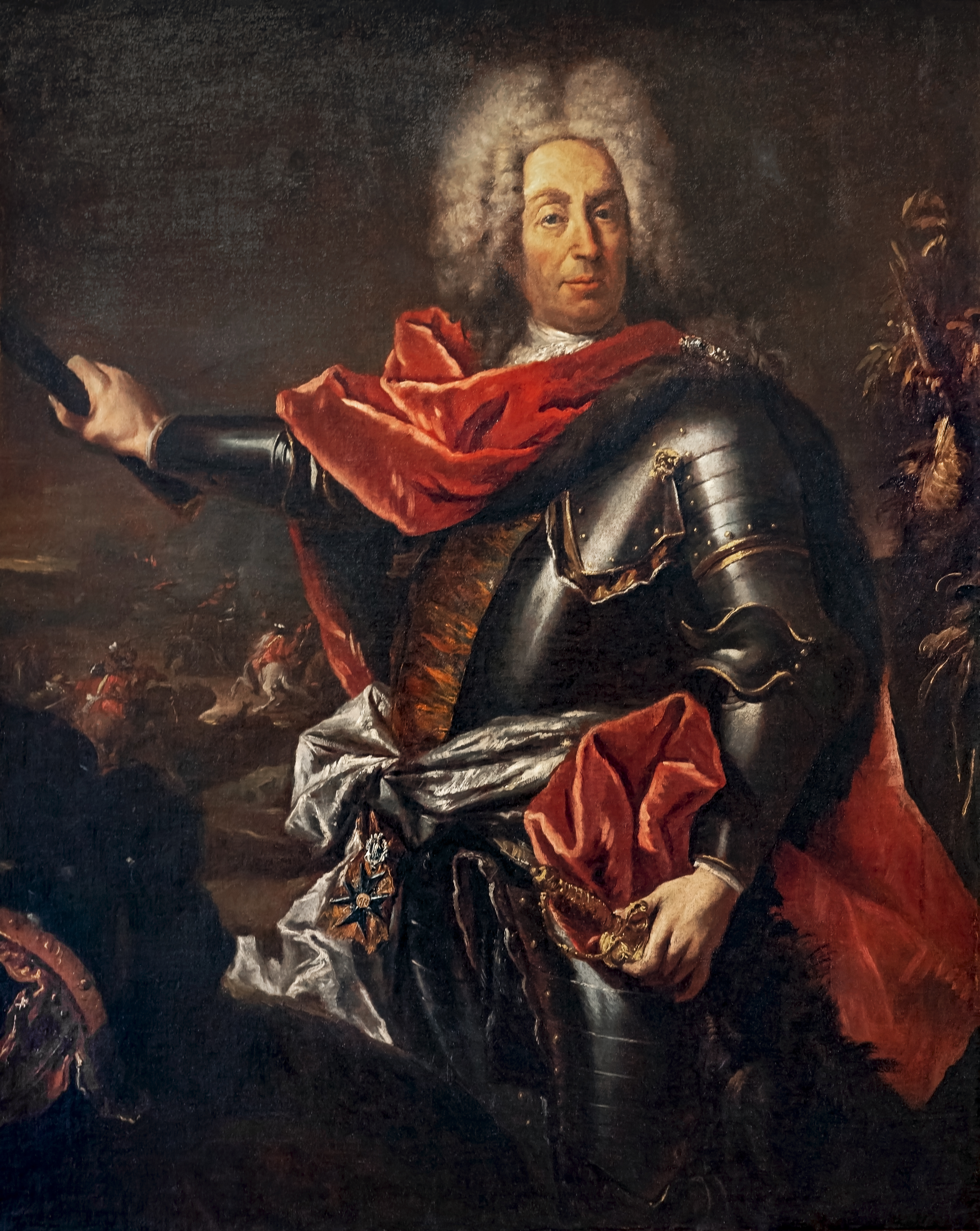
Portrait de Matthias von der Schulenburg par Antonio Guardi
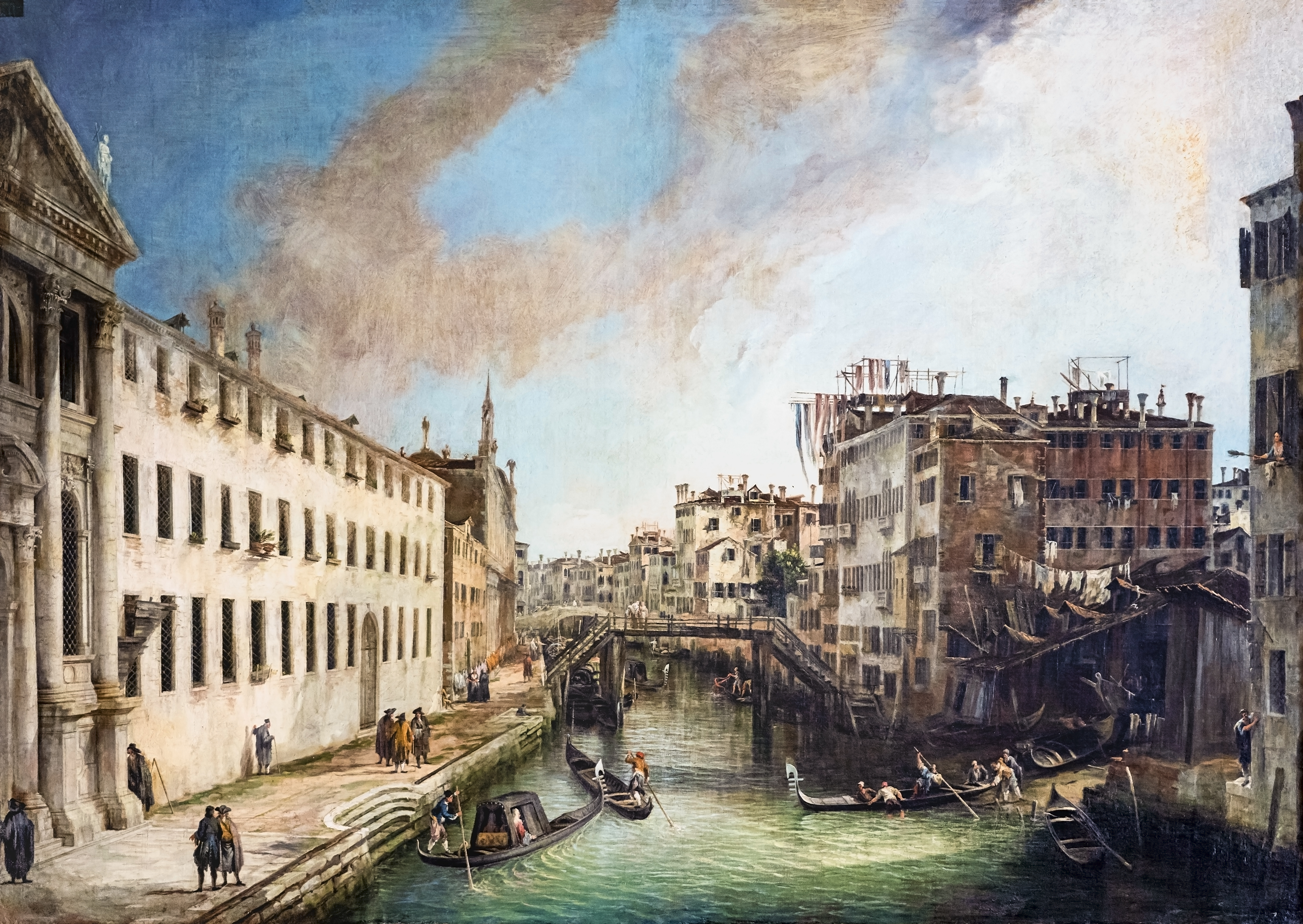
Il rio dei Mendicanti par Canaletto
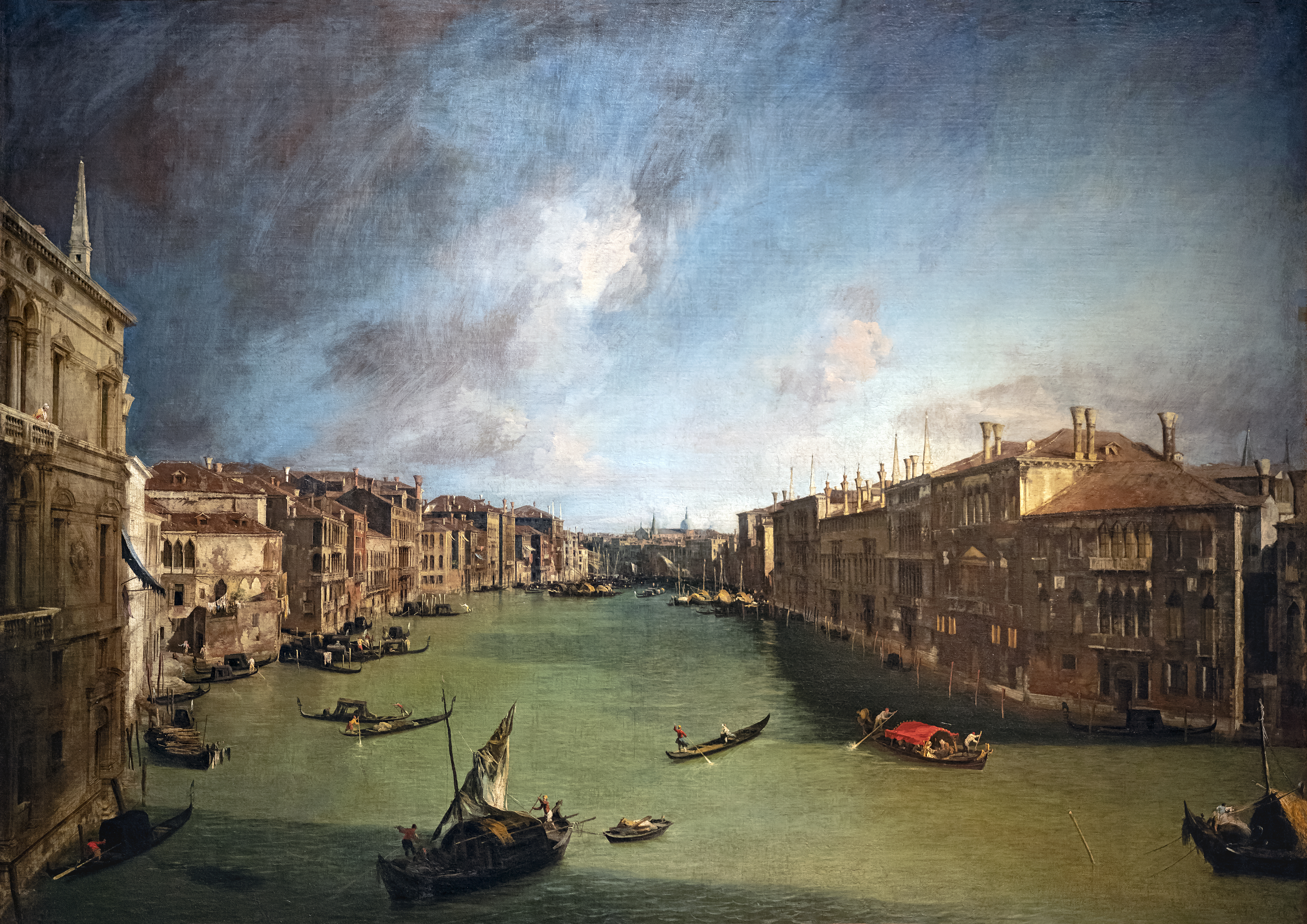
Le Grand Canal du palais Balbi au Rialto par Canaletto
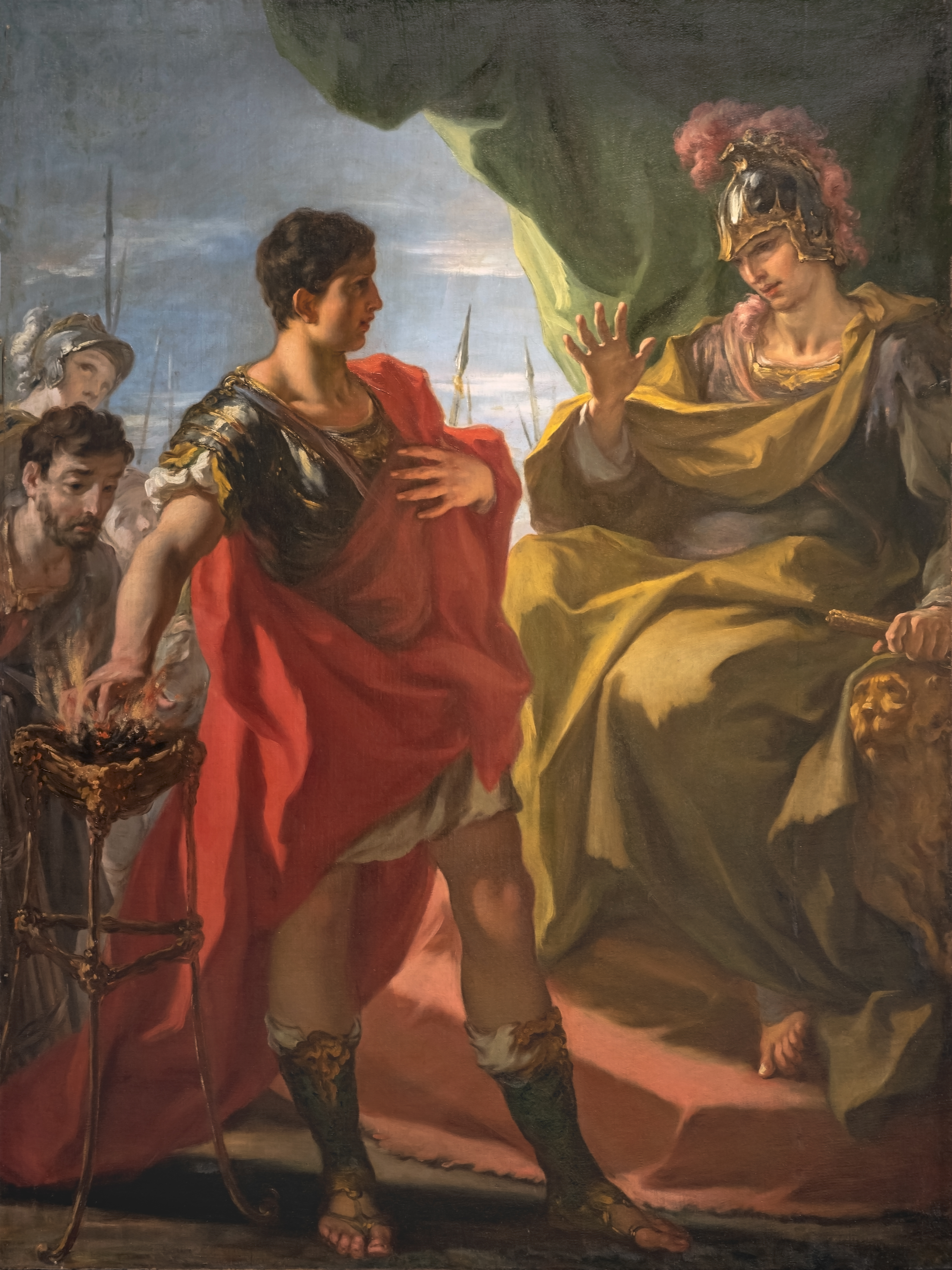
Mucius Scaevola devant Porsenna par Giovanni Antonio Pellegrini
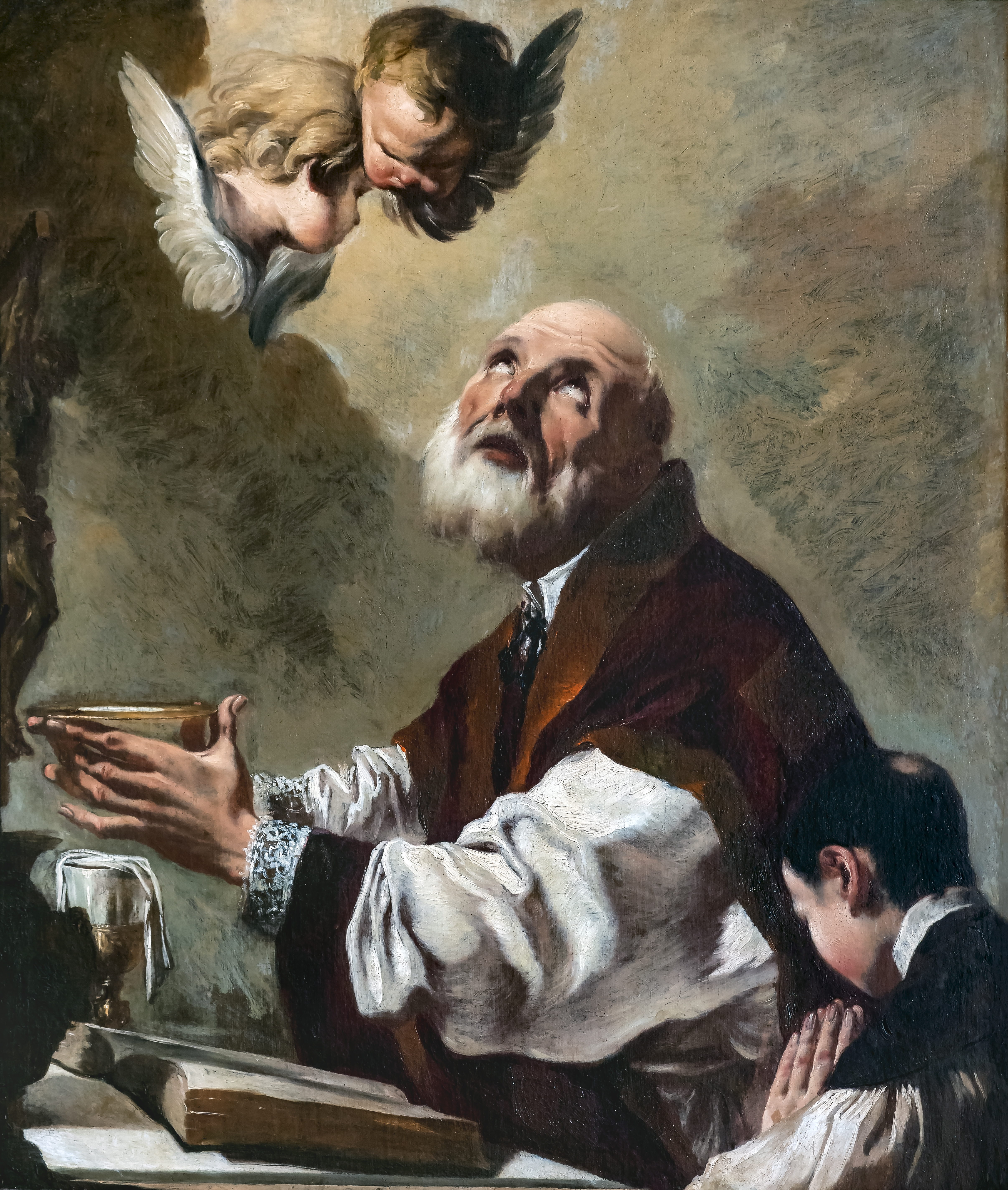
La communion de saint Philippe Neri par Giuseppe Angeli
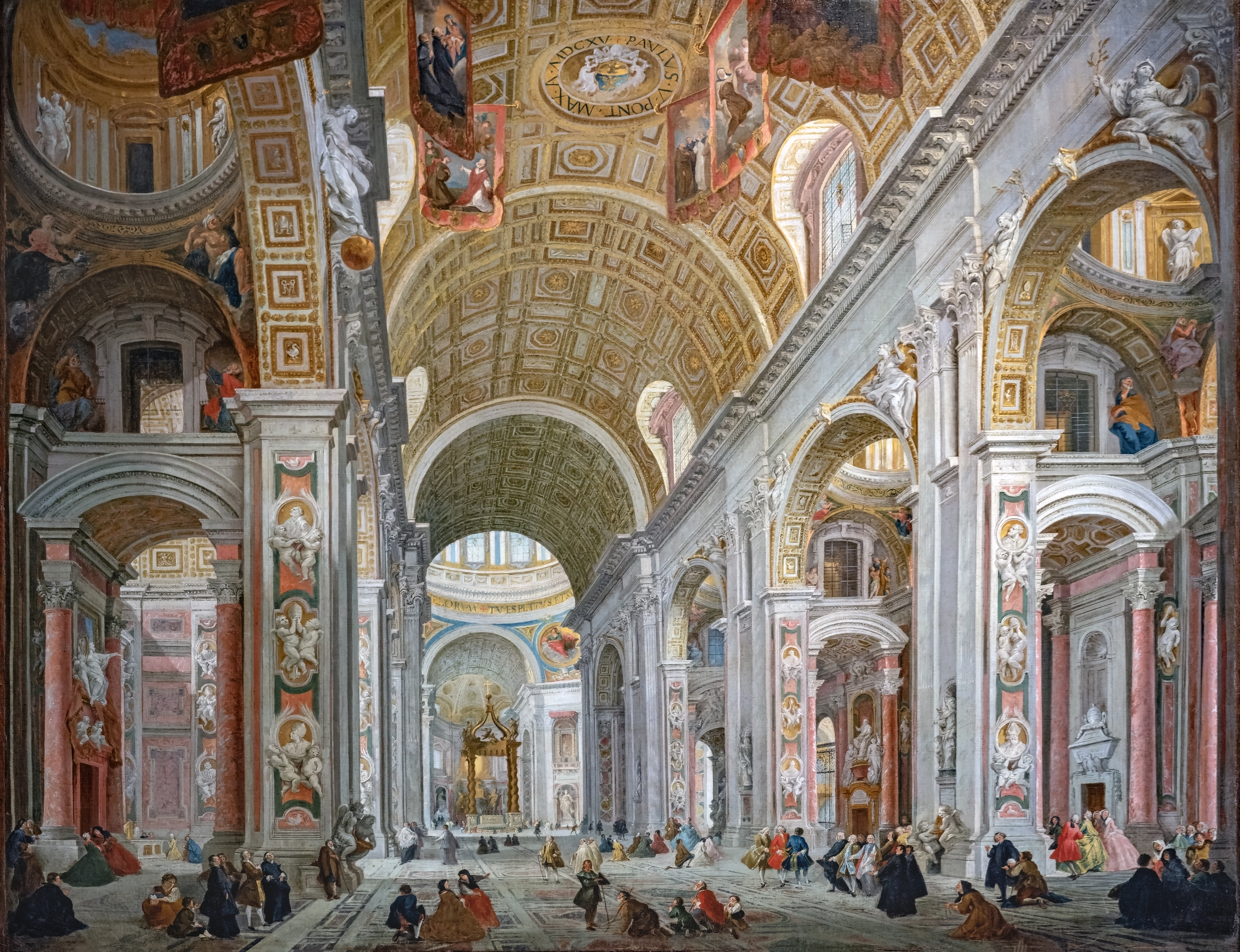
L’intérieur de la basilique St Pierre de Rome par Giampaolo Pannini
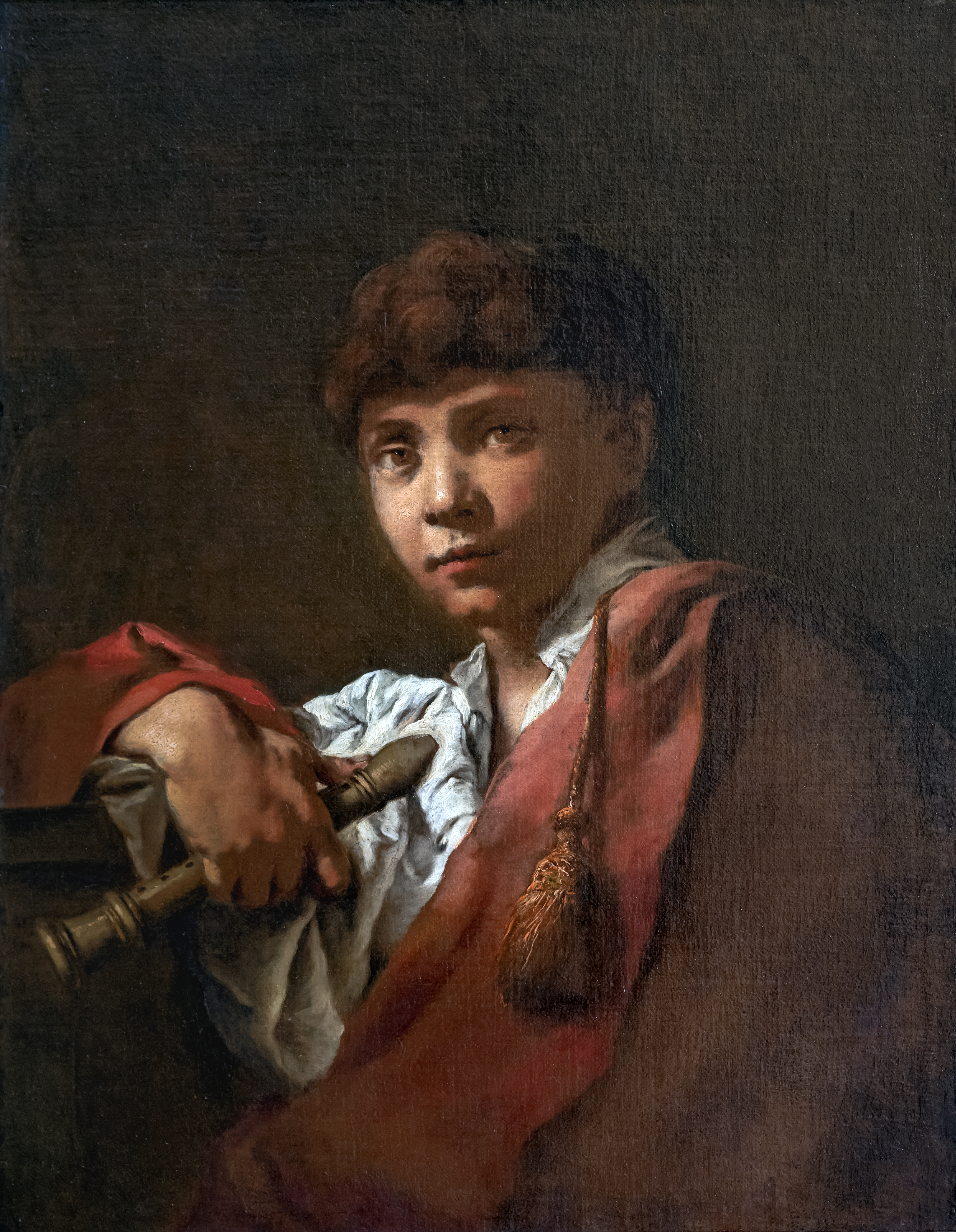
Garçon au fifre par Domenico Maggiotto
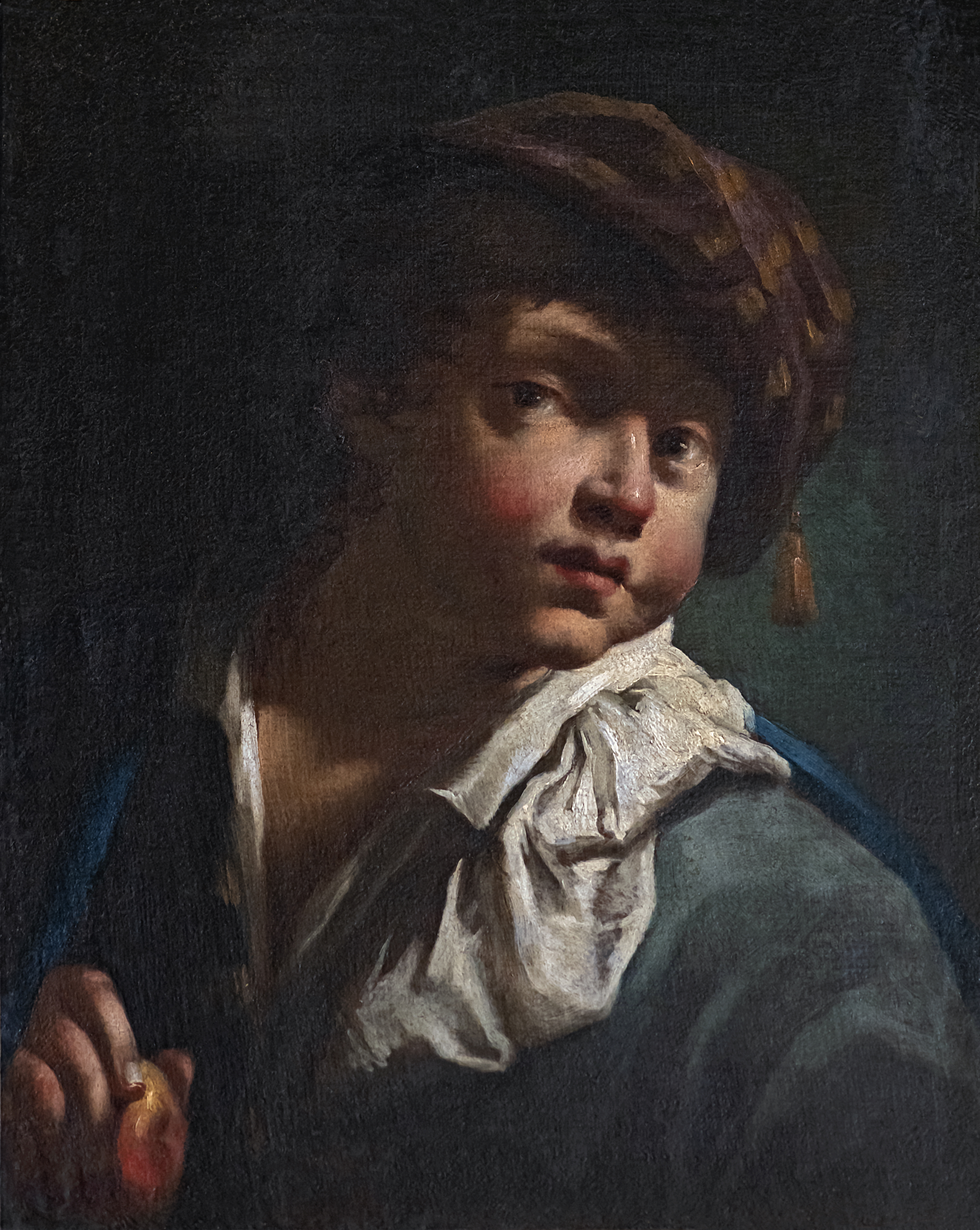
L'enfant à la pomme par Antonio Marinetti
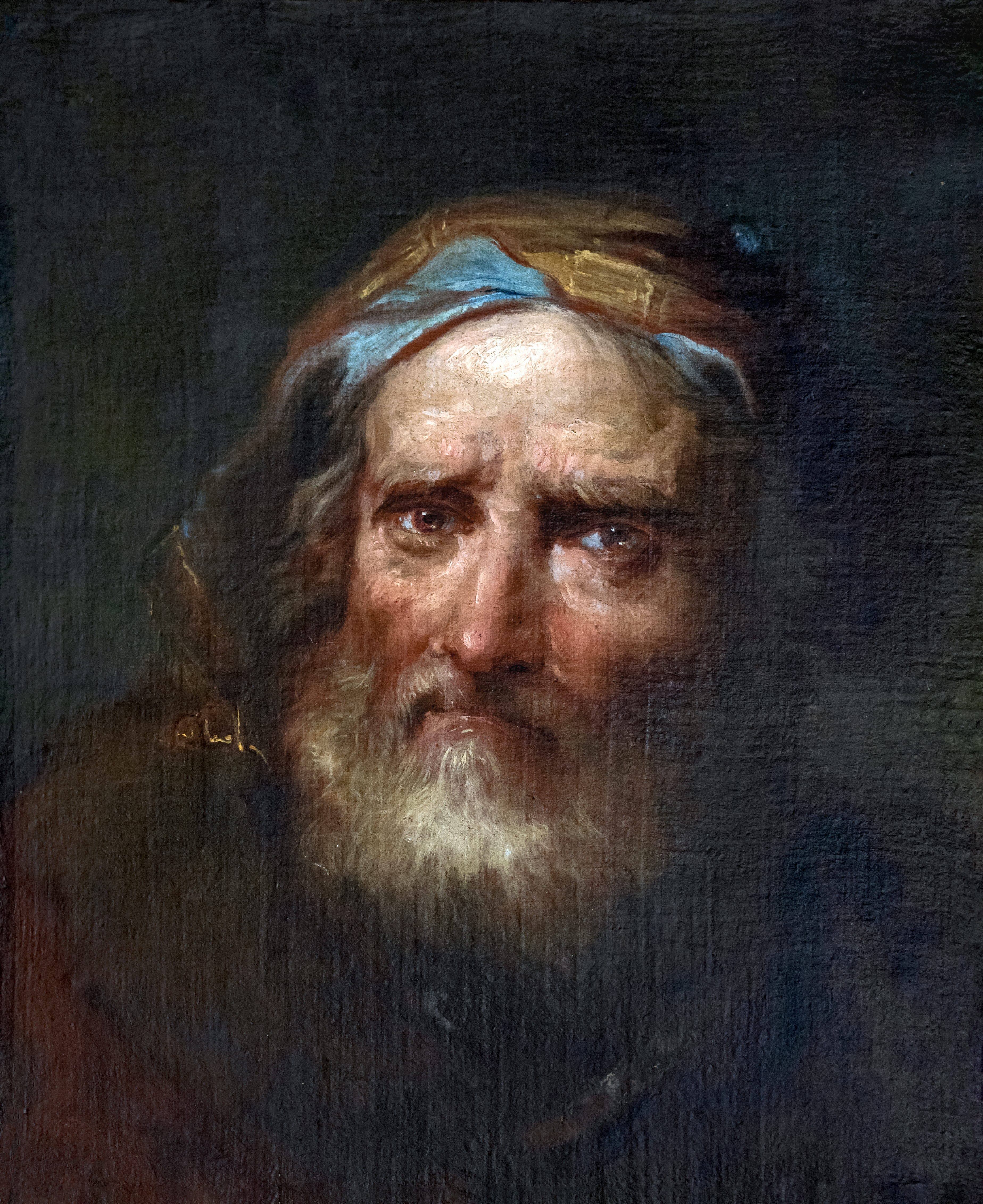
Portrait d'un vieux barbu par Giuseppe Nogari
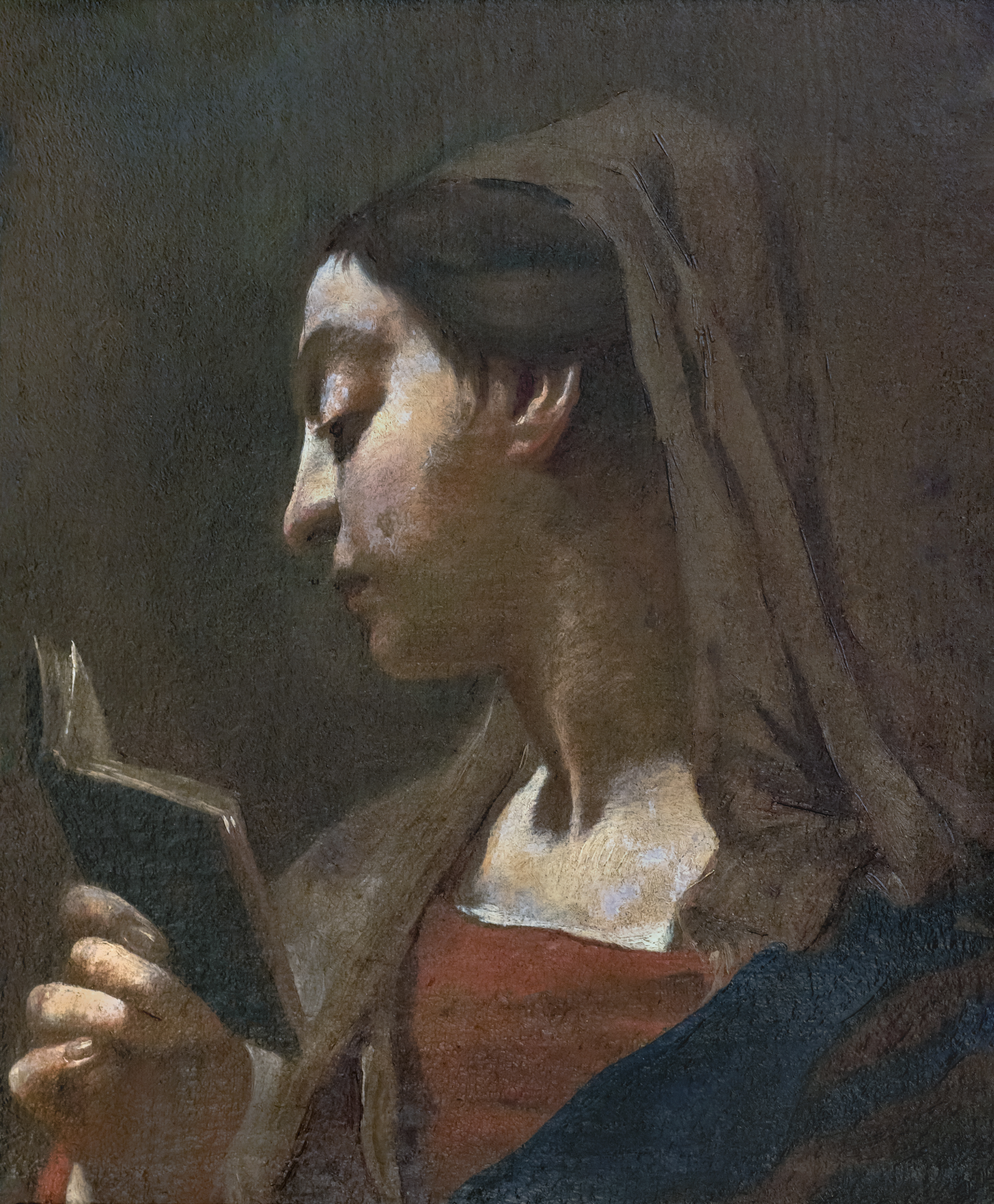
Madone lisant par Francesco Capella

#### Salle du parloir
La Salle du Parloir tiens son nom du tableau de Francesco Guardi Le Parloir des nonnes de San Zaccaria (1740-1745) exposé dans la salle. La fresque du plafond intitulée La Concorde conjugale couronnée par la Vertu en présence de la Justice, de la Prudence, de la Tempérance, de la Renommée, de l’Abondance est une oeuvre de Costantino Cedini (Padoue, 1741 – Venise, 1811), membre de la guilde des peintres de Venise et professeur à l'Académie des beaux-arts de Venise. Le fresque était initialement dans le palais du palais Nani à Cannaregio. Elle a été transférée dans les années 1930 à son emplacement actuel. Le cadre qui entoure la fresque est antérieur de plus d’un siècle et est dû au quadratoriste Antonio Felice Ferrari (1667 – 1720).
- Le Parloir des nonnes de San Zaccaria et Le salon privé (Ridotto) du palais Dandolo de San Moisè deux tableaux de Francesco Guardi
- Le portrait de Francesco Guardi en 1764, et de l'évêque Andrea Benedetto Ganassoni en 1774 par Pietro Longhi
- Martyre de sainte Théodora de Rome par Giambattista Tiepolo 1745
- Vue du bassin de Saint Marc par un auteur anonyme de la fin du VIIIe siècle
- Portrait de Samuel Egerton par Bartolomeo Nazari. Il existe plusieurs versions de ce portrait par le même auteur.
- Bourrasque par Giuseppe Zais peintre vénitien du XIIIe, élève de Marco Ricci et Francesco Zuccarelli.
- Portrait de Bartolomeo Ferracina par Alessandro Longhi

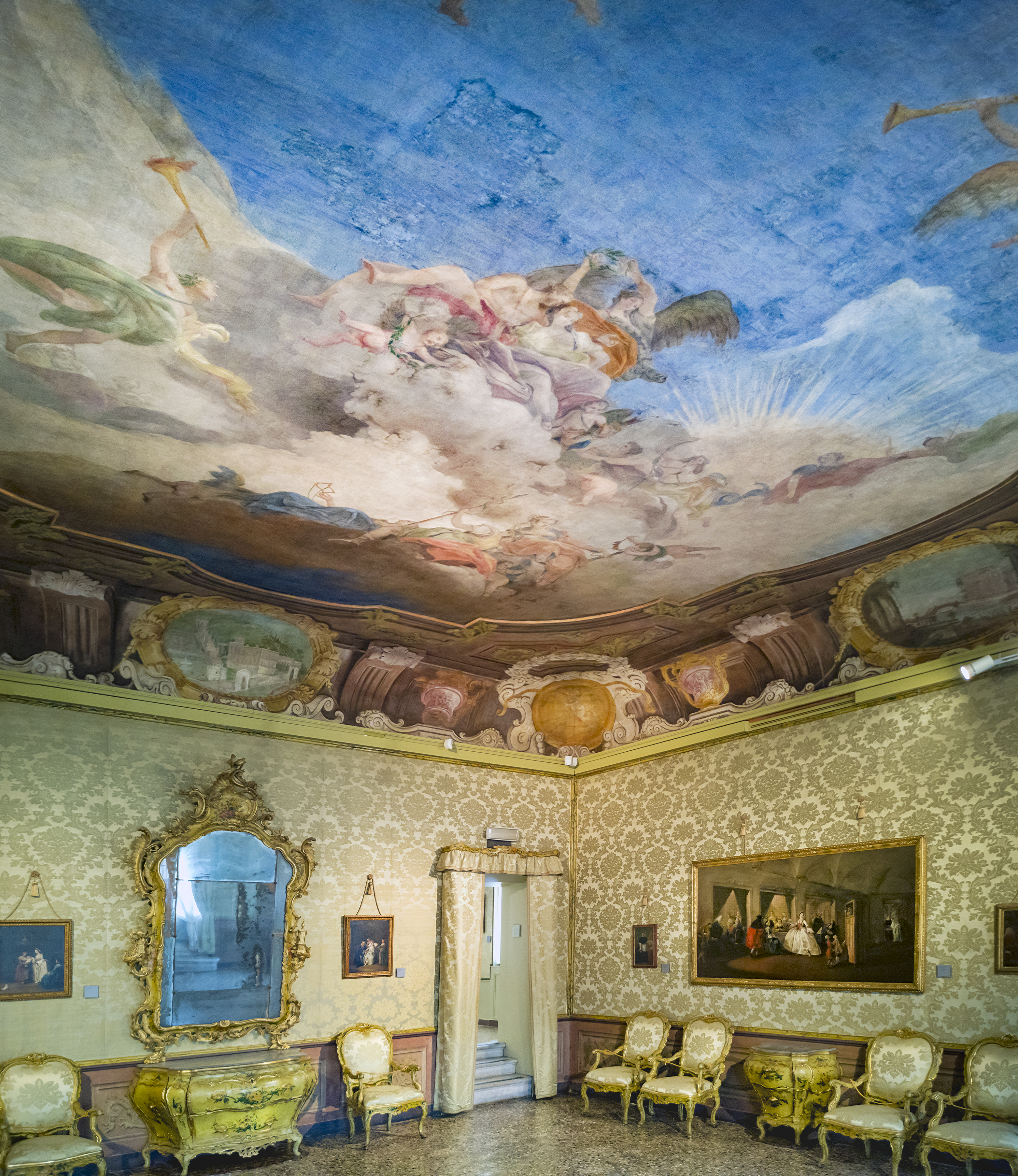
La salle avec le tableau de Francesco Guardi
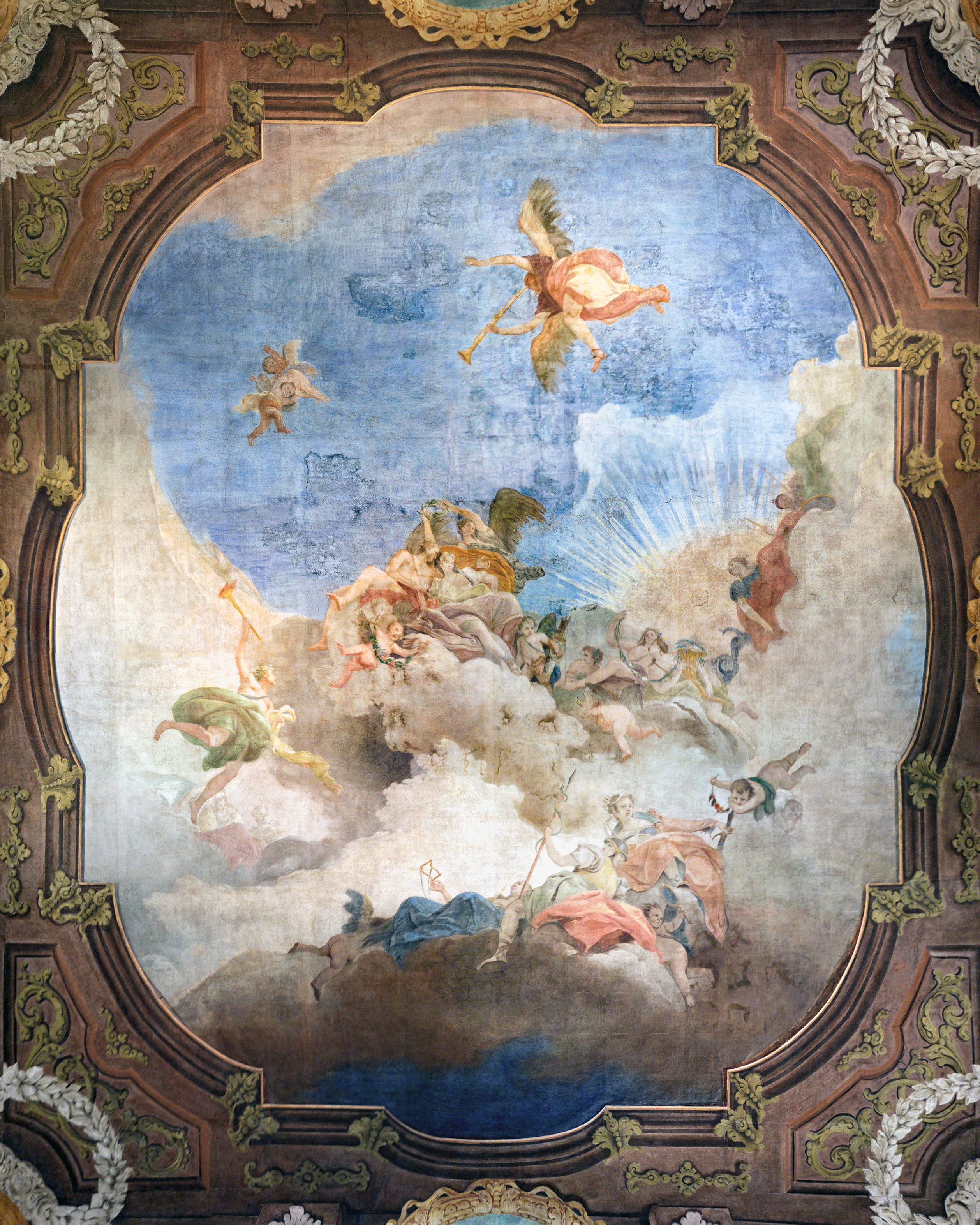
La fresque de Costantino Cedini
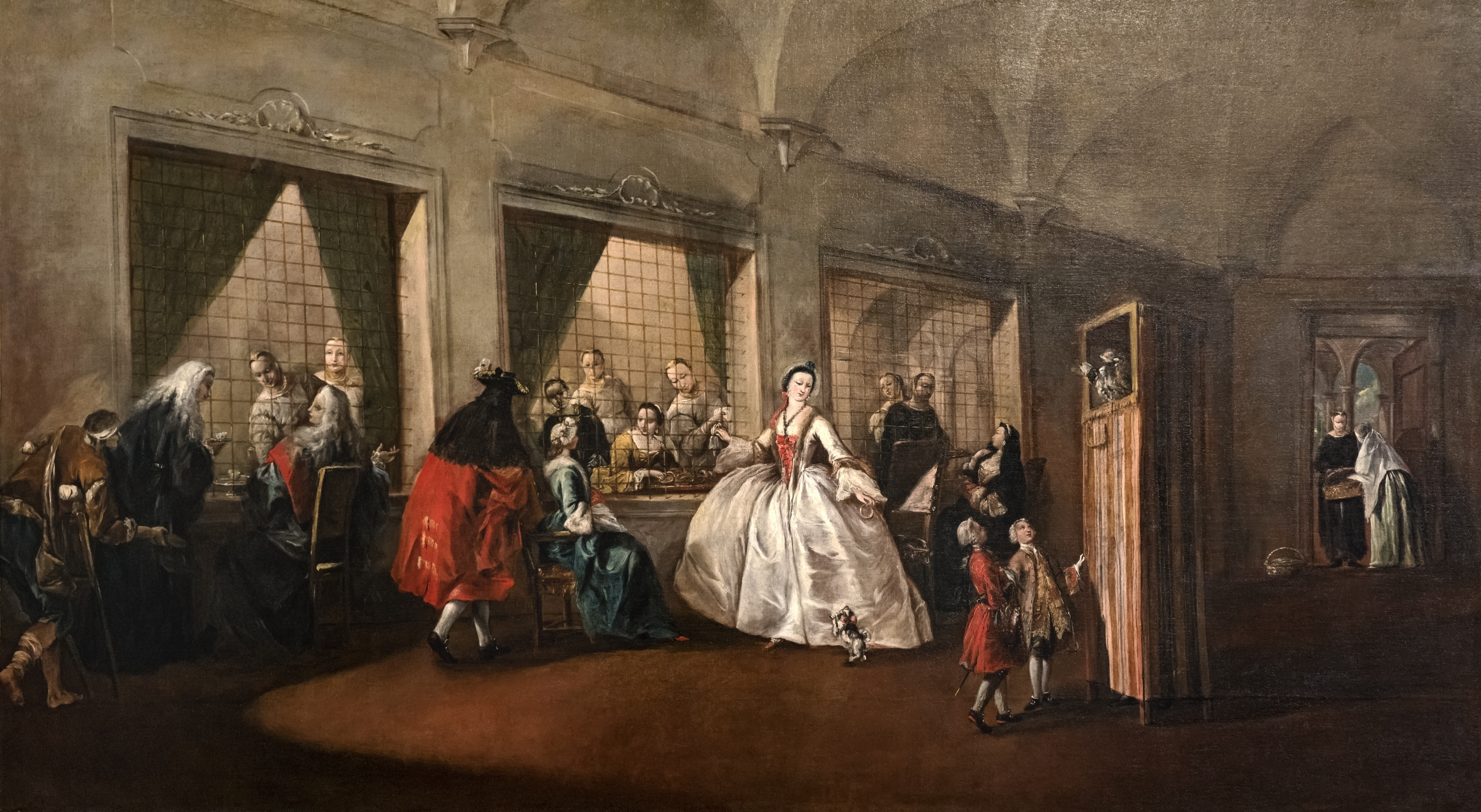
Le Parloir des nonnes de San Zaccaria par Francesco Guardi
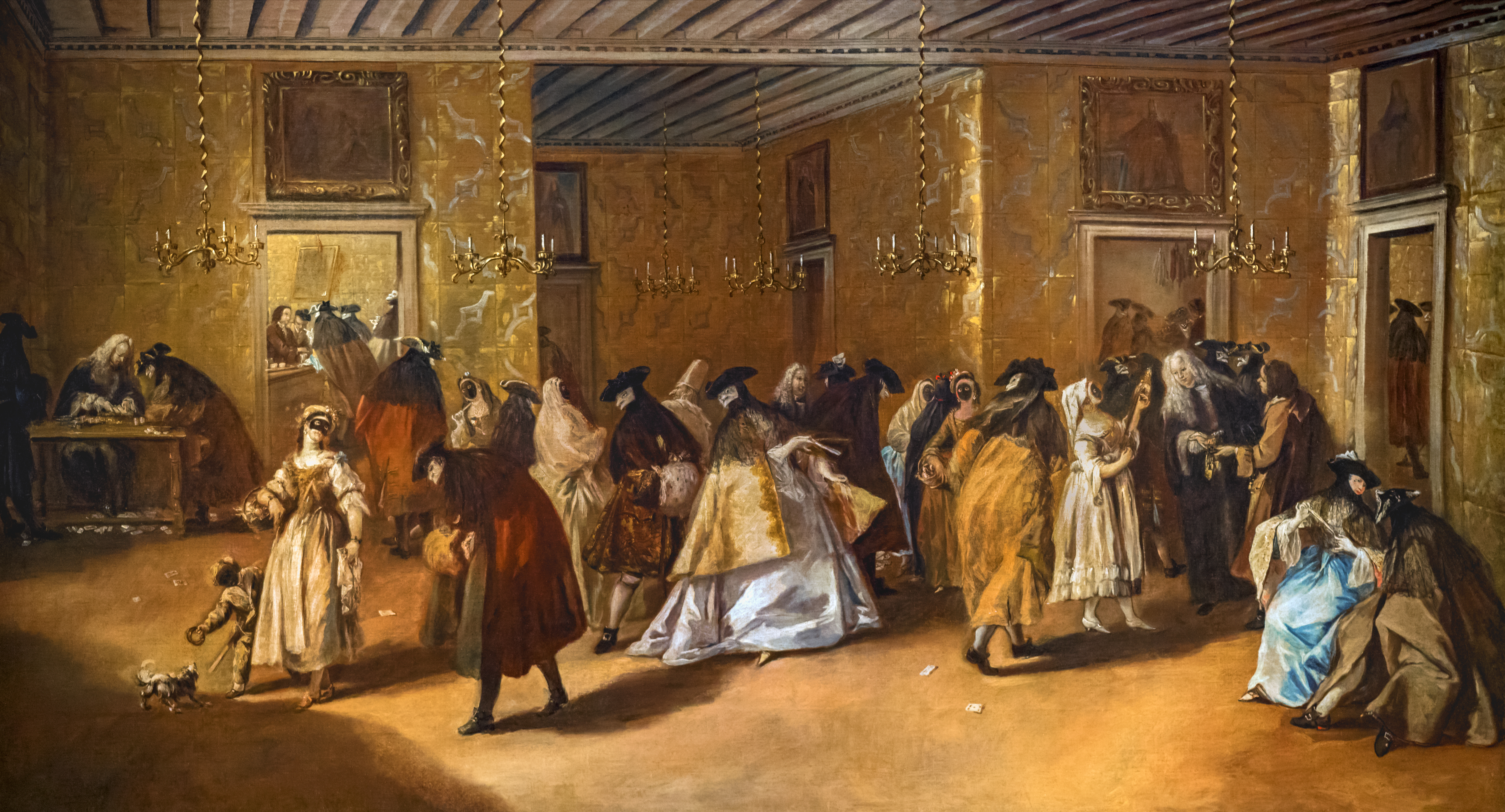
Le salon privé (casino) du palais Dandolo de San Moisè par Francesco Guardi
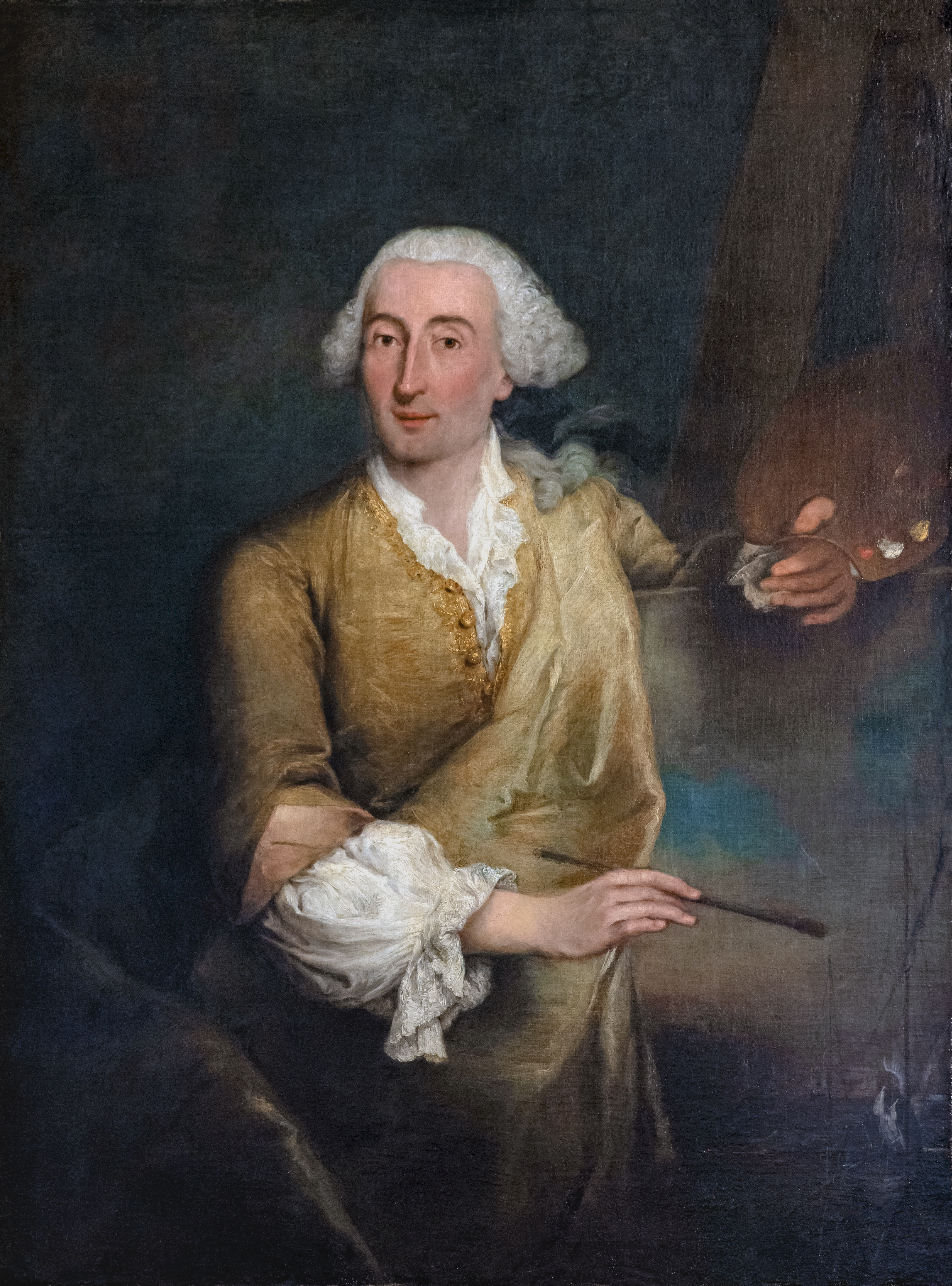
Portrait de Francesco Guardi par Pietro Longhi
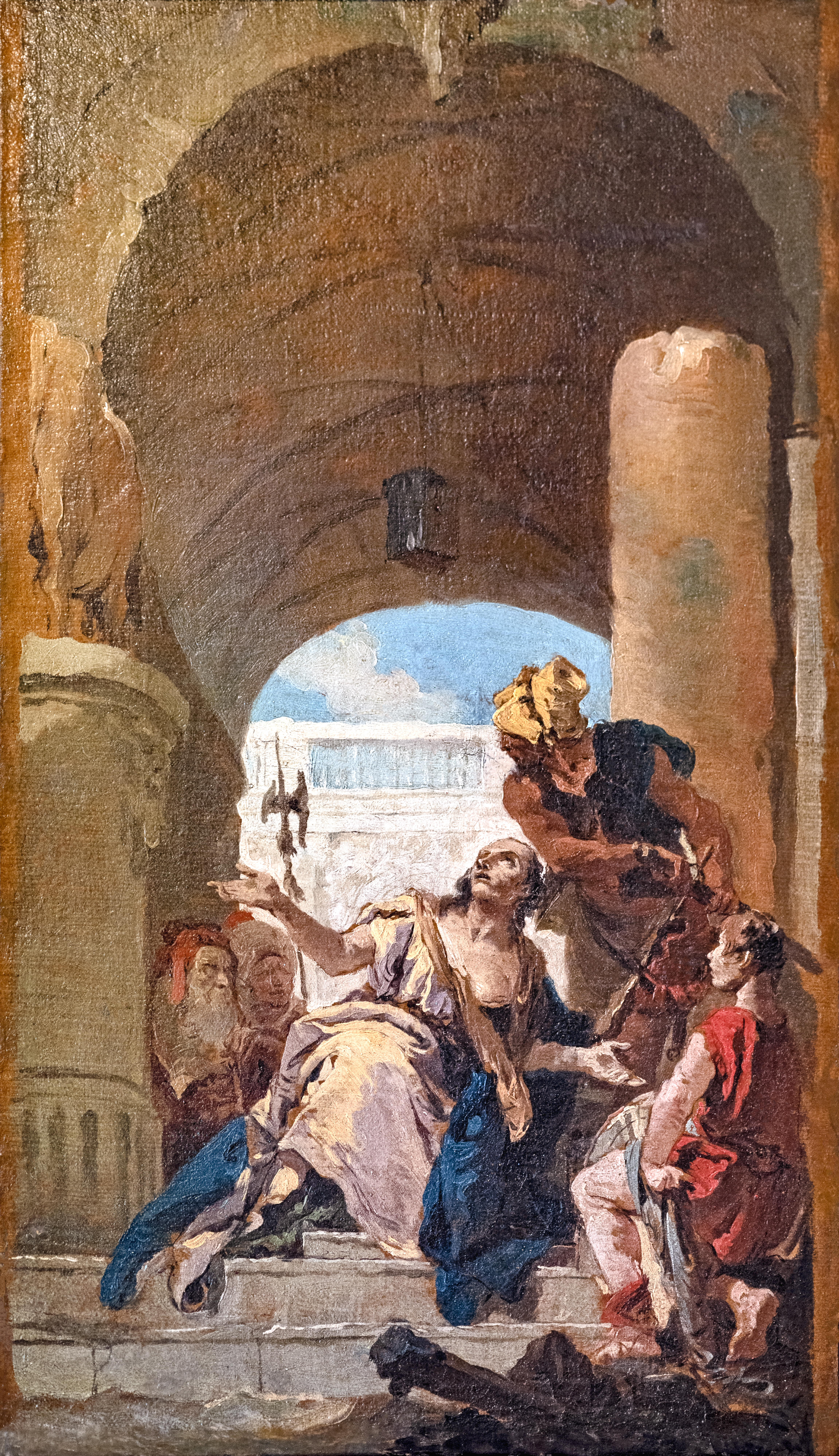
Martyre de sainte Théodora de Rome par Giambattista Tiepolo
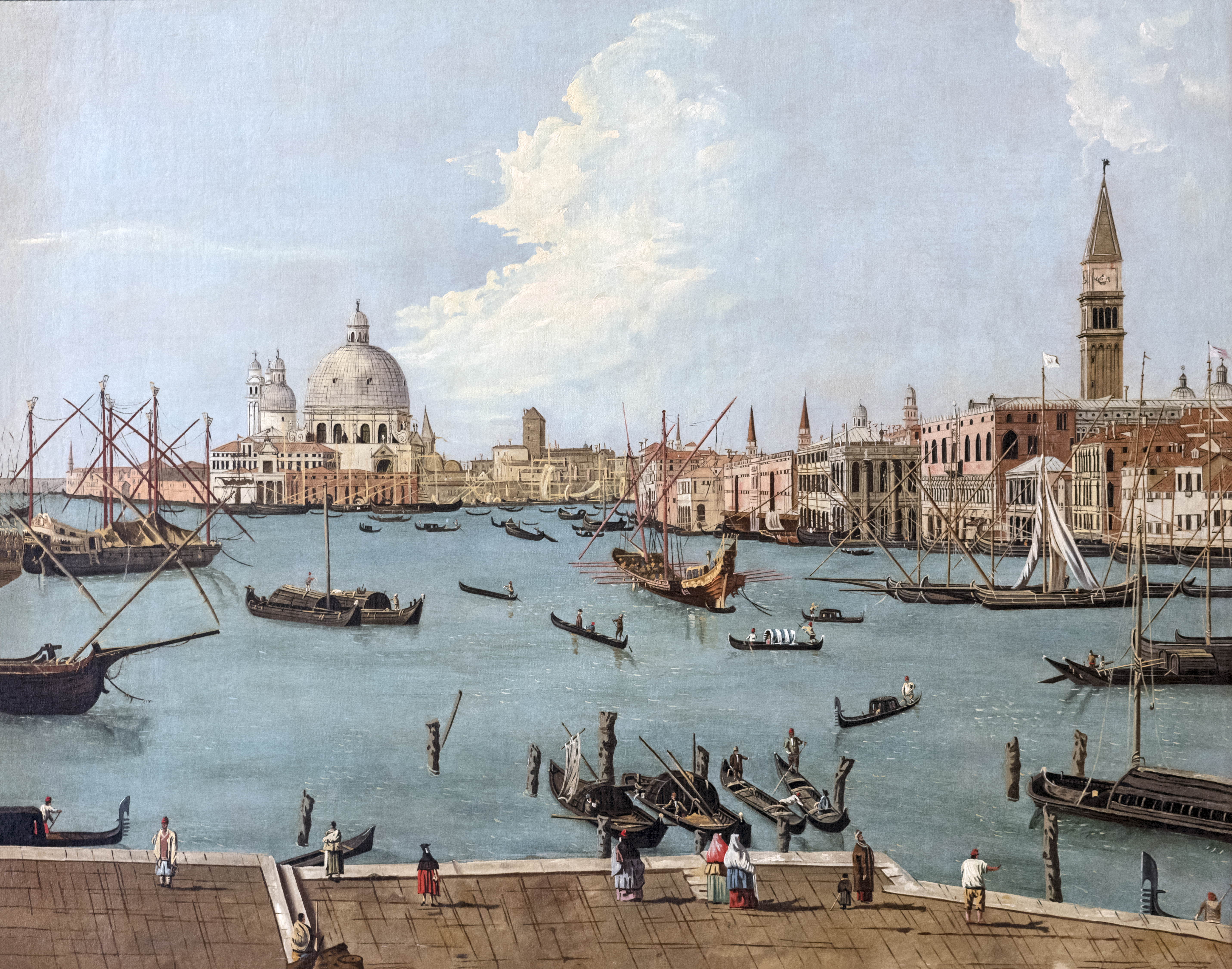
Vue du bassin de Saint Marc
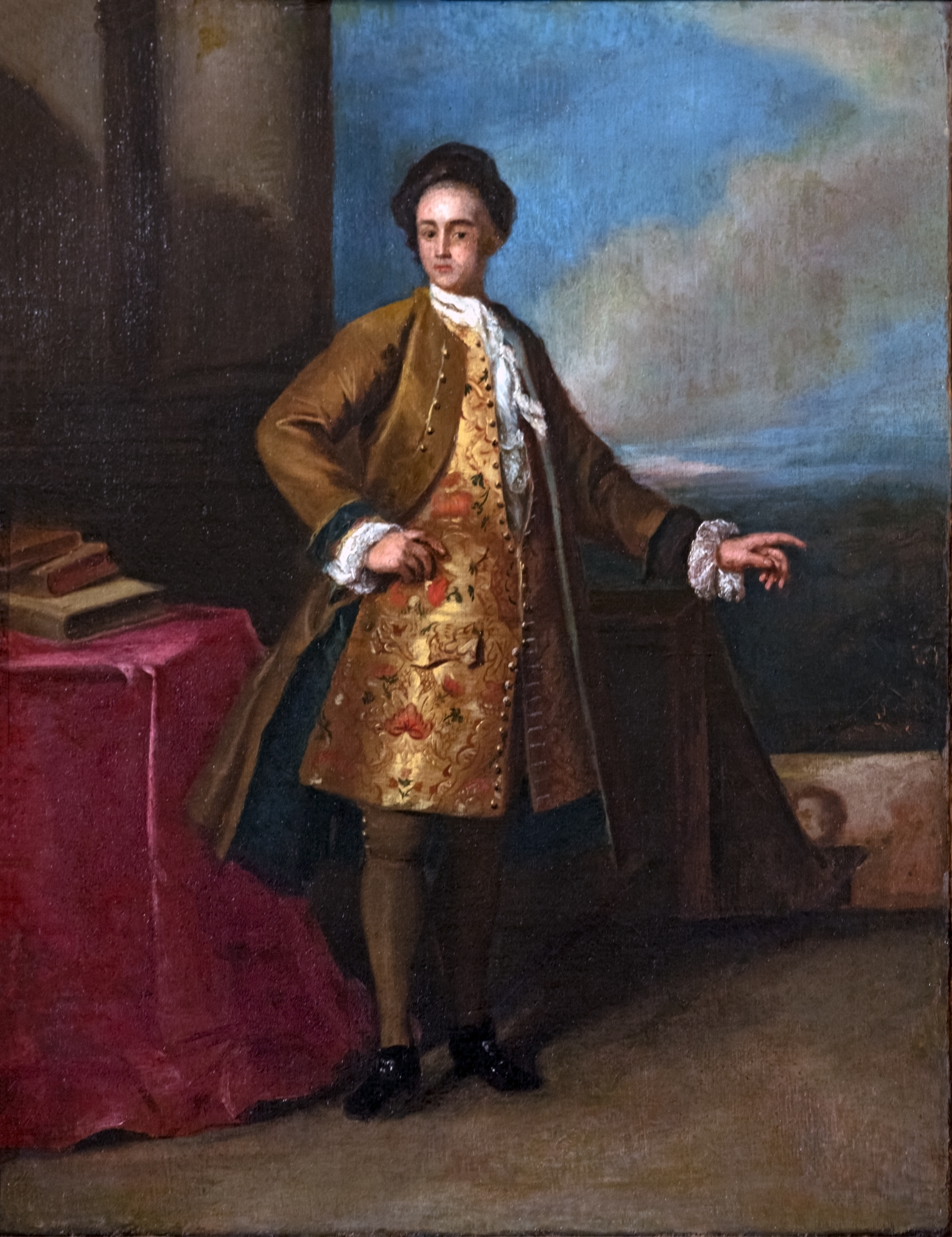
Samuel Egerton par Bartolomeo Nazari
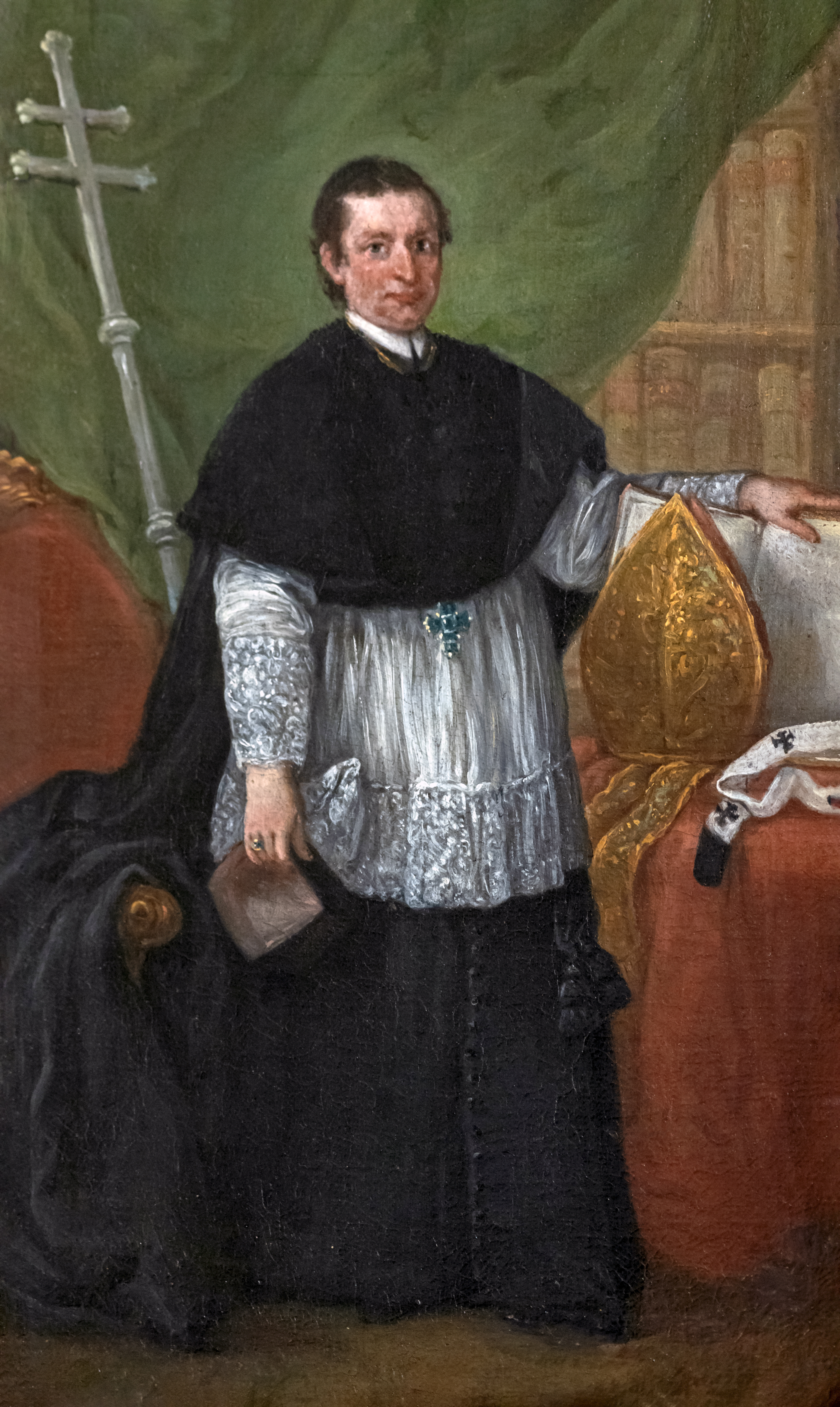
Benedetto Ganassoni par Pietro Longhi
Paysage au pont par Antonio Diziani
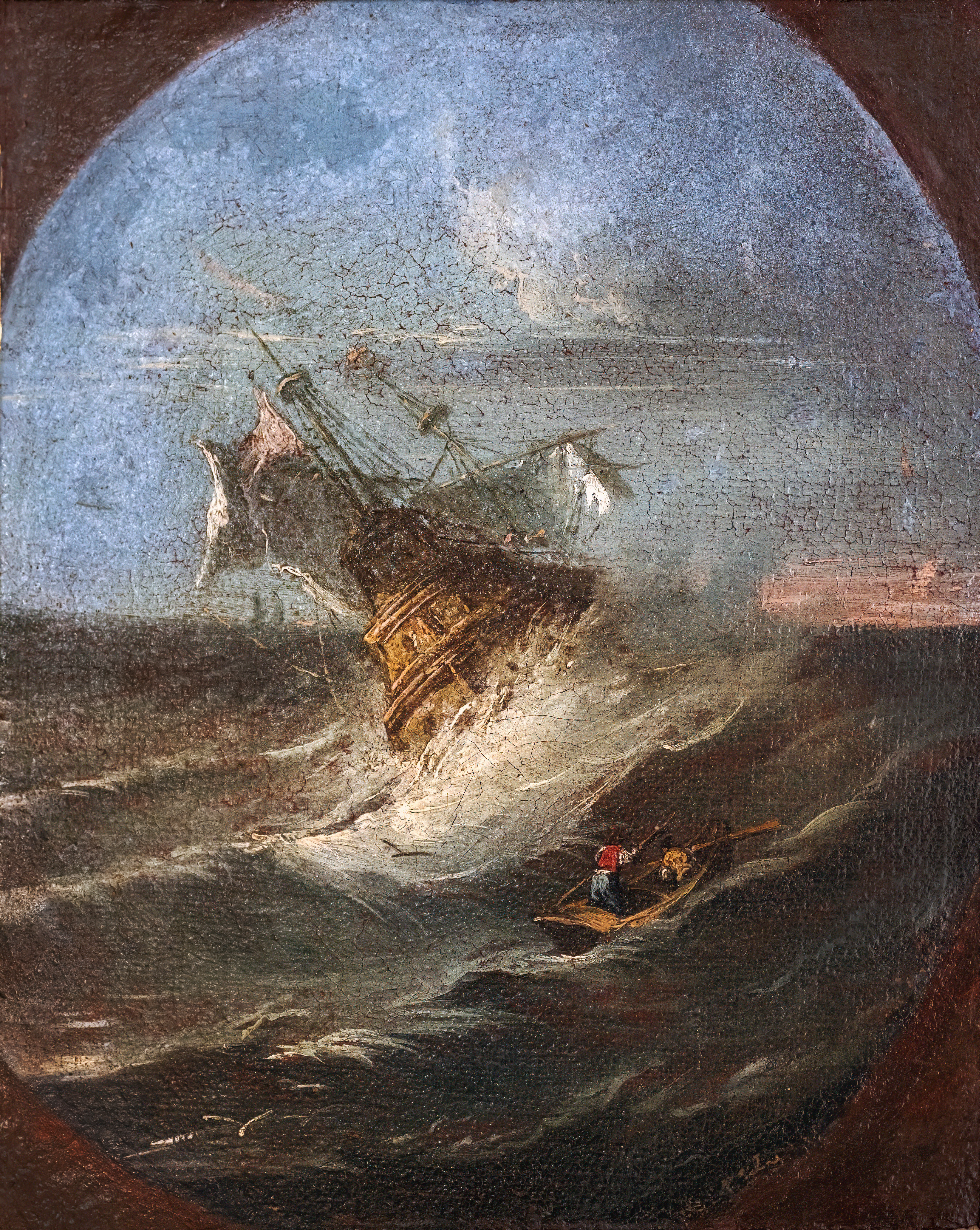
Bourrasque par Giuseppe Zais
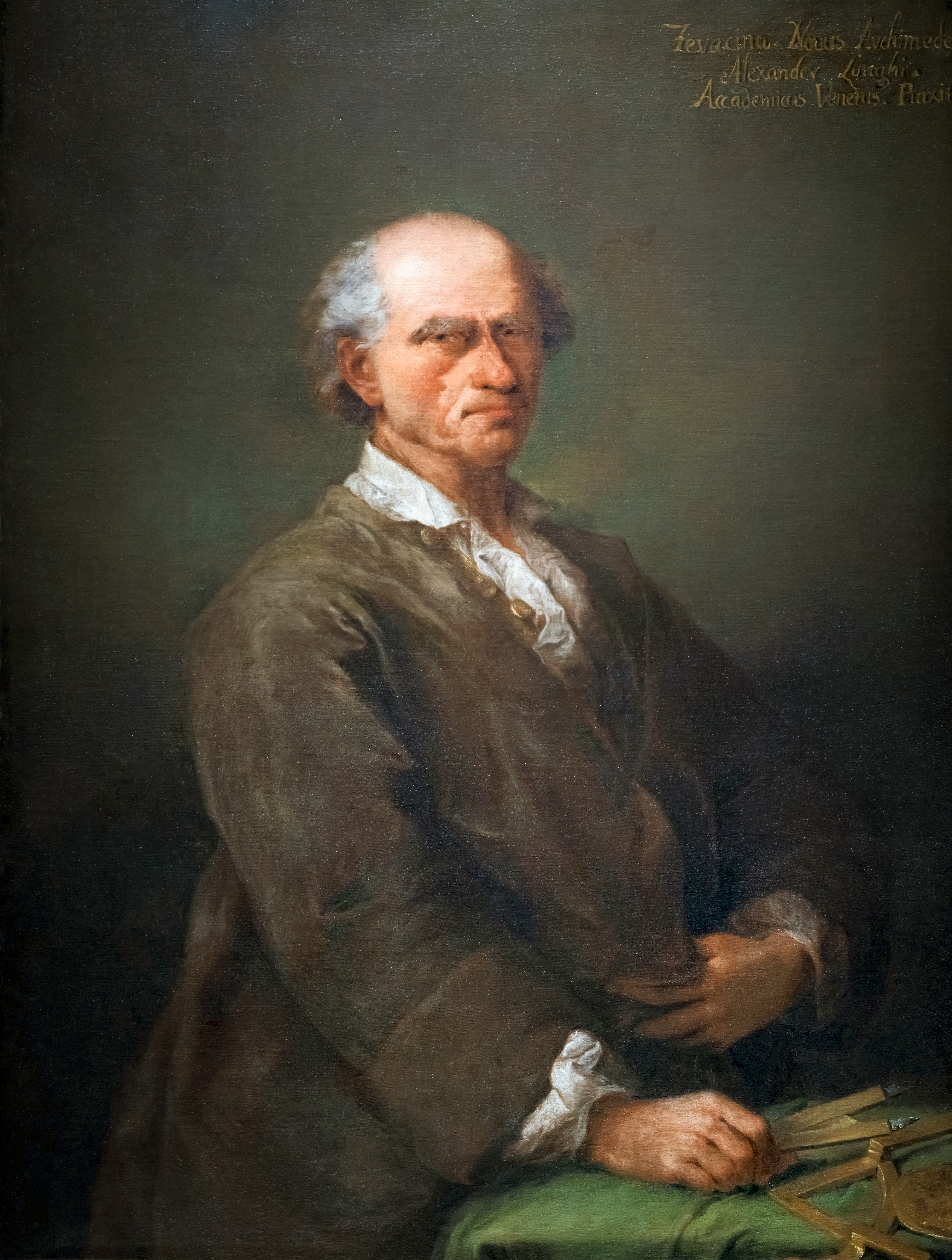
Bartolomeo Ferracina par Alessandro Longhi

#### Salle d’Antonio Guardi
Commandées à Antonio Guardi par Maria Barbarigo Savorgnan, les fresques de cette pièce, furent recouvertes d’enduit au cours du XIXe siècle et retrouvées au cours d’une restauration du Palais Barbarigo Dabalà en 1936. Détachées et marouflée elles furent transférées à Ca’ Rezzonico. Elles sont au nombre de trois: Minerve; Vénus et l'Amour devant la forge de Vulcain; et Apollon, les fresques ont été encadrées de gypserie. Ces fresques restaurées sont les seuls exemples de ce type de travail par Gianantonio Guardi.
La Dame voilée est l’œuvre du sculpteur vénitien Antonio Corradini et représente l’allégorie de la Pureté.

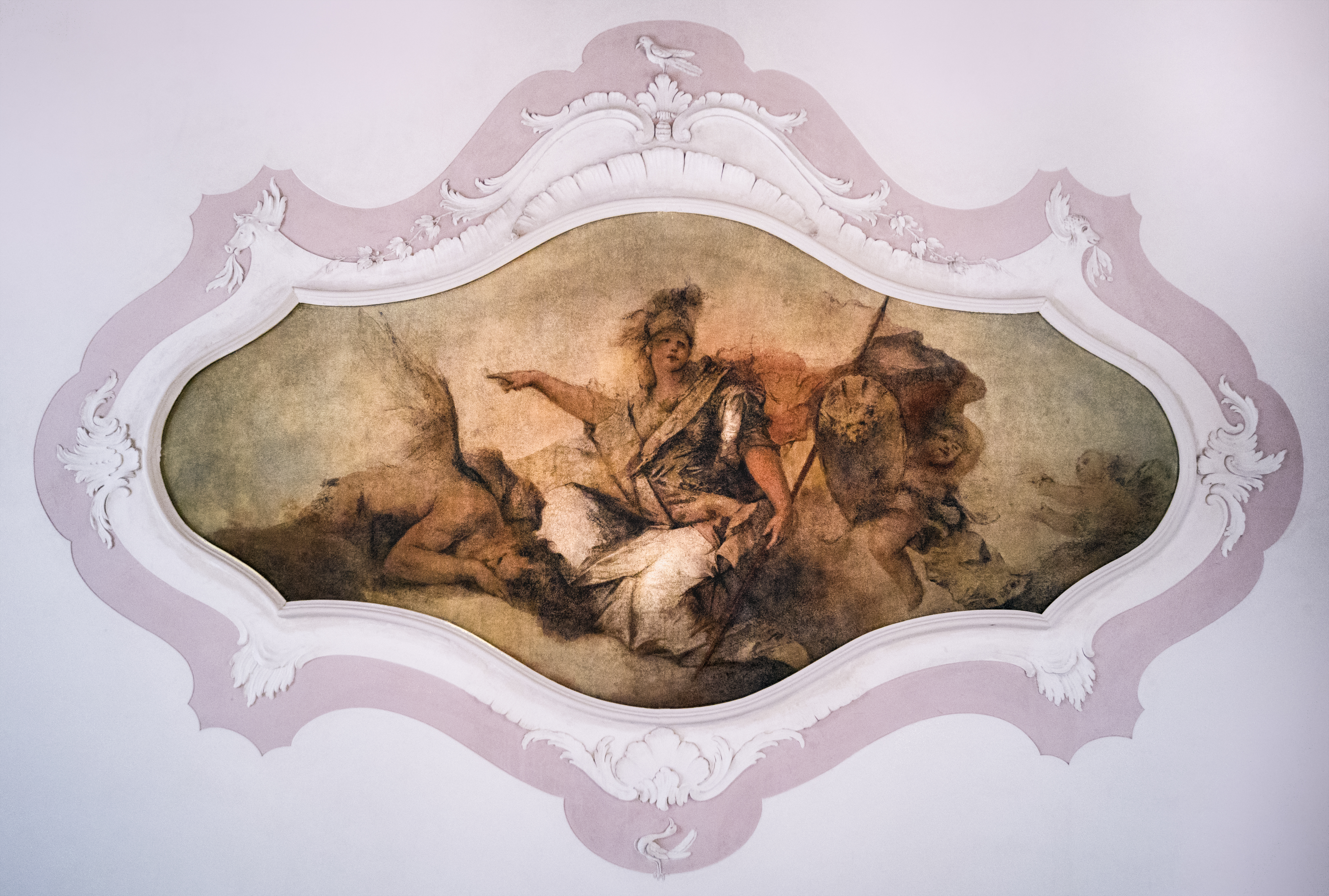
Minerve Fresque marouflée
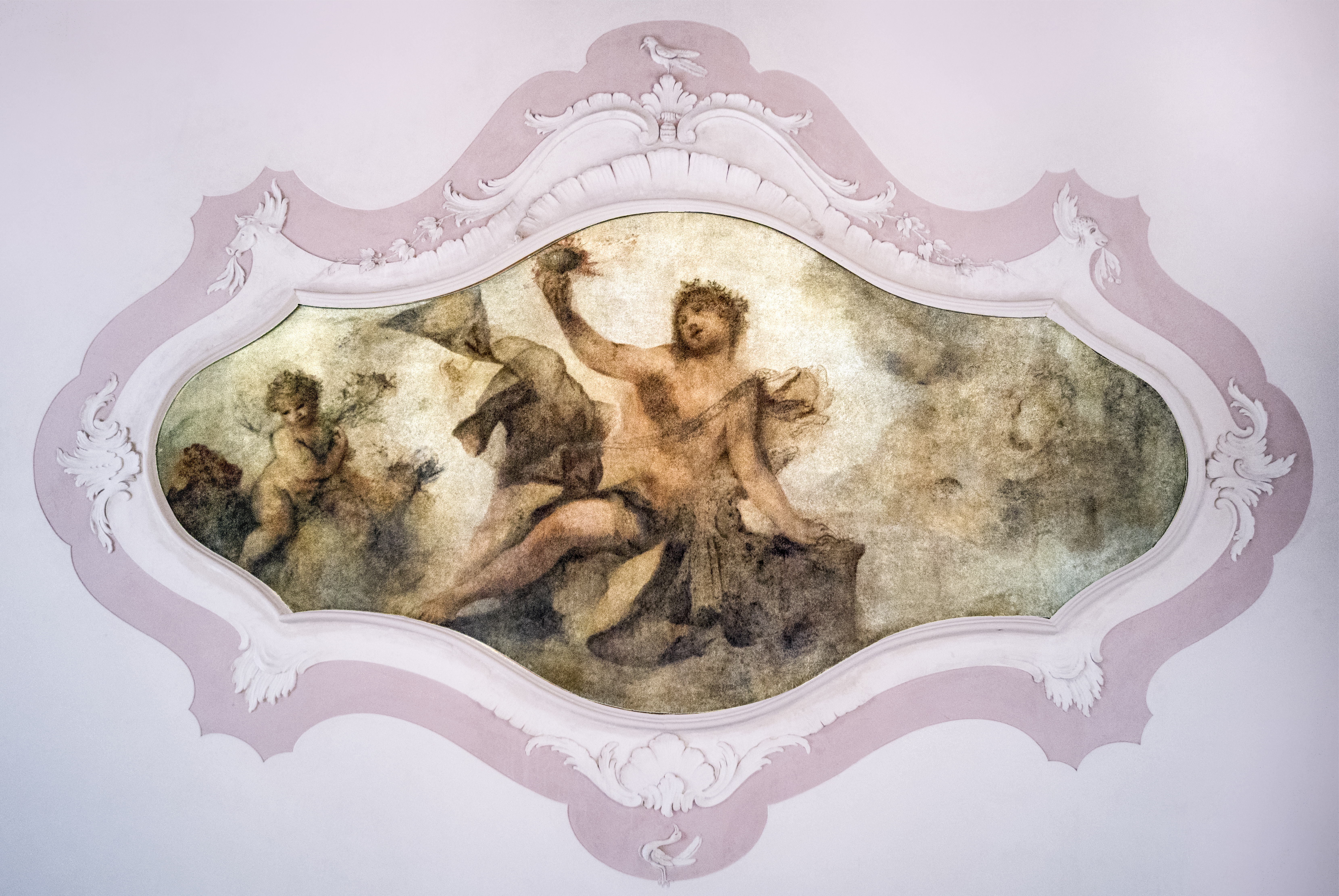
Apollon Fresque marouflée
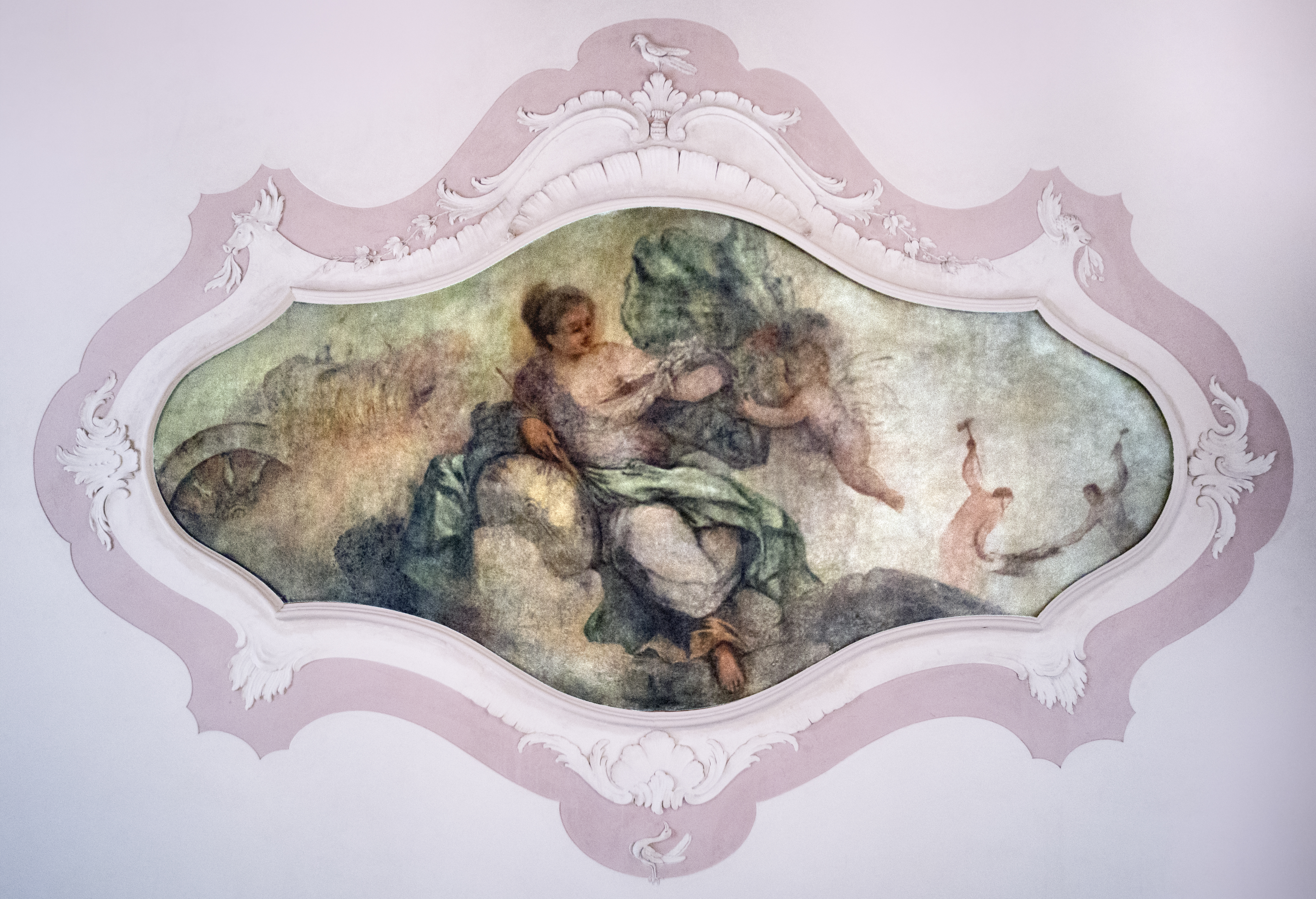
Vénus et l'Amour devant la forge de Vulcain Fresque marouflée
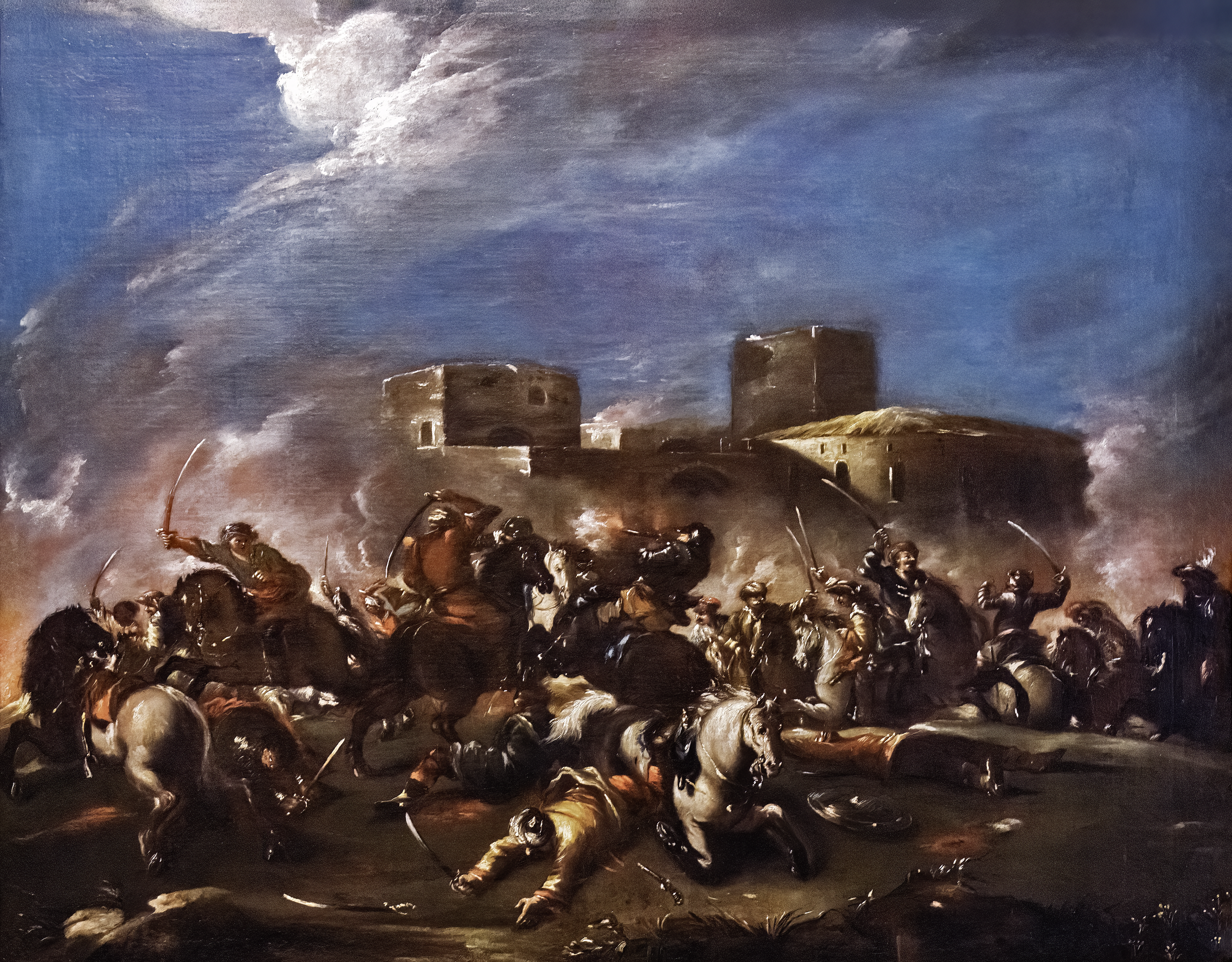
Scène de bataille Gianantonio Guardi
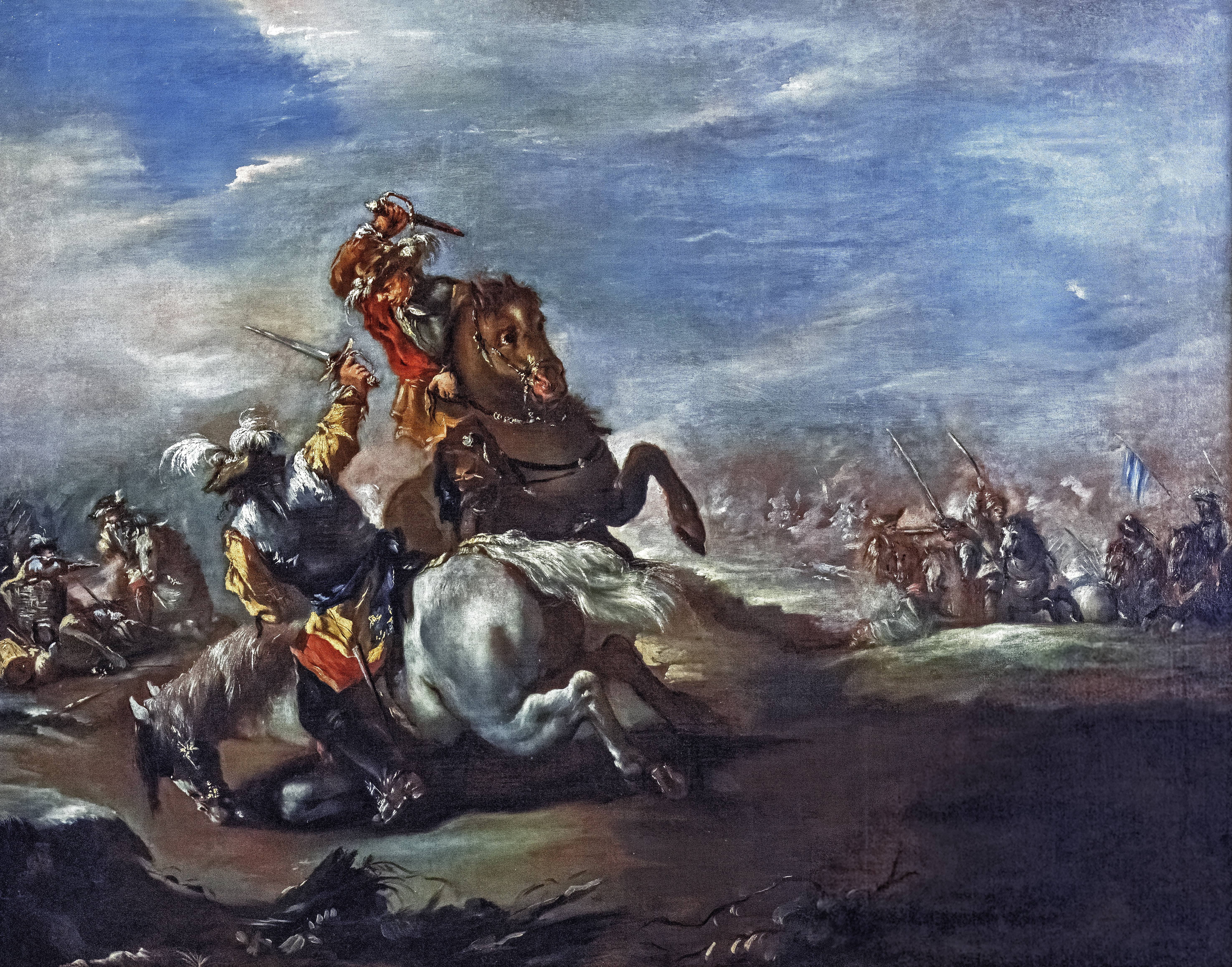
Duel entre cavaliers Gianantonio Guardi
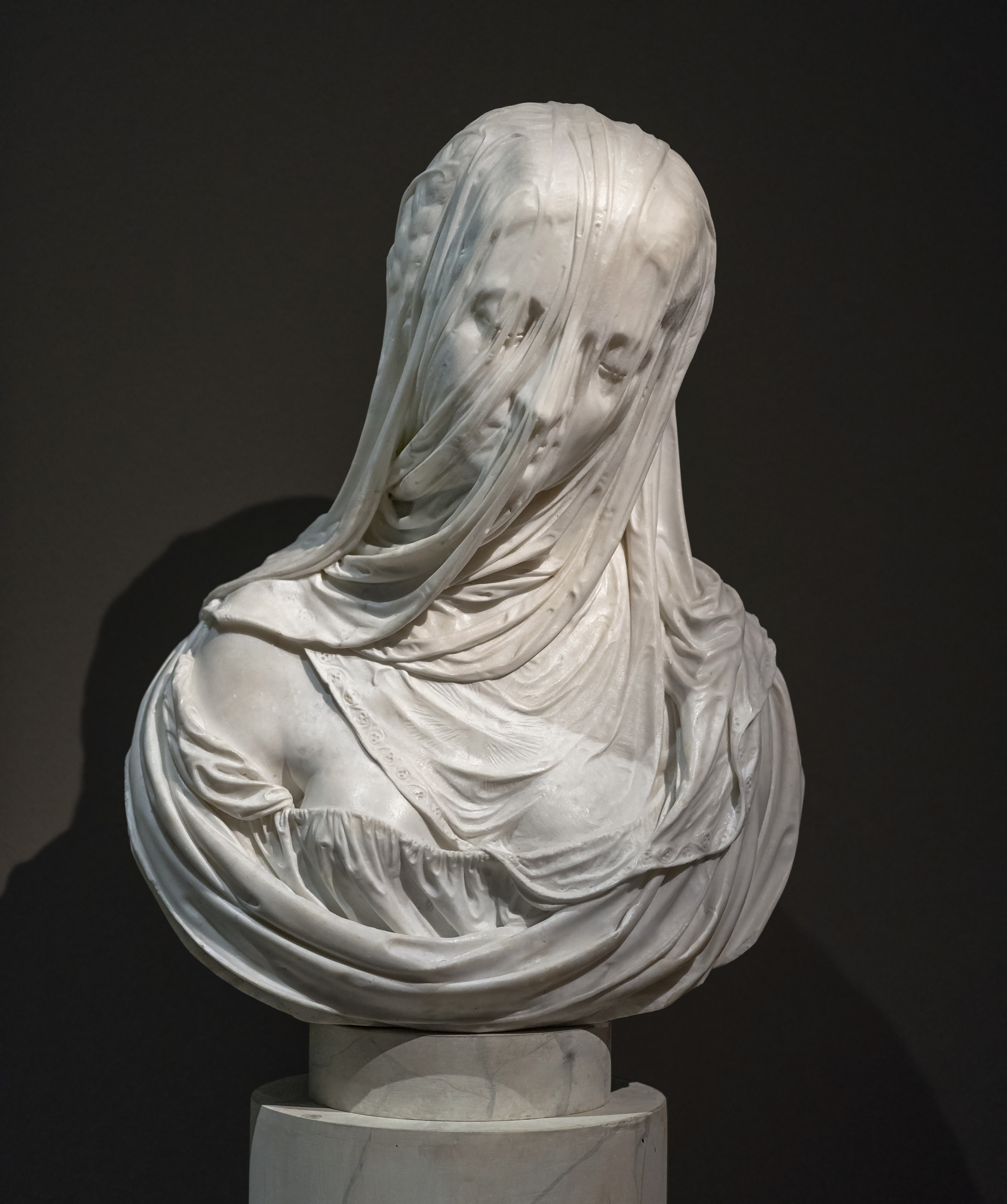
La Dame voilée par Antonio Corradini 1772

#### Salle Longhi
Les peintures de cette salle offrent l’occasion de comparer deux tendances différentes dans l’école de peinture vénitienne du XVIIIe siècle: vive, sensuelle, rococo, visible dans les œuvres allégoriques et mythologiques de Giambattista Tiepolo, avec un plafond, zéphyr et Flore ironique et l'esprit critique des Lumières vénitiennes, visible dans les peintures de Pietro Longhi accrochées aux murs. La toile de Tiepolo, peinte dans les années 1730 pour Ca 'Pesaro, fait partie des débuts de son oeuvre. La présence conjointe de Zéphyr, l’un des quatre vents, et de Flore est une référence au printemps, donc à la fertilité. Les couleurs sont brillantes et transparentes. L'artiste a virtuellement dessiné des tons chair sensuels et a accentué les contrastes de couleurs. La série de peintures de Pietro Longhi sur les murs porte sur des scènes de la vie quotidienne ; une visite dans un atelier de peinture, un coiffeur au travail, des scènes de vie familiale et familiale, des concerts, des événements et des divertissements. Longhi apparaît en eux comme un observateur perspicace des formes et des modes de vie, soumettant en détail les habitudes vides et les faiblesses pompeuses de ses héros et de leur monde. Il se distingue en présentant des intérieurs de maison comme, dans une certaine mesure, par Canaletto avec ses vedute.

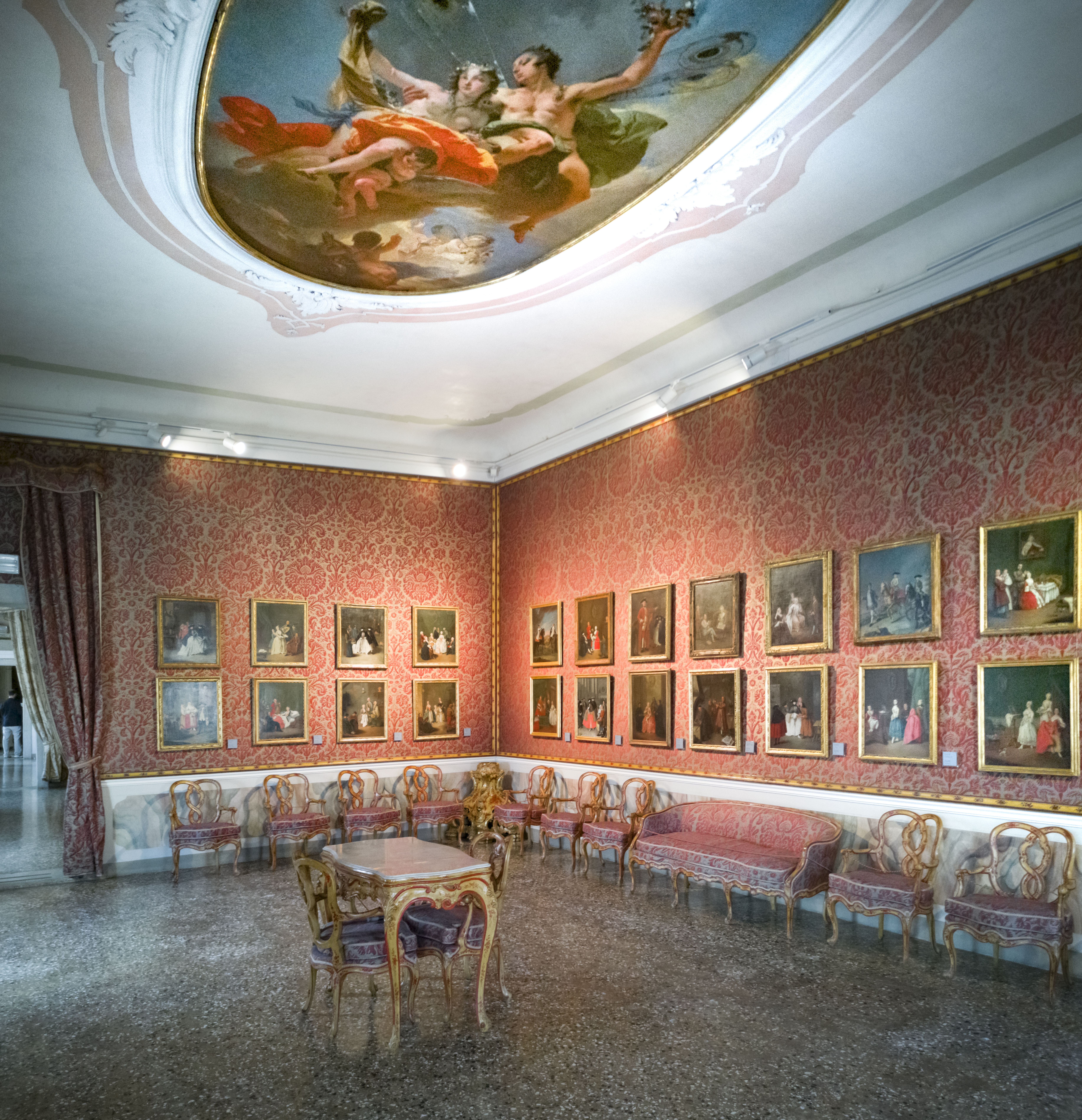
Salle Longhi
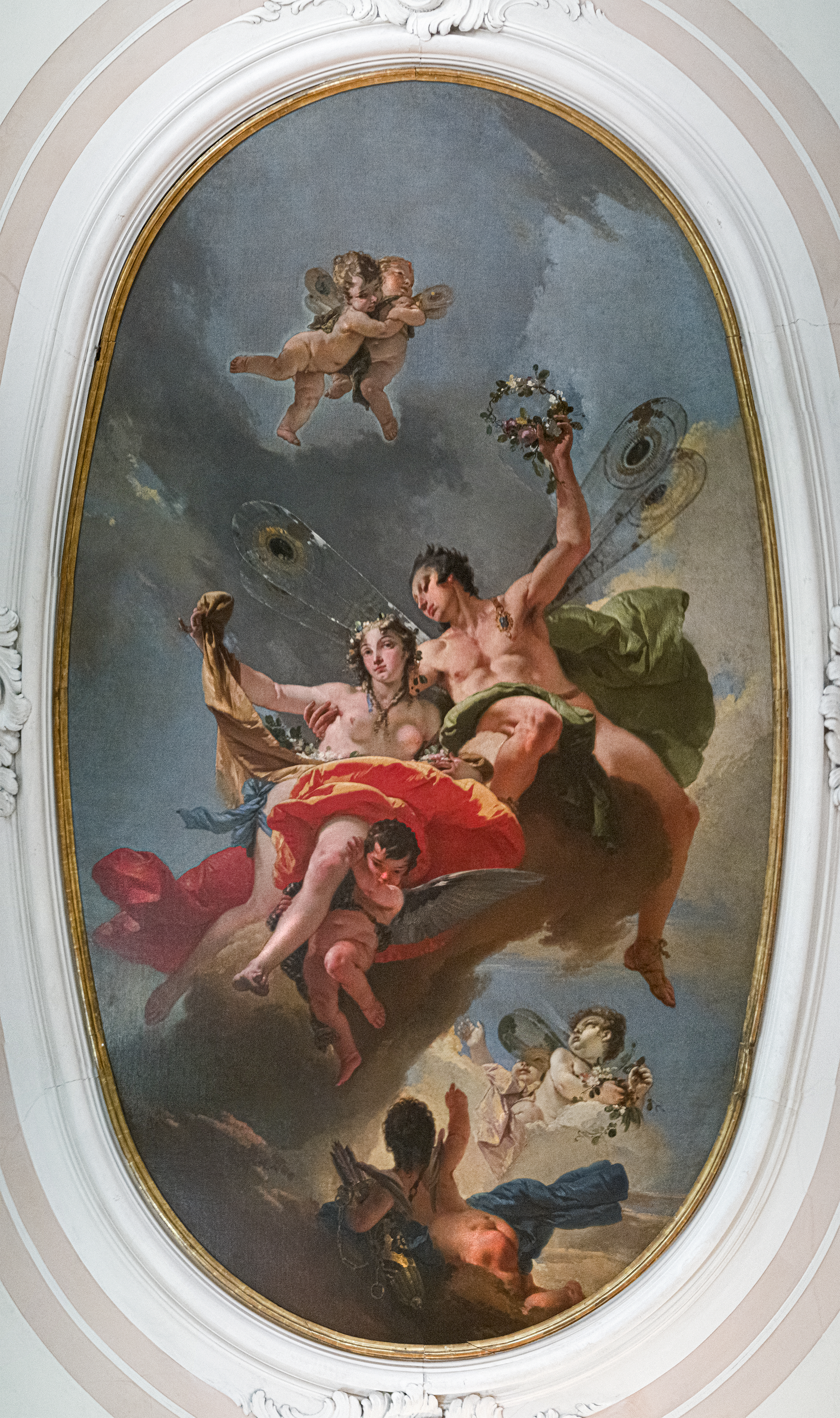
zéphyr et Flore de Giambattista Tiepolo
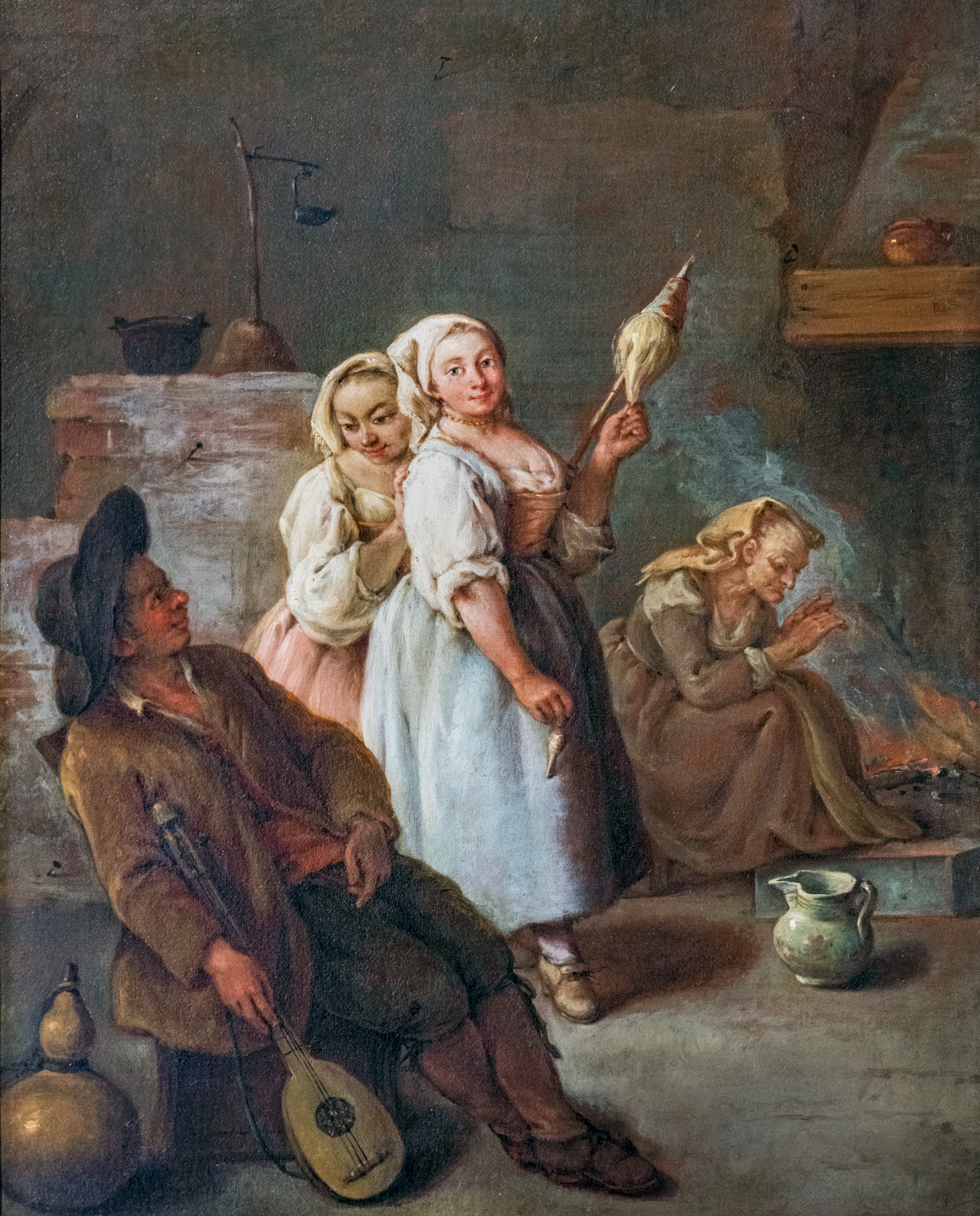
La fileuse 1740
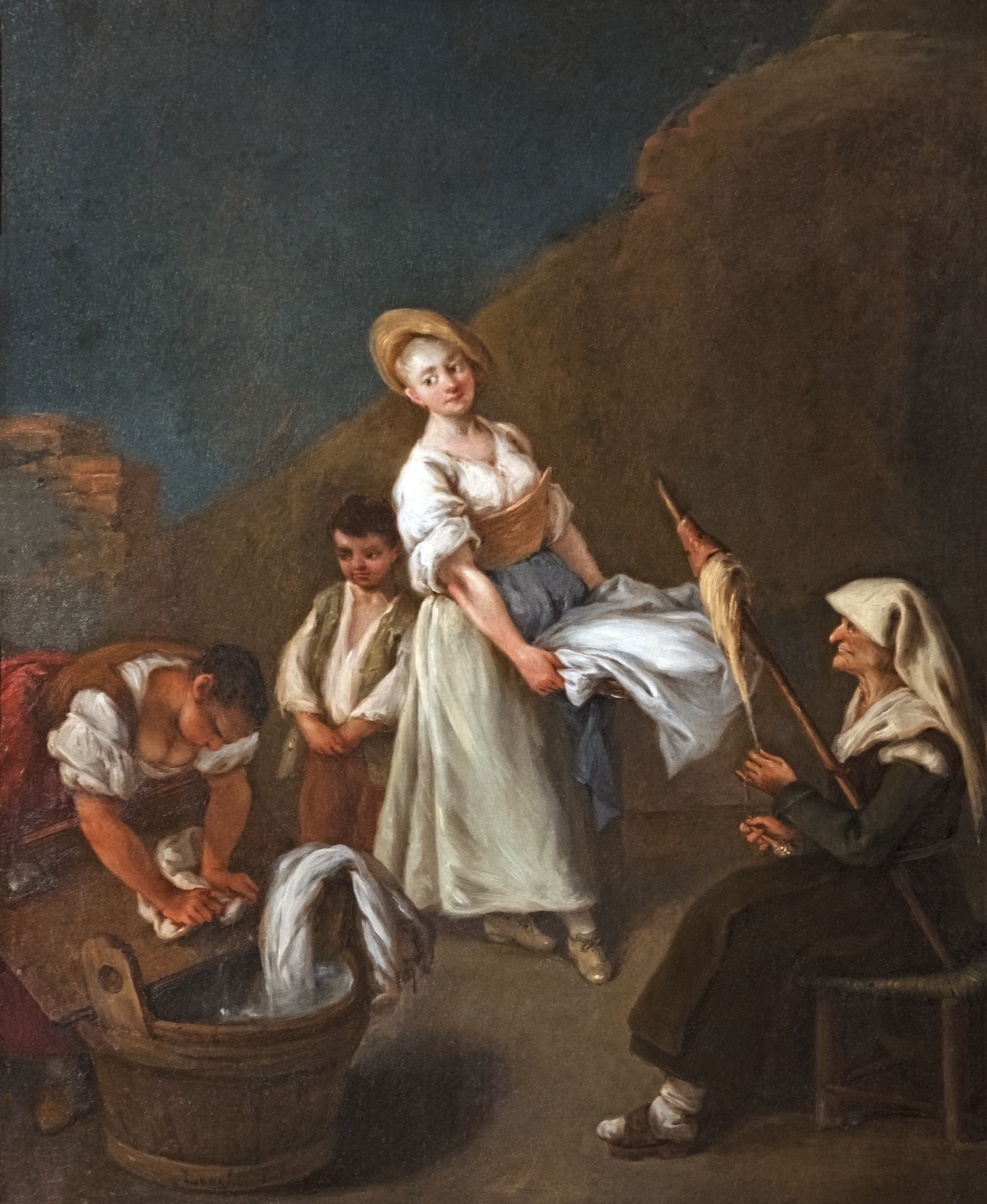
Les blanchisseuses 1740
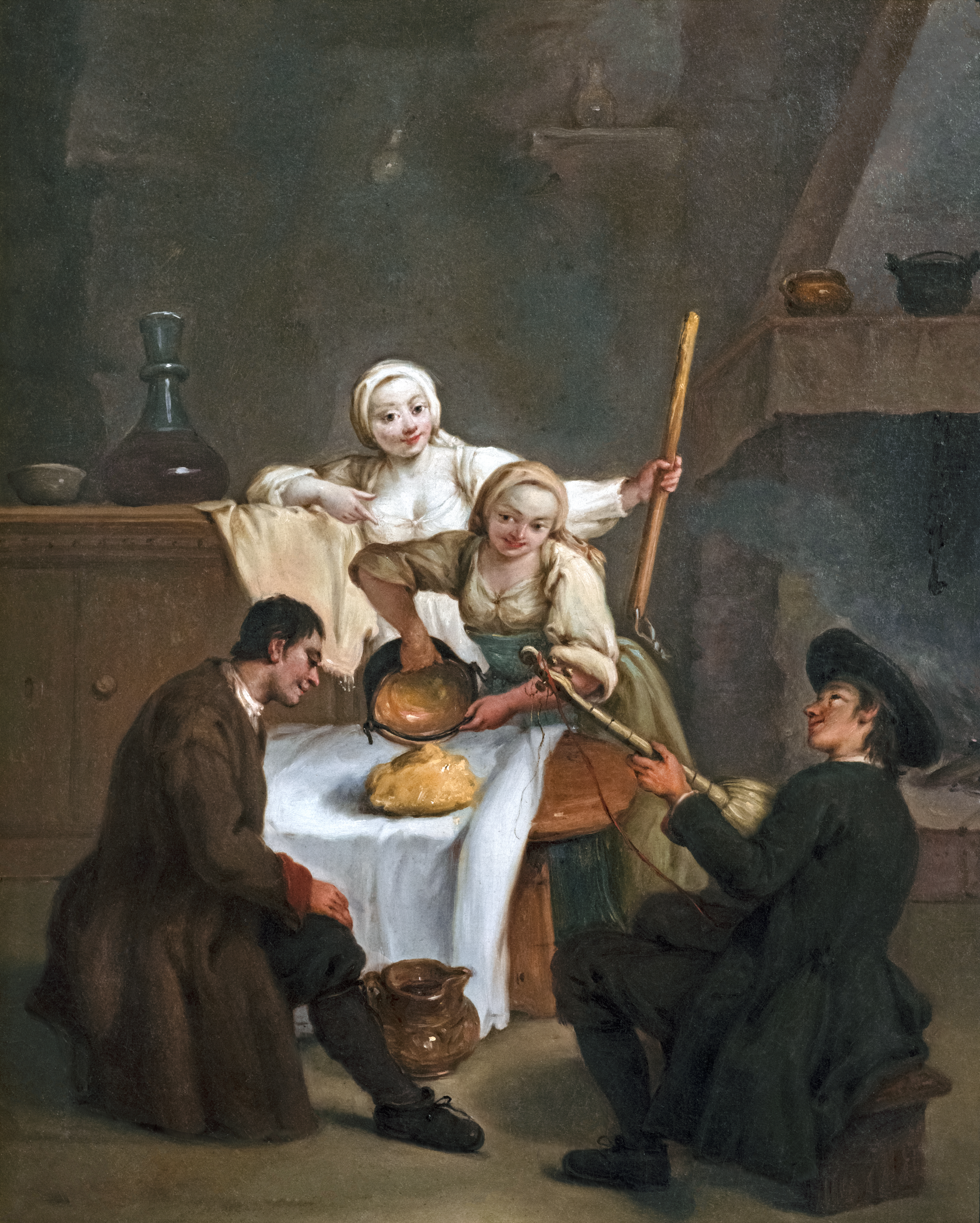
La Polenta 1740
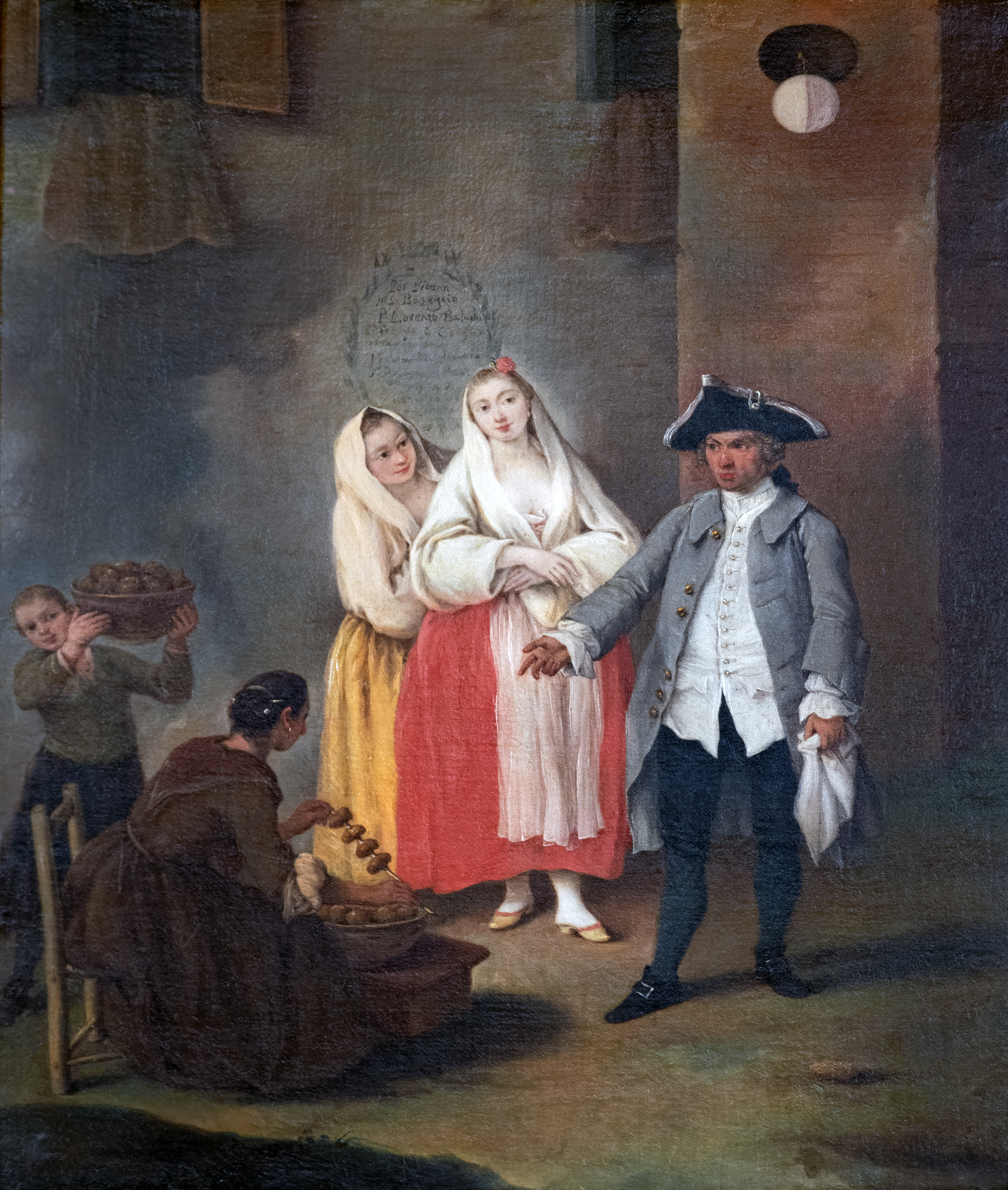
La vendeuse de fritolle 1755
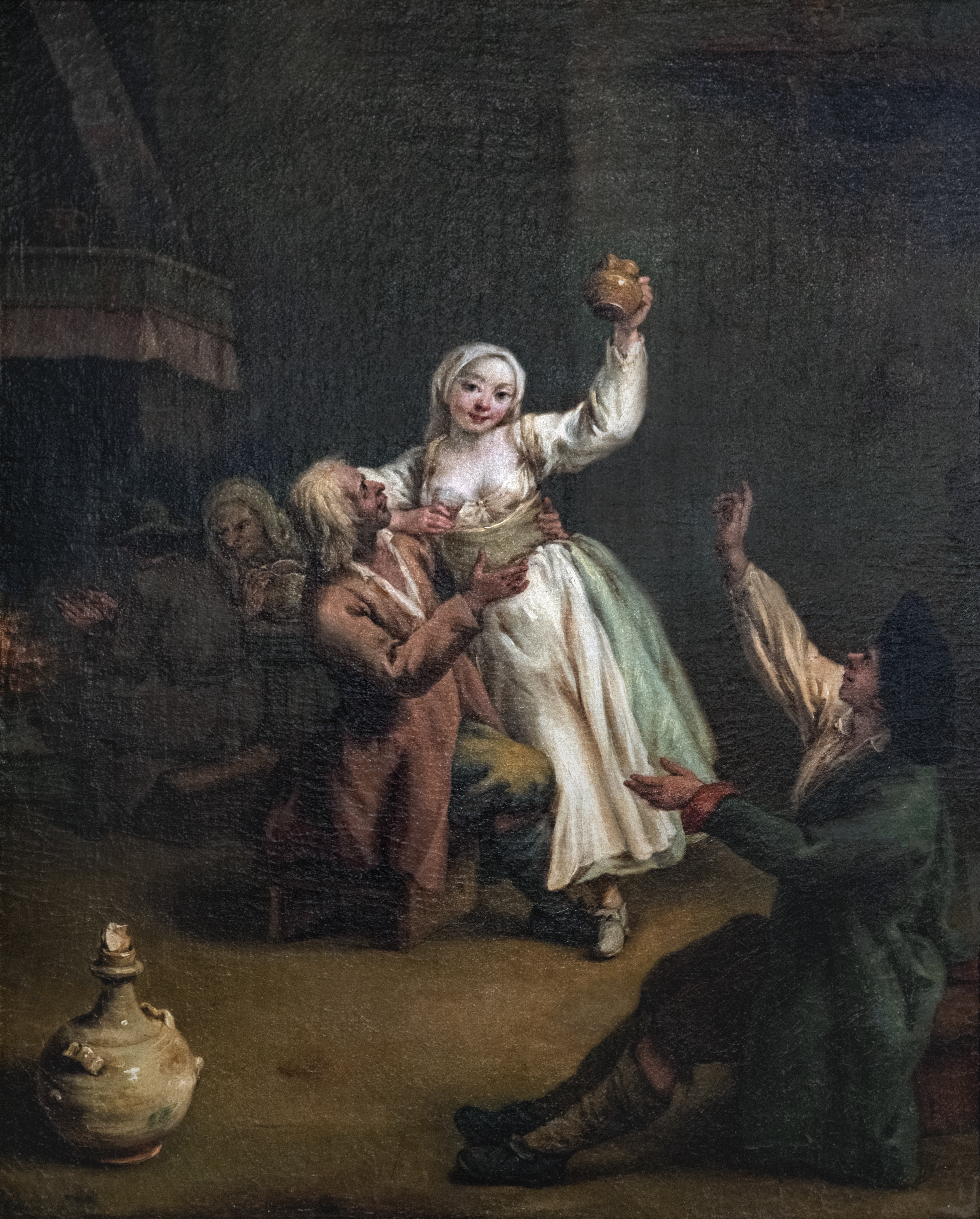
Le couple joyeux 1740
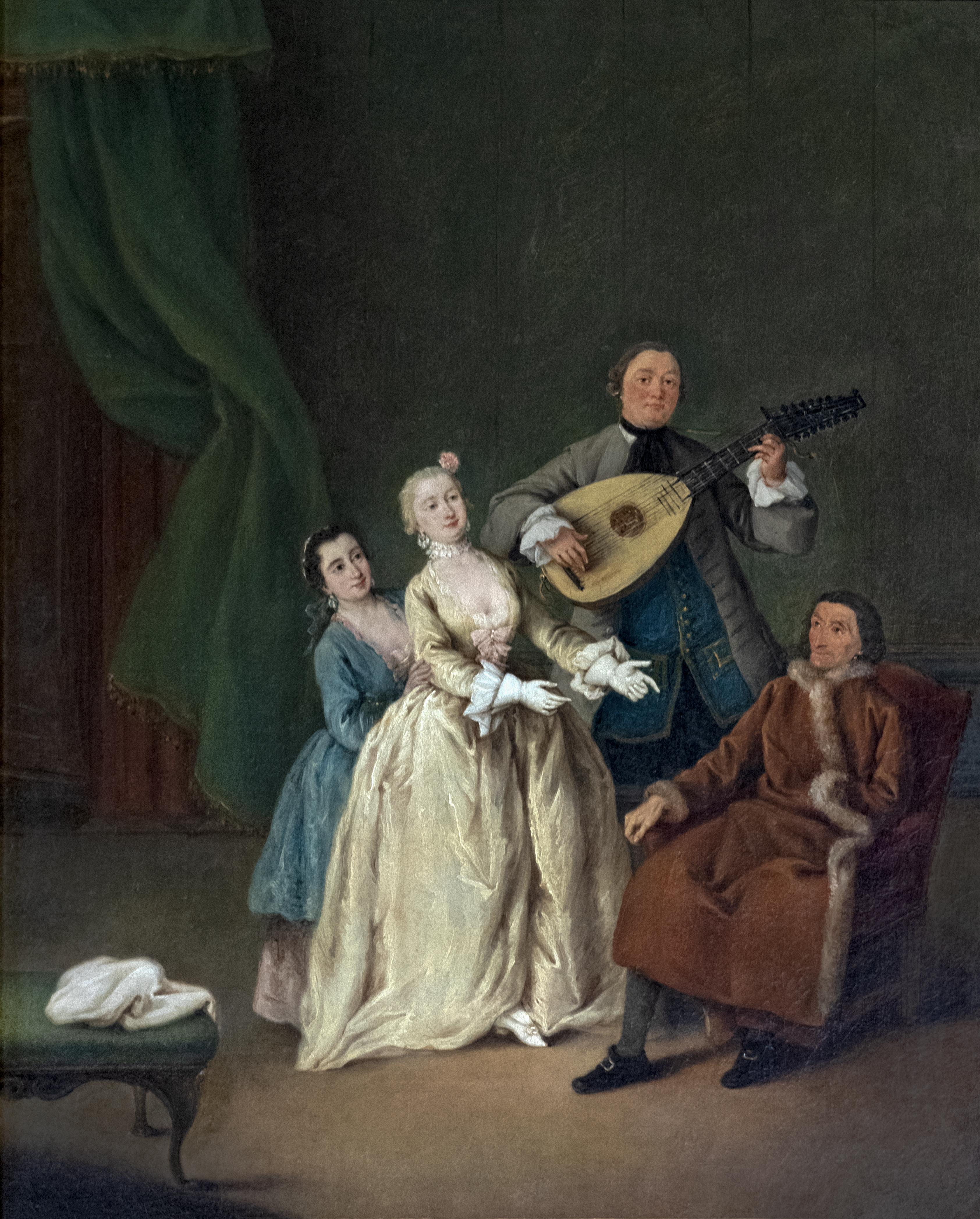
Le petit concert en famille 1752
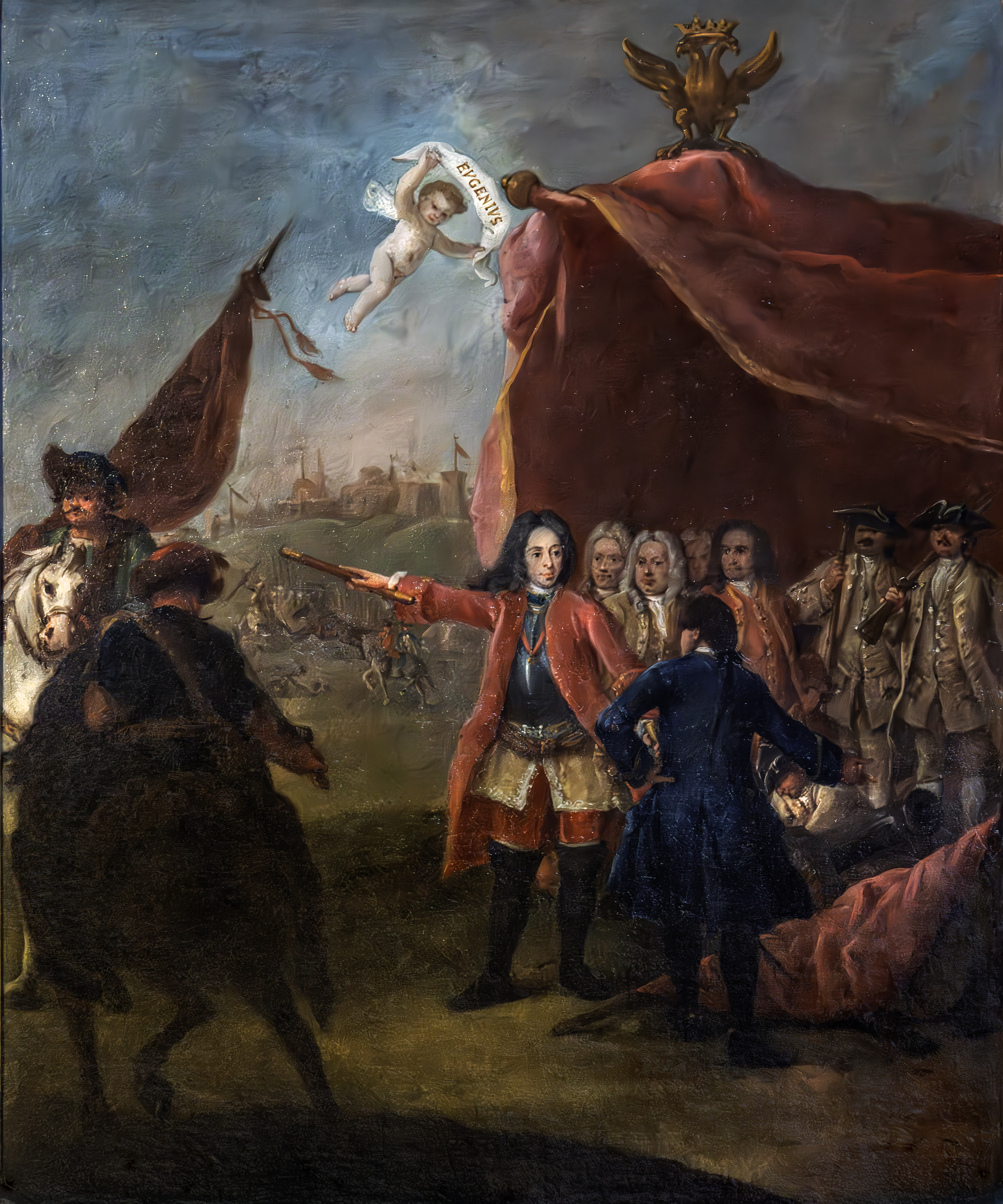
Portrait d'Eugène de Savoie 1755
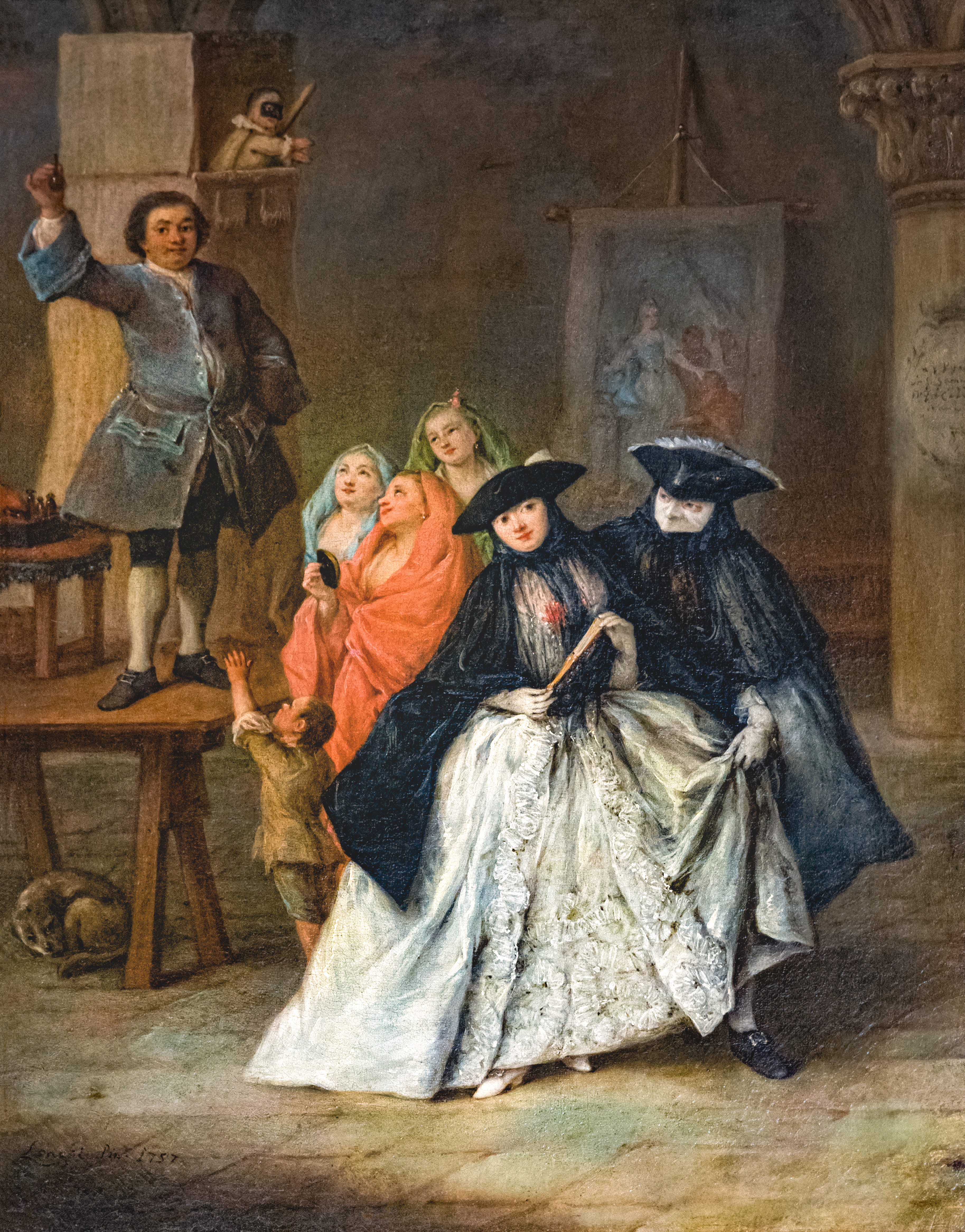
Le charlatan 1757
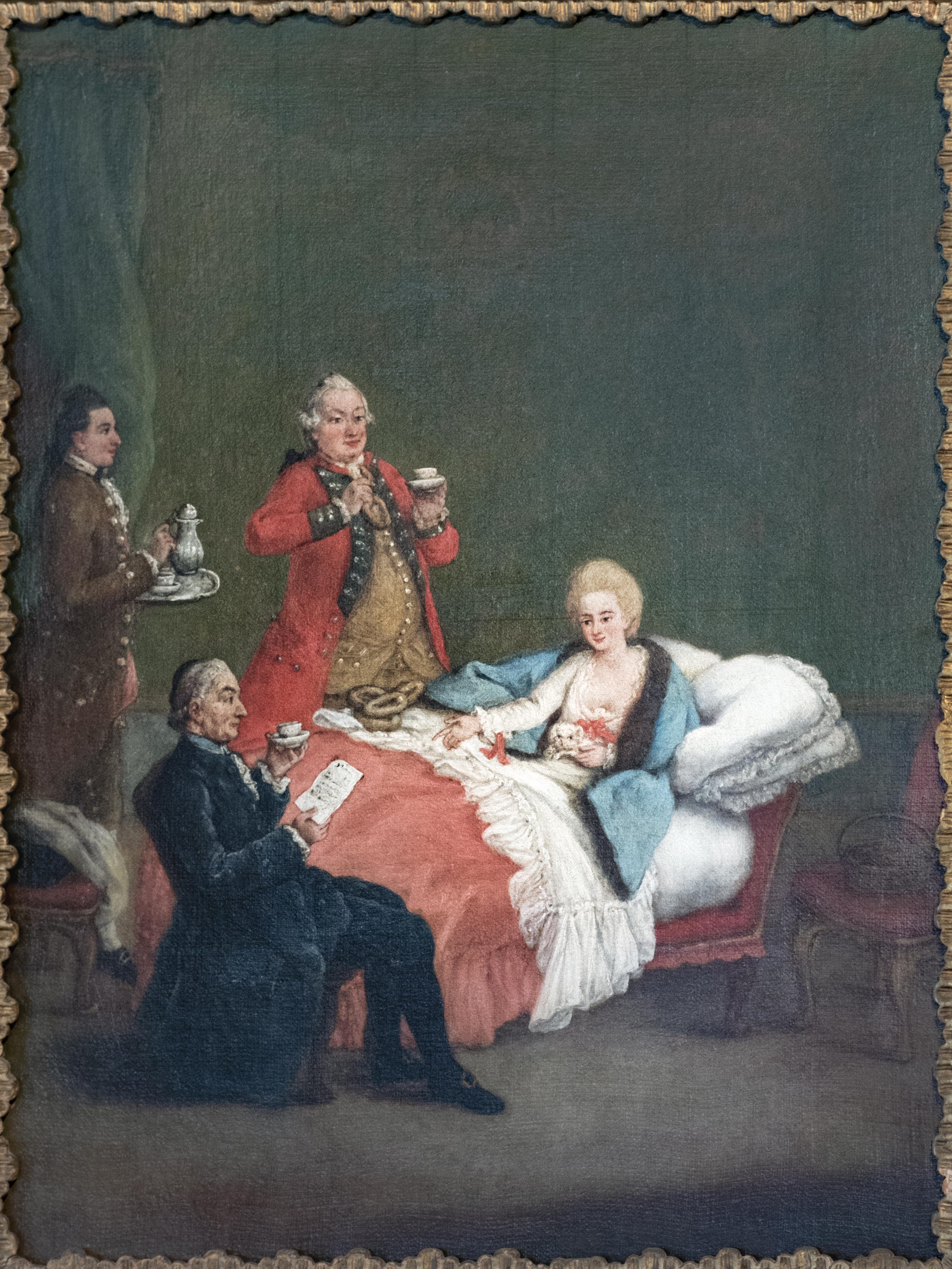
Le chocolat du matin 1775
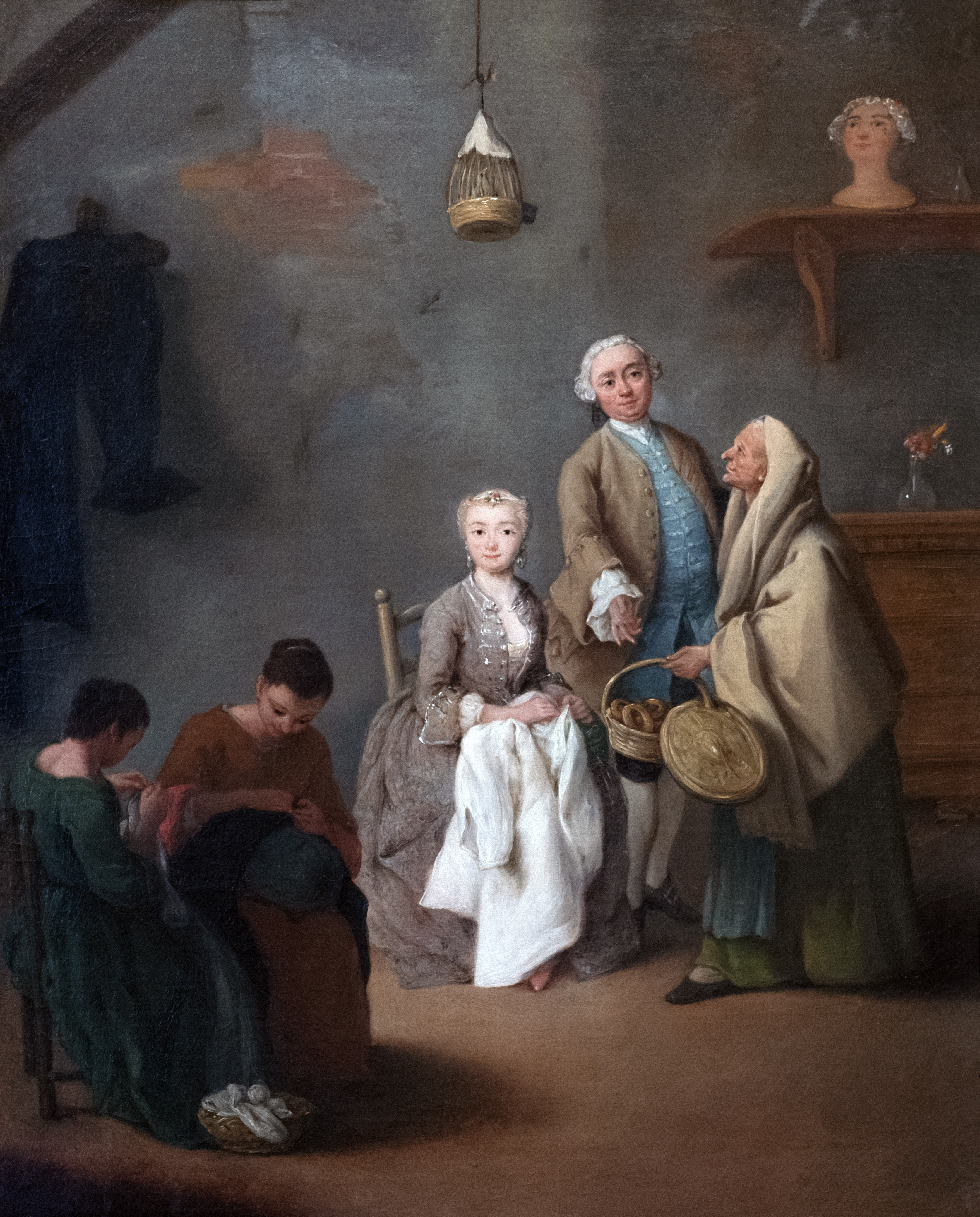
L'école du travail 1752
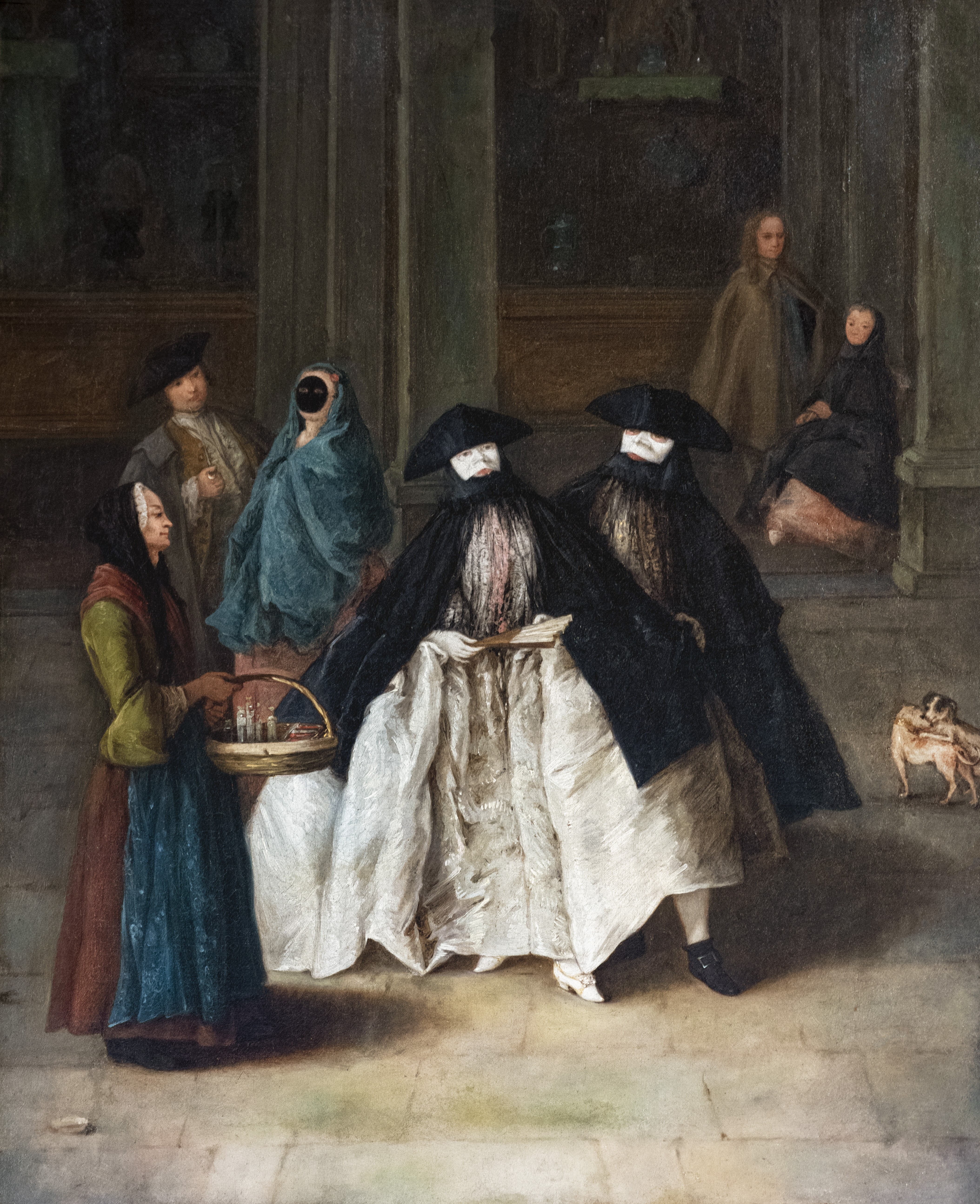
La vendeuse d’essences 1756
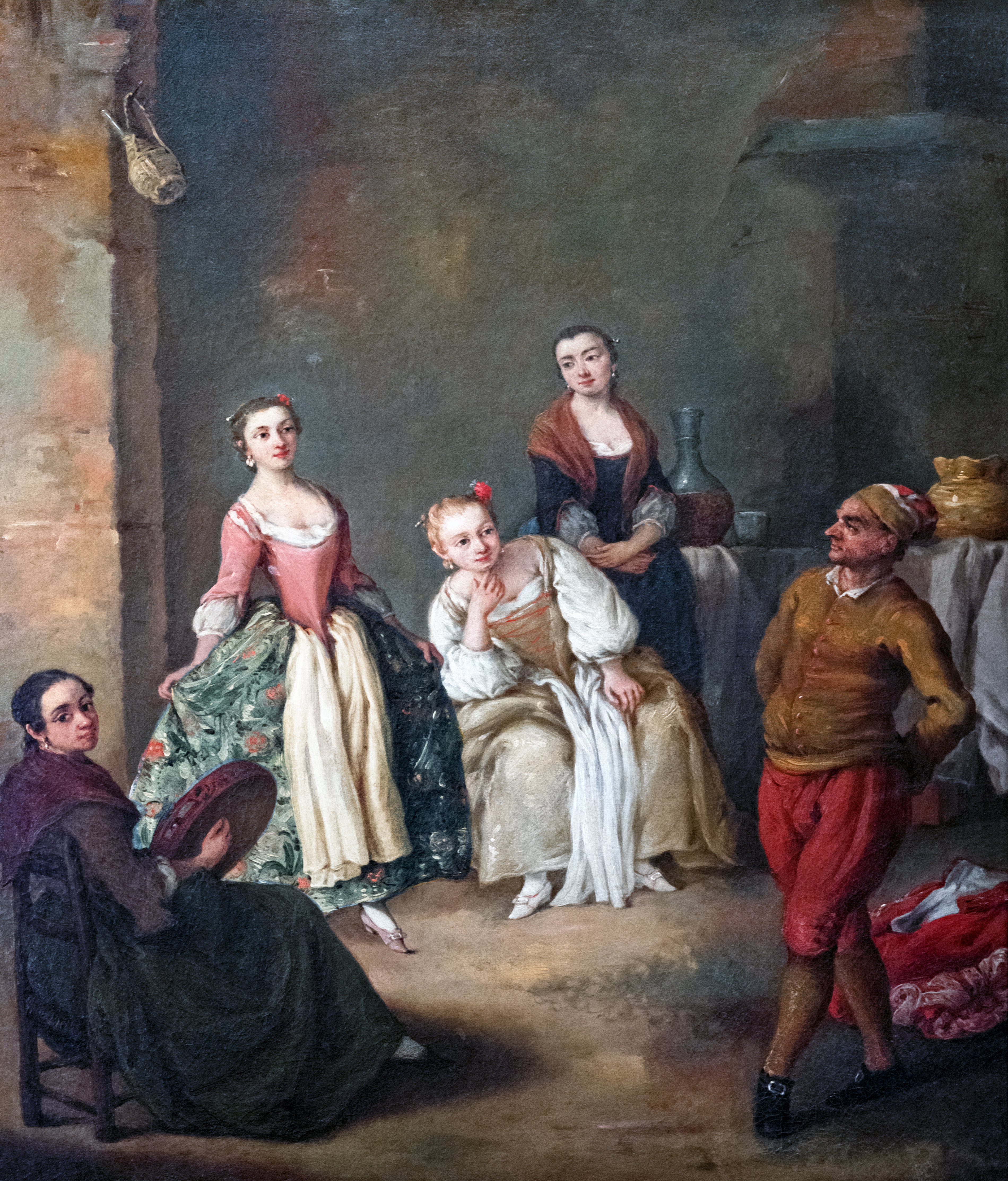
La furlane1750
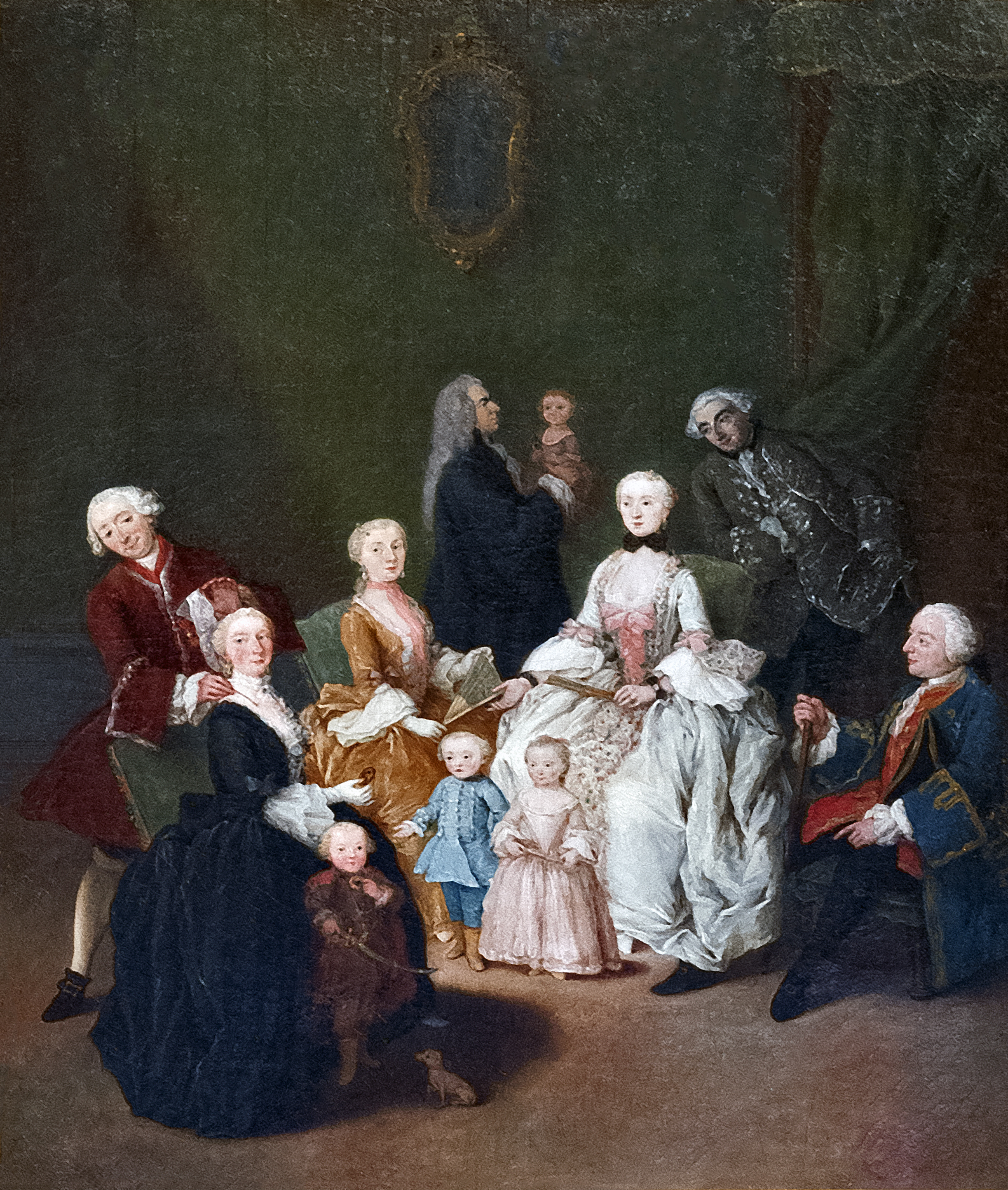
La famille patricienne 1755
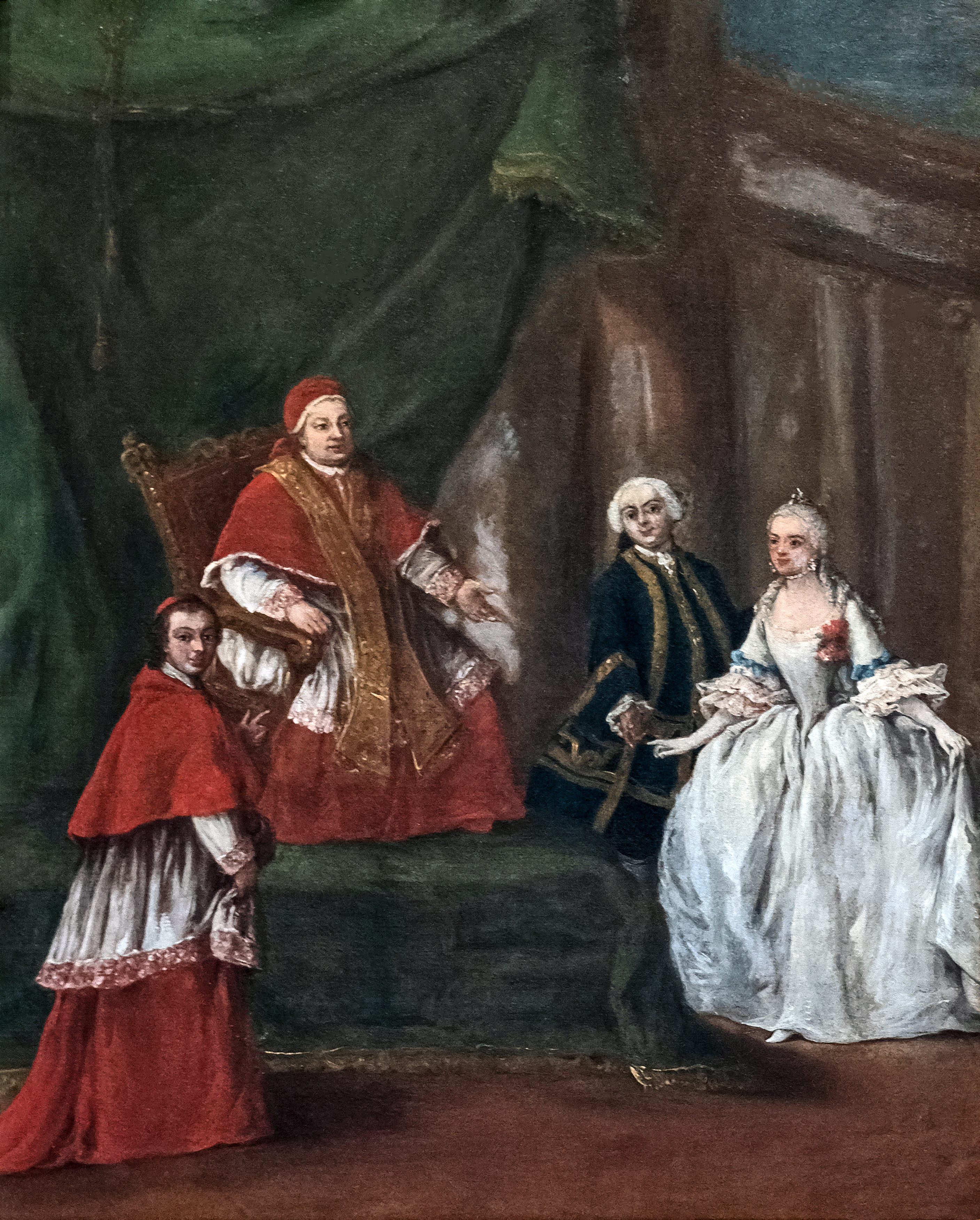
La famille Rezzonico au centre Clement XIII après 1758
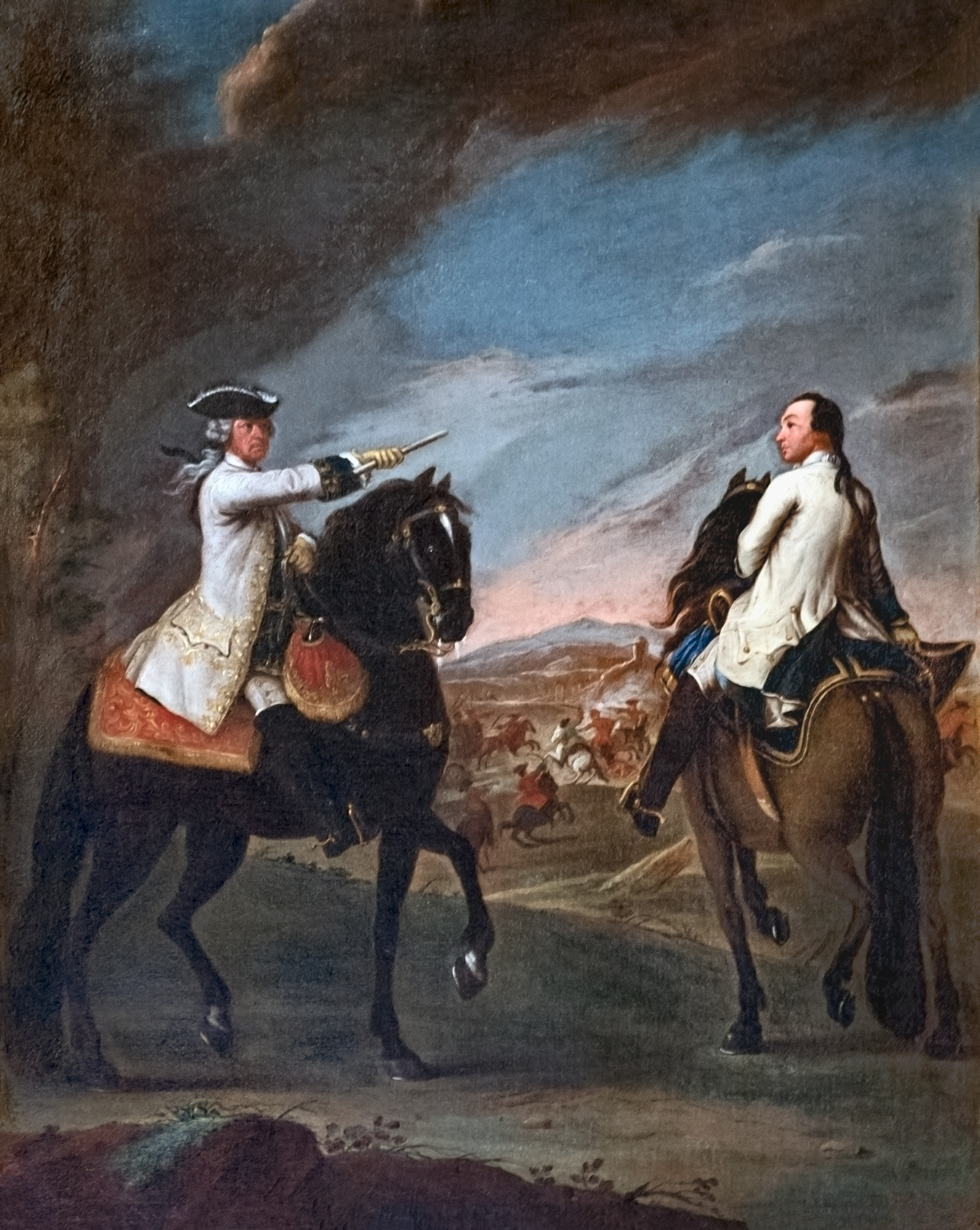
Portrait de William Graham (2e duc de Montrose) 1755
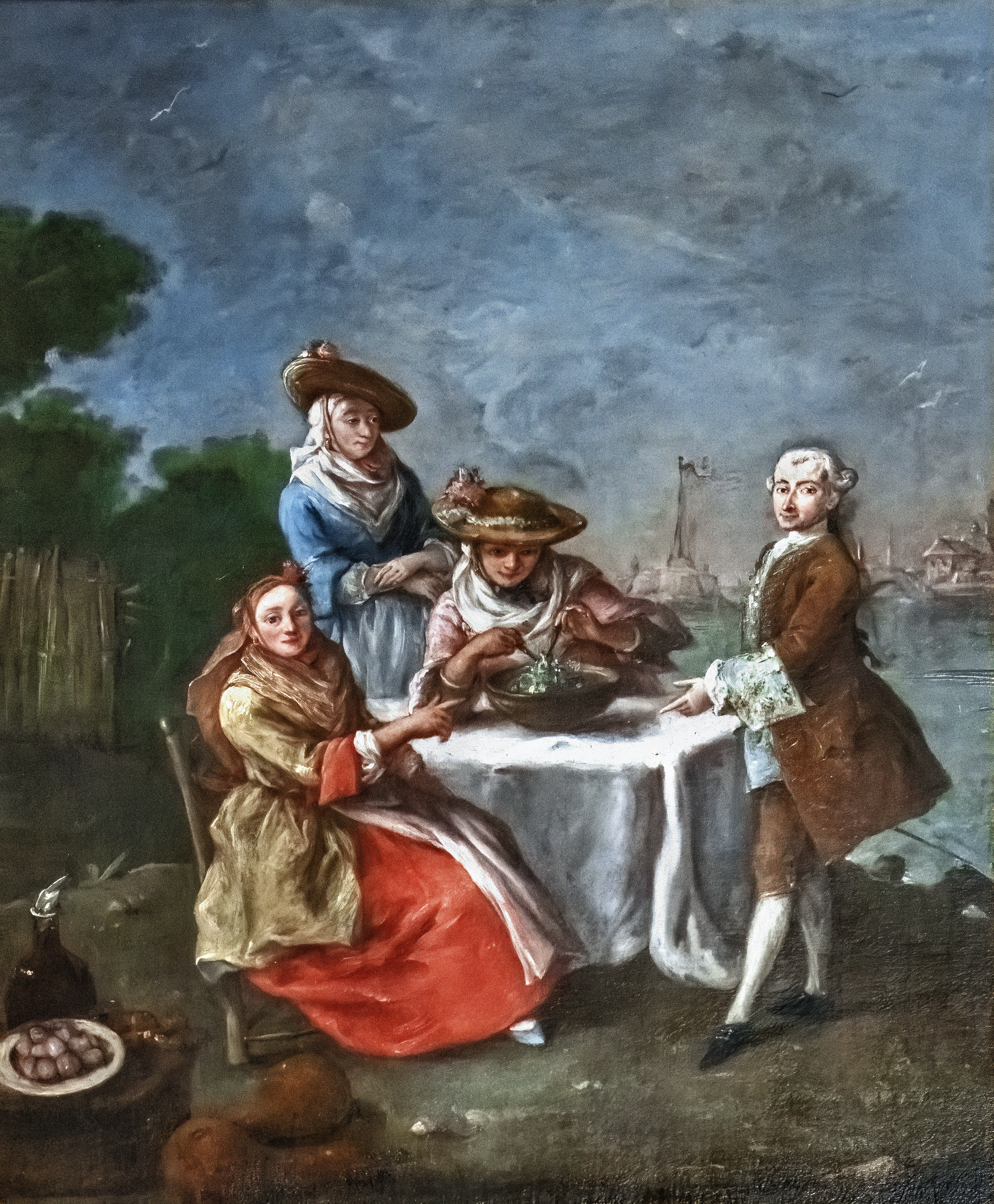
Dans les jardins de la lagune (Autoportrait de Longhi). 1755-1760
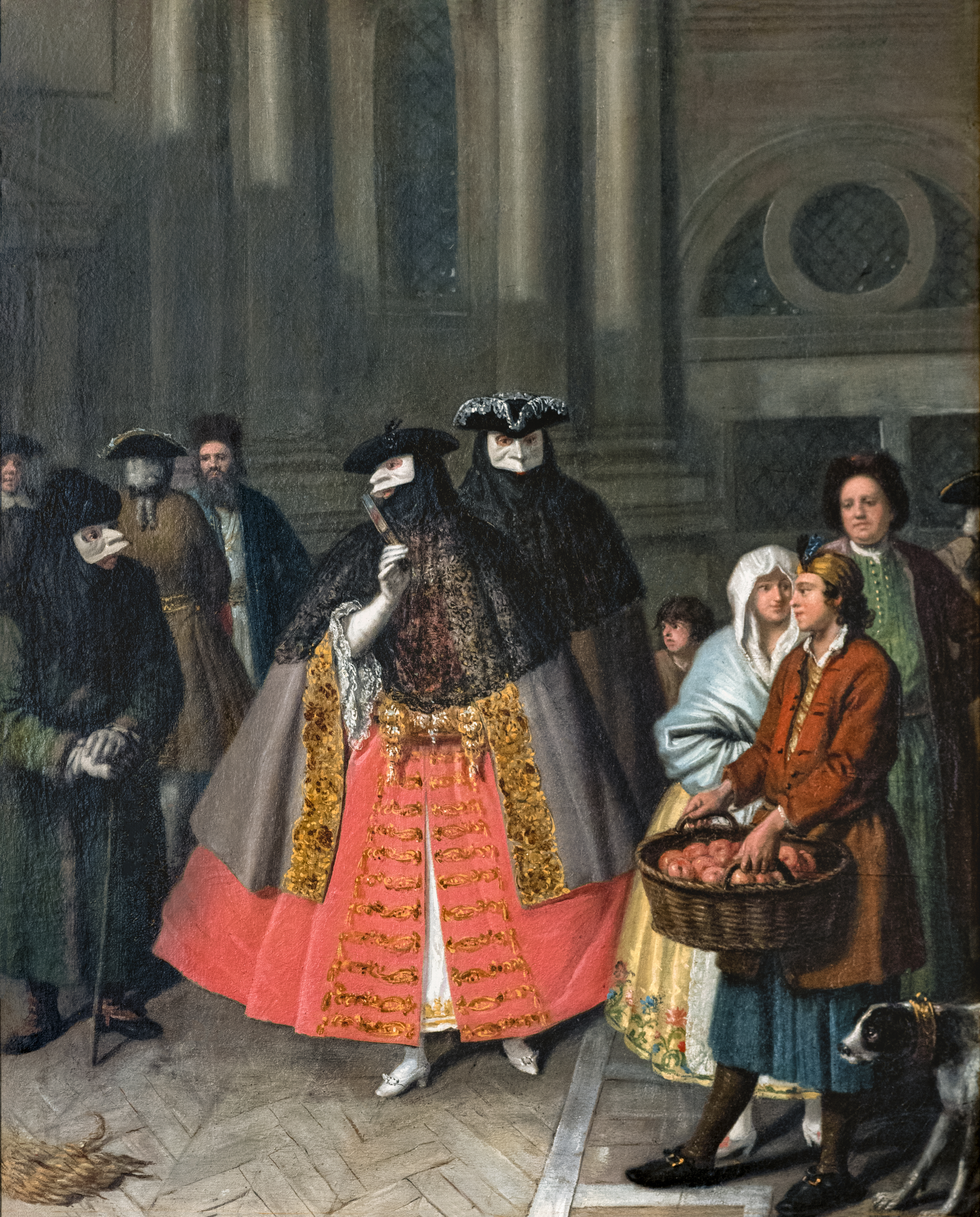
Colloque de masques 1760
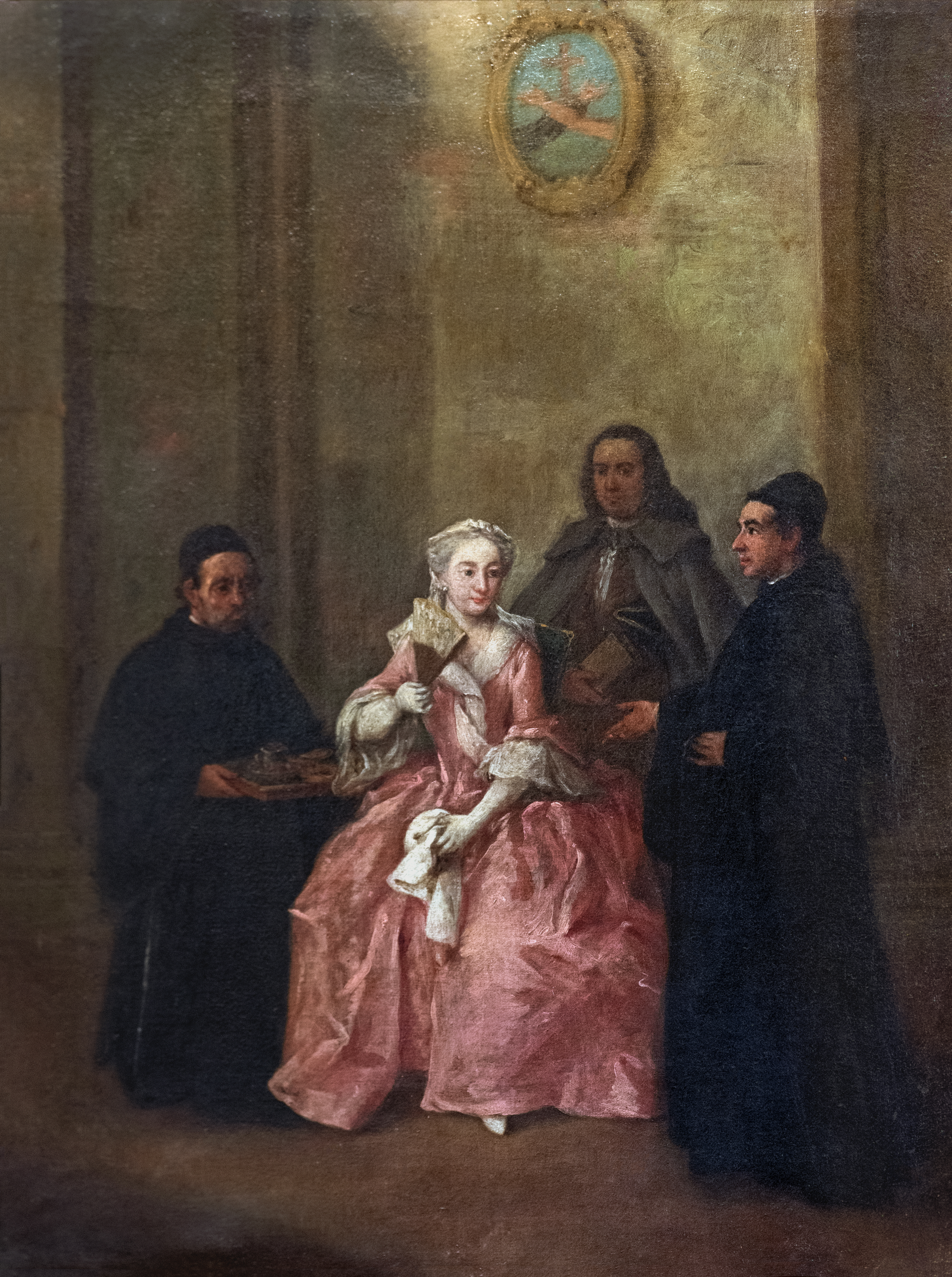
La visite au couvent 1760
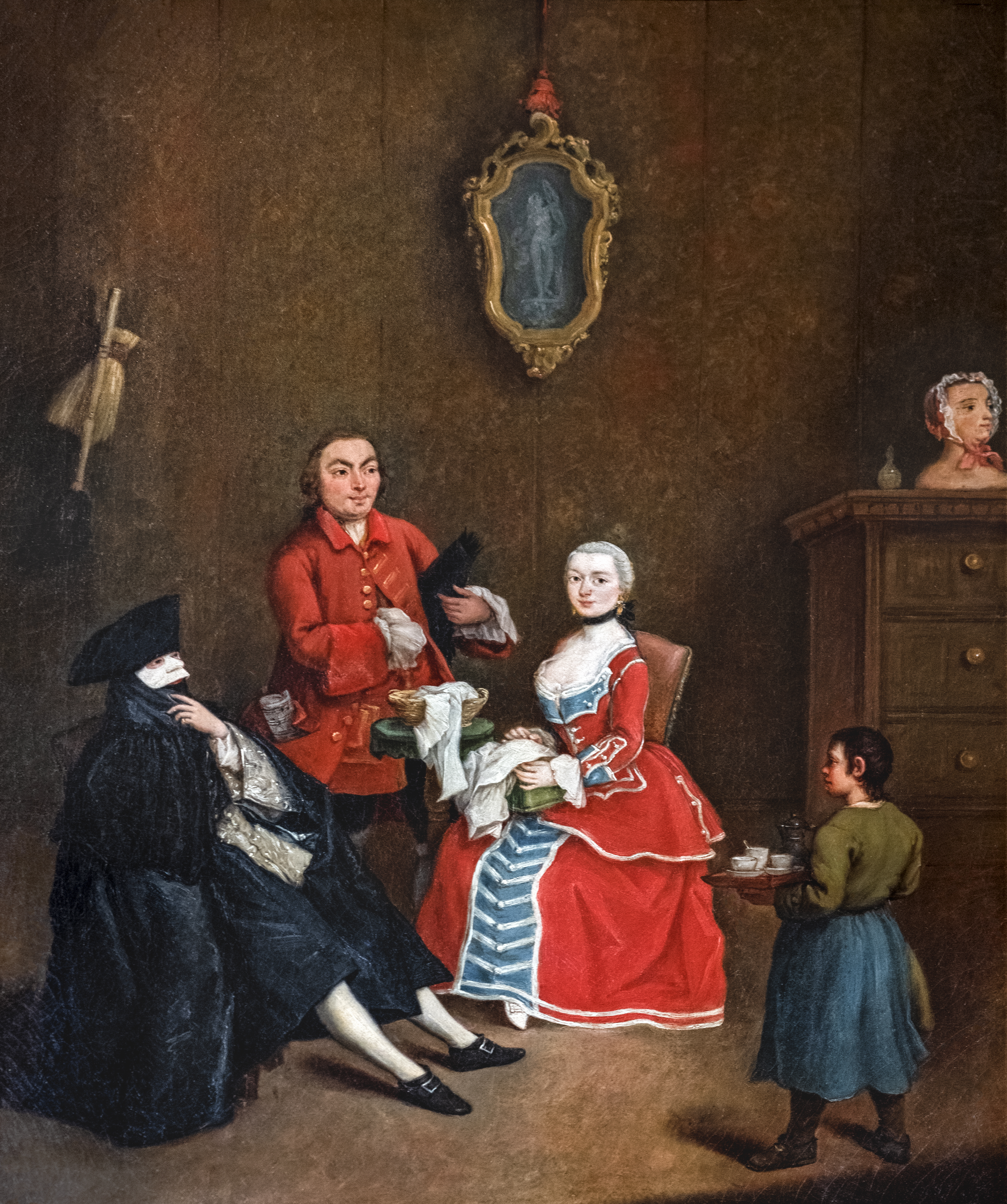
La visite en bauta 1760
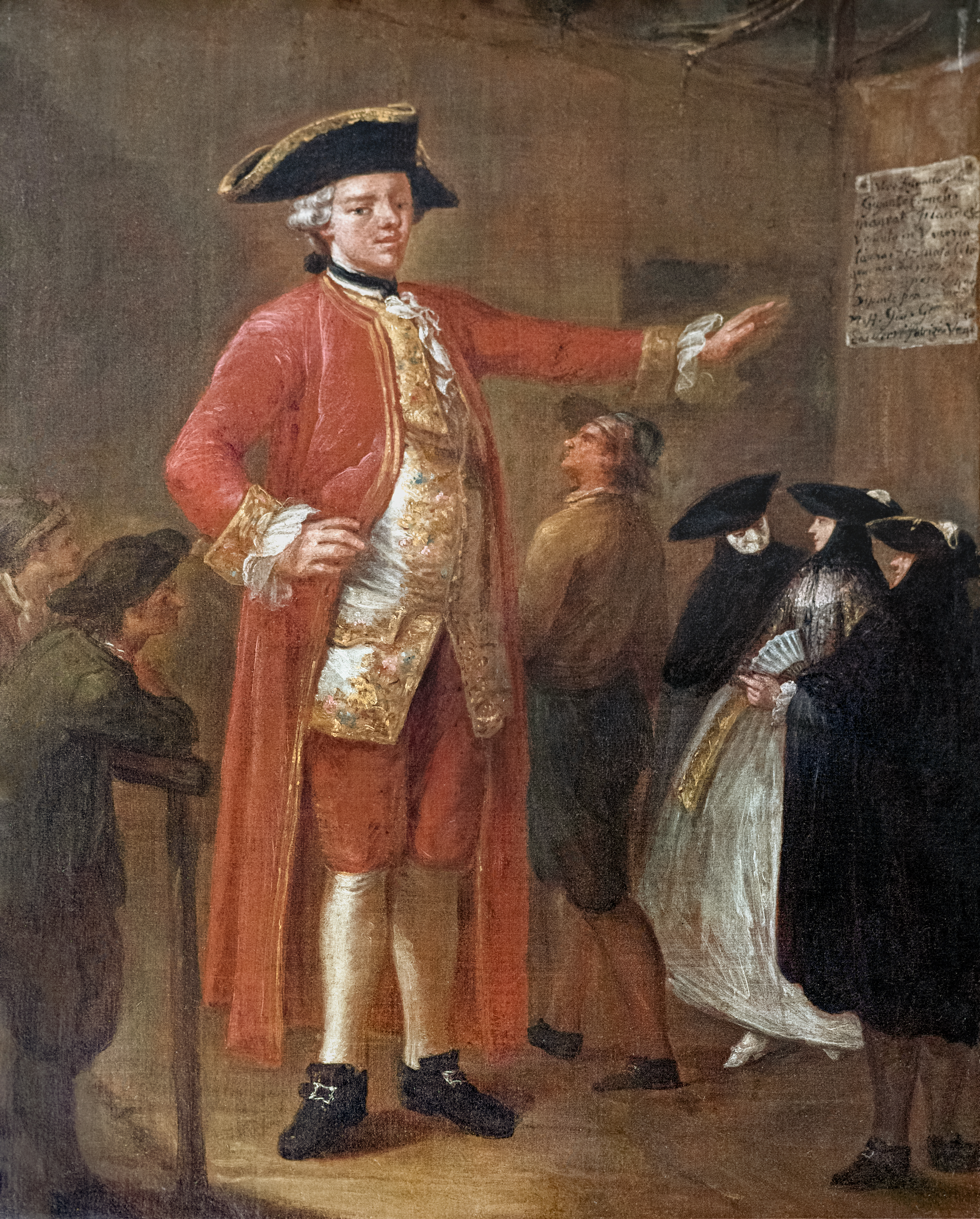
Le géant Magrath 1760
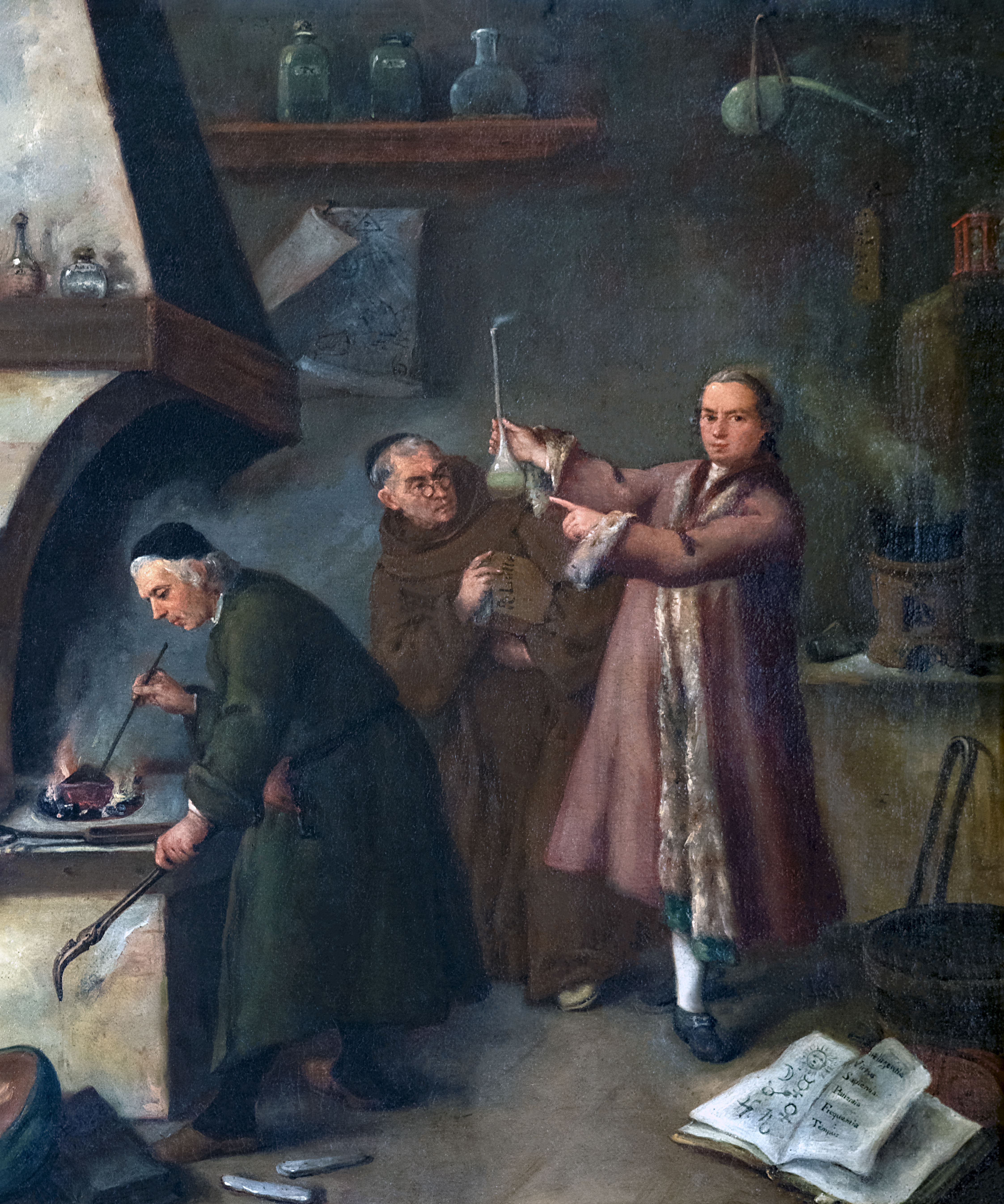
Les alchimistes 1757
Portrait d'Adriana Giustunian et de son fils Girolamo Ascanio 1776-1779
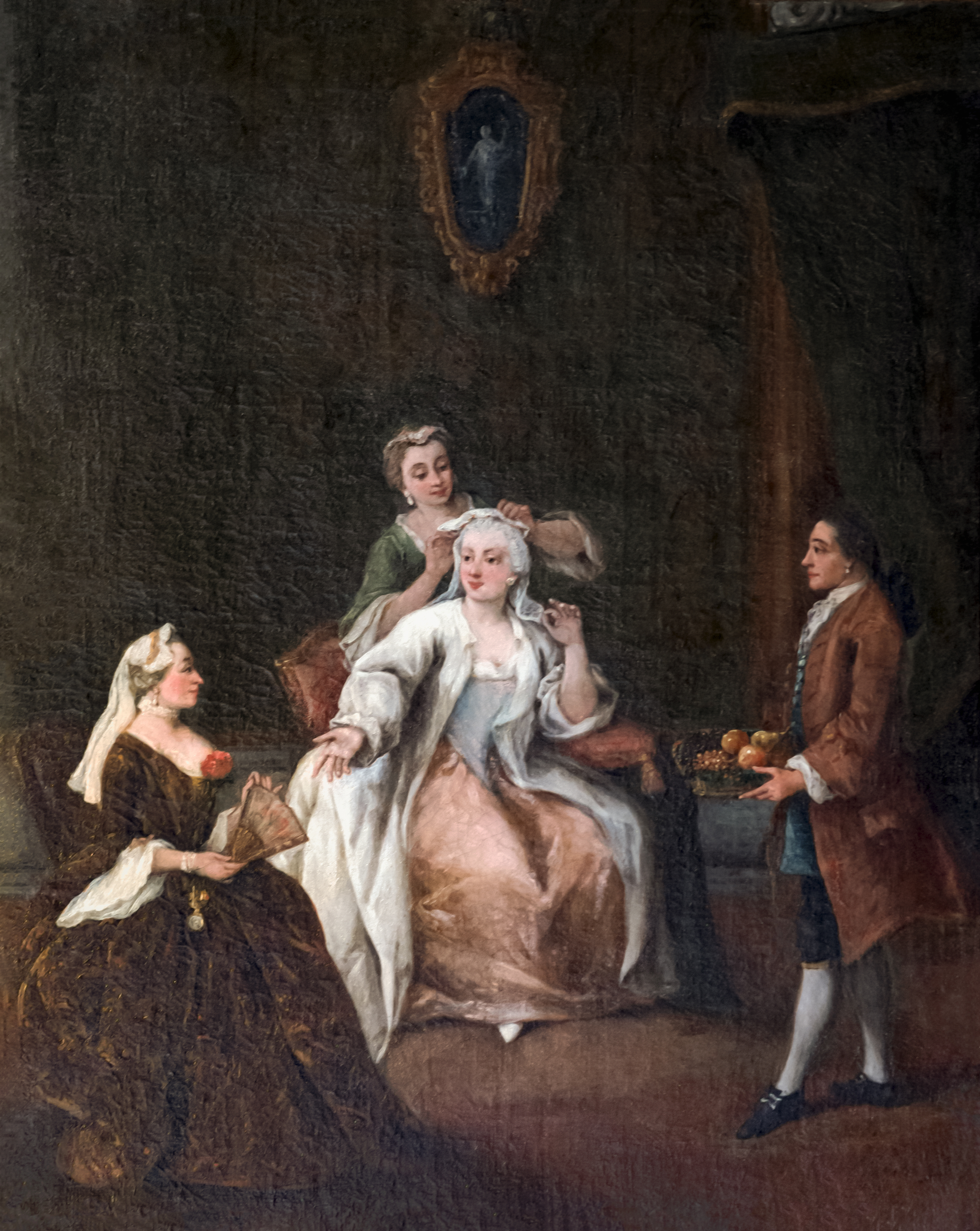
La perruquière 1760
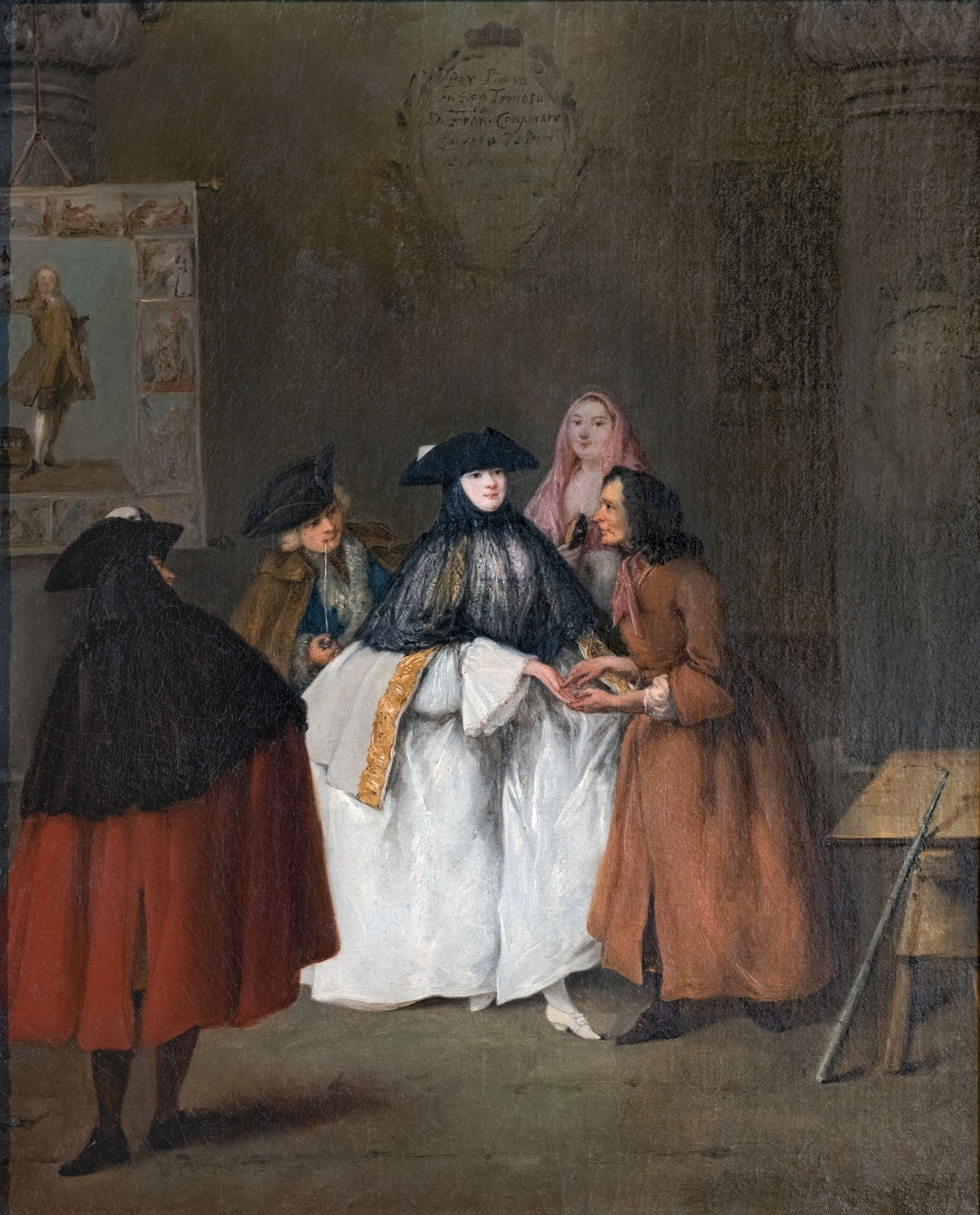
La devineresse 1752
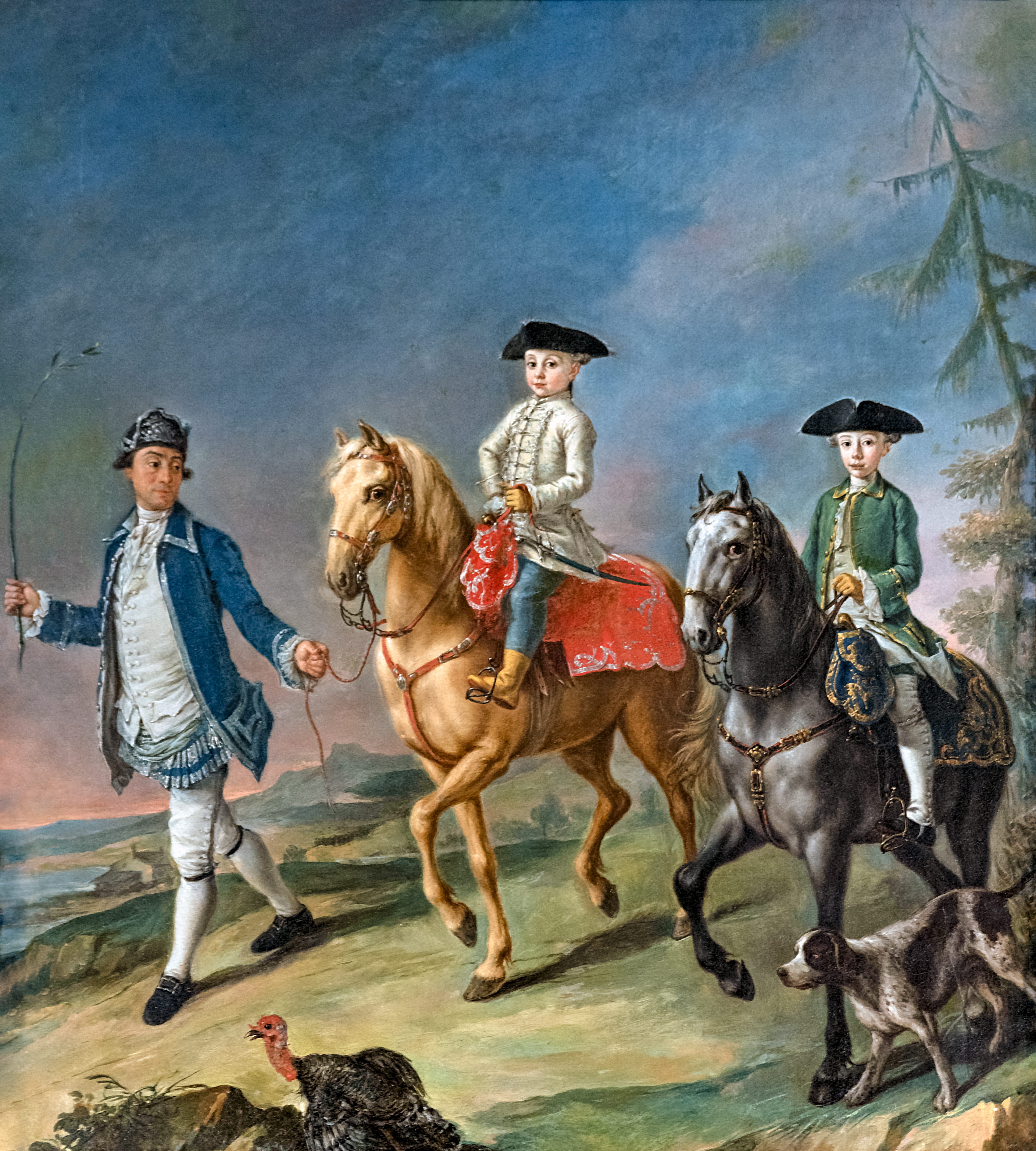
La promenade à cheval 1755-1760
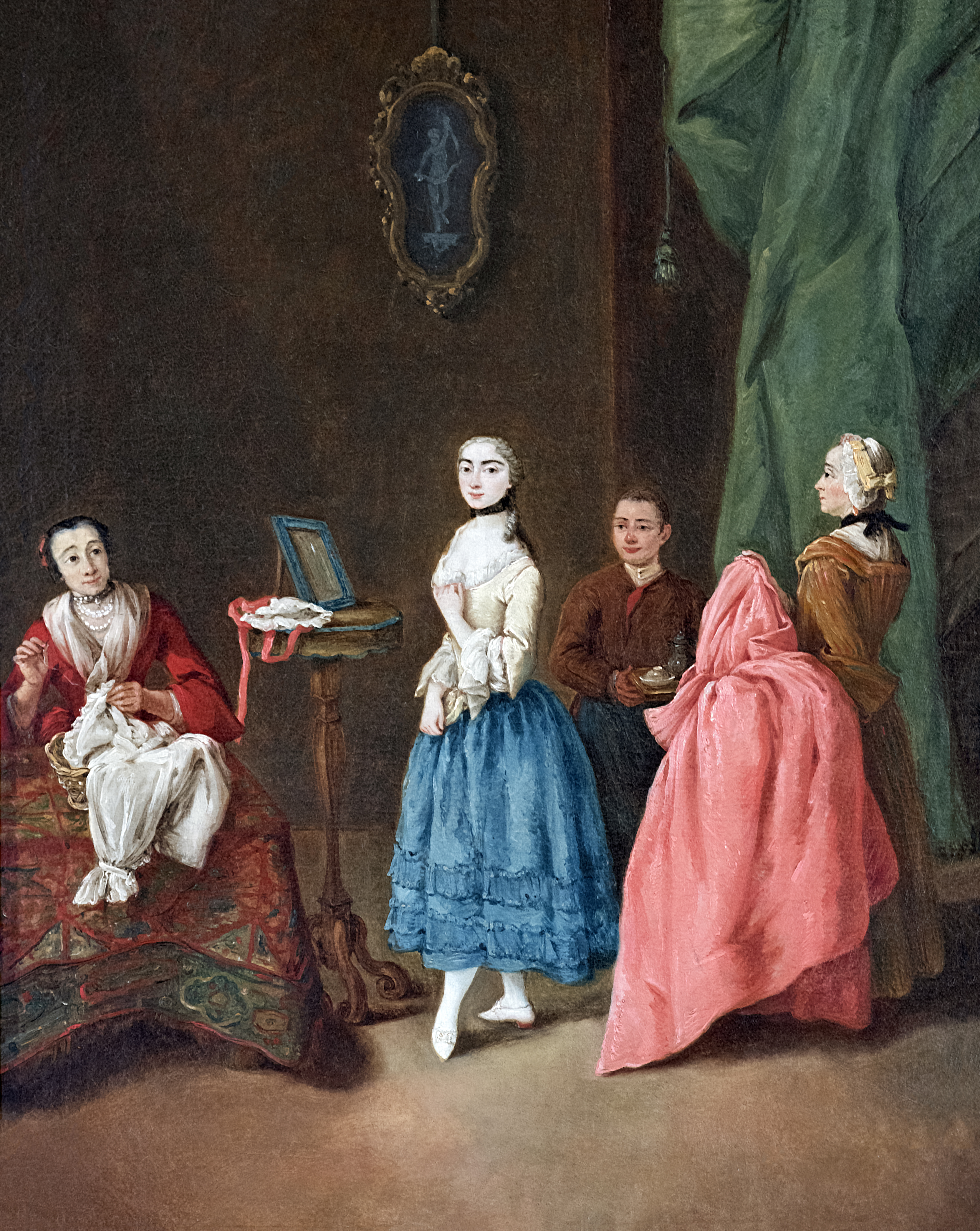
L'essayage vers 1760
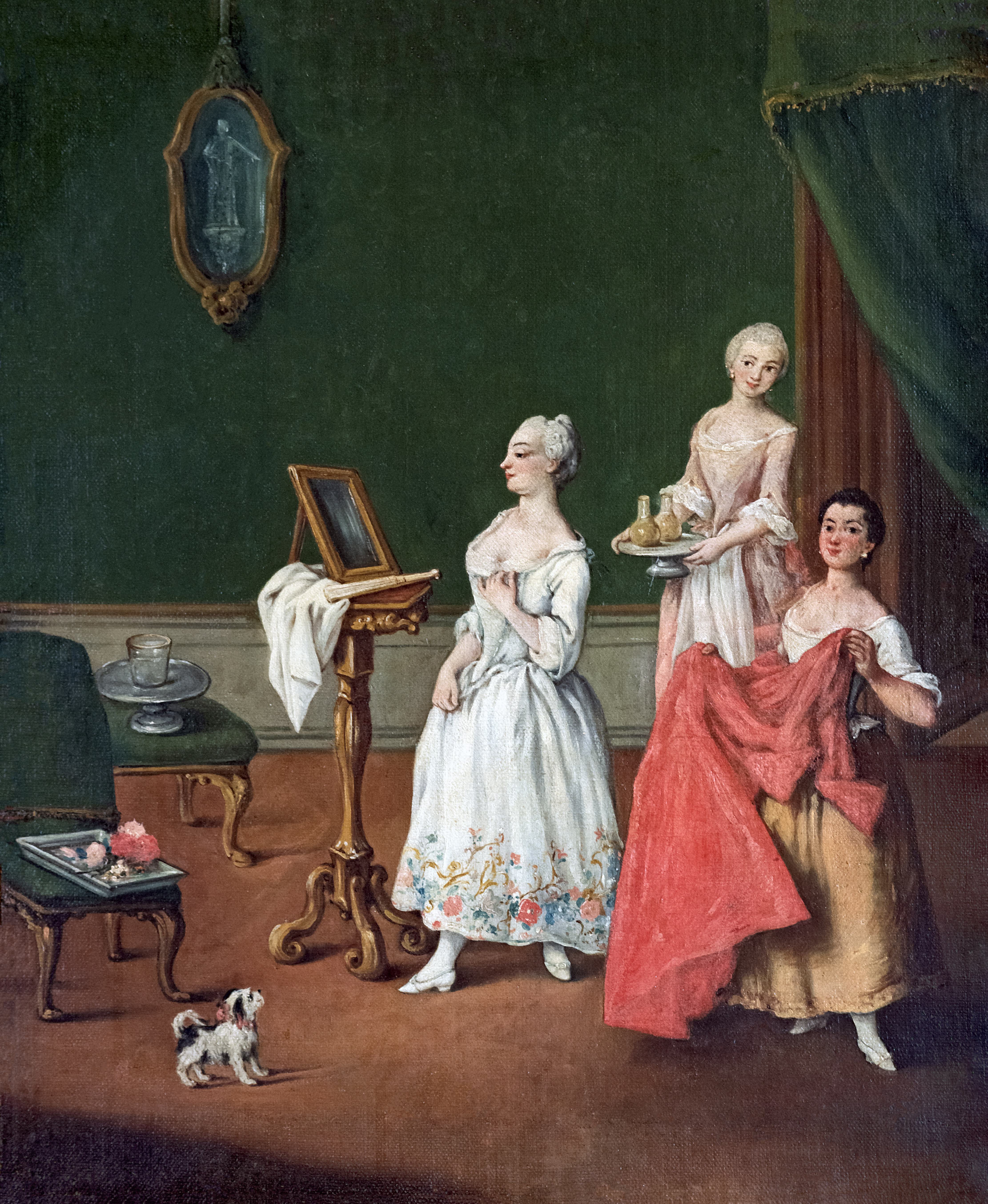
La toilette vers 1760
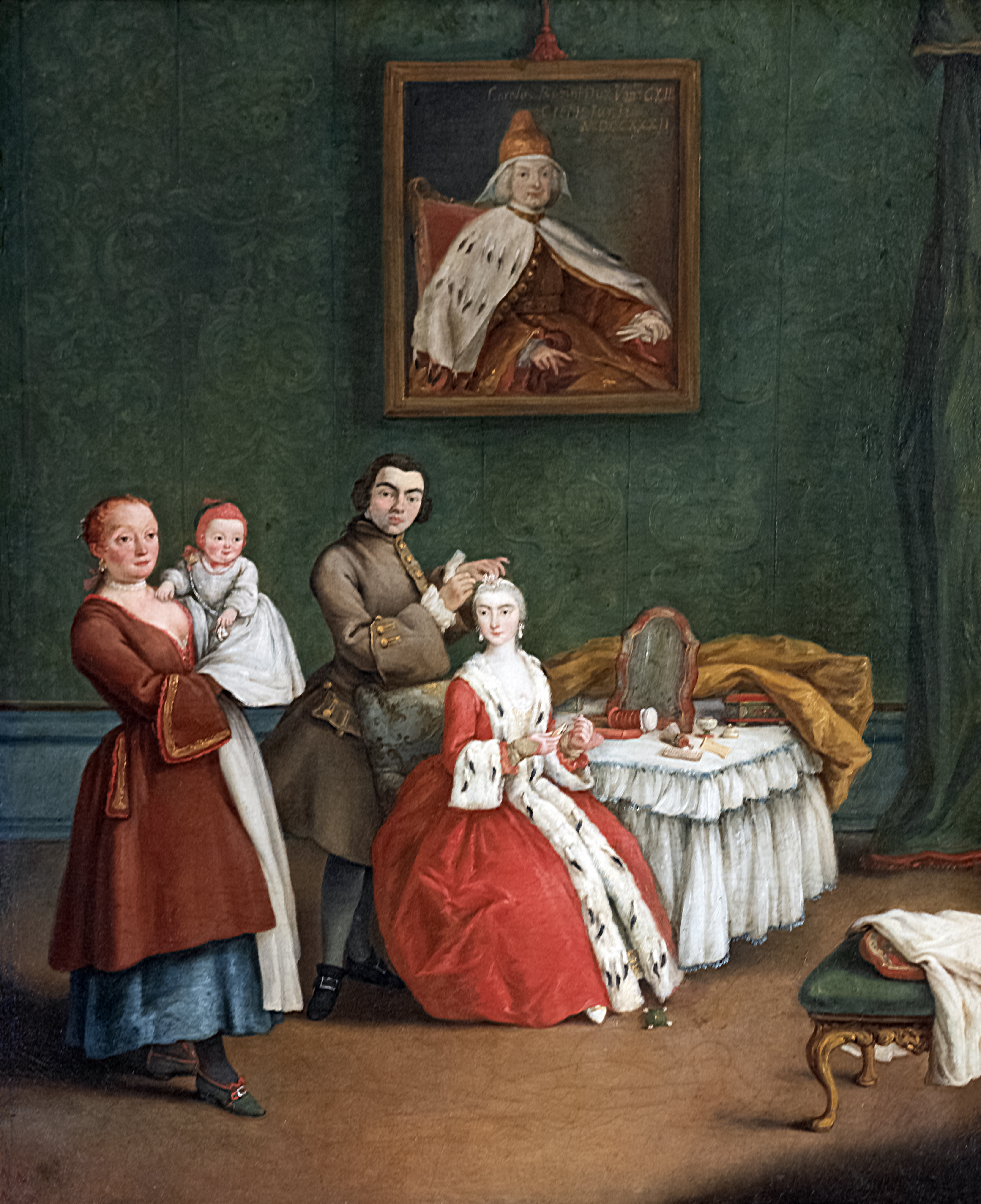
Le perruquier vers 1760
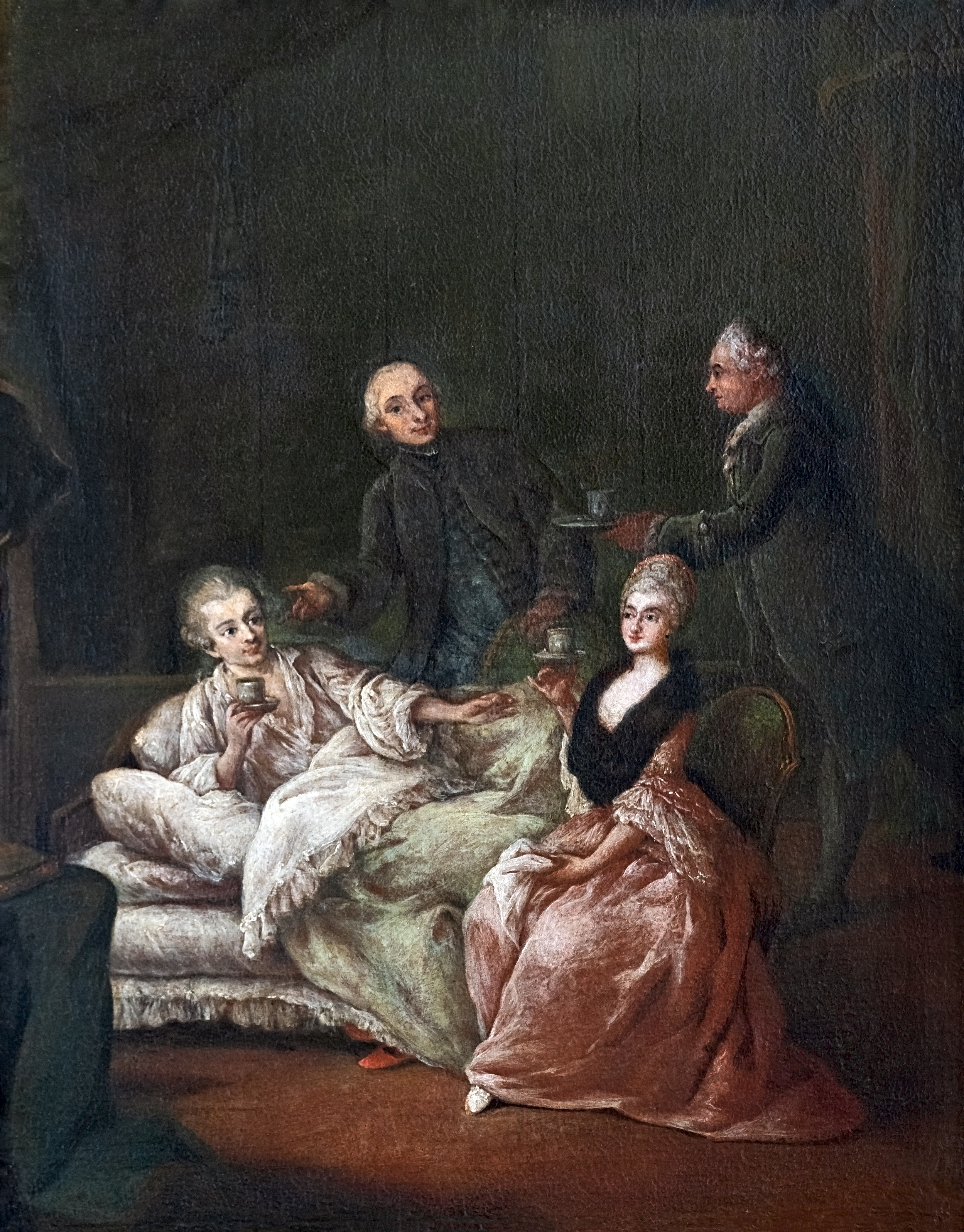
Visite au malade 1774
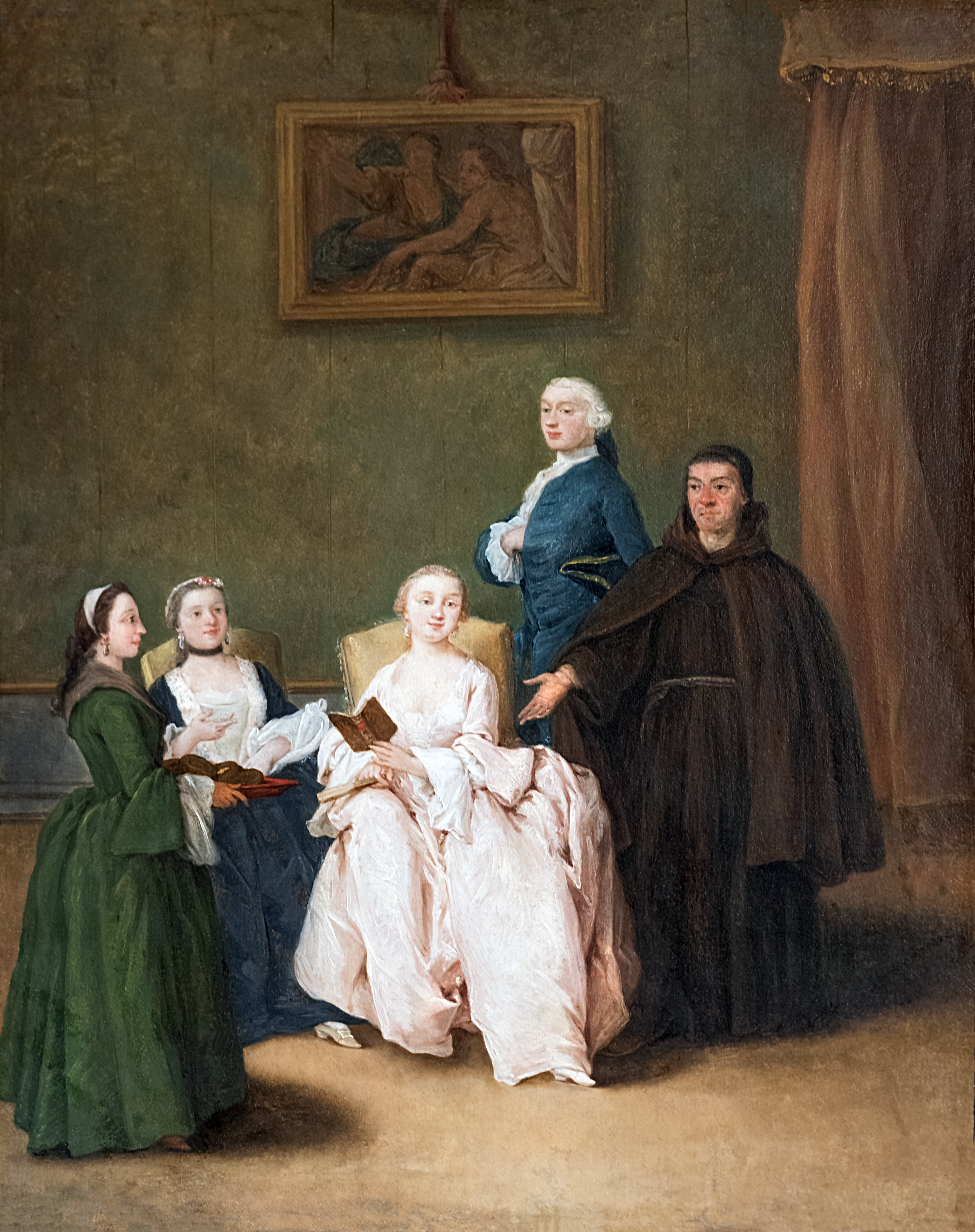
Visite d'un frère 1775
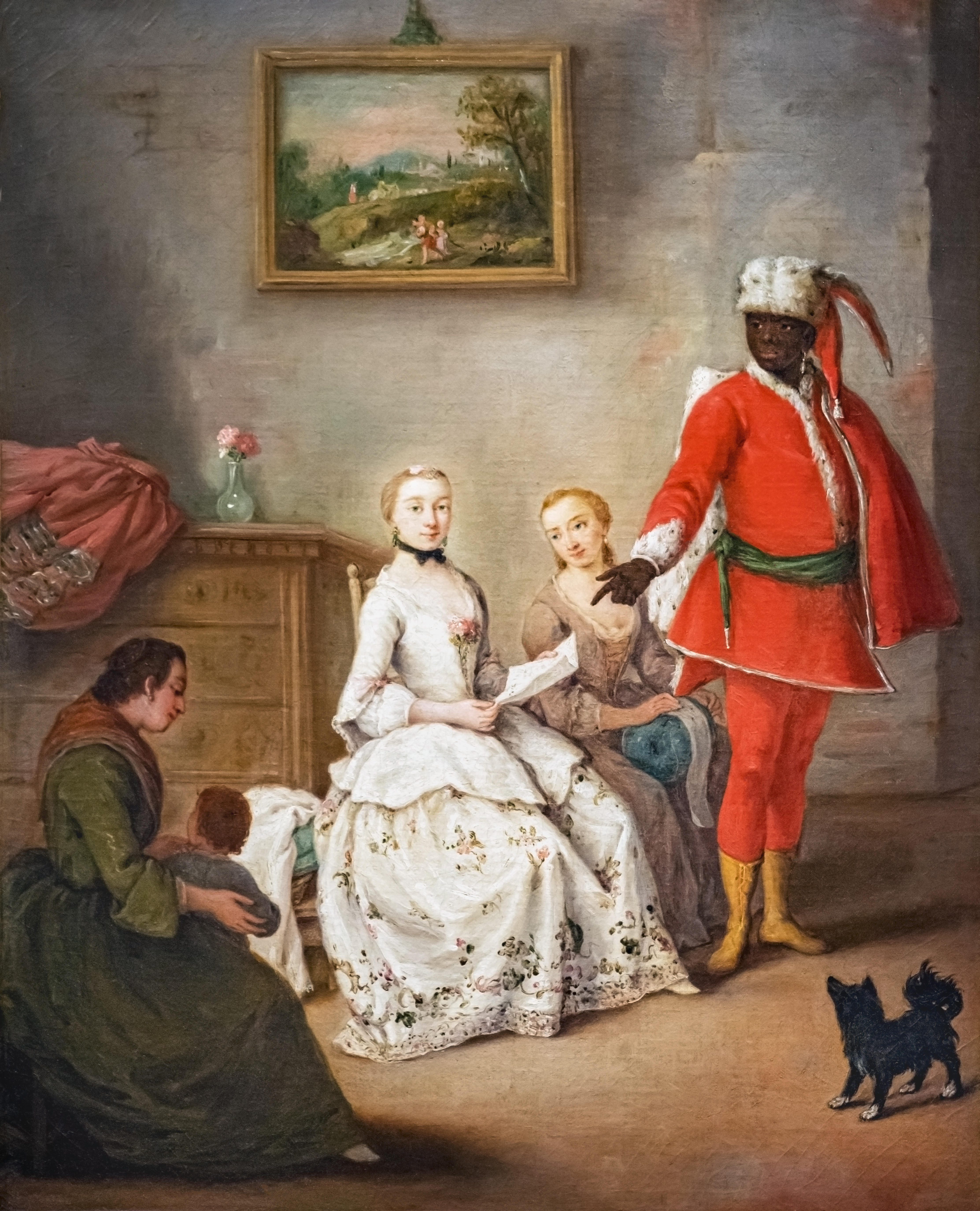
L'ambassade du maure 1751
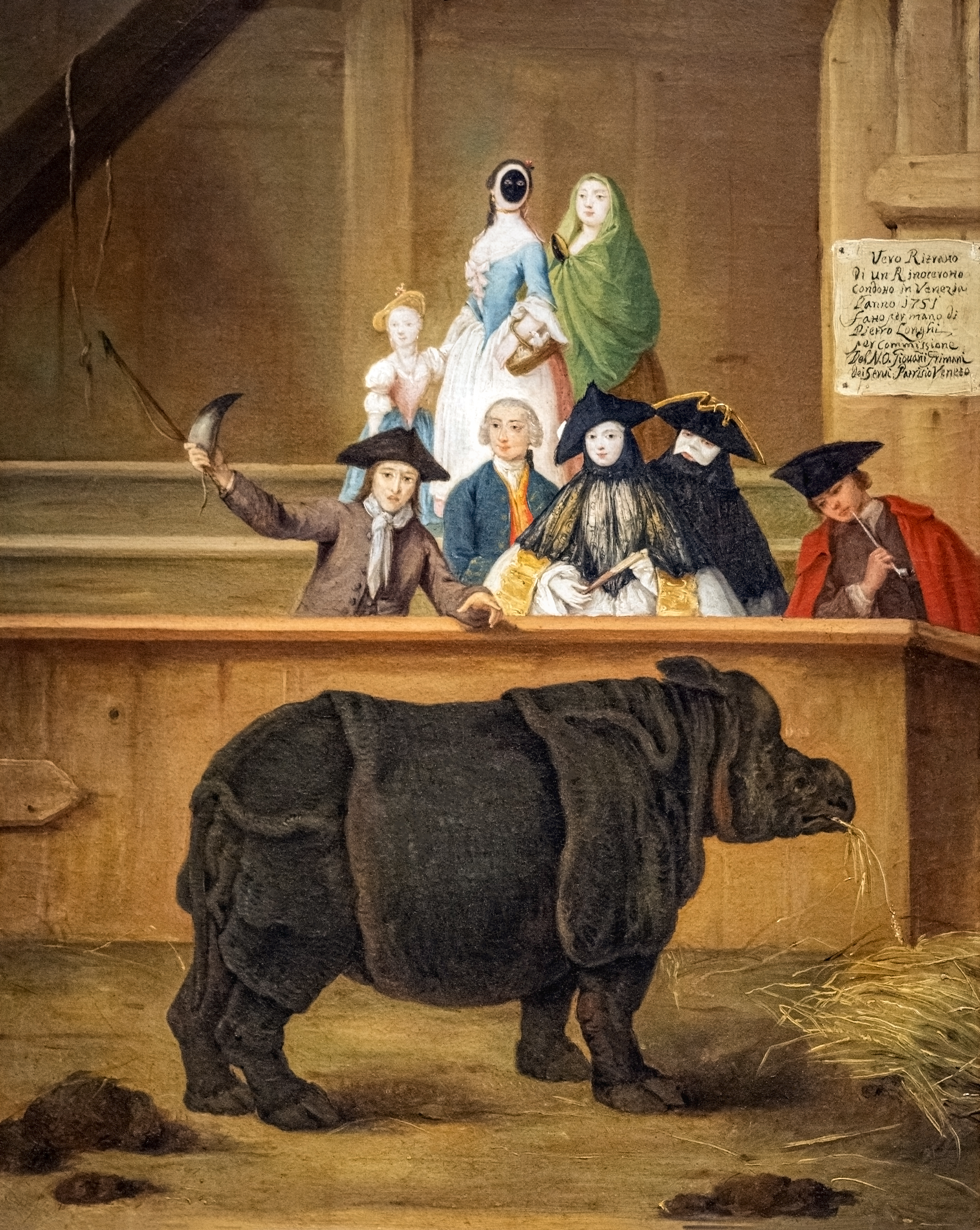
Le rhinocéros 1751
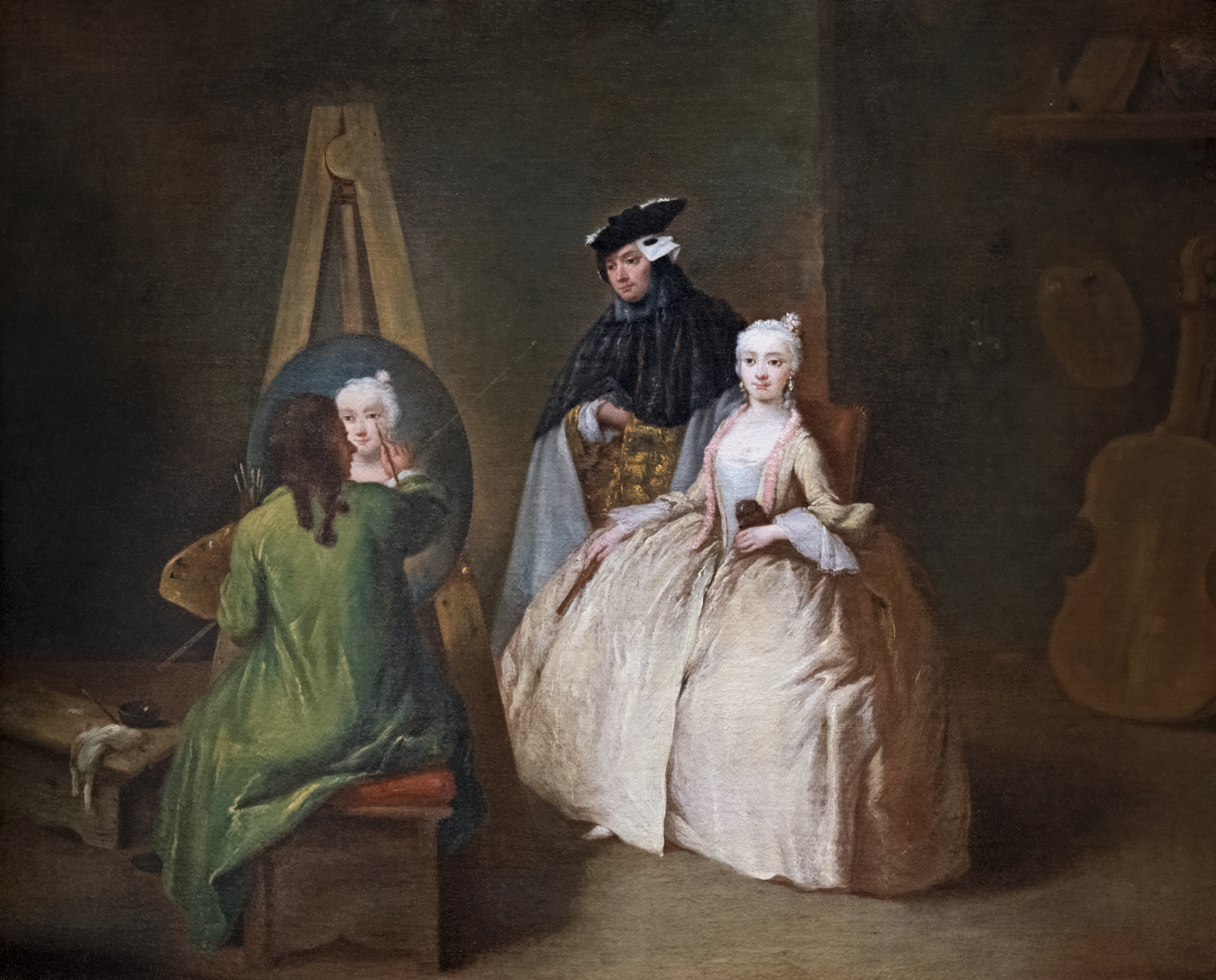
L'atelier du peintre 1740

#### Salle des laques vertes
La décoration de cette pièce (Sala delle Lacche Verdi) est un ensemble de meubles peints en vert et or, appelé Salotto Calbo-Crotta avec des motifs de chinoiserie, très en vogue à vénitienne au XVIIIe siècle. L'ensemble vient du Palazzo Calbo Crotta à Cannaregio. Au plafond de la salle se trouve la fresque du triomphe de Diana, de Giovanni Antonio Guardi, provenant du palais Barbarigo-Dabalà à Angelo Raffaele. L'œuvre allégorico-mythologique, créée dans les années 1850, est un parfait exemple du talent de l'artiste dans le style de rocaille, lumineux et plein de fantaisie. Les murs de la pièce sont décorés de vedute et de paysages.
- Paysage avec des moines et des voyageurs et Paysage avec moulin et blanchisseuses par Marco Ricci graveur et peintre italien de vedute. Principal initiateur du paysage vénitien au XVIIIe siècle.
- Caprice avec une arche et Caprice avec la fontaine de Neptune de Luca Carlevarijs.
- Paysage avec marine et Paysage avec une caravane par Johann Anton Eismann un peintre autrichien né à Salzbourg et actif à Vérone et à Venise. Il peint principalement des scènes de genre de port et de bataille. Il est mort à Venise en 1698.
- Paysage avec une cascade et Paysage avec une marine par Jacob de Heusch peintre néerlandais du siècle d'or. Il est connu pour ses peintures de paysages italianisants.
- De Giuseppe Zais déjà rencontré dans d'autres salles : Paysage, Paysage avec bergers, Paysage à la traite et Paysage avec repos au torrent.

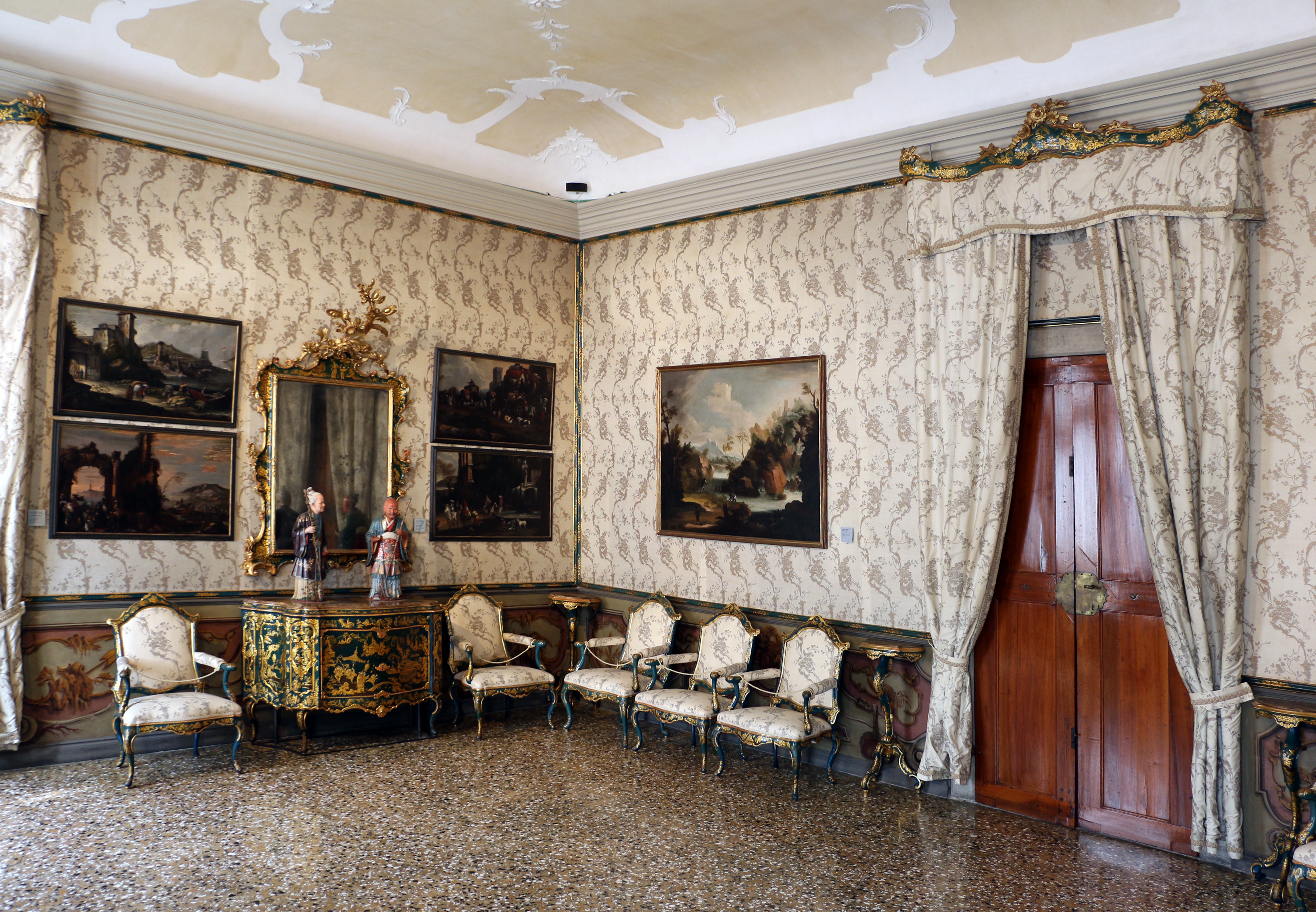
Salle des laques vertes
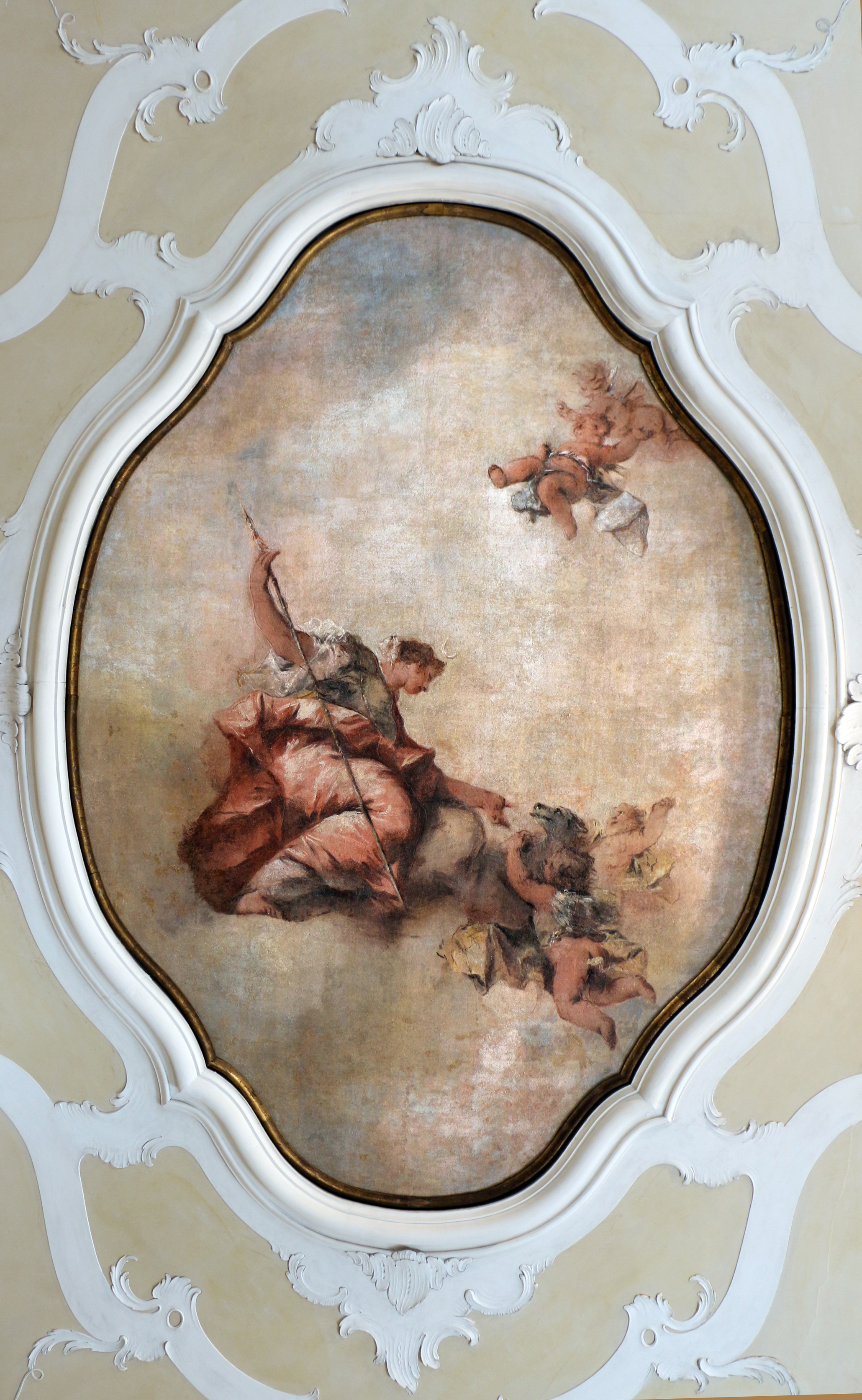
Le triomphe de Diana
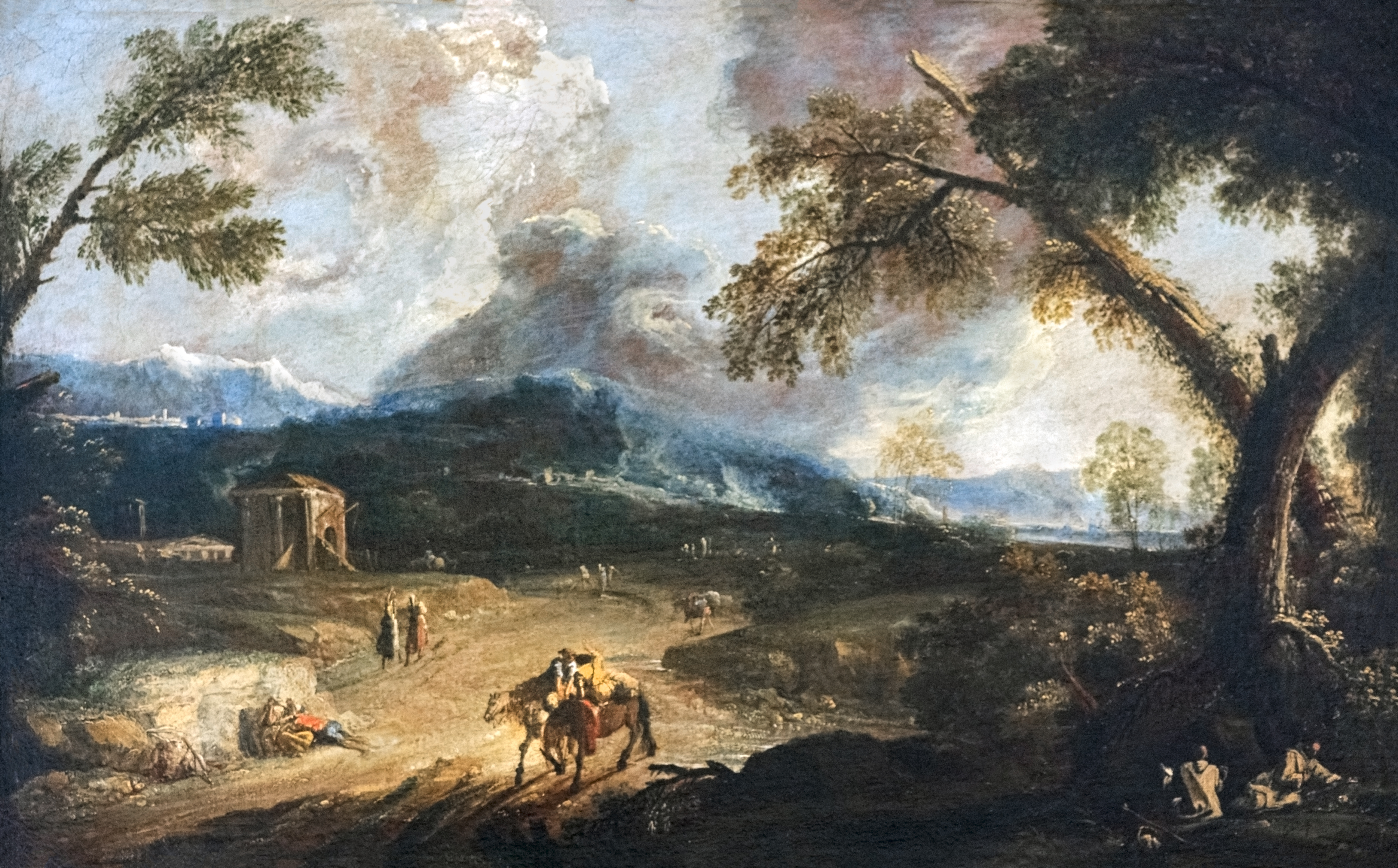
Paysage avec des moines et des voyageurs par Marco Ricci
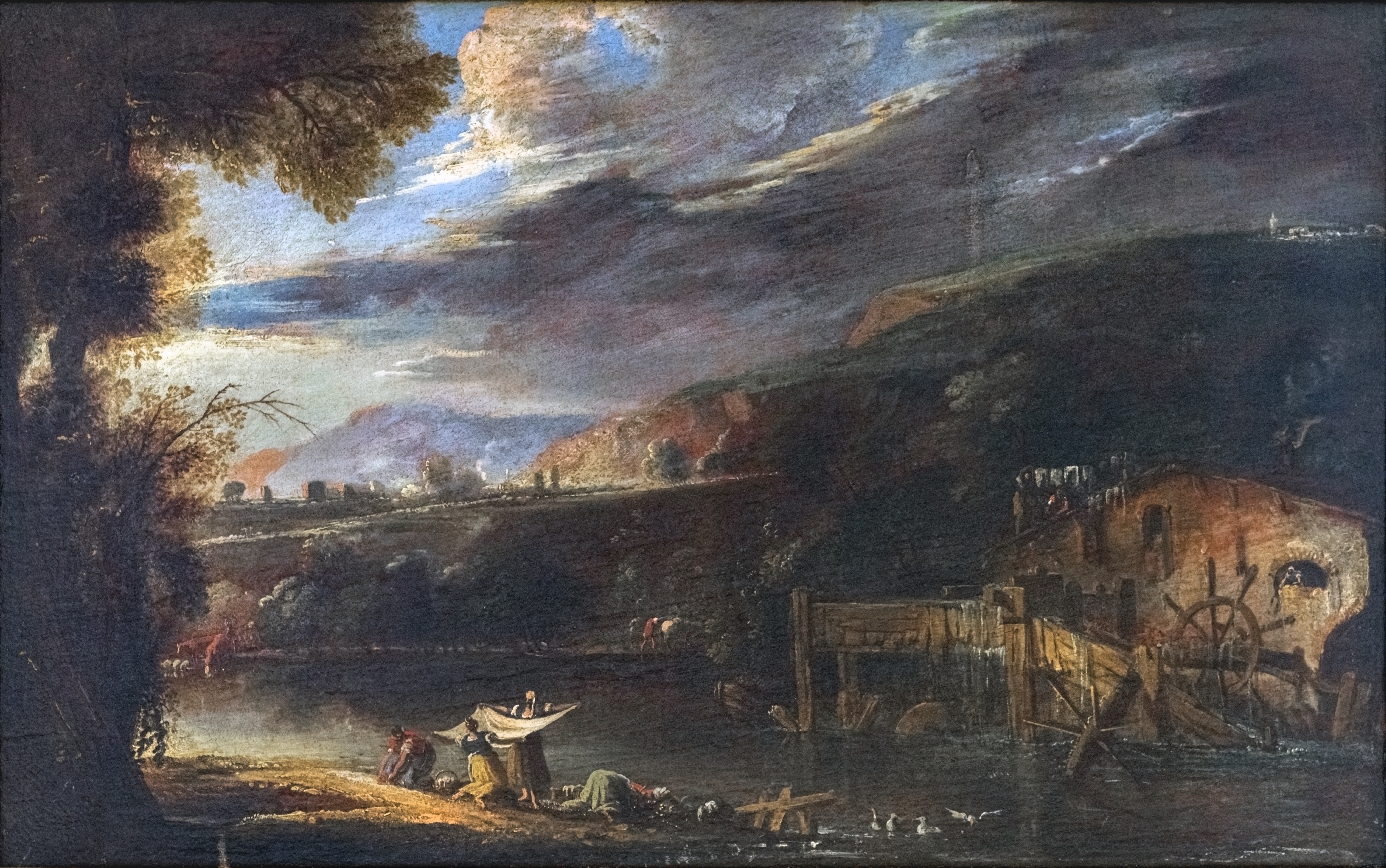
Paysage avec moulin et blanchisseuses par Marco Ricci
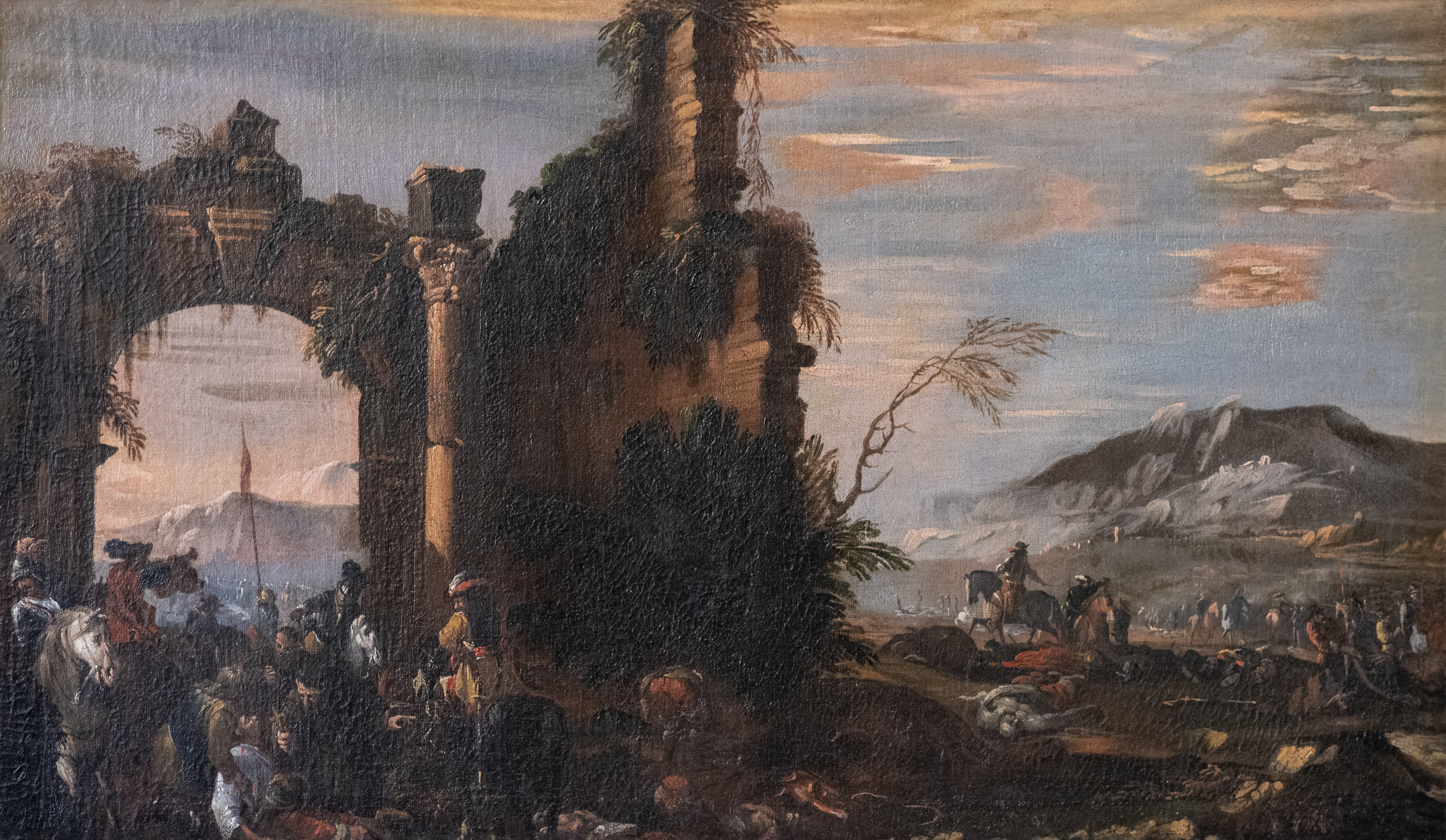
Caprice avec une arche par Luca Carlevarijs
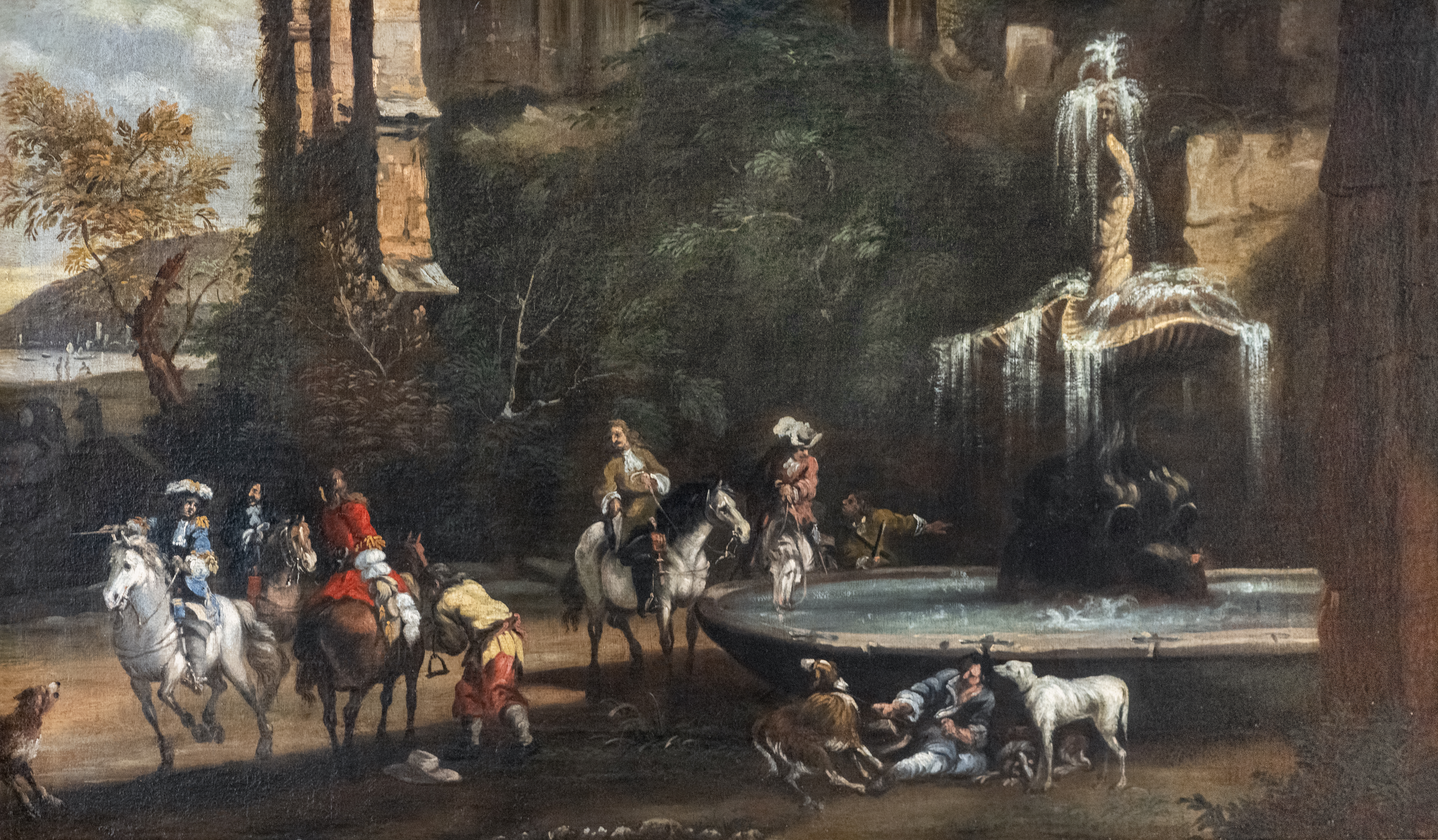
Caprice avec la fontaine de Neptune par Luca Carlevarijs
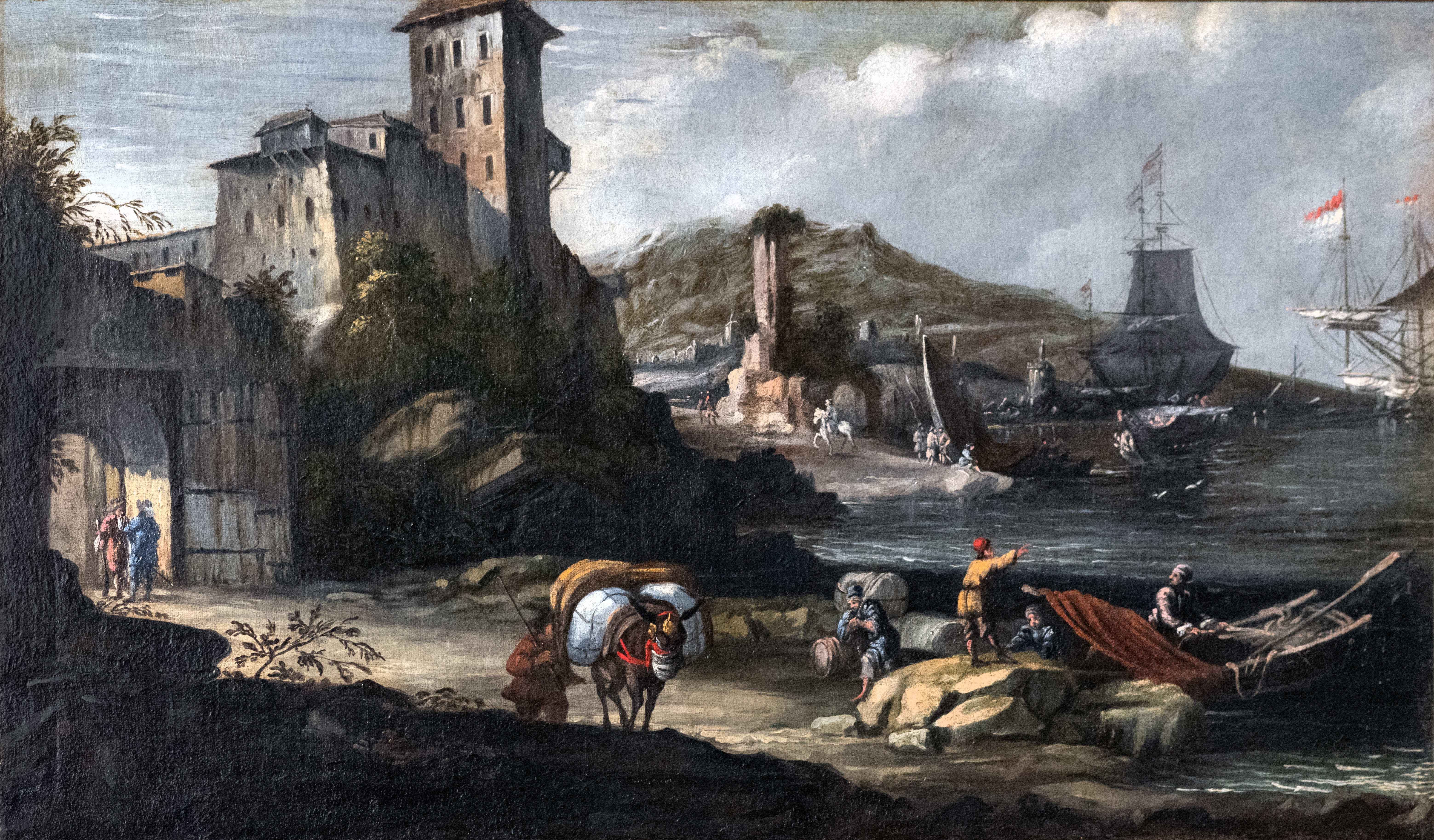
Paysage avec marine par Johann Anton Eisman
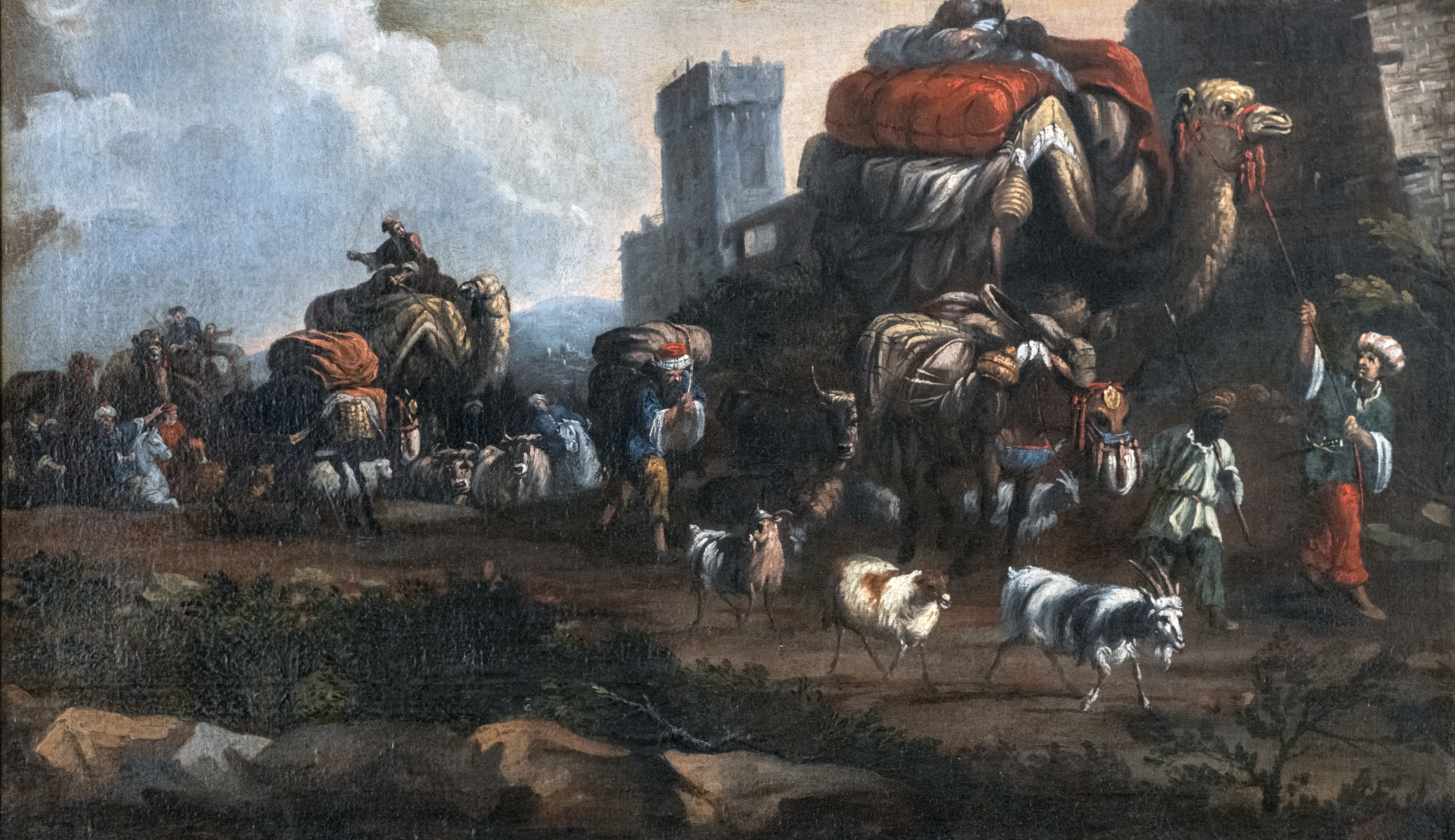
Paysage avec une caravane par Johann Anton Eisman
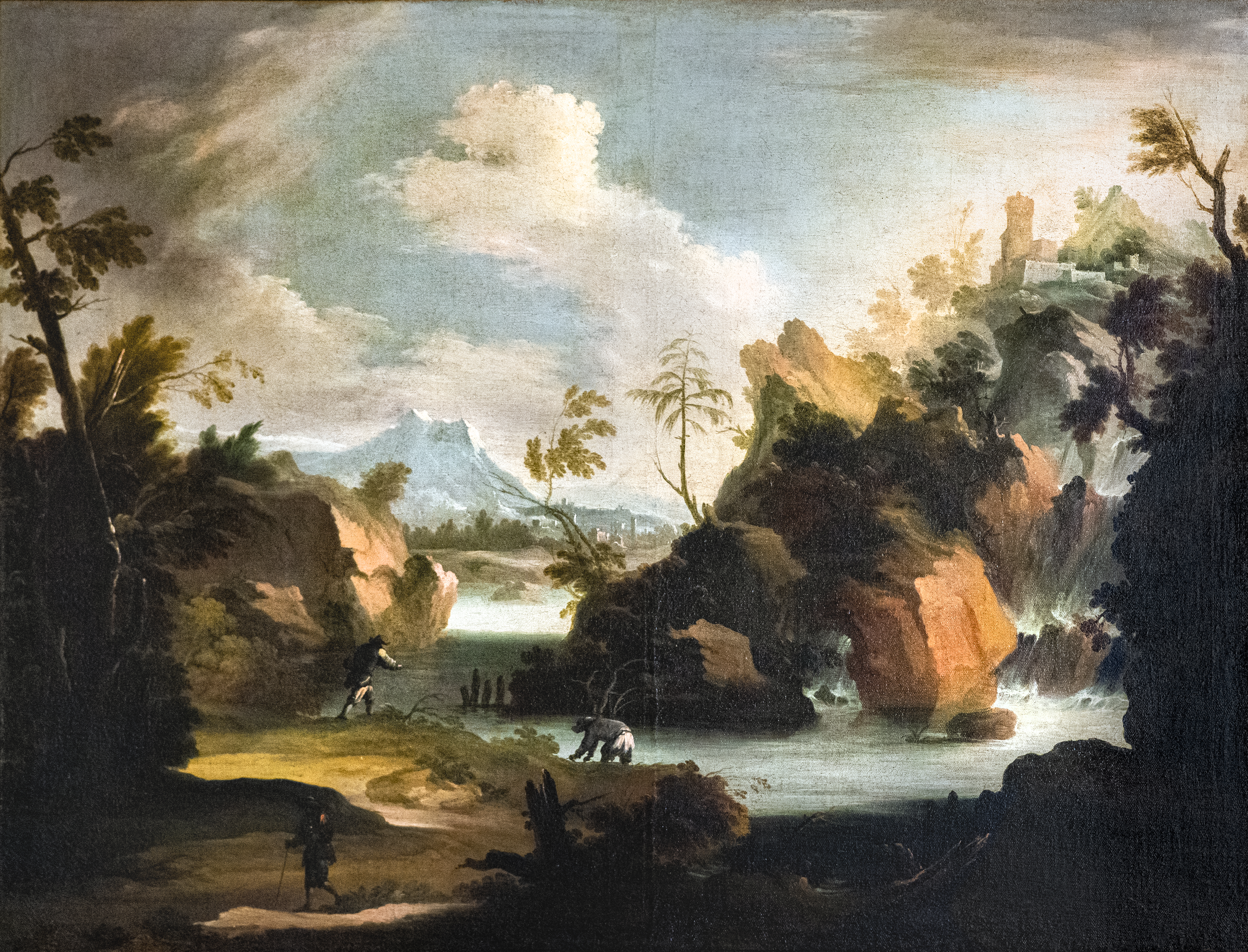
Paysage avec une cascade par Jacob de Heusch
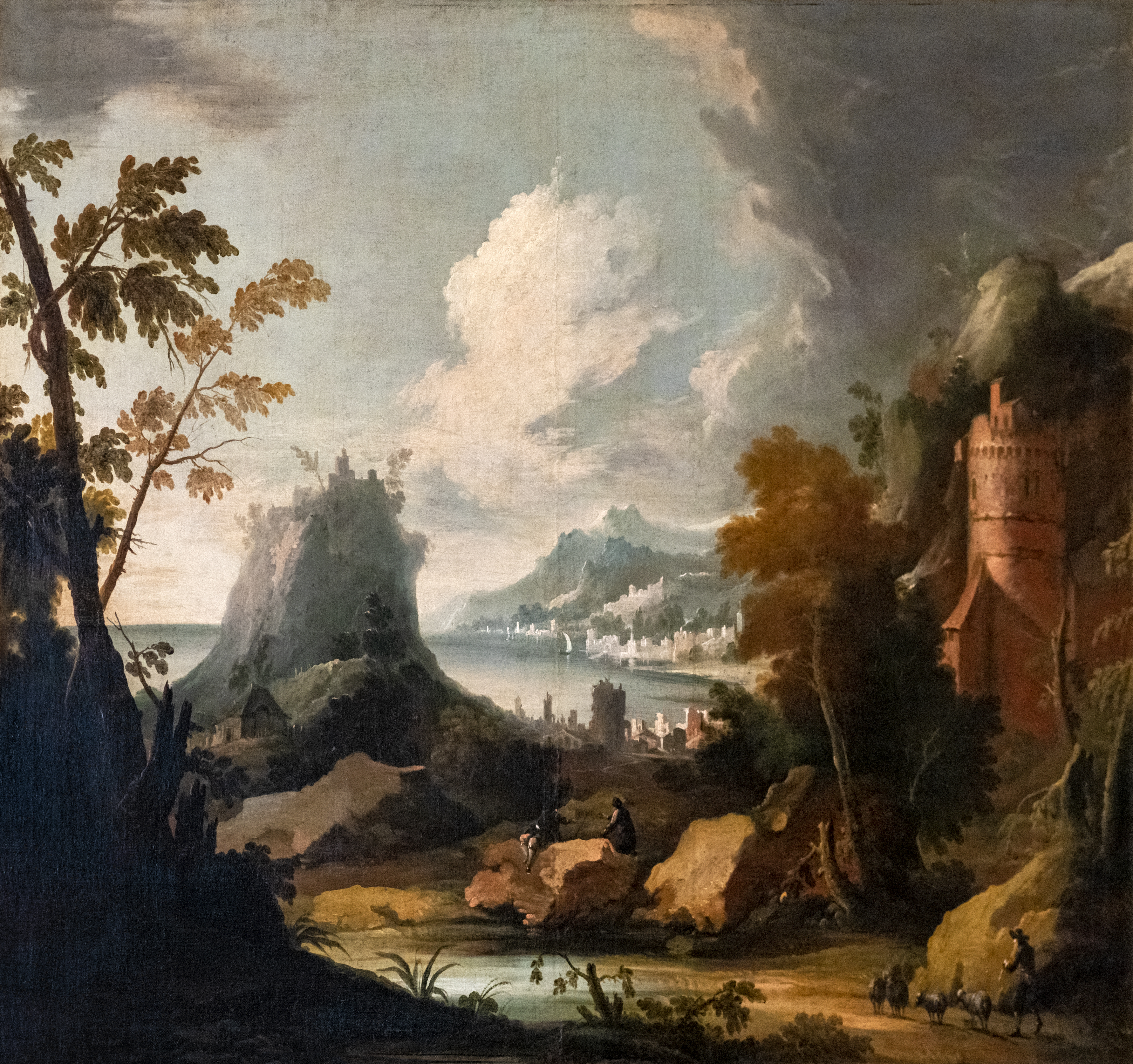
Paysage avec une marine par Jacob de Heusch
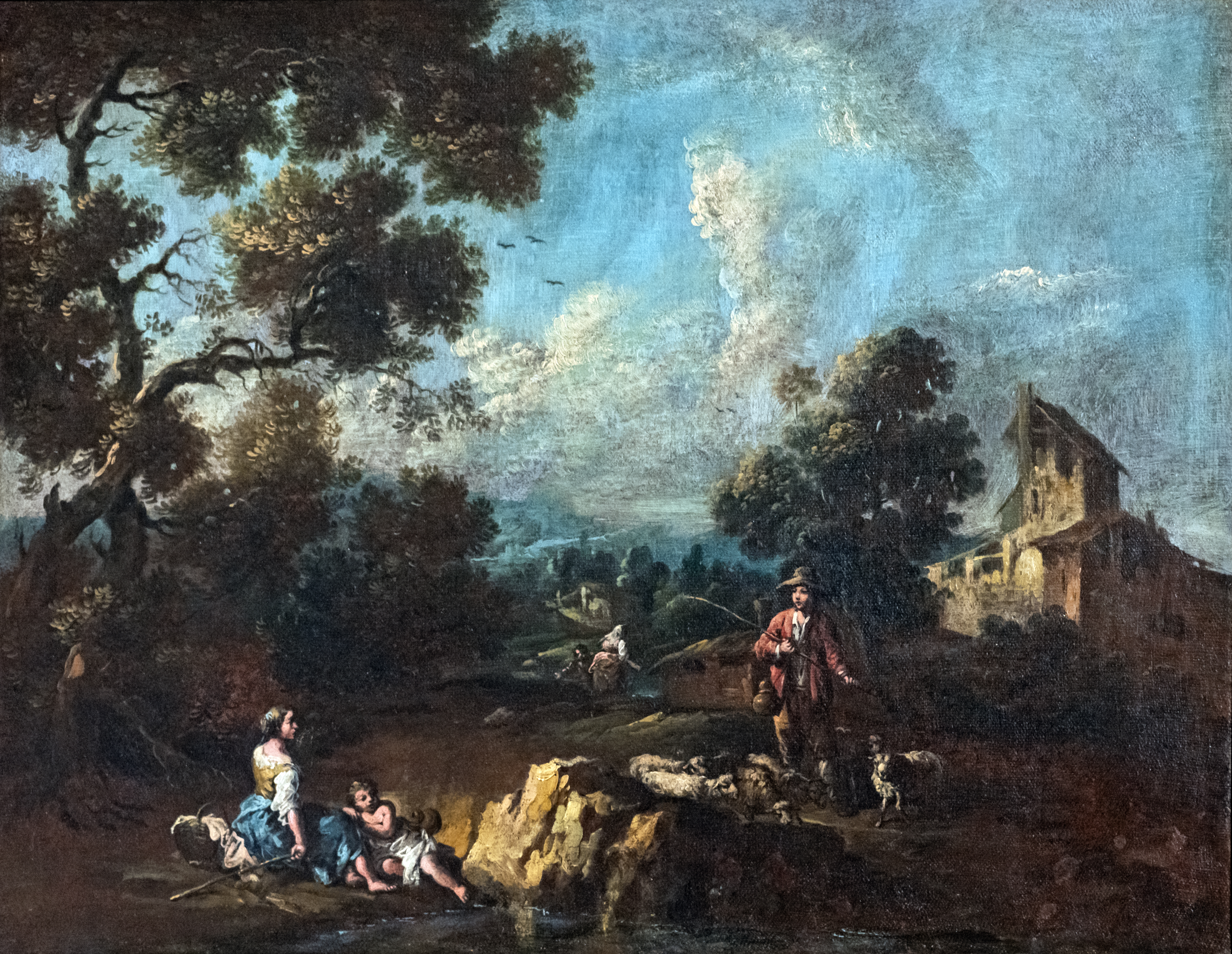
Paysage avec bergers par Giuseppe Zais
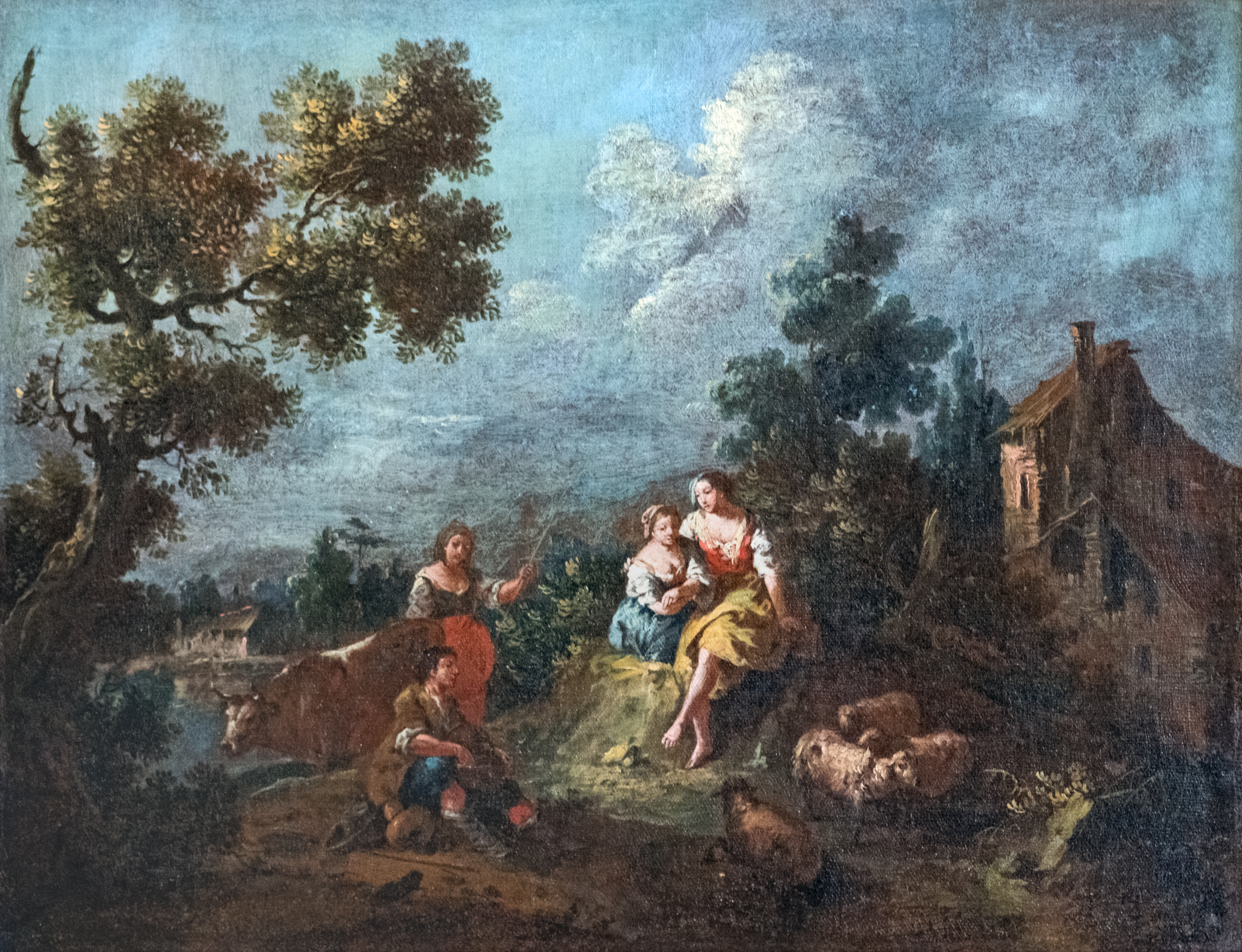
Paysage par Giuseppe Zais
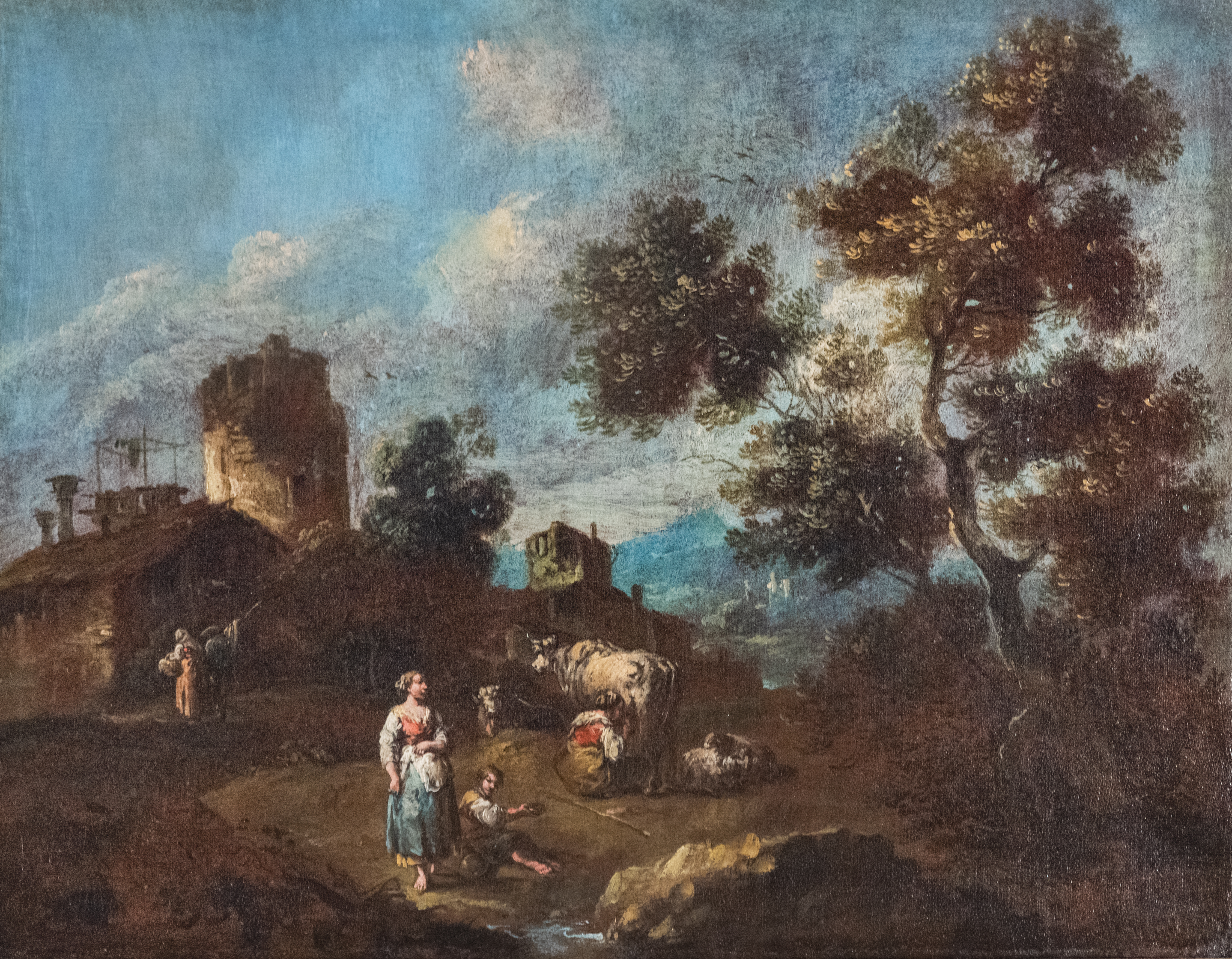
Paysage à la traite par Giuseppe Zais
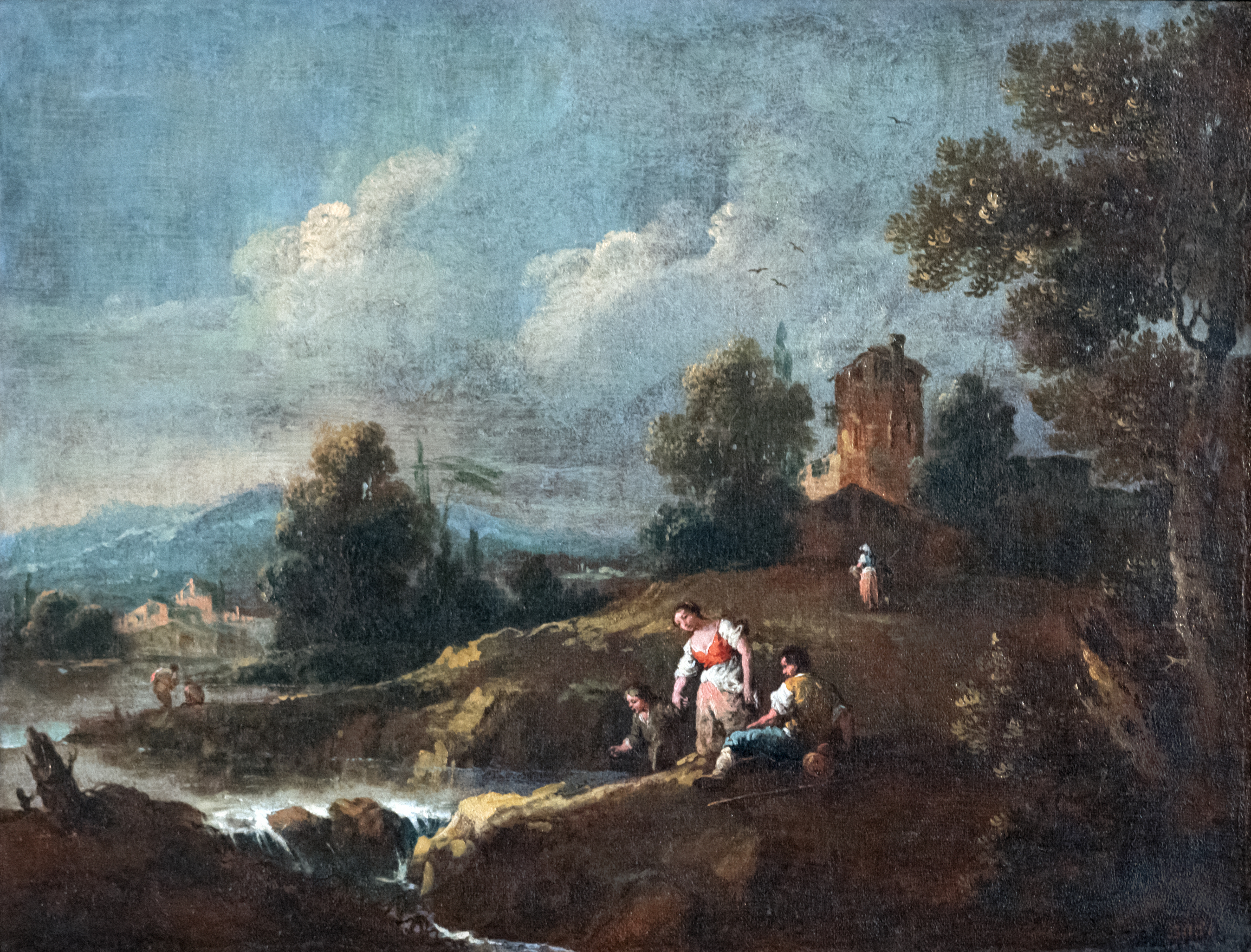
Paysage avec repos au torrent par Giuseppe Zais

#### Giandomenico Tiepolo à Zianigo
Dans cette salle consacrée à la Villa italienne de Zianigo, une série de fresques a été exposée. Peinte par Giovanni Domenico Tiepolo entre 1759 et 1797 pour sa villa, qui existe encore à Zianigo, un village situé près de Venise. Presque toutes les fresques ont été retirées de la villa en 1906 pour être vendues en France. Toutefois, les exportations ont été bloquées par le ministère de l'Éducation, après quoi elles ont été achetées par le conseil municipal de Venise et l'État italien. En 1936, elles ont été transférées à Ca 'Rezzonico, où elles ont été reconstruites et exposées. En 1999, l'ensemble a été restauré par Ottorino Nonfarmale, grâce au soutien de la Fondation internationale de Venise.
Le Corridor
Dans le couloir menant à la salle, sur le mur de gauche une scène de la Jérusalem Libérée du Tasse : Renaud qui abandonne le jardin d’Armide par Giandomenico Tiepolo, qui se trouvait au rez-de-chaussée de la villa de Zianigo. Sur le mur droit du vestibule deux toiles de Nicolò Bambini : Achille et les filles de Licomede et L'enlèvement des Sabines; surmontant ces deux toiles L’apothéose de Venise de Francesco Fontebasso; à droite une Allégorie de l'été; sur le mur du fond : Faucon poursuivant une volée de moineaux en fuite de Giandomenico Tiepolo.

Achille et les filles de Licomede par Nicolò Bambini
L'enlèvement des sabines par Nicolò Bambini
Apothèose de Venise par Francesco Fontebasso
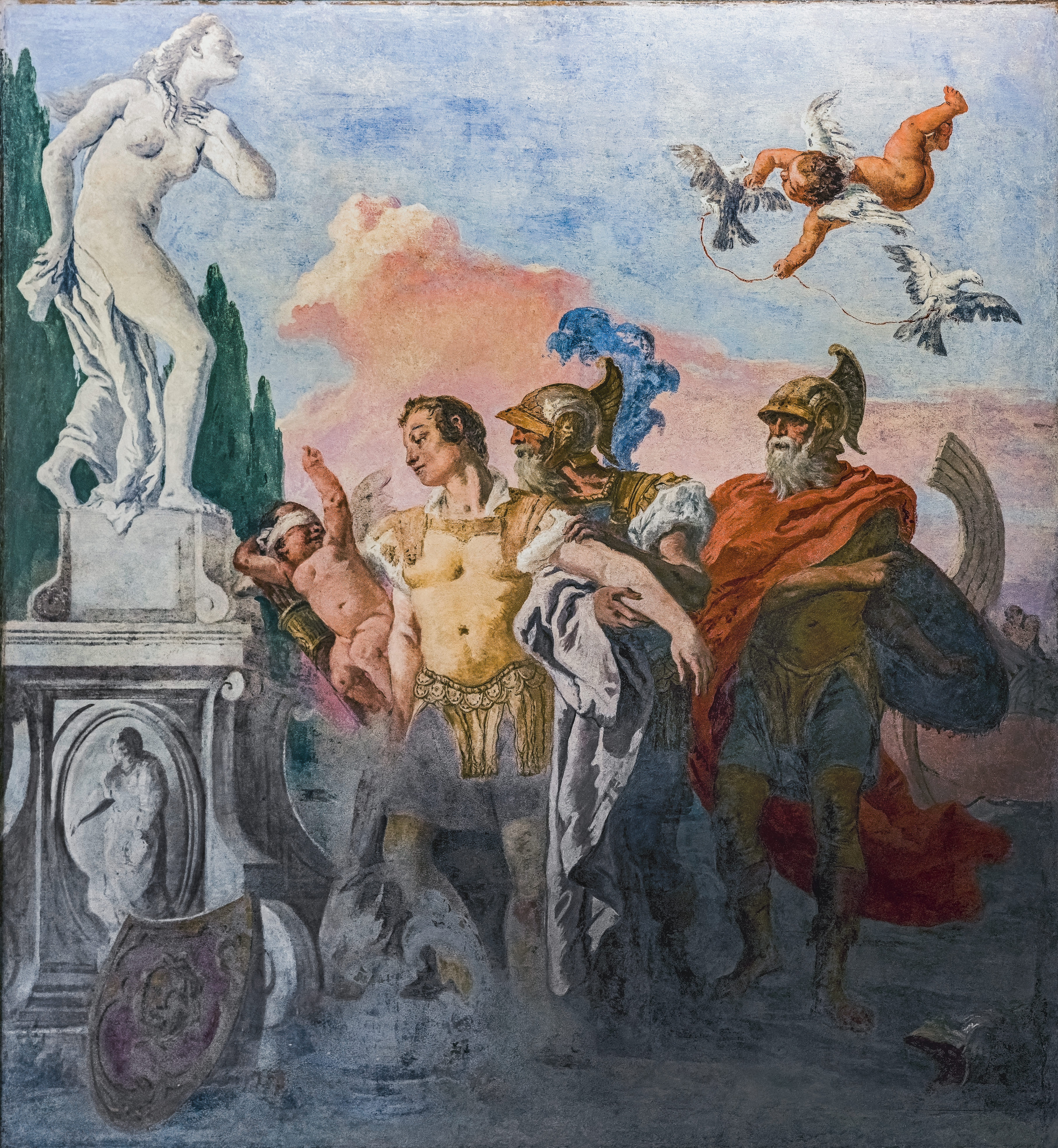
Renaud qui abandonne le jardin d’Armide
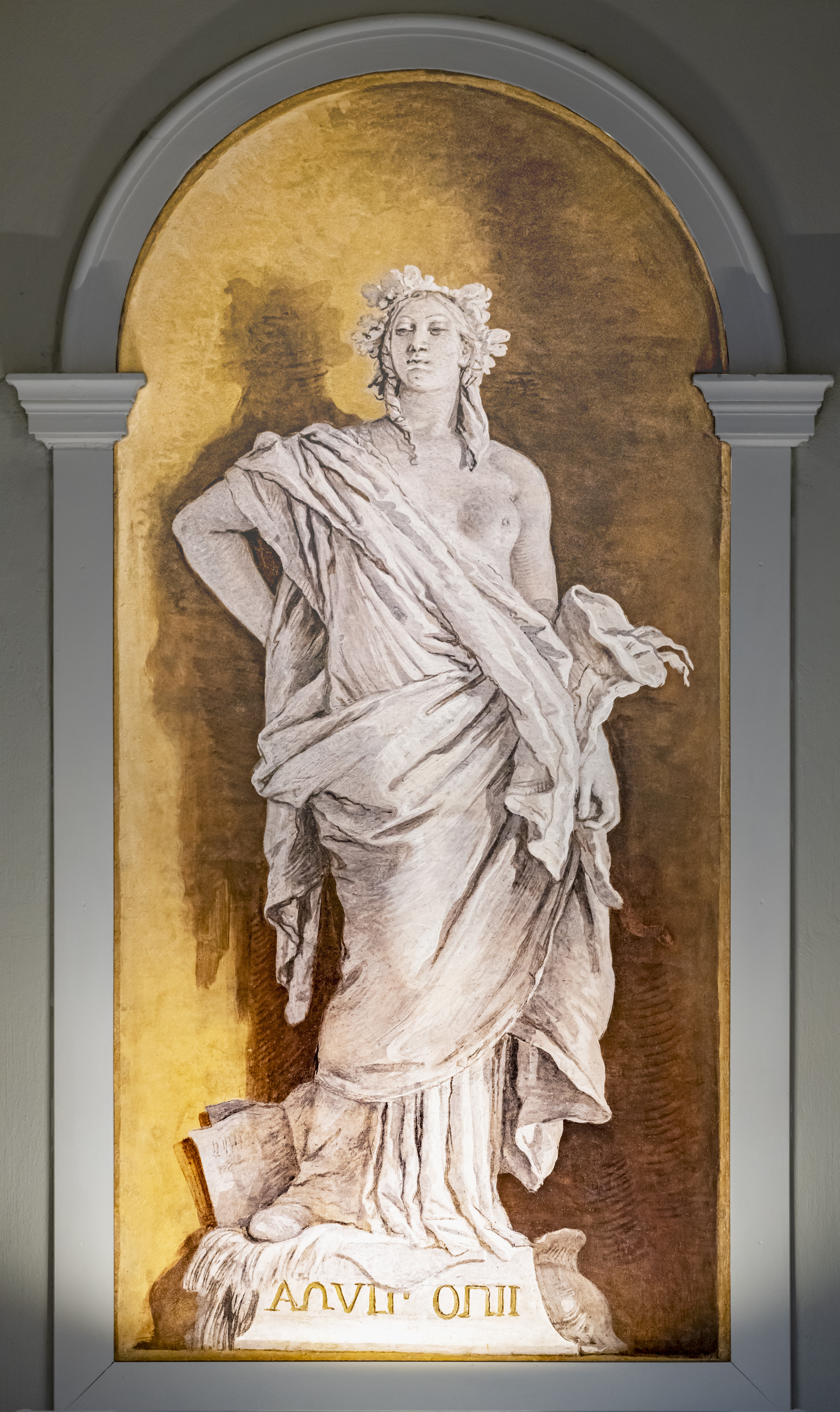
Allégorie de l'abondance
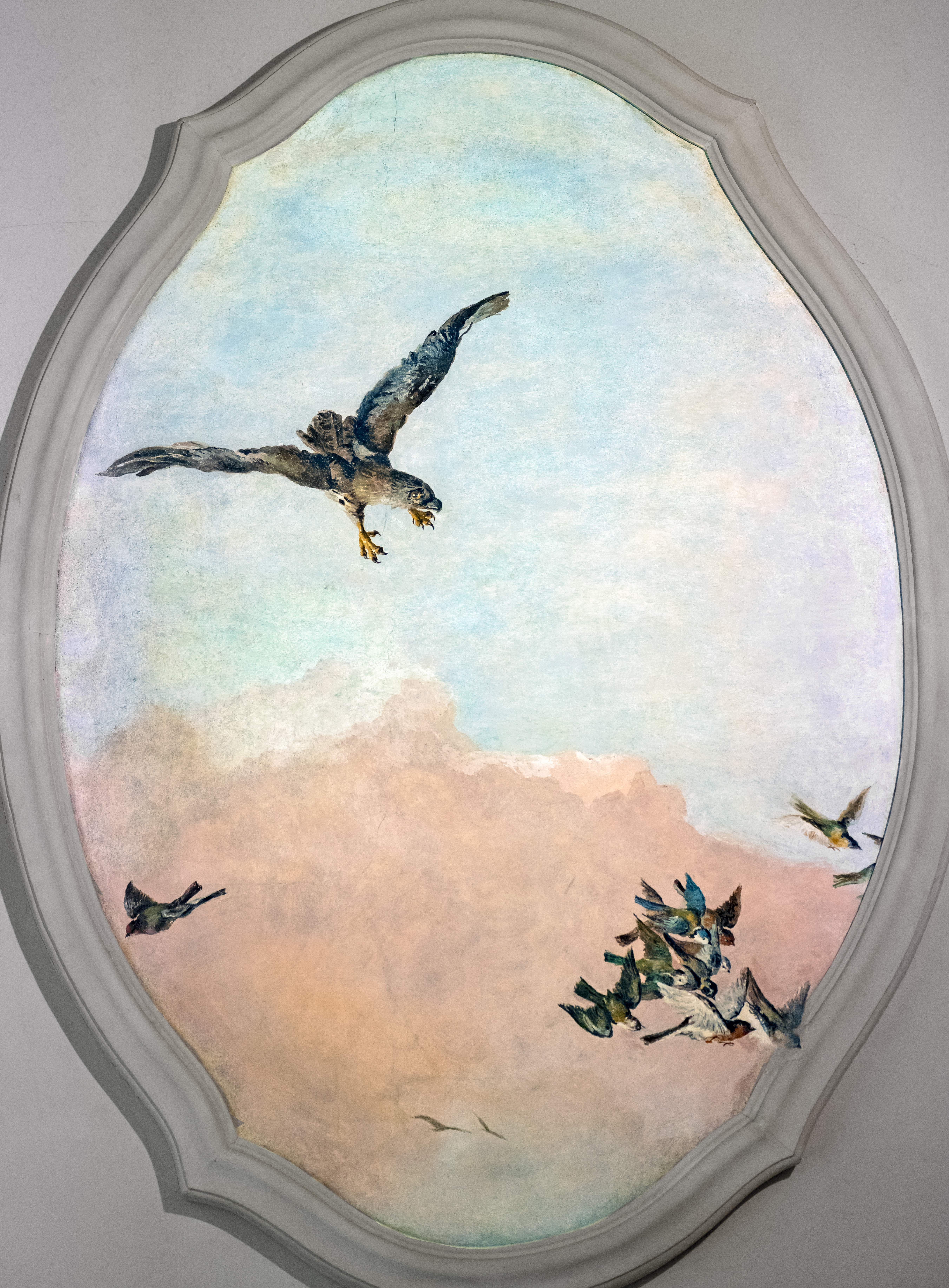
Faucon poursuivant une volée de moineaux en fuite

Le cycle du Mondo Novo
Le plus célèbre des groupes de fresques est signé et daté de 1791. Parmi les personnages complétant des œuvres individuelles, l'artiste a placé, selon certains, lui-même et son père. En face de la série du Nouveau monde, il y a deux œuvres contemporaines: Menuet à la villa et Promenade . Sur le plafond de la salle se trouve l'une des premières œuvres de l'artiste, Le triomphe des Arts, daté d'avant 1762.
La chambre des satyres
Plusieurs fresques en grisaille montrent des satyres et de scènes de bacchanales ayant pour sujet des faits historiques mythologiques, et allégoriques. Le plafond est rehaussé par une grande frise rectangulaire avec scène de l'histoire romaine datée de 1759, alors que les autres scènes monochromes remontent à 1771. Les autres grisailles illustrent : La danse des satyres , La balançoire du satyre (ce thème sera repris quelques années plus tard pour le cycle des polichinelles) et un Centaure qui enlève une Satyre.

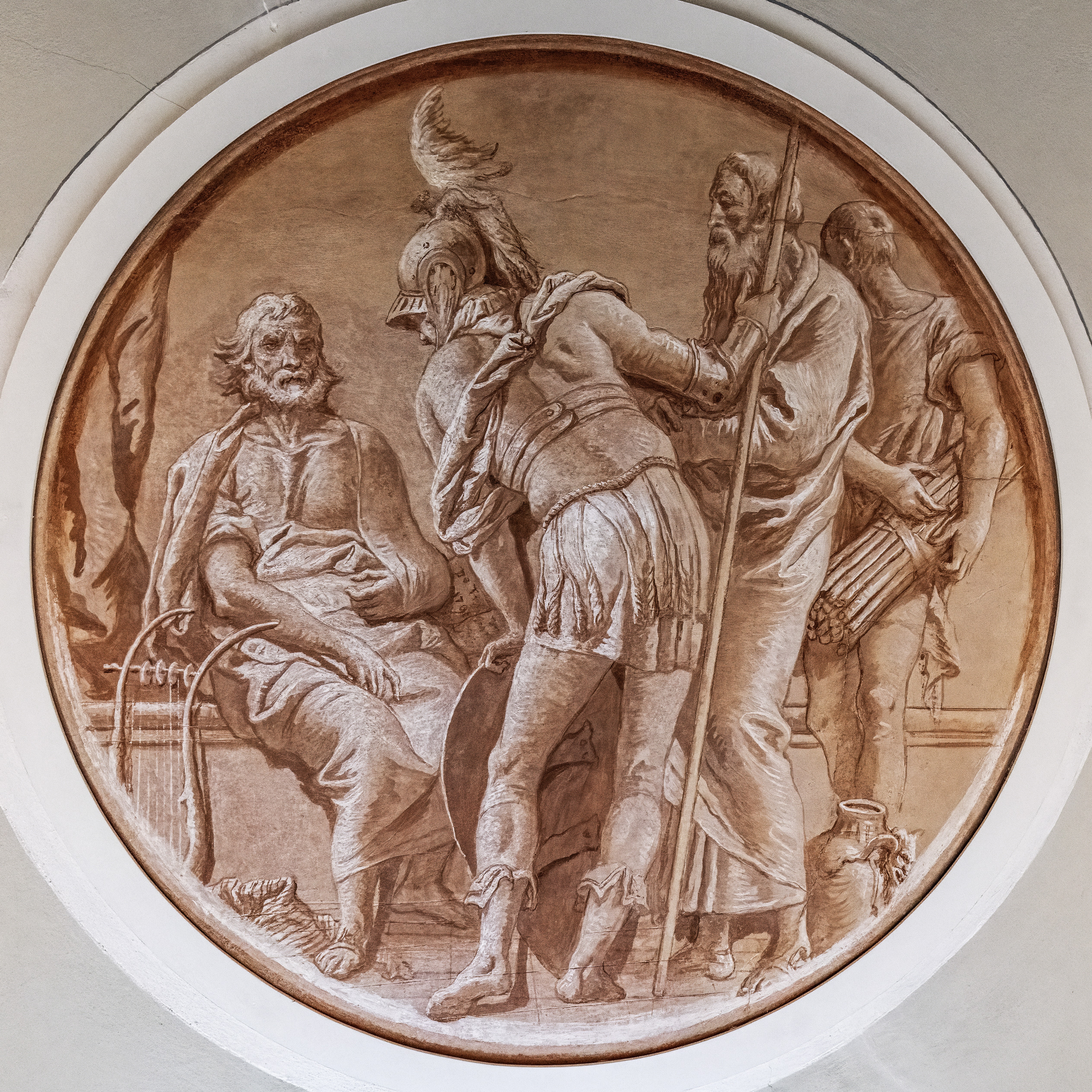
Rhapsode

La pièce des polichinelles
Elle regroupe les fresques des scènes de la vie de Pulcinella (Polichinelle). C’est la dernière œuvre réalisé pour Zianigo par Giandomenico Tiepolo et c’est aussi la plus célèbre de tout le cycle. On peut voir : Pulcinella et les acrobates, Pulcinella amoureux, le repos des polichinelle, et Le baraquement des saltimbanques; au plafond la célèbre fresque ovale avec la balançoire de Polichinelle de 1793. Même dans les grisailles il peint des scènes mineures mentant en scène Pulcinella. Dans les dernières années de sa vie, Giandomenico est littéralement obsédé par cette figure qu’il peint sur les murs de sa maison et dans des dizaines de dessins rassemblés dans un album, aujourd’hui démembré et dispersé dans des collections publiques et privées.
La chapelle
Reconstitution de la chapelle de la villa de Zianigo. Au dessus de l'autel une Vierge à l'enfant, adorée par saint Jérôme Emilien et par Saint Jacques; en face un portrait de saint Jérôme Émilien, avec des menottes représentant son emprisonnement en 1511 par des soldats du Saint Empire romain germanique et sa libération, selon la légende, à travers l'intervention de la Vierge Marie; tous deux par Giandomenico Tiepolo.

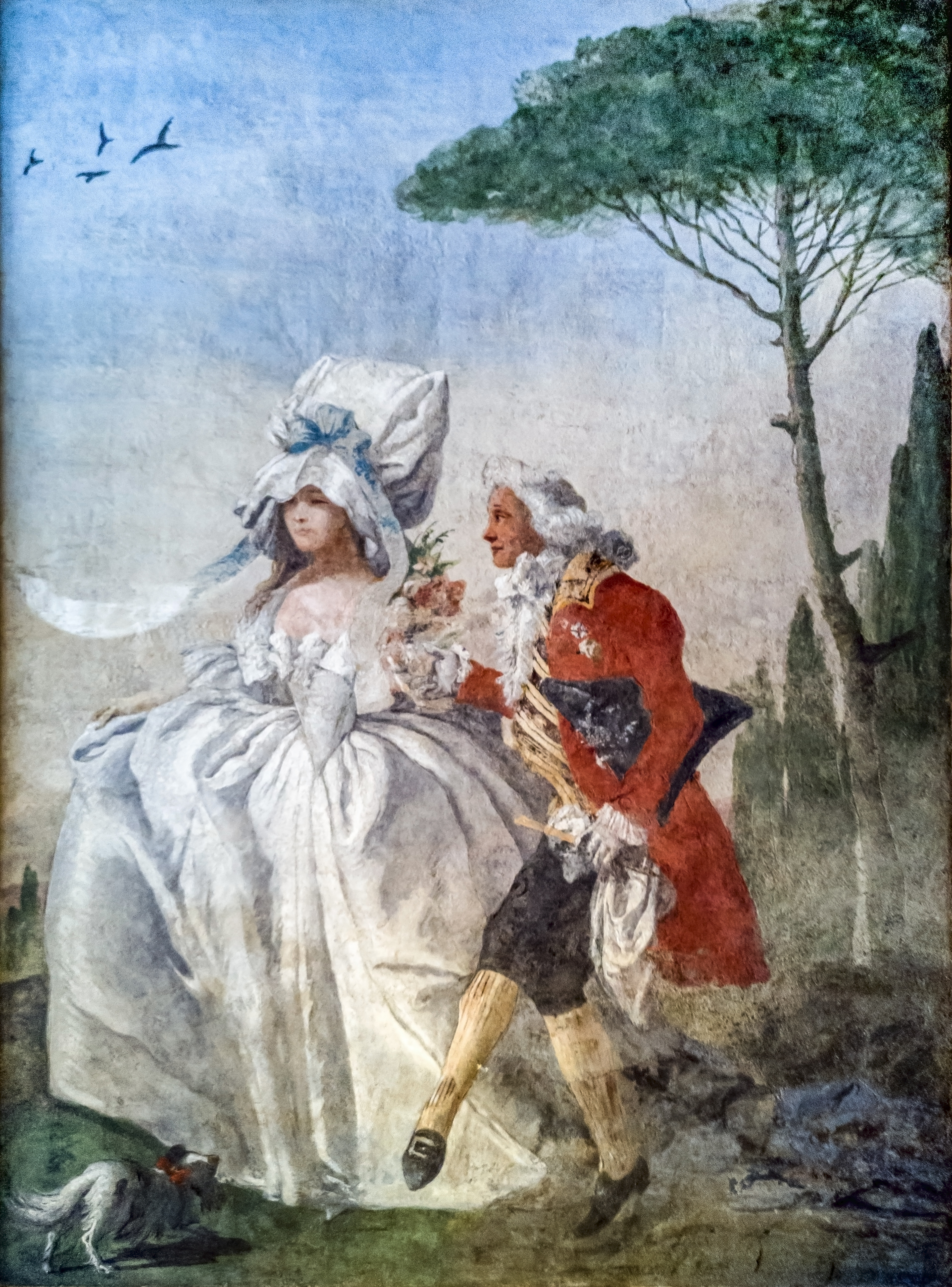
Le Menuet à la Villa
La fresque du plafond du Mondo Novo
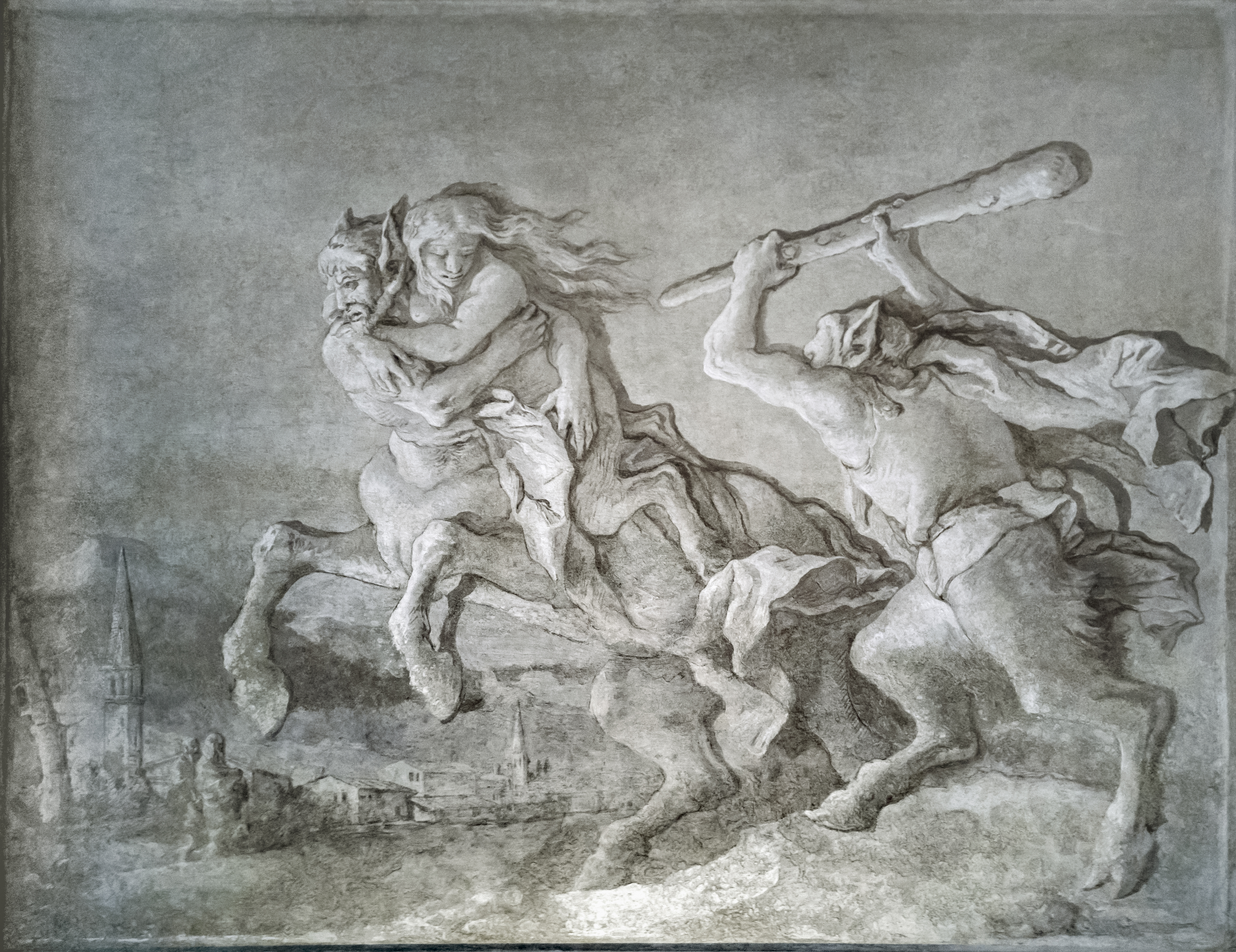
Centaure enlevant une satire
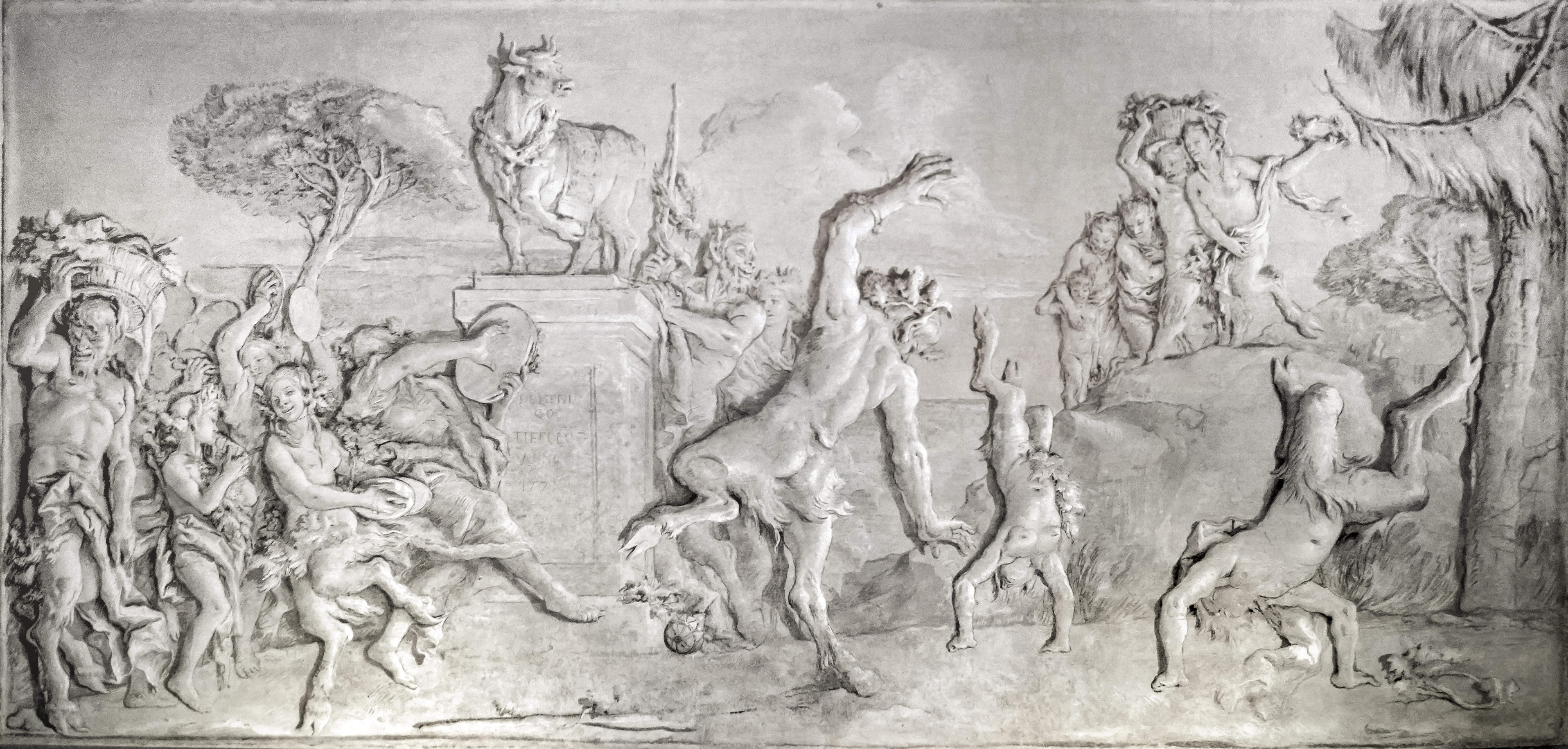
La danse des satyres
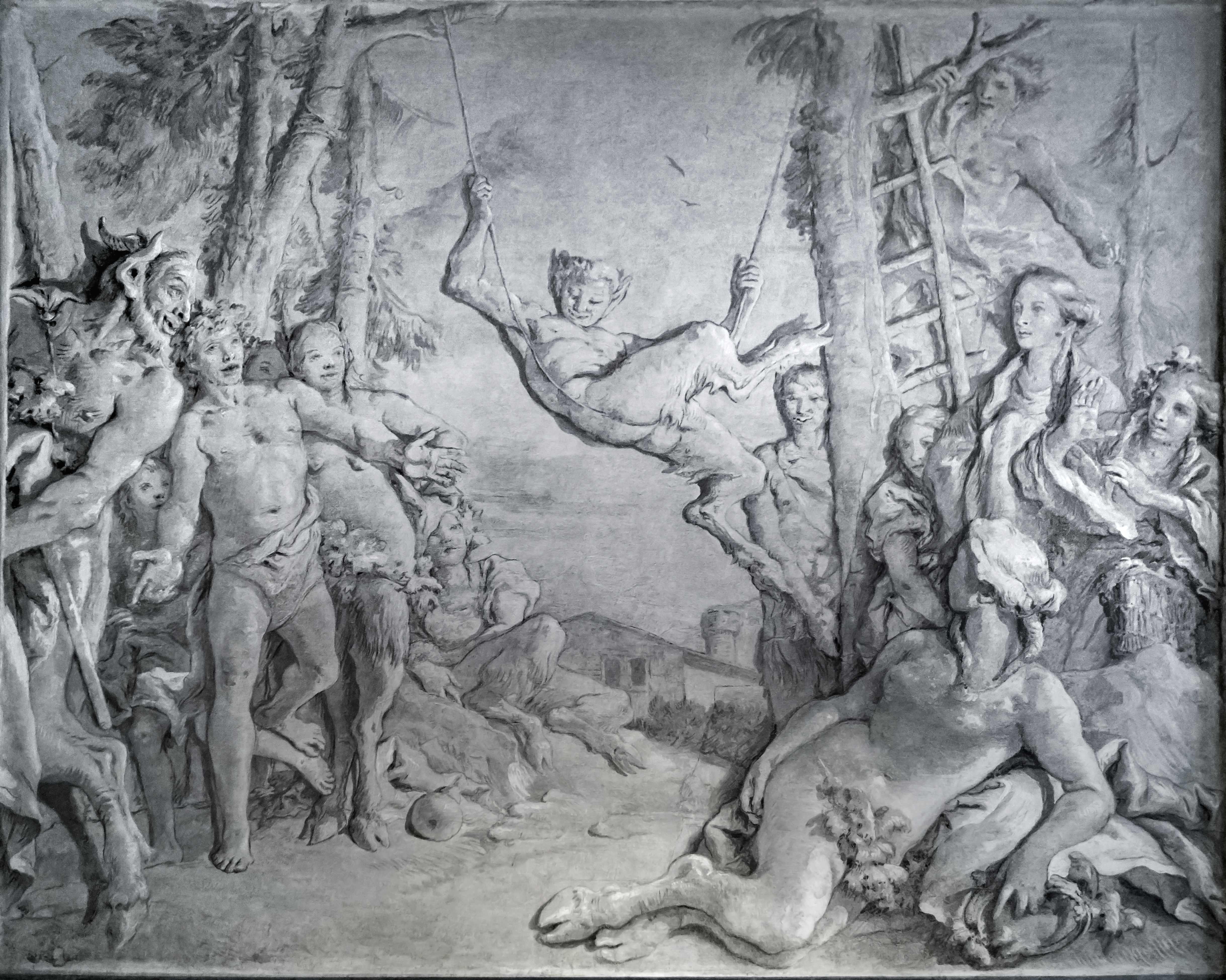
La balançoire du satyre
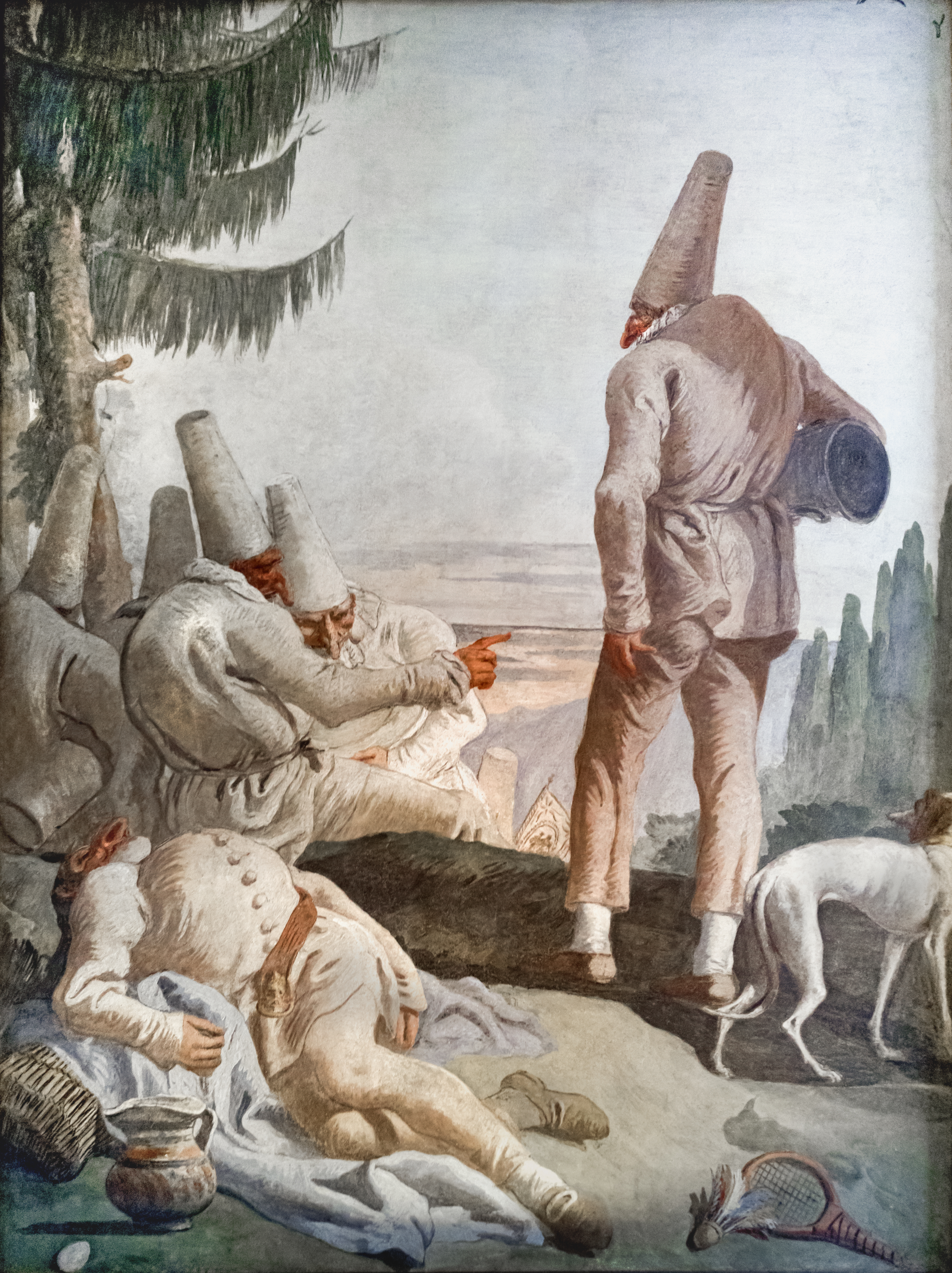
Le repos des polichinelles
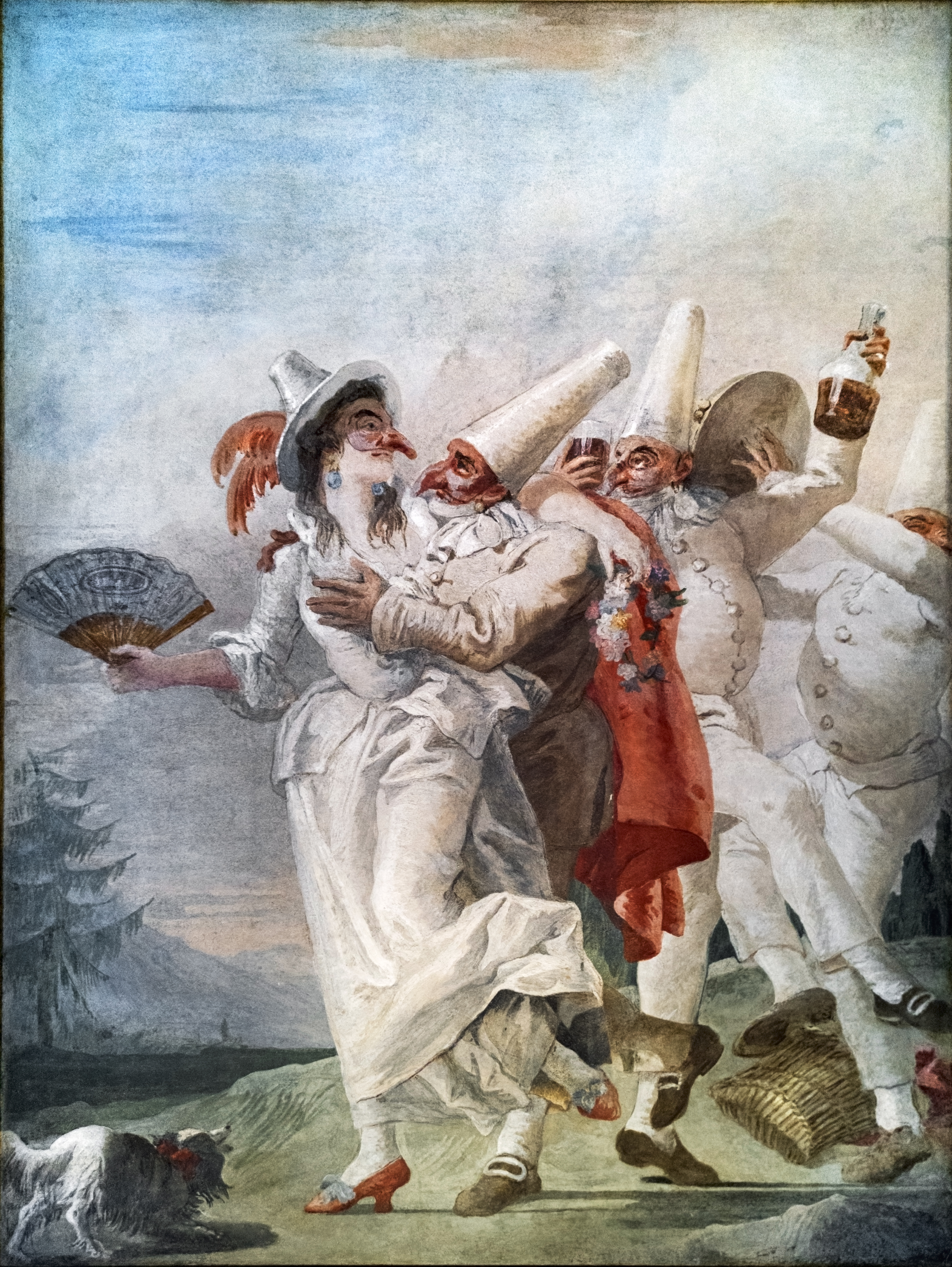
Polichinelle amoureux
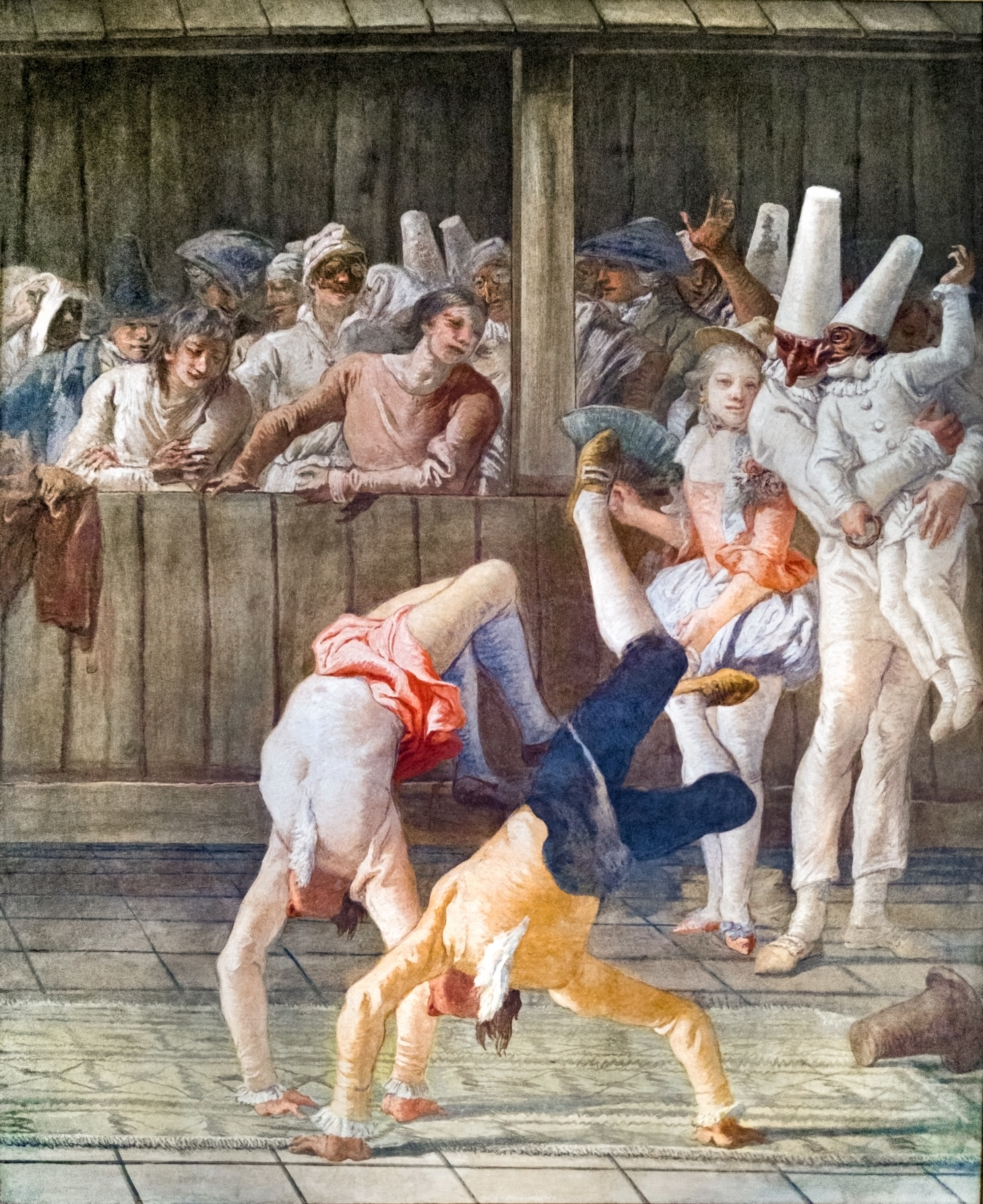
Le baraquement des saltimbanques
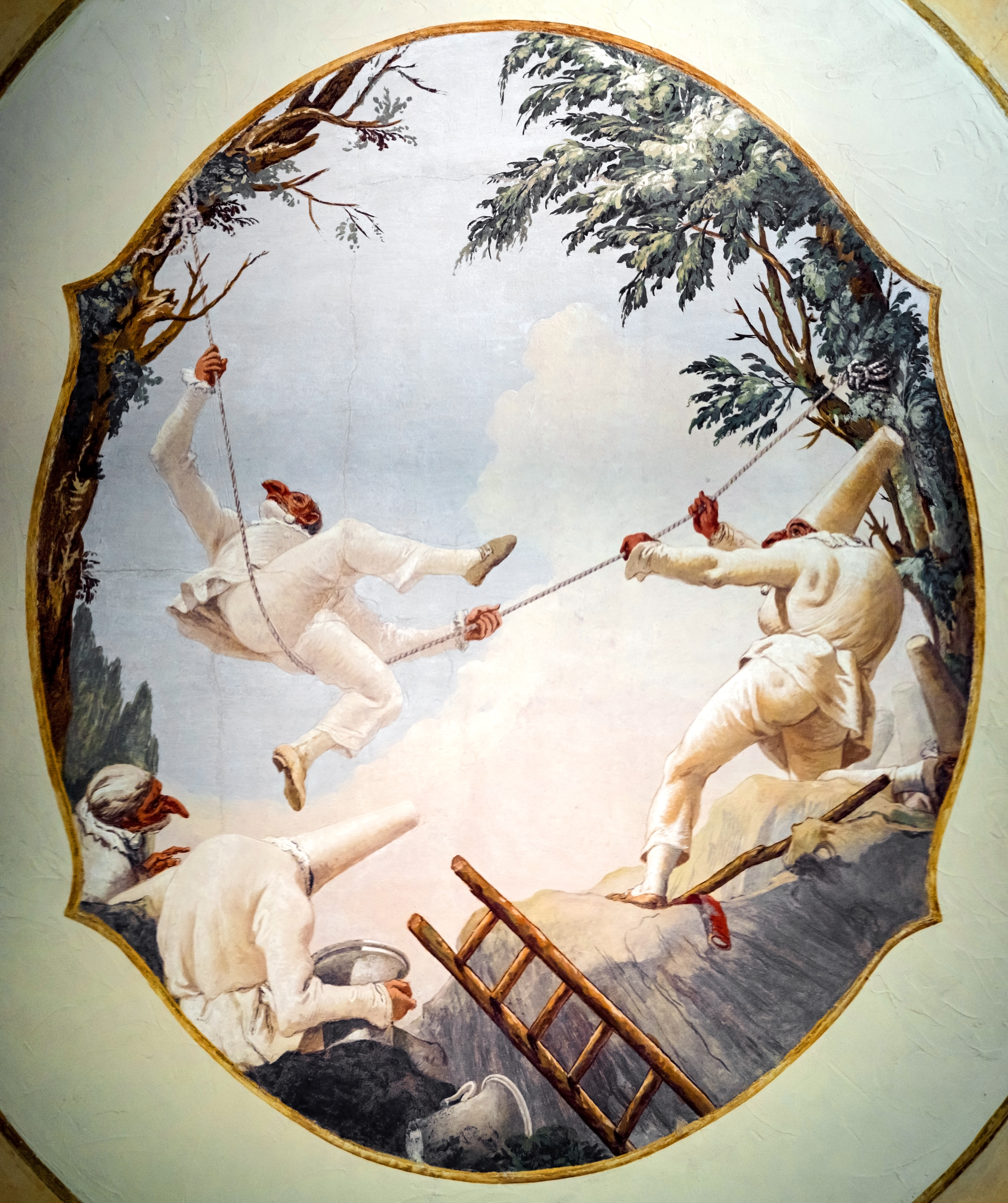
La fresque du plafond des Polichinelles
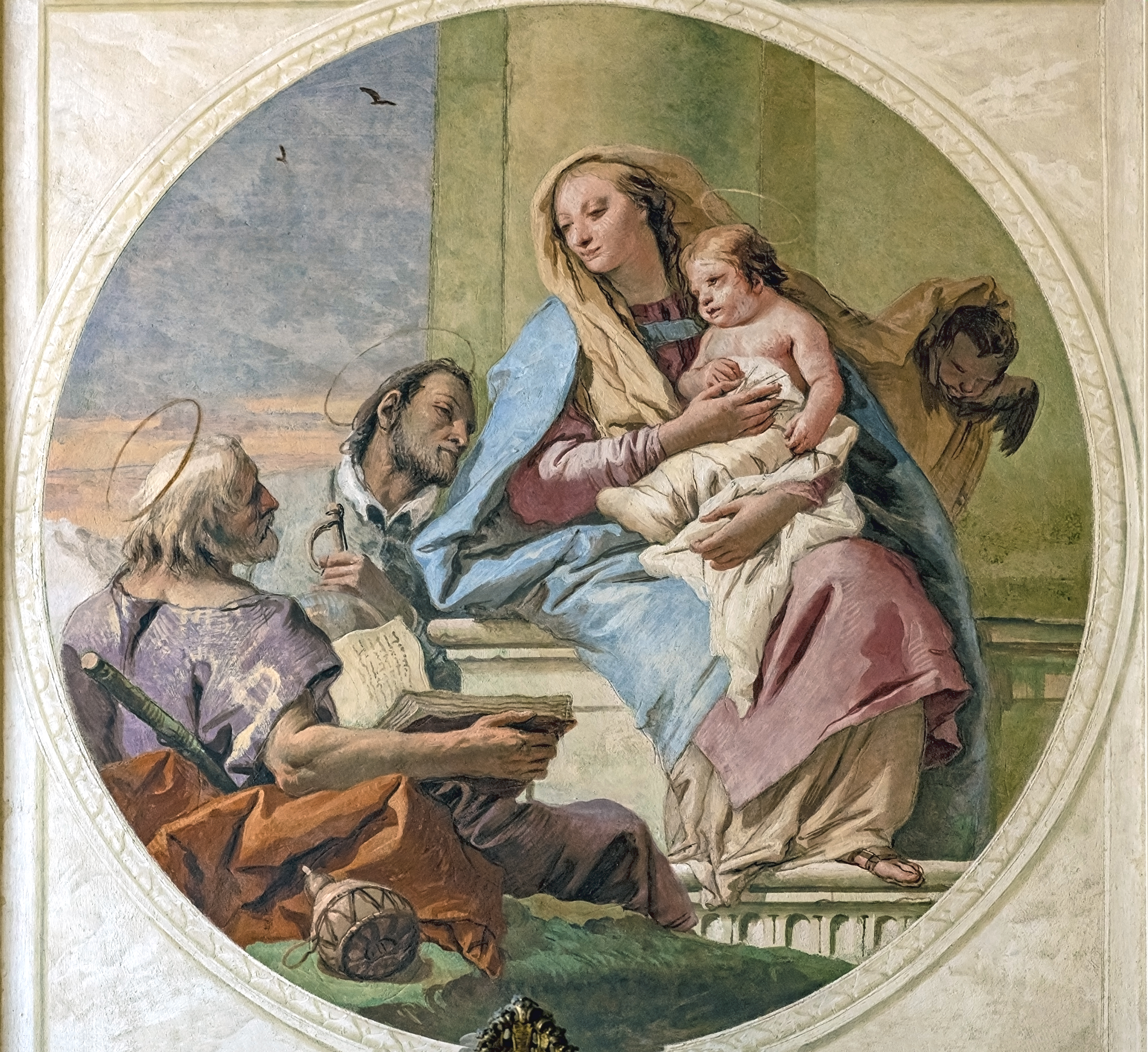
Vierge à l'enfant de la chapelle de Zianigo
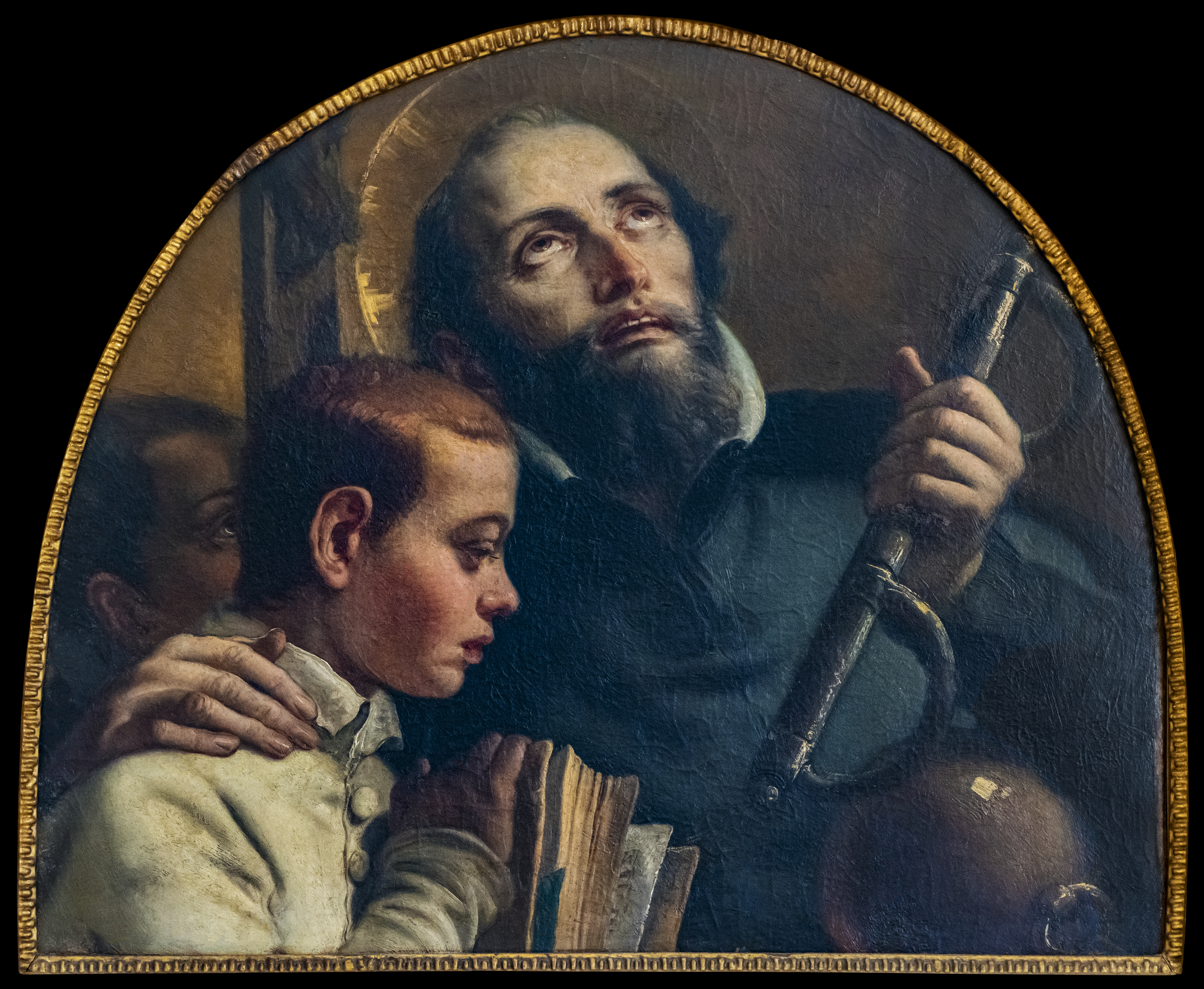
Jérôme Emilien tenant ces entraves par Giandomenico Tiepolo.

### Le troisième étage et la mezzanine - Collection Martini et Collection Mestrovich

#### Pinacothèque Egidio Martini
Egidio Martini (Venise, 4 novembre 1919 – Venise, 17 mars 2011) est un peintre et critique d'art italien. il a fait don de ses collections à la ville de Venise.
La collection d'Egidio Martini regroupe des tableaux, presque tous de l'école vénitienne, du siècle au début du XXe siècle. Cima da Conegliano, Alvise Vivarini, Bonifacio de ’Pitati; Tintoret, Schiavone, Bassano, Paolo Fiammingo, Sustris; Padovanino et Carpioni, Pietro Vecchia et Giovanni Segala, Palma il Giovane, Bernardo Strozzi, Francesco Maffei, Langetti, Pietro Liberi; Balestra, Niccolò Bambini et jusqu'à Piazzetta, Nicola Grassi, les Tiepolo, Longhi, Rosalba, Sebastiano et Marco Ricci, Pellegrini, Amigoni, Diziani, Antonio Marini, Zuccarelli et Zais. Après le XVIIIe siècle, arrivèrent Giuseppe Bernardino Bison, Natale Schiavoni, Ippolito Caffi, Mancini et Emma Ciardi, cette liste ne rassemblait qu'une sélection des artistes présents dans la pinacothèque.

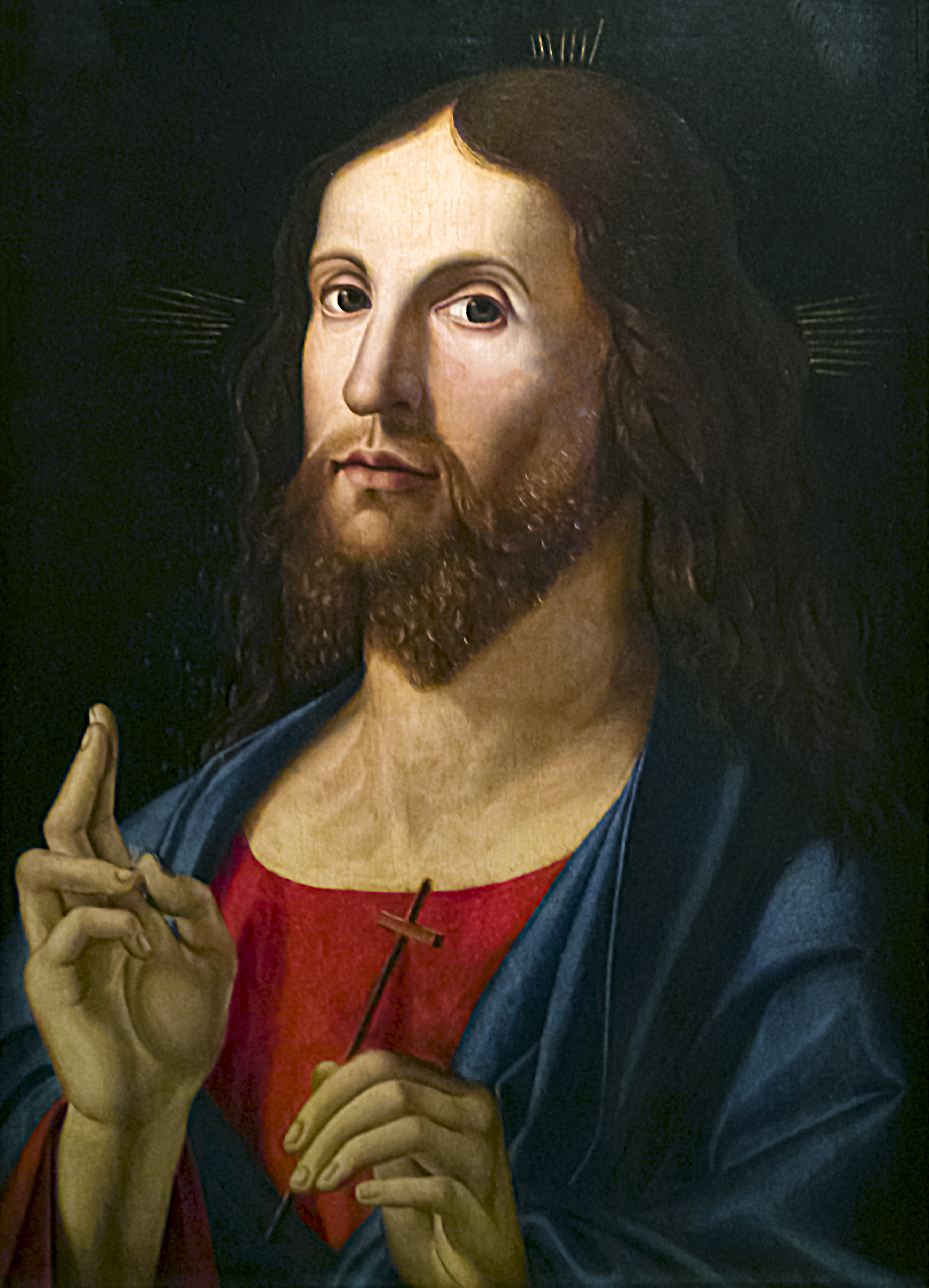
Christ bénissant - Alvise Vivarini
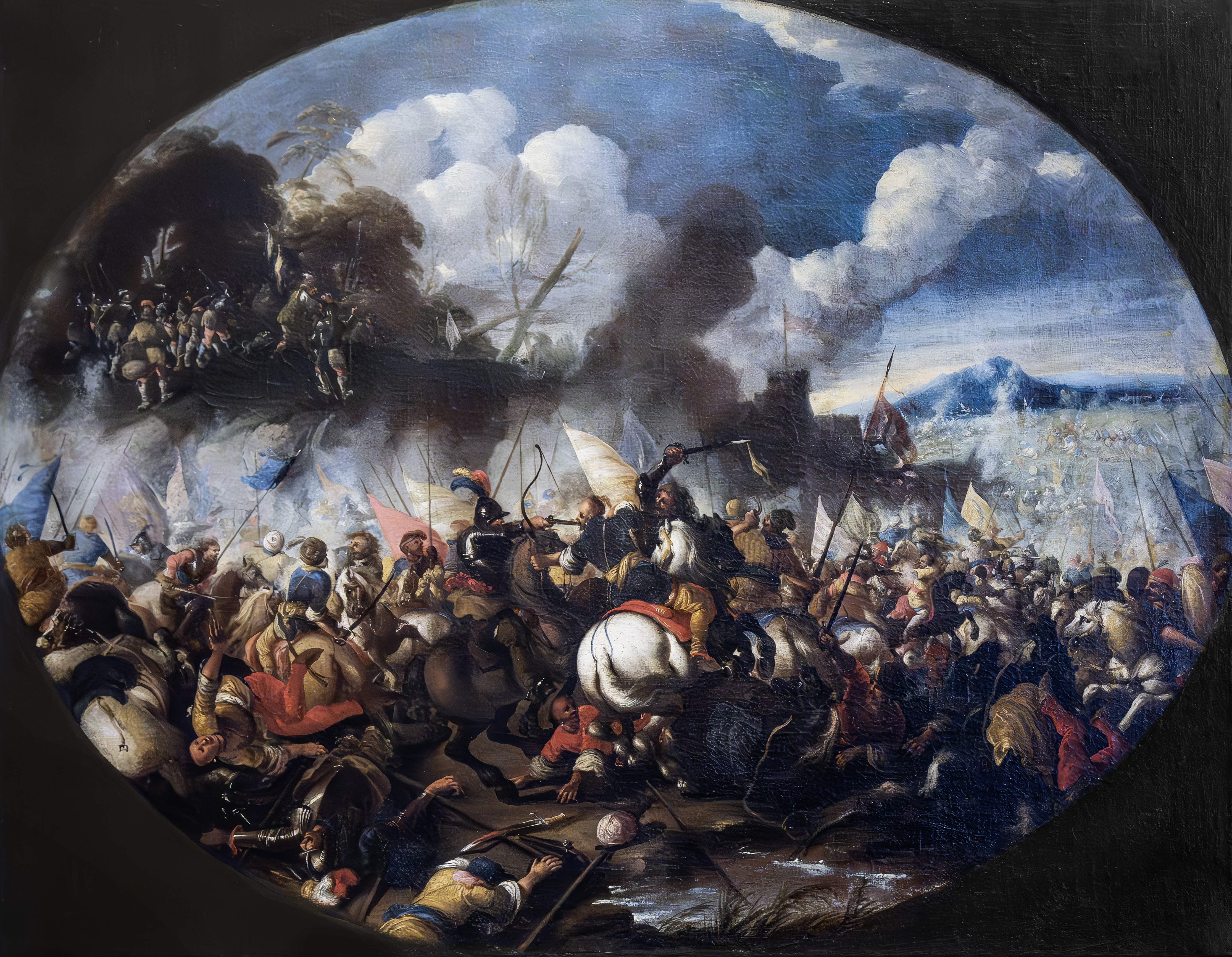
Scène de bataille Cl. I n. 1677 Matteo Stom
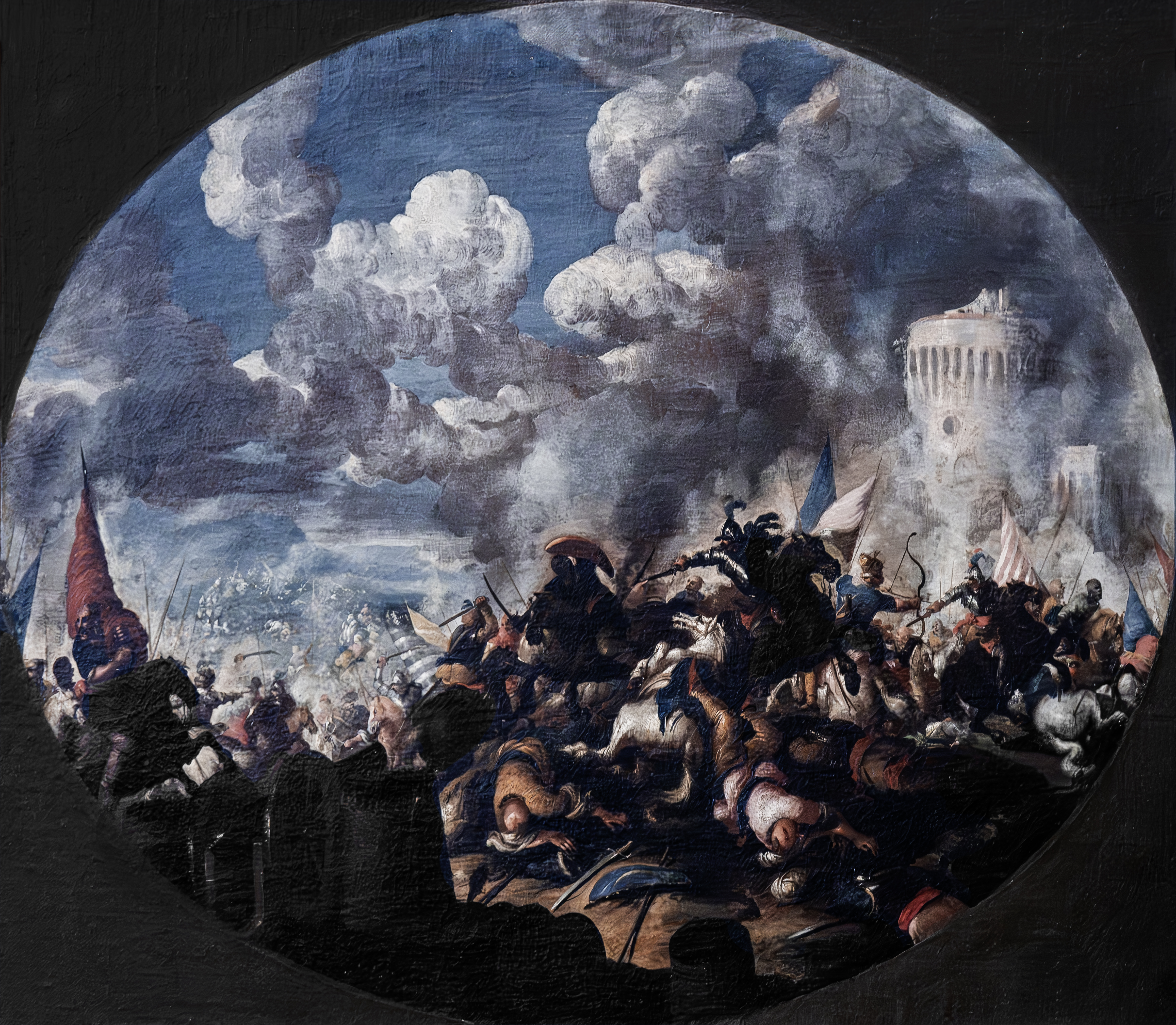
Scène de bataille Matteo Stom
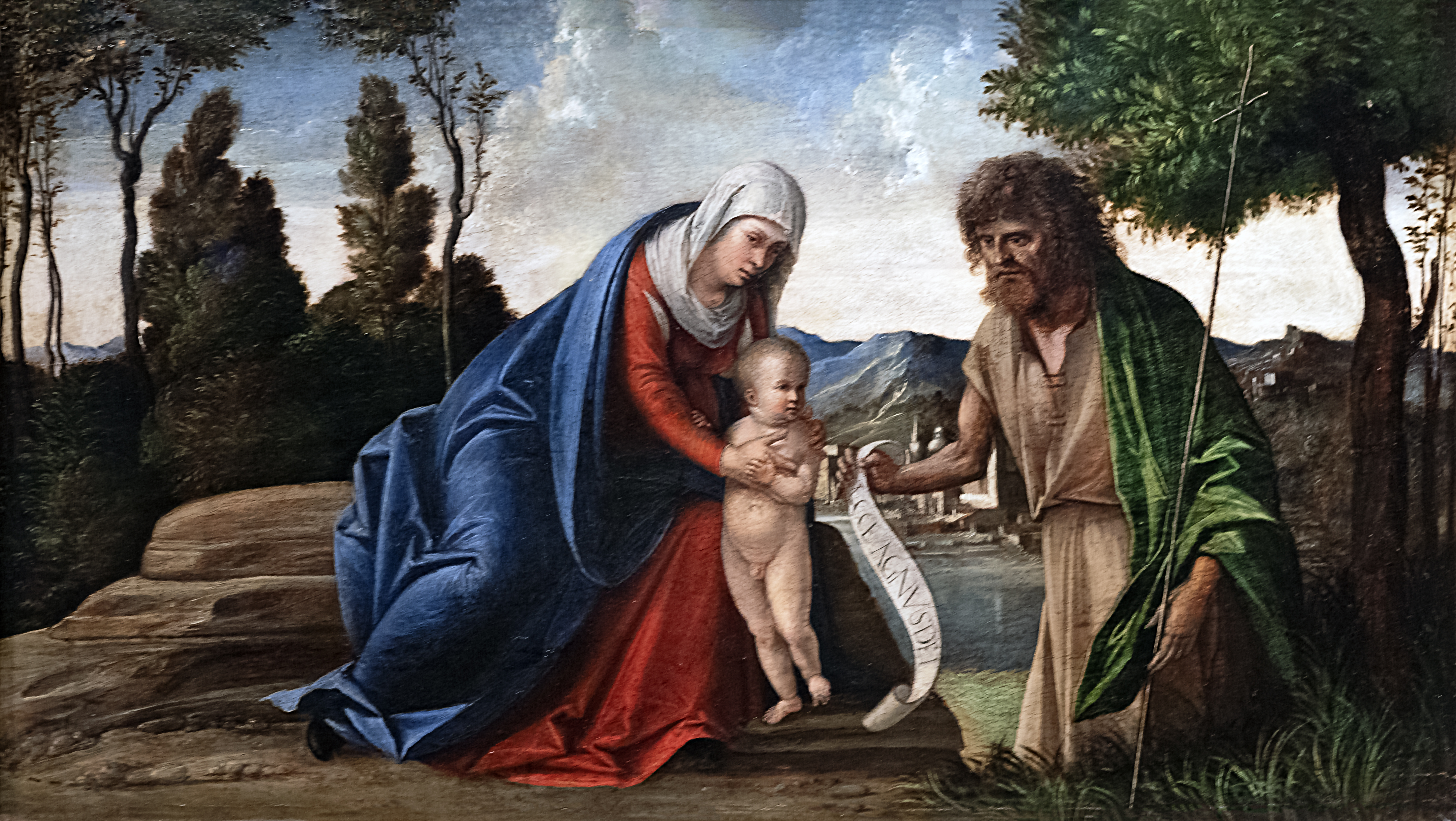
Vierge à l'Enfant avec St Jean l'évangéliste par Benedetto Diana
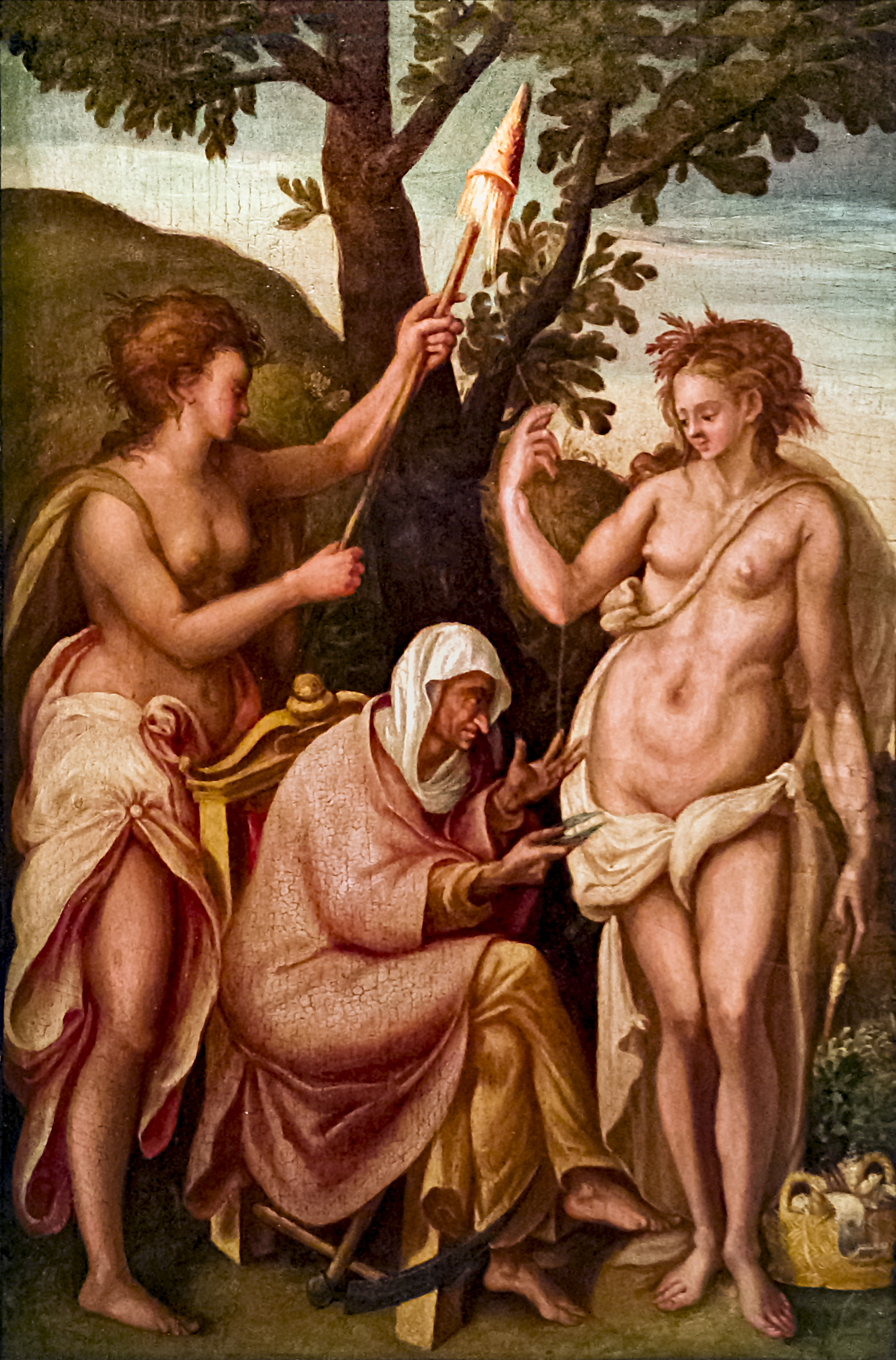
Les Parques - Francesco d'Ubertino
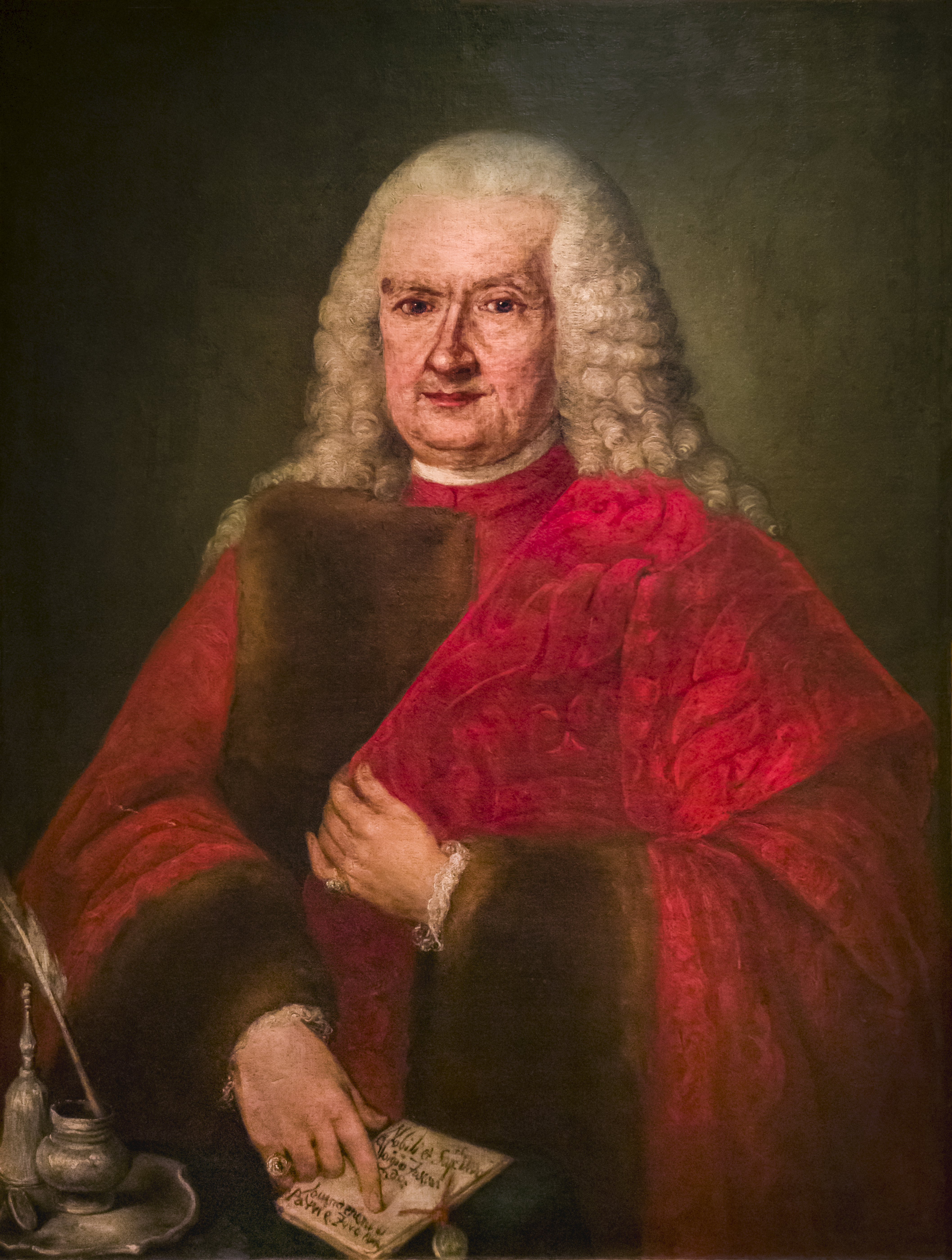
Aloisio Foscari par Alessandro Longhi
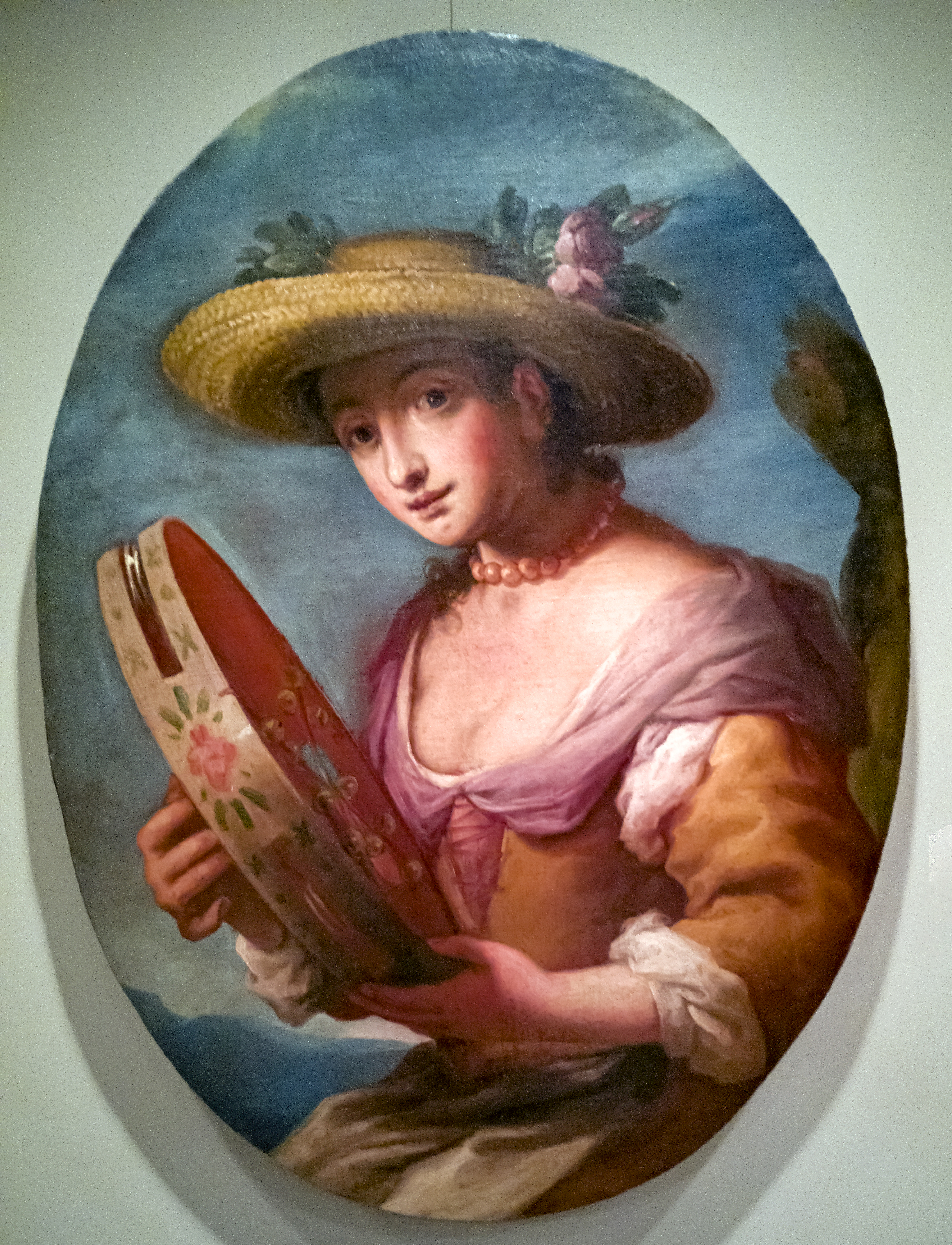
Jeune fille au tambourin par Antonio Zanchi
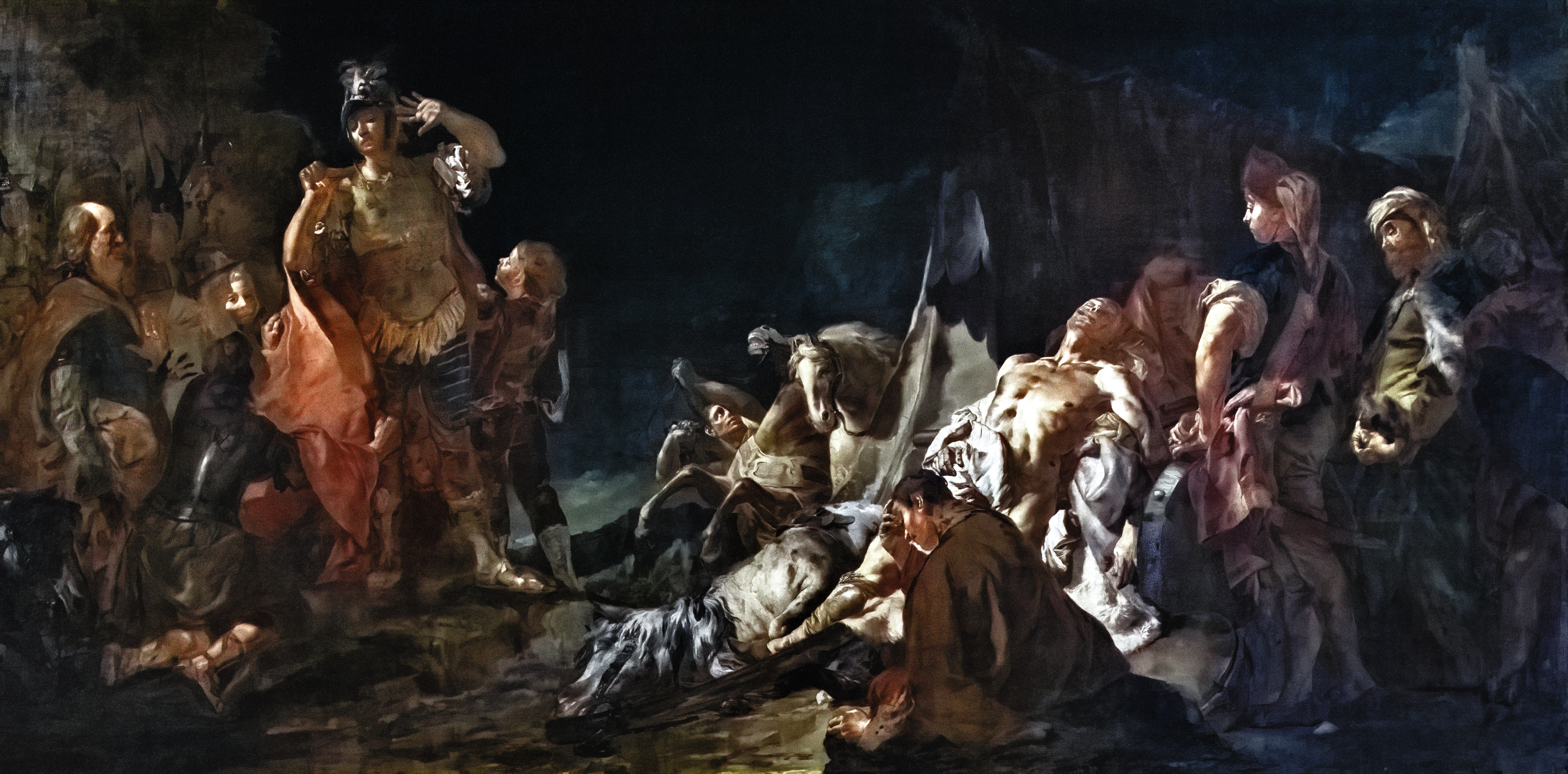
La Mort de Darius par  Giambattista Piazzetta
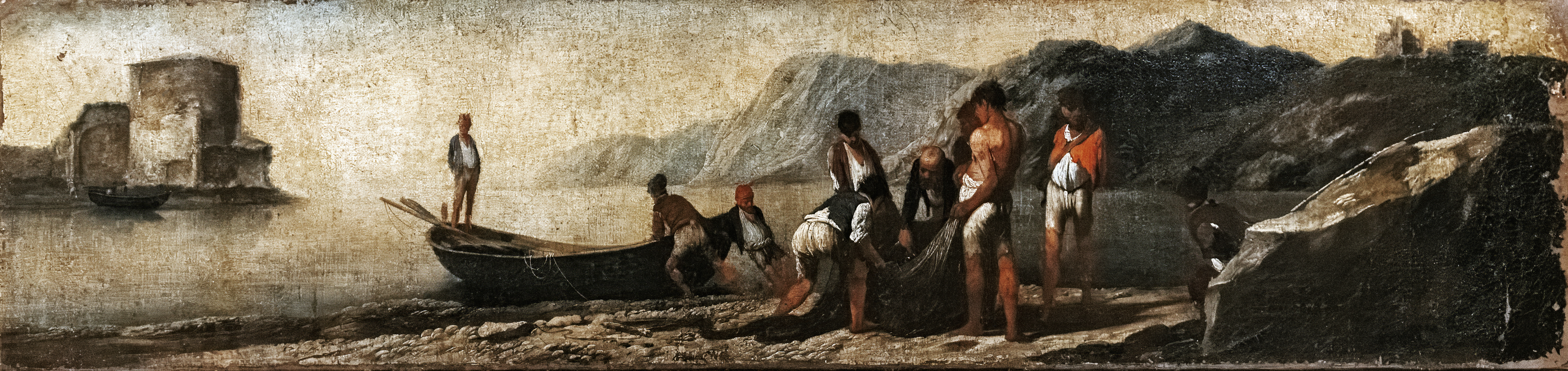
Porto di mare con barca e pescatori (Port maritime avec bateau et pêcheurs) par Antonio Travi
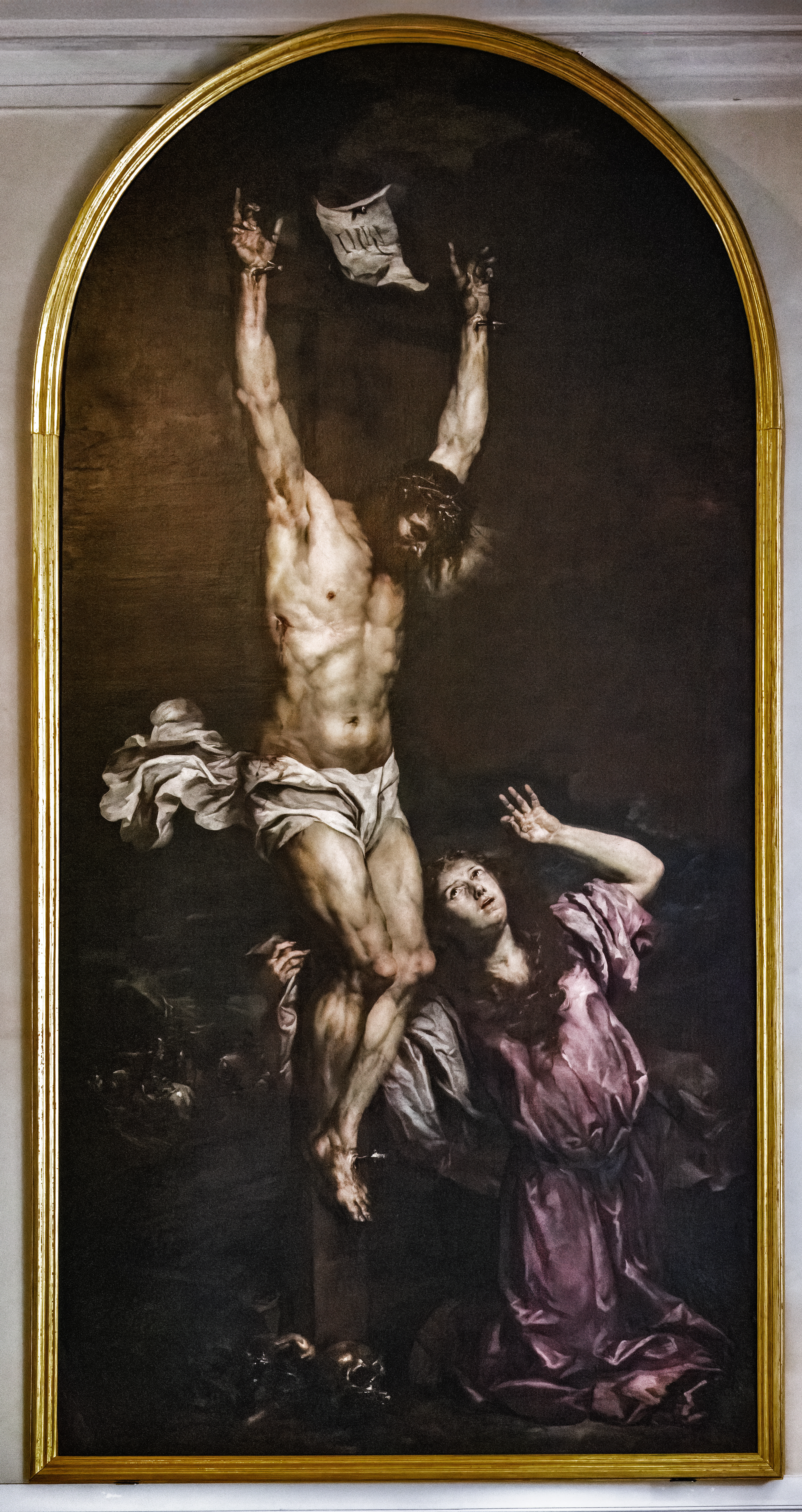
Christ en croix et Marie Madeleine par Giovan Battista Langetti
Putti jouant avec un léopard par Gaspare Diziani